# Château de Chenonceau
Le château de Chenonceau est un château de la Loire situé en Touraine, sur la commune de Chenonceaux, dans le département d'Indre-et-Loire en région Centre-Val de Loire.
Chenonceau, avec sa célèbre galerie à deux étages qui domine le Cher, est l'un des fleurons de l'architecture du Val de Loire. Ses emprunts à l'Italie et ses caractéristiques françaises sont clairement perceptibles.
Chenonceau est construit, aménagé et transformé par des femmes aux tempéraments très différents. Il est édifié par Katherine Briçonnet en 1513, enrichi dès 1547 par Diane de Poitiers, qui le reçoit en cadeau d'Henri II, et agrandi sous Catherine de Médicis. Il devient un lieu de recueillement avec « la reine blanche », Louise de Lorraine, puis il est sauvegardé par Louise Dupin au cours de la Révolution française et enfin, métamorphosé par Madame Pelouze.
En référence au grand nombre de personnalités féminines qui en ont eu la charge, il est surnommé « le château des Dames ».
Le domaine privé de Chenonceau est ouvert à la visite et appartient à la famille Menier depuis 1913.
Le château est classé au titre des monuments historiques depuis son inscription sur la liste de 1840 et le parc par arrêté en date du 7 novembre 1962. L'édifice et son environnement sont intégrés à la région du Val de Loire, classé au patrimoine mondial de l'UNESCO, depuis le 9 juillet 2017.

## Histoire

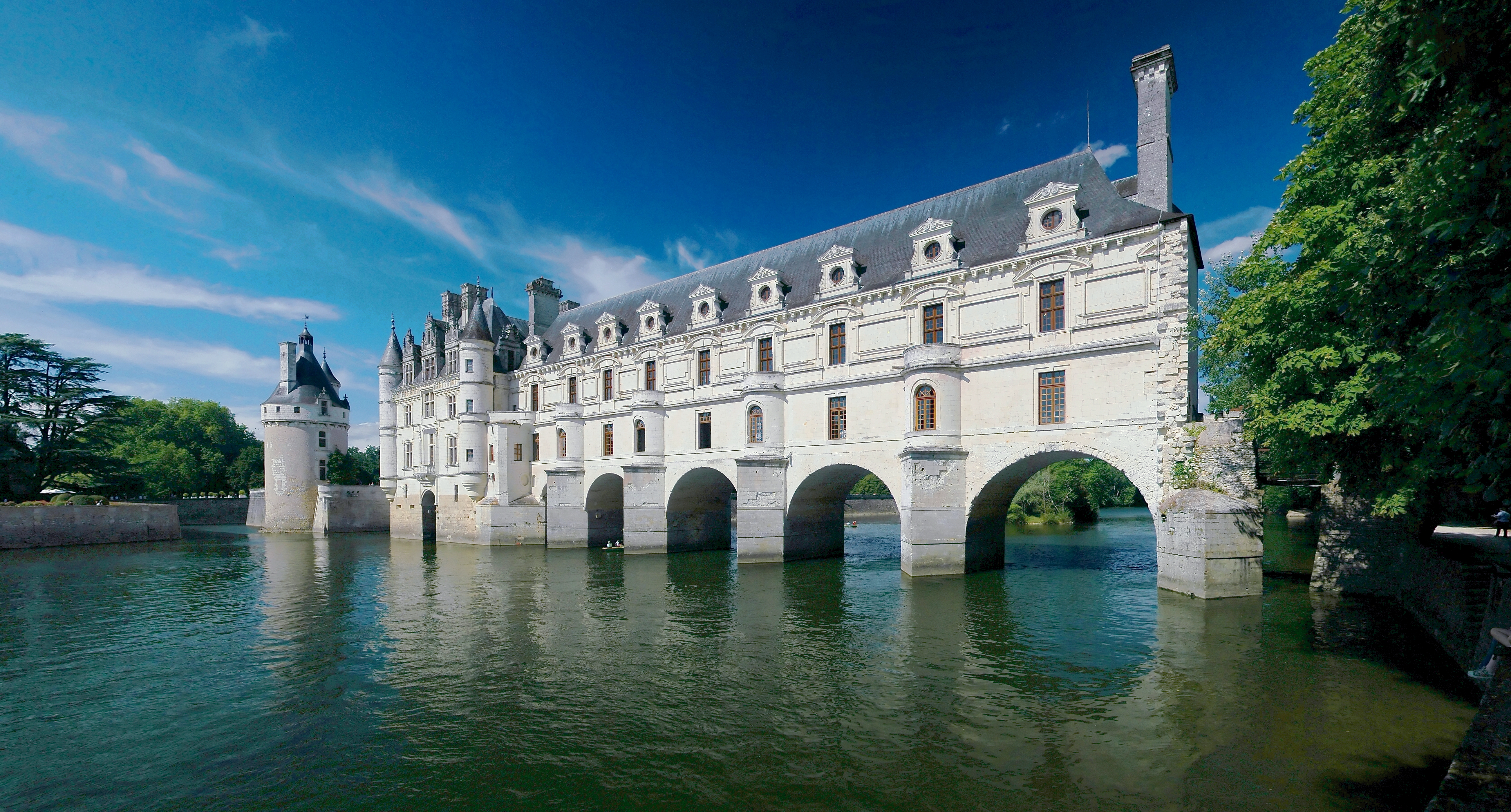
Le château de Chenonceau, sur le Cher en Touraine (région Centre, France). Ce château de la Loire fut bâti par Thomas Bohier et son épouse Katherine Briçonnet, mais c’est à Catherine de Médicis que l’on doit les galeries sur la rivière.

### Famille Marques

#### Les origines du château
Le premier château édifié à Chenonceau remonte au XIIIe siècle, ainsi qu'un moulin fortifié datant de 1230, date à laquelle la seigneurie de Chenonceau est aux mains de la famille Marques, originaire d'Auvergne ou de la Marche. Le pont n'existe pas encore, il ne sera construit que bien plus tard. Ainsi, la fonction stratégique du premier château ne réside pas dans un quelconque contrôle du passage d'une rive à l'autre, mais davantage dans une gestion du trafic fluvial sur le Cher, entre la Sologne et le Berry d'un côté, et la Touraine et l'Anjou de l'autre.
Le Cher est alors largement utilisé dans le transport de bois, de matériaux de construction, de sel, de vin, et de fourrage. Le château subit les dévastations de la guerre de Cent Ans, époque durant laquelle Jean Marques se dresse contre le dauphin Louis de Guyenne, chef du conseil du Roi, et livre Chenonceau aux troupes anglaises. Chenonceau est repris par les Français en 1411, grâce à la victoire de Boucicaut dans les prés du Vintin. Le château est alors brûlé et rasé, ainsi que celui des Houdes et le petit Château-Gaillard situé dans le bois de Grateloup à Saint-Georges-sur-Cher, eux aussi propriété de la famille Marques.
Plus tard, Jean II Marques sollicite Charles VII dans le but de reconstruire un château sur le domaine. L’autorisation lui est donnée par lettres patentes en 1432. Le château est alors reconstruit à un autre emplacement, et présente une architecture nouvelle : appuyé au Cher, il délimite un espace presque carré (de 50 × 55 m), terrassé et maçonné, entouré sur trois côtés de fossés d'eaux vives, le Cher fermant le quatrième en isolant le bâtiment. Il est cantonné aux angles de quatre tours rondes, les bases baignant dans les douves, munies de courtines, entre lesquelles se dressent les corps de logis, interrompus par les fortifications de la porte d’entrée. De ce château féodal ne subsiste de nos jours que la tour sud-ouest, connue sous le nom de « tour des Marques ». Derrière le château, sur les rives du Cher, est bâti un moulin sur deux piles de pierre.

### Thomas Bohier et Katherine Briçonnet

#### Acquisition du domaine

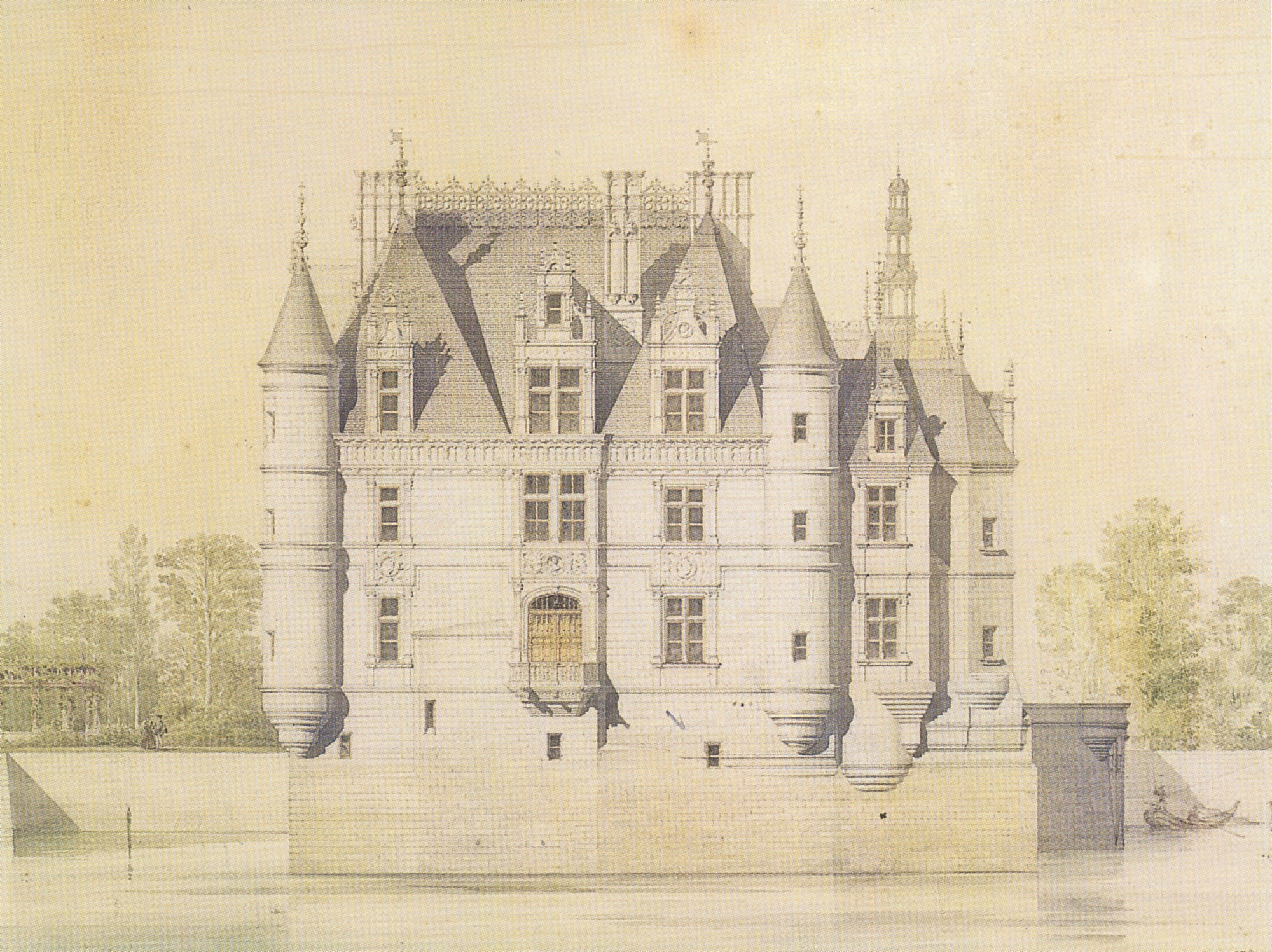
Restitution de la façade sud sur le Cher, du château de Thomas Bohier. Dessin de Félix Roguet.

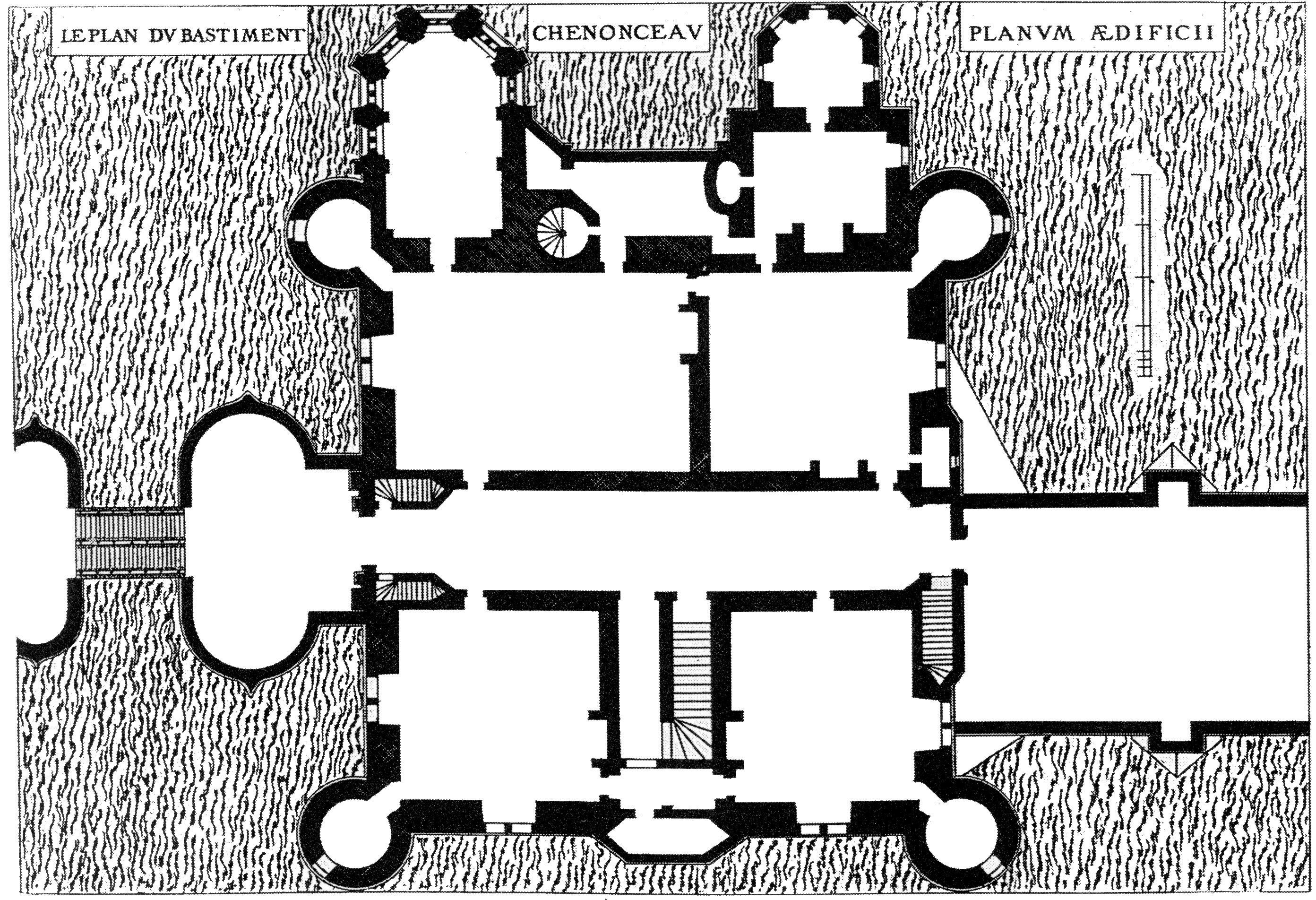
Plan du logis par Jacques Androuet du Cerceau.

L’un des successeurs de Jean II, Pierre Marques, épouse Martine Bérart, fille d'un trésorier de France et maître d’hôtel de Louis XI. Une mauvaise gestion du domaine entraîne la famille dans de graves difficultés financières, qui conduisent à la saisie du fief le 3 juin 1496. Thomas Bohier, bourgeois de Tours récemment anobli, s'en porte acquéreur pour 7 374 livres tournois. Les Marques se retirent ainsi au manoir du Couldray, à Saint-Martin-le-Beau. Thomas Bohier accorde à Pierre Marques et à sa femme la faculté de réméré jusqu'au 25 décembre 1498 pour 12 550 livres. Mais Pierre Marques ne pouvait s'acquitter du premier loyer. Le 9 novembre 1499, Guillaume Marques, frère de Pierre, revendique le domaine en invoquant la clause de retrait lignager, et engage des procédures en vue de le récupérer.
À son décès, sa fille Catherine Marques reprend le flambeau, et obtient en partie satisfaction, forçant Thomas Bohier à loger au château des Houdes, où il avait fait construire un logis. Catherine épouse François Fumée (le fils d’Adam Fumée), seigneur des Fourneaux. Elle engage de nouvelles procédures en vue d’acquérir également les Houdes, afin que l’ensemble des anciennes terres de la famille lui revienne.

#### Bataille judiciaire
Au terme d'une difficile bataille judiciaire, le 8 février 1512 voit la confiscation de la seigneurie de Chenonceau et son adjudication au bailliage de Tours. Catherine et François sont contraints de déménager au manoir des Fourneaux. Thomas Bohier peut ainsi librement prendre possession du domaine le 10 février 1512, dont le dernier versement se porte à hauteur de 15 641 livres. Le 17 février 1512, à Blois, il rend hommage à Louis XII, représenté pour l’occasion par l’évêque de Paris Étienne Poncher.
Bohier est un homme d'État influent et un financier habile. Notaire et secrétaire du roi en 1491, chambellan de Charles VIII, maître des comptes à Paris, il devient général des finances en Normandie. Il épouse Katherine Briçonnet, elle aussi issue d’une riche famille provinciale qui s’est enrichie en gravissant peu à peu les échelons menant aux charges les plus importantes de l'État. Thomas Bohier sert également dans l’administration de Louis XII et de François Ier. Il avait pour devise : « S'il vient à point m'en souviendra ».
Les six fiefs ainsi acquis par Thomas Bohier sont érigés en châtellenie, dépendante de la baronnie d’Amboise, couvrant près de 1 680 ha, sur une dizaine de paroisses, en février 1514. Il rend hommage le 27 février 1515 à Reims, au jeune François Ier tout juste sacré.

#### Construction du château Renaissance
Thomas Bohier et sa femme Katherine Briçonnet vont entreprendre de nombreux travaux, amorçant la transformation du domaine, et sa mue vers ce que nous observons aujourd’hui. Il rase l’ancien château des Marques. La plate-forme d’origine est gardée mais ne devient qu’une esplanade d’accès au nouveau château. Ce nouveau logis est édifié sur les piles de l’ancien moulin. Des anciens bâtiments, ne restent que la tour des Marques et le puits attenant. Les travaux durent de 1513 à 1521, et sont surtout dirigés par Katherine Briçonnet, pendant les longues absences de son mari.
Thomas Bohier meurt dans l'année 1524 en Italie. Sa veuve disparaît deux ans après, le 3 novembre 1526. Un contrôle des comptes publics met en évidence des détournements de fonds de Thomas Bohier. François Ier impose alors une forte amende à ses héritiers. Le roi réclame près de 190 000 livres au fils de Thomas, Antoine II Bohier. Le 28 mai 1535 à Abbeville, il cède au roi les domaines de Chenonceau et des Houdes pour 90 000 livres, la vicomté d'Orbes pour 10 000 livres, les greffes de Senlis et de Meaux pour 9 000 livres. Il s'engage à verser en numéraire 41 000 livres, soit un montant total de 150 000 livres. François Ier fait don de la différence à Antoine Bohier, en reconnaissance des services rendus à la monarchie par sa famille. Ainsi, Chenonceau, propriété de la Couronne, devient résidence royale.

### FrançoisIer

#### Propriété royale
Le document de transmission en 1535 est paraphé au nom du roi par Anne de Montmorency, duc, pair de France, maréchal, Grand maître et premier baron de France. Philibert Babou de la Bourdaisière, surintendant des finances, maire de la ville de Tours, prend possession pour le roi du château de Chenonceau et en devient l'intendant. Du fait de sa situation précaire et dans l'incertitude du devenir de Chenonceau, Antoine Bohier n'a réalisé aucun entretien de son patrimoine et encore moins les réparations indispensables.
François Ier se trouve en possession d'une propriété à l'abandon. Contre toute attente, le roi n'entreprend pas de rénovation, ni construction ou décoration de Chenonceau. Son empressement à se rendre acquéreur du château n'est suivi d'aucun effet. L'attention du souverain se porte sur Chambord, Fontainebleau ou Villers-Cotterêts, et jusqu'à la fin de son règne Chenonceau reste dans le même état. François Ier et la Cour, revenant d'Aigues-Mortes après la signature de la trêve de Nice avec Charles Quint, séjournent à Chenonceau au mois d'août 1538. Une partie de chasse au printemps 1545 amène le monarque à Chenonceau, où le gibier abonde dans les forêts avoisinantes. Les déplacements, comme le veut l'usage, sont effectués avec une longue suite de chariots transportant mobilier, vaisselle, linge et tapisseries. Le château avait perdu beaucoup de son mobilier et bien loin était la prospérité du temps de Thomas Bohier.

### Diane de Poitiers

#### Don du roi Henri II

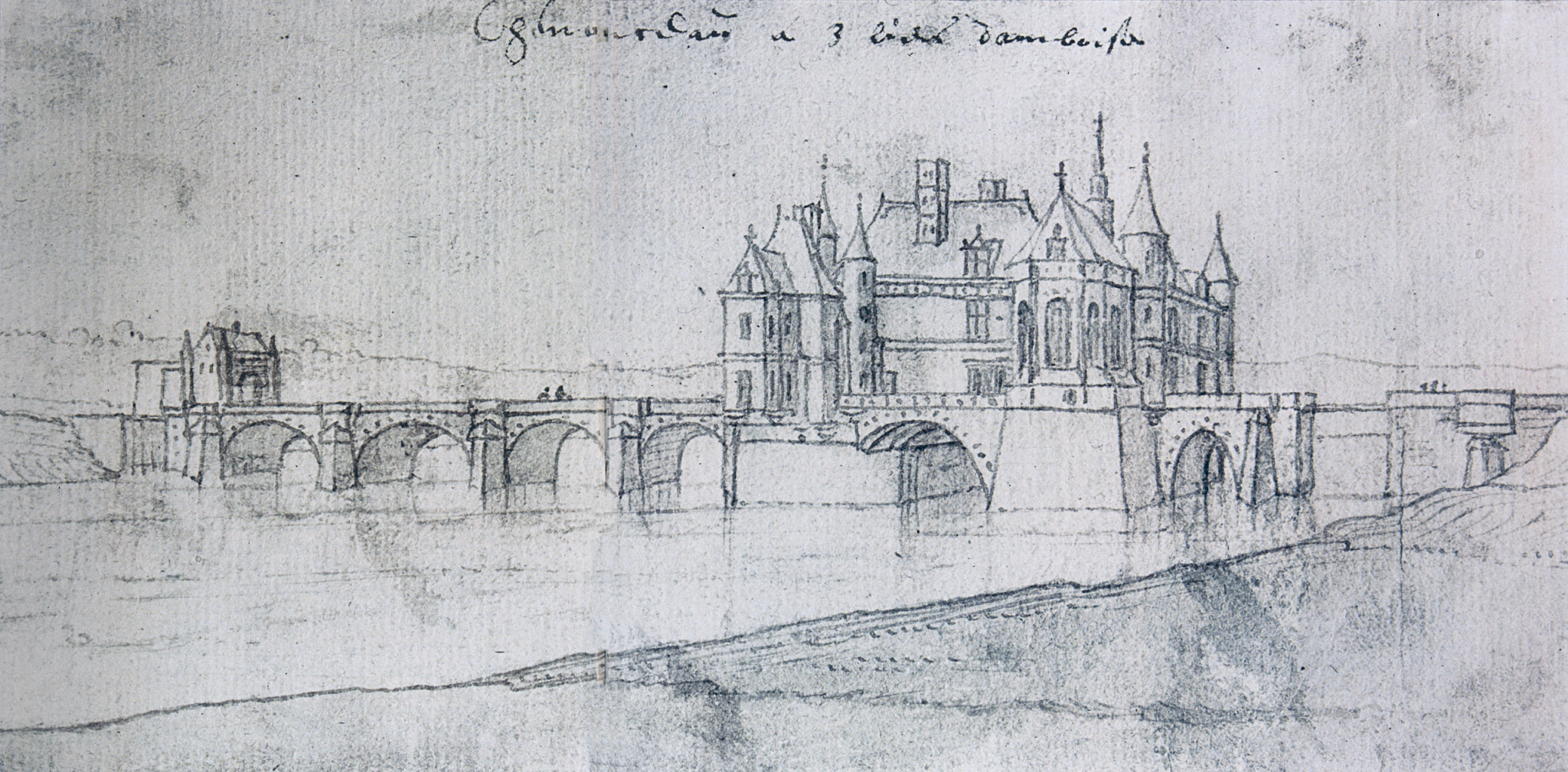
Dessin de Chenonceau après la construction du pont en 1559 et avant celle des galeries en 1576. À gauche, le petit châtelet qui abrite un pont-levis pour accéder aux jardins de la rive gauche du Cher.

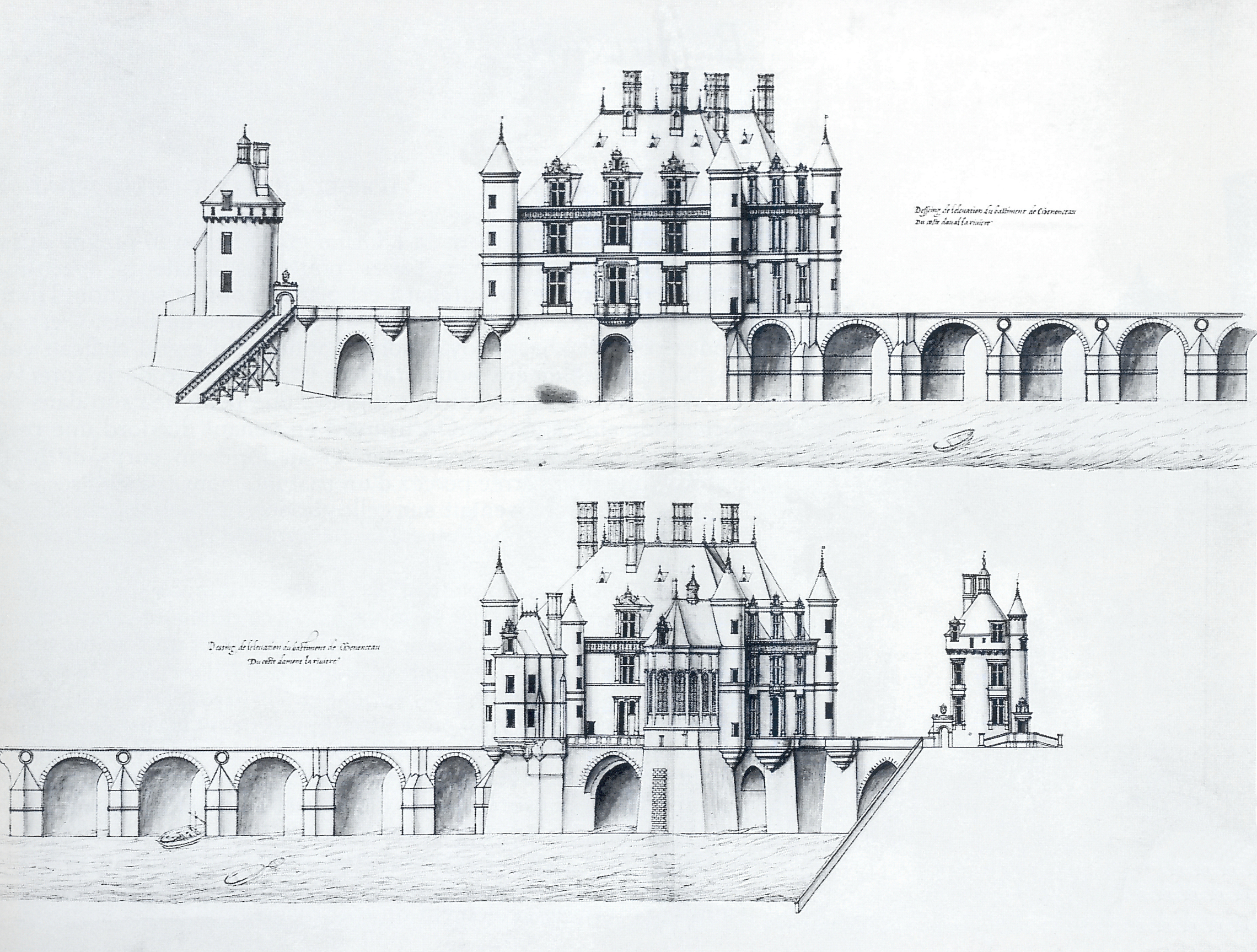
Château de Chenonceau vers 1570
par Jacques Androuet du Cerceau.
Gravure de cuivre, British Museum, Londres.

François Ier meurt d'une septicémie à Rambouillet, le 31 mars 1547. Moins de trois mois après, son fils Henri II offre Chenonceau à sa favorite Diane de Poitiers, duchesse de Valentinois et jeune veuve du vieux maréchal de Brézé. Cette donation est confirmée par lettres patentes à Saint-Germain-en-Laye, au mois de juin 1547. Diane de Poitiers fait aménager sur la rive droite du Cher le jardin qui porte son nom. Au printemps 1551, cet espace de deux hectares est protégé des inondations par une levée de terre. Le terrain est entouré de fossés, renforcé avec des murs en pierres, eux-mêmes soutenus par des contreforts en maçonnerie. Les déblais versés à l'intérieur permettent l'élévation de terrasses et la réalisation d'un parterre. Ce chantier monopolise une main d'œuvre considérable. Au début de 1552, la duchesse de Valentinois fait appel aux grands seigneurs et possesseurs des jardins de la Touraine pour les plantations, comme Jean Babou de la Bourdaisière, Jean Paul de Selve ou son cousin Simon de Maillé-Brézé, qui délèguent leurs jardiniers.

#### La construction du pont
La même année, Diane de Poitiers reçoit dans son nouveau domaine le roi Henri II, Catherine de Médicis et toute la Cour. Elle confie à l'architecte Philibert Delorme, alors dans toute la faveur royale, le soin de construire un pont reliant le château à la rive gauche afin d'y créer de nouveaux jardins et d'accéder à de plus grandes chasses. Ce pont fait partie des plans originels des Bohier. Les travaux commencent au printemps 1556 et, après bien des vicissitudes, s'achèvent avant la fin de l'année 1559 pour un coût estimé à plus de 9 000 livres. Mais le roi ne pourra pas inaugurer cet ouvrage, car il est mortellement blessé à Paris lors d'un tournoi le 30 juin 1559 par le capitaine de sa garde écossaise, Gabriel Ier de Montgommery.

### Catherine de Médicis

#### Restitution du château à la Couronne

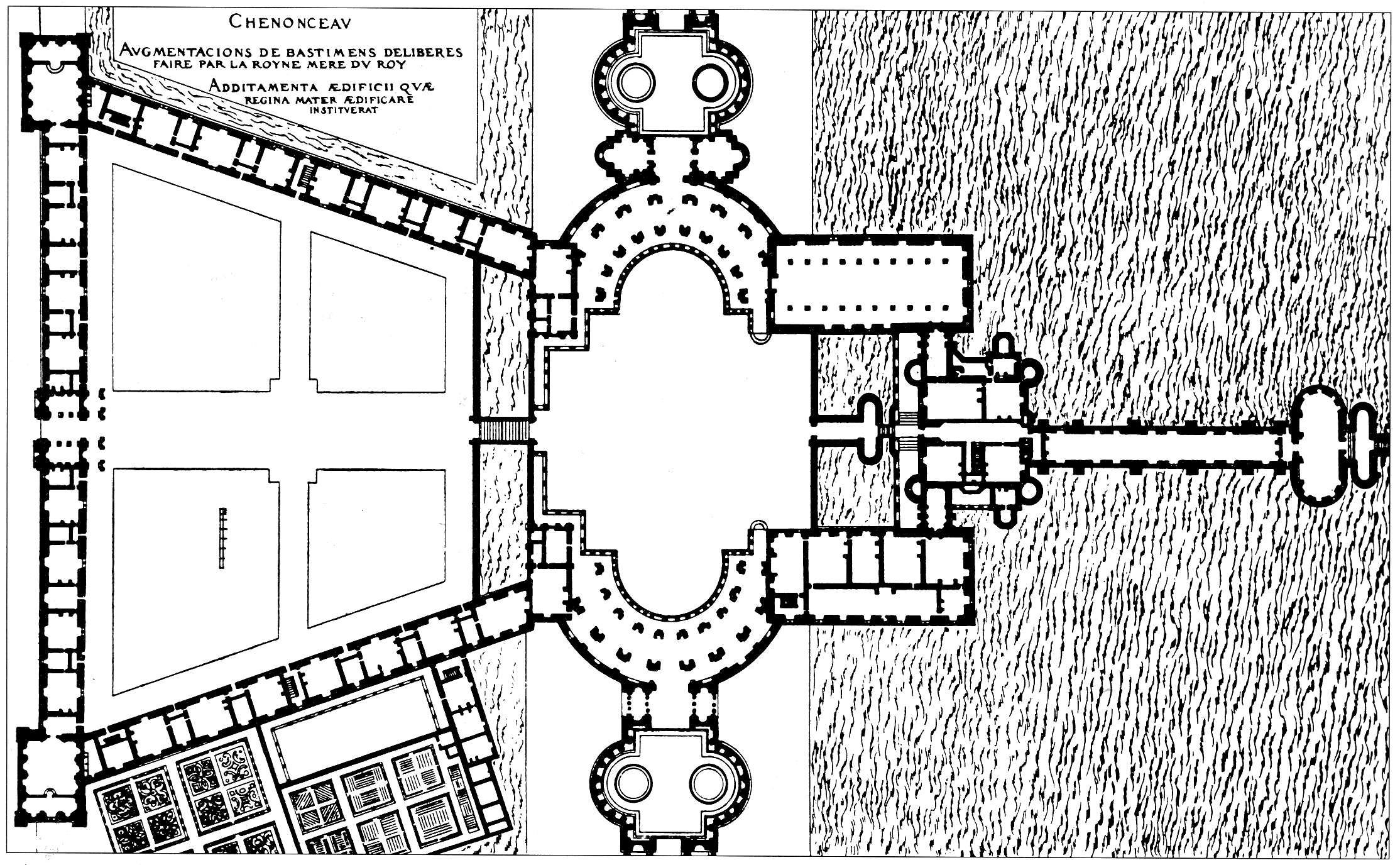
Le plan du château retenu par Catherine de Médicis, mais qui ne verra jamais le jour.

À la disparition d'Henri II, survenue le 10 juillet 1559, Catherine de Médicis contraint sa rivale Diane de Poitiers à restituer Chenonceau à la Couronne et à accepter en échange le château de Chaumont-sur-Loire, dominant la Loire, entre Blois et Amboise. L'acte de transfert est scellé à Blois dès la fin de l'année 1559 et confirmé au château de Chinon, le 10 mai 1560. Au mois de mars 1560, la conjuration d'Amboise est réprimée dans le sang. Reine-mère après l'accession au trône de son fils aîné, François II, Catherine de Médicis juge favorable le moment de divertir la Cour pour oublier, un temps, l'horreur des massacres. Une fête est donc donnée en l'honneur du jeune roi et de son épouse Marie Ire d'Écosse, née Marie Stuart, à Chenonceau. Le grand ordonnateur de ces réjouissances est Francesco Primaticcio, dit Le Primatice, qui succède dans la charge de surintendant des bâtiments royaux à Philibert Delorme, disgracié deux jours après la mort d'Henri II. Le 31 mars 1560, le cortège royal arrive à Chenonceau et après des festivités mémorables, prolonge son séjour jusqu'au 6 avril. François II, les reines et la Cour se rendent ensuite à l'abbaye de Marmoutier, avant de revenir quelques jours à Chenonceau et rejoindre le château d'Amboise. François II meurt à Orléans le 5 décembre 1560, à l'âge de seize ans après seulement dix-sept mois de règne. Le 21 décembre 1560, le Conseil privé nomme Catherine de Médicis, « gouvernante de France ». Charles IX, dix ans, succède à son frère. Commencent alors pour le royaume, en 1562, les guerres de religion.

#### Premiers aménagements
Catherine décide l'embellissement de sa résidence des bords du Cher. L'aménagement du parc de Francueil débute en 1561. Le parterre de Diane est modifié et Catherine de Médicis crée son propre jardin, en aval de la terrasse des Marques. La fontaine du Rocher voit le jour ainsi que le « jardin vert ». Les travaux de ses jardins achevés, la reine-mère organise les secondes fêtes somptueuses à Chenonceau pour son second fils, le roi Charles IX, le 13 avril 1563. Une manière également de parachever la trêve dans la lutte des partis, la paix d'Amboise est signée le 19 mars 1563, en invitant le prince de Condé, chef des protestants. Sont présents également, le frère du roi duc d'Orléans et futur Henri III, sa sœur Marguerite, plus connue sous le nom de reine Margot, Henri de Navarre, qui deviendra Henri IV, enfin Henri de Guise, dit « le Balafré ». Pour parvenir à ses fins face à ses adversaires politiques, Catherine de Médicis utilise les charmes des demoiselles de l'aristocratie appartenant à sa maison. Elles jouent pour l'occasion les rôles de nymphes auprès de la noblesse rassemblée. Les célébrations sont clôturées le 22 avril et la Cour quitte Chenonceau pour Chambord. Charles IX meurt le 30 mai 1574 au château de Vincennes et lui succède son frère Henri III. Le nouveau roi de France épouse le 15 février 1575 Louise de Lorraine.

#### Construction des galeries

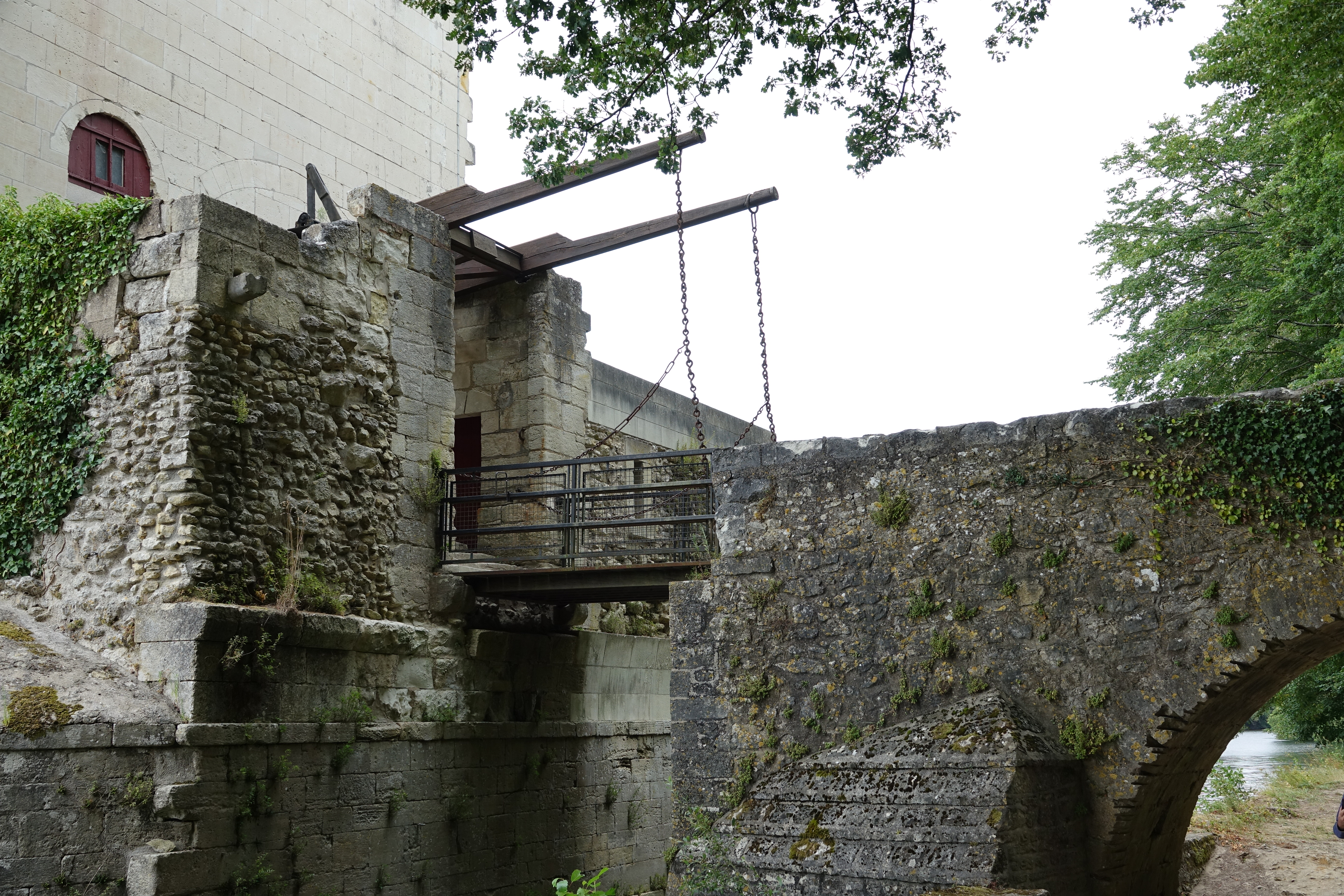
Le pont-levis.

La reine Catherine de Médicis prévoit un grand projet pour Chenonceau, digne de rivaliser avec les plus beaux palais. Elle fait appel à son architecte Jean Bullant et pour la mise en œuvre, au maître maçon Denis Courtin. Les travaux commencent en 1576, modérément à l'est par un bâtiment sur deux étages avec un comble, élevé entre la librairie et la chapelle et assis sur une nouvelle voûte. Cette construction condamne les fenêtres éclairant la salle des Gardes et la chambre située au-dessus. Afin d'assurer la luminosité, la transformation de la façade principale s'avère nécessaire. Des baies sont percées au nord, doublant les ouvertures primitives. En décoration, des cariatides sont placées entre les fenêtres du rez-de-chaussée et celles du premier étage. Catherine fait édifier sur le pont de Diane deux galeries superposées, formant un espace de réception unique au monde, et donnant au château son aspect actuel. De la même hauteur que le château des Bohier, ce nouvel édifice a une longueur de soixante mètres pour une largeur de six mètres et comporte dix-huit fenêtres dans sa totalité.
Alors que le domaine est en chantier, Catherine de Médicis reçoit à Chenonceau, le 19 mai 1577, ses fils Henri III et François, duc d'Anjou. Ce dernier vient de triompher des huguenots à La Charité-sur-Loire, secondé par les ducs de Guise, d'Aumale et de Nevers. La troisième fête royale marque les esprits par ses banquets, dont la note s'élève à 100 000 livres, ce qui n'arrange en rien les finances du royaume. Le luxe et la débauche se côtoient : le roi et ses « mignons », ainsi que le duc d'Anjou accompagné de ses favoris, sont habillés en femmes. L'escadron volant de la reine-mère, assure le service des tables et les dames de compagnie se présentent devant leurs convives, à demi nues. Ces fêtes se déroulent dans une France ravagée depuis quinze ans par les guerres civiles sur fond de disettes et les caisses de l'État sont désespérément vides.

#### Fin du grand projet royal
Catherine de Médicis a dilapidé sa fortune personnelle, et ses ressources considérables ne suffisent plus à s'acquitter de ses dépenses en constructions, fêtes, mobiliers et œuvres d'art. La reine-mère est contrainte d'emprunter à des taux usuraires. Malgré le cumul des emprunts, les travaux se poursuivent à Chenonceau. Mais pour une raison inconnue, les agrandissements sur la rive gauche du Cher sont interrompus. Des pierres d'attente, visibles encore aujourd'hui, ne recevront pas le pavillon envisagé. Le chantier de Chenonceau continue dès lors sur la rive droite, par l'élévation du bâtiment des Dômes et la Chancellerie de 1580 à 1585. La réception des constructions a lieu le 23 août 1586 et l'ambitieux projet de Catherine de Médicis prend fin ce jour-là. Une épidémie de peste vient s'ajouter aux malheurs de la population en 1584 et plusieurs demoiselles de la suite des reines à Chenonceau ne sont pas épargnées. Deux d'entre elles vont succomber à la maladie. Le 5 janvier 1589, Catherine de Médicis meurt au château de Blois et le 1er août suivant, le roi Henri III est assassiné à Saint-Cloud, par le moine Jacques Clément. Henri de Navarre, duc de Vendôme, devient roi de France sous le nom d'Henri IV.
| - Portrait de Catherine de Médicis par Piat Sauvage. - Chambre de Catherine de Médicis. - La reine Margot. |

### Louise de Lorraine

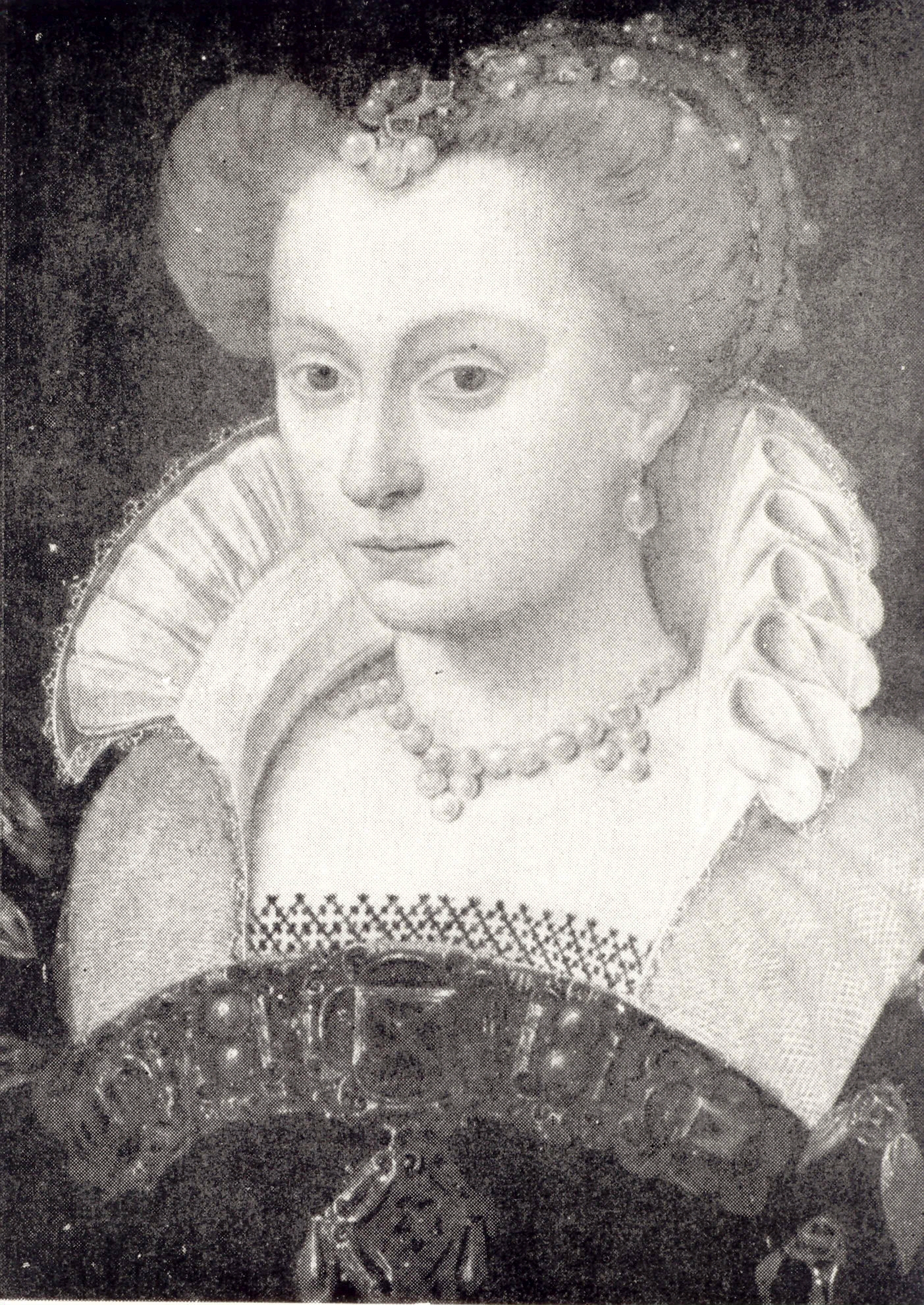
La reine Louise de Lorraine.

Louise de Lorraine reçoit Chenonceau en héritage à la mort de son époux, le roi Henri III. Elle ne se remet pas de la disparition brutale de son mari assassiné en 1589 et fait de Chenonceau un lieu de recueillement. Louise de Lorraine revêt la couleur du deuil royal et devient la « Dame blanche de Chenonceau ». Une autre couleur enveloppe le château, celle du noir. Chenonceau se couvre de motifs funèbres, à la mesure du chagrin de la reine. Elle prend possession des appartements à l'est, construits par Catherine de Médicis, entre la chapelle et la librairie. Sa chambre et un oratoire, au second étage du château, sont peints en noir avec une décoration lugubre, faite de larmes et d'ossements. Cet environnement funèbre reste en place pendant plus d'un siècle. Louise de Lorraine projette l'installation en France de la communauté des Capucines, établie à Milan en Italie. Malheureusement, les circonstances n'ont pas permis de faire aboutir les démarches dans les temps. Elle ordonne par testament le legs de 20 000 écus aux Capucines, afin de créer un couvent à Bourges où elle souhaitait sa sépulture. Ce vœu ne sera pas exaucé dans son intégralité.
La préoccupation d'Henri IV était de reconquérir son royaume et il renonce avec son épouse Marguerite de Valois à la succession de Catherine de Médicis. Or, celle-ci laisse à son décès, en 1589, des dettes exorbitantes qui s'élèvent à 800 000 écus. Les créanciers n'ont pas d'autre choix que de recourir à la Justice. Le 16 décembre 1593, la Chambre du Parlement décide l'affectation des biens hérités de Catherine de Médicis au paiement des créances. La reine Louise est poursuivie comme détentrice du domaine de Chenonceau, qui est saisi et mis en vente. Le 5 décembre 1597, Louise de Lorraine est condamnée à s'acquitter sans délai du « principal, des arrérages avec les dépens, dommages et intérêts ».
Cette mise en demeure permet à la favorite d'Henri IV, Gabrielle d'Estrées, d'intervenir. La descendante de la famille Babou de La Bourdaisière convoitait Chenonceau. Ainsi, l'Histoire se répète avec la maîtresse d'un roi qui rêve de posséder ce joyau du Val de Loire. Gabrielle d'Estrées, duchesse de Beaufort, passe un accord avec les financiers poursuivants. Le 24 décembre 1597, leur représentant, Hélie du Tillet, cède les droits hypothécaires pour 22 000 écus à la favorite et il s'engage à lui faire adjuger la châtellenie pour cette somme.
Louise de Lorraine est dans l'impossibilité de régler les fonds demandés, dont le montant total est de 37 600 écus et les arriérés de plusieurs années. Menacée d'expulsion, elle est sauvée par une visite royale au mois de février 1598, celle d'Henri IV, accompagné de Gabrielle d'Estrées. Cette visite est politique. Le roi veut la soumission du dernier chef des ligueurs, le duc de Mercœur Philippe-Emmanuel de Lorraine et frère de Louise. Celle-ci a pour mission de transmettre les conditions du souverain. La réconciliation est scellée par l'allégeance de Philippe-Emmanuel, privé du soutien des Espagnols, à Angers le 20 mars 1598 et en gage d'union, sa fille Françoise de Lorraine est promise en mariage à César de Vendôme, fils d'Henri IV et de Gabrielle d'Estrées.
En mai 1598, le roi, la belle Gabrielle et les Mercœur se rendent à Chenonceau. Gabrielle d'Estrées abandonne ses droits conclus avec les créanciers en 1597, au profit de Louise de Lorraine, en remerciement de son intervention. Louise négocie avec Hélie du Tillet le rachat du domaine aux mêmes conditions octroyées à la duchesse de Beaufort. Cependant, la reine douairière doit faire appel à son frère Philippe-Emmanuel pour payer l'acquisition. Le 15 octobre 1598, elle fait donation de Chenonceau à sa nièce Françoise et au duc de Vendôme, en conservant toutefois l'usufruit jusqu'à sa mort. L'acte est ratifié par le roi au mois de juillet de l'année suivante. Louise de Lorraine disparaît le 29 janvier 1601 à Moulins et Chenonceau devient la propriété de César de Vendôme et son épouse, Françoise de Lorraine.

Portraits royaux
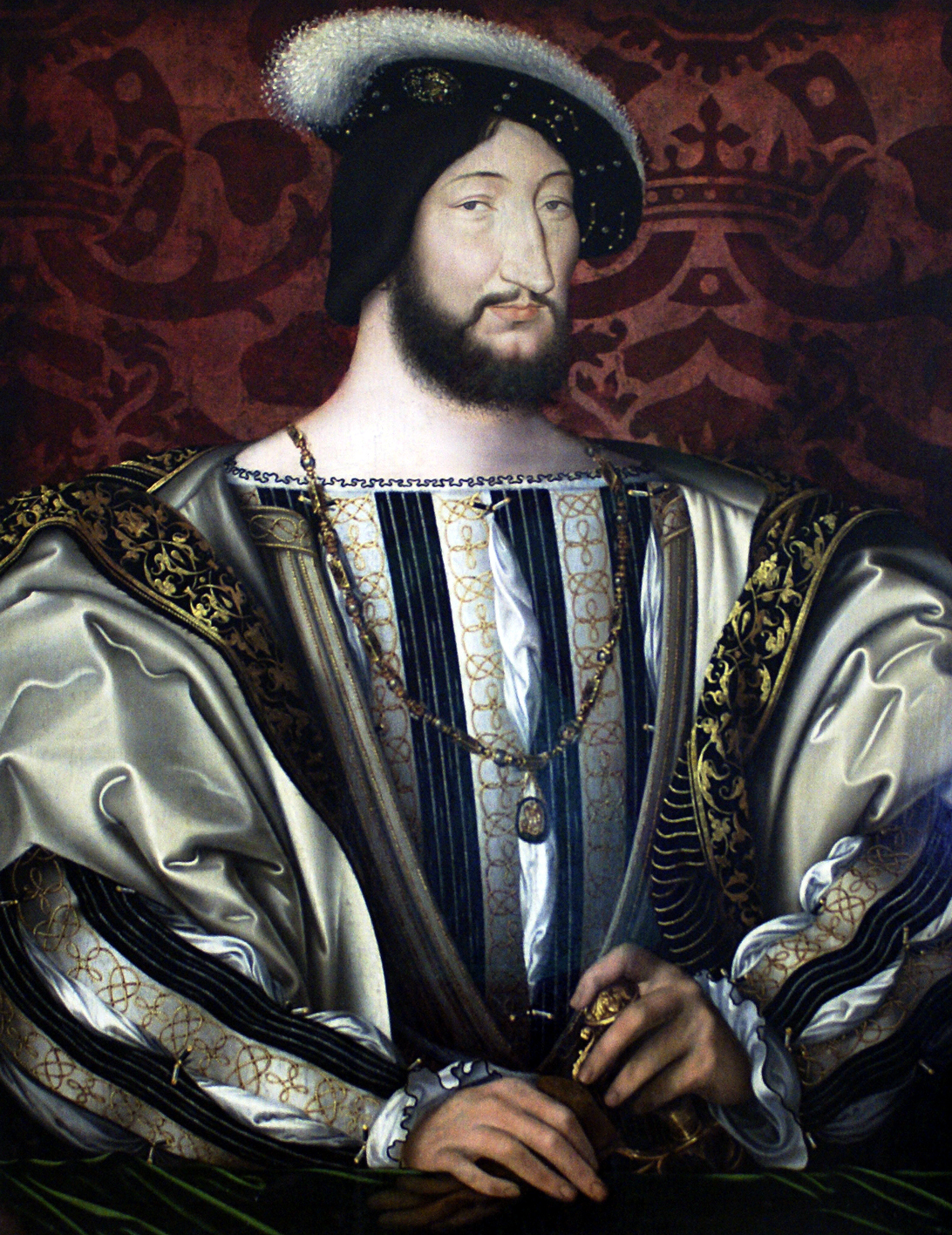
François Ier
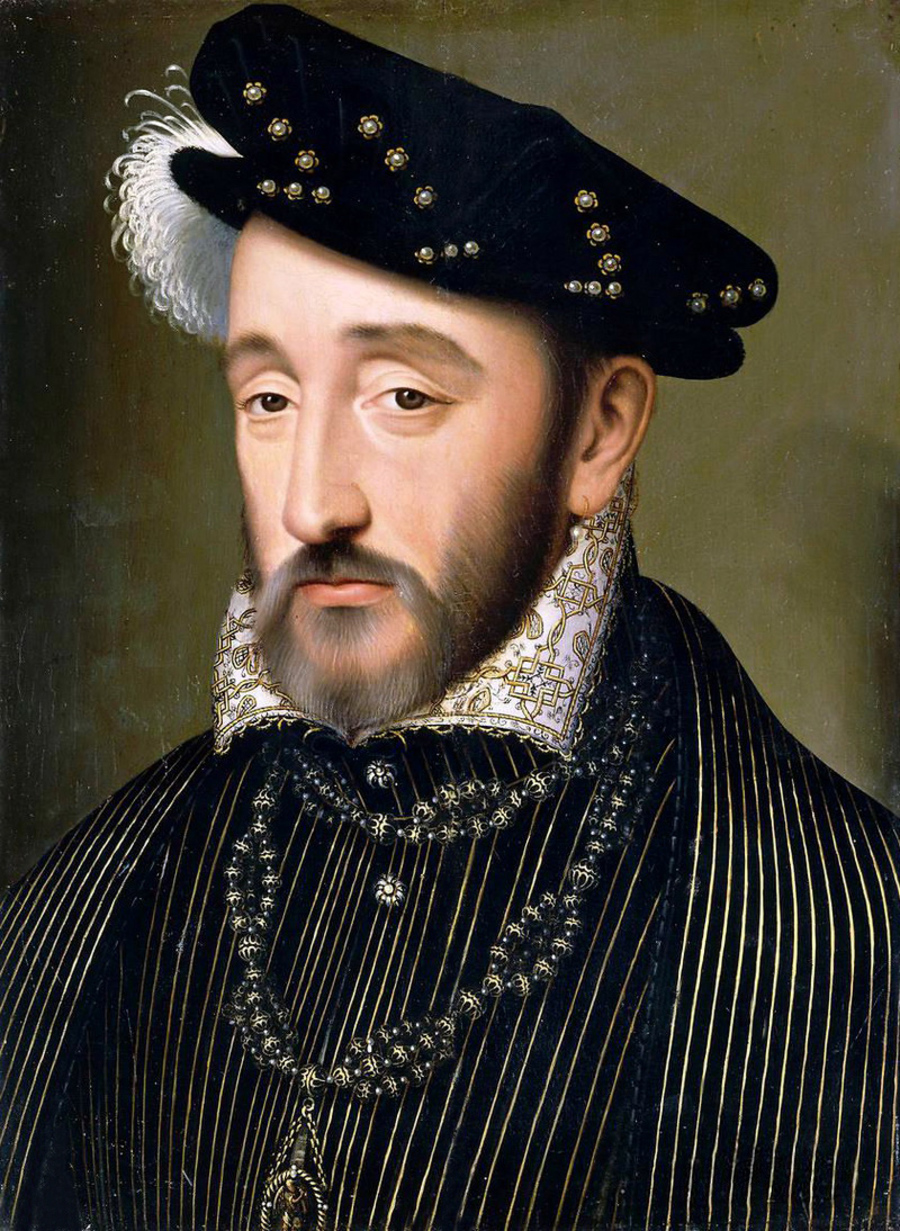
Henri II
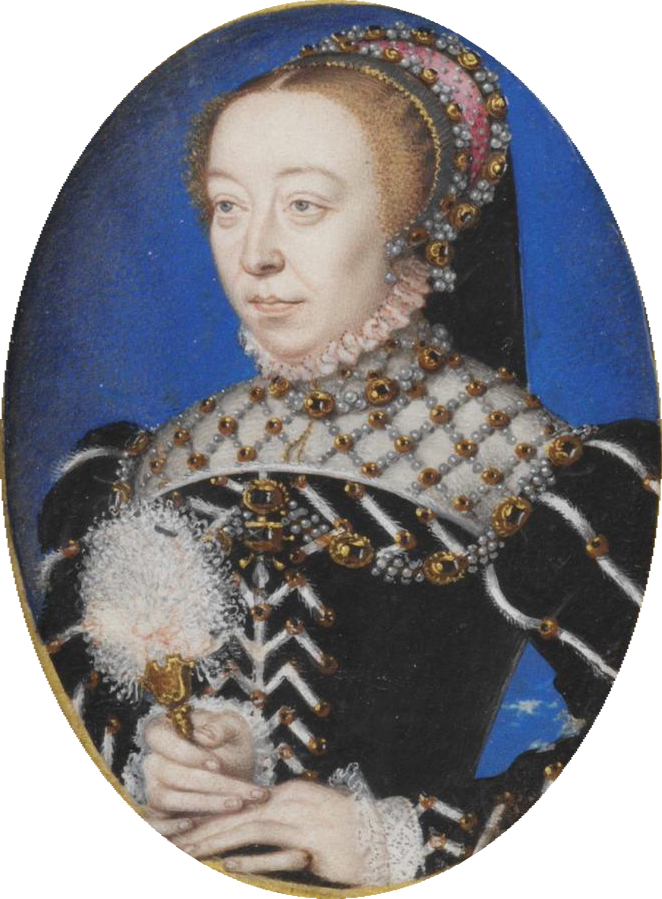
Catherine de Médicis
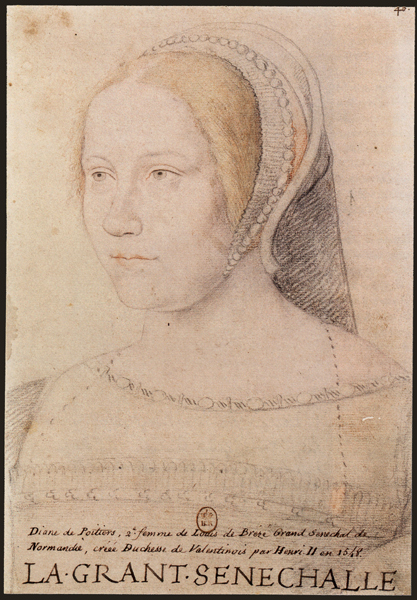
Diane de Poitiers
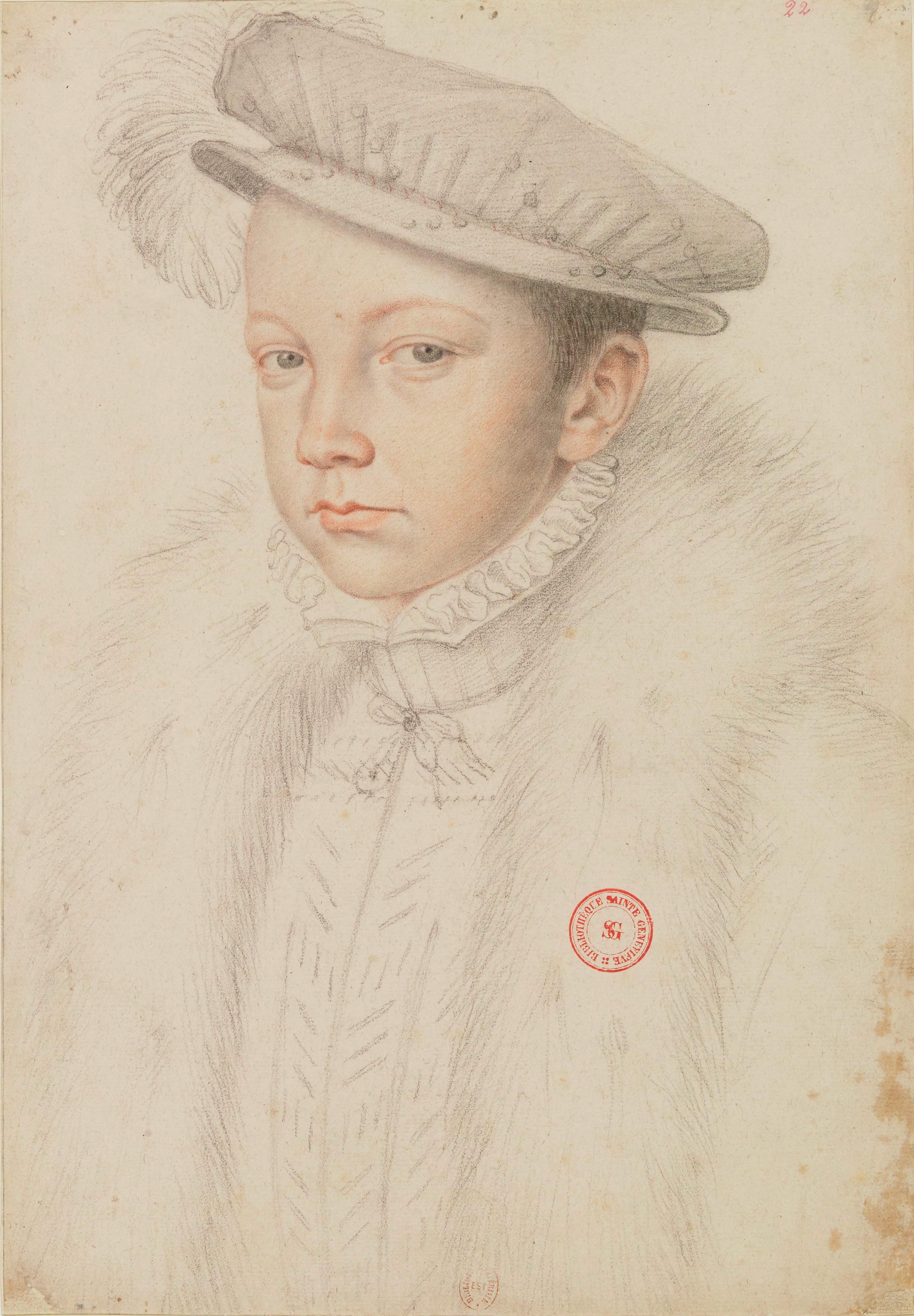
François II
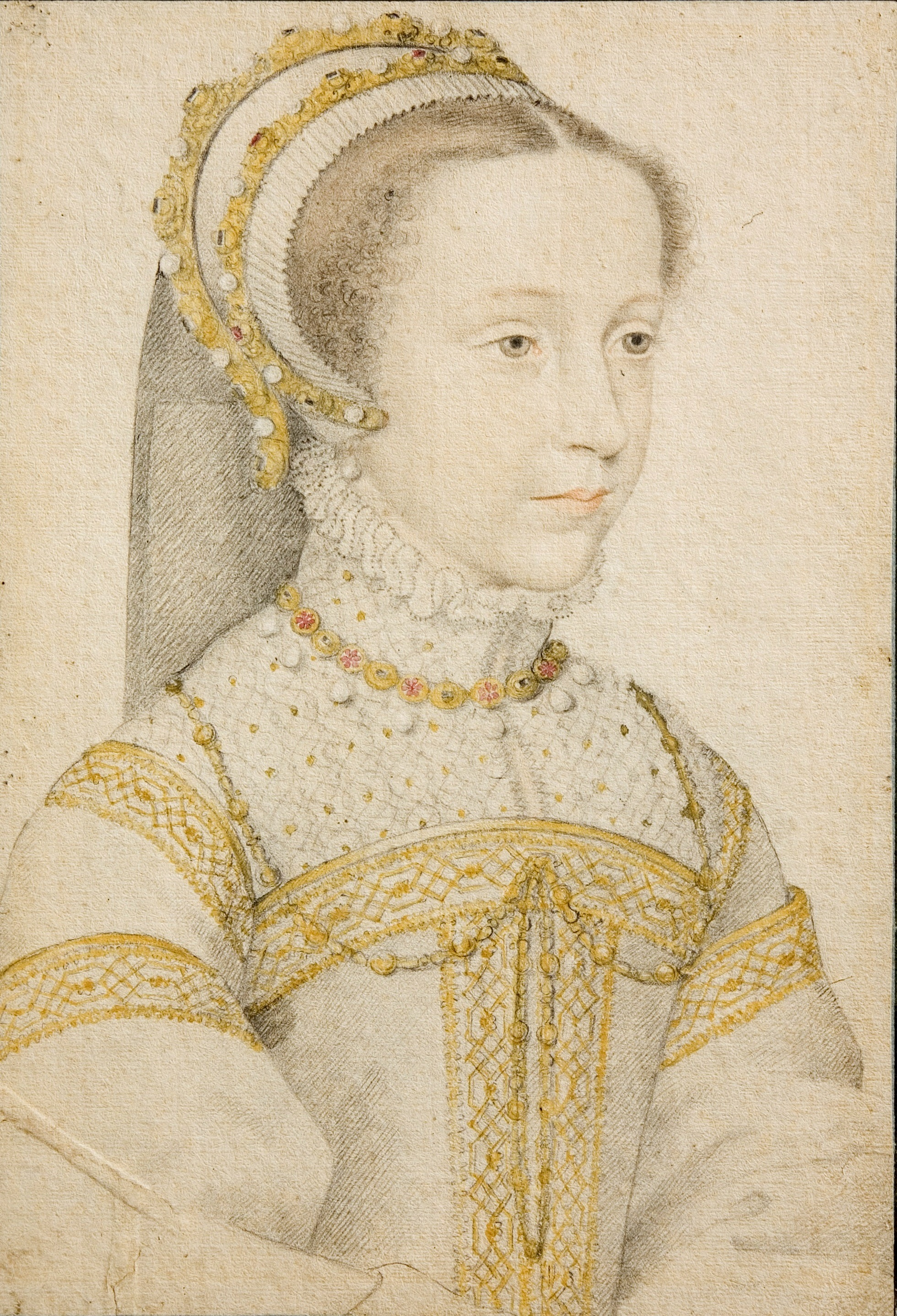
Marie Stuart
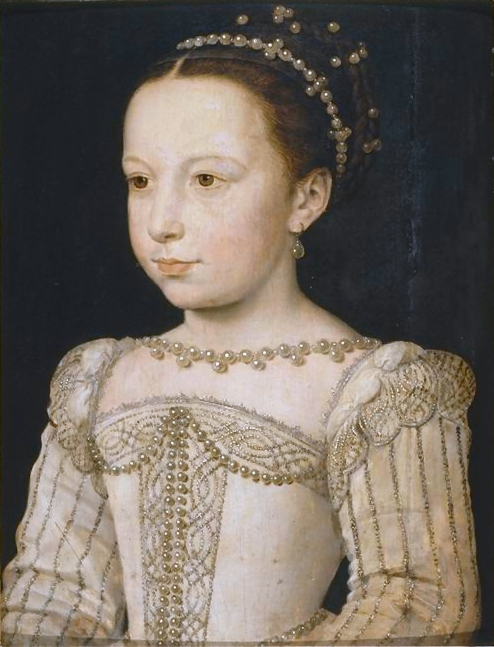
Marguerite de France, la reine Margot.
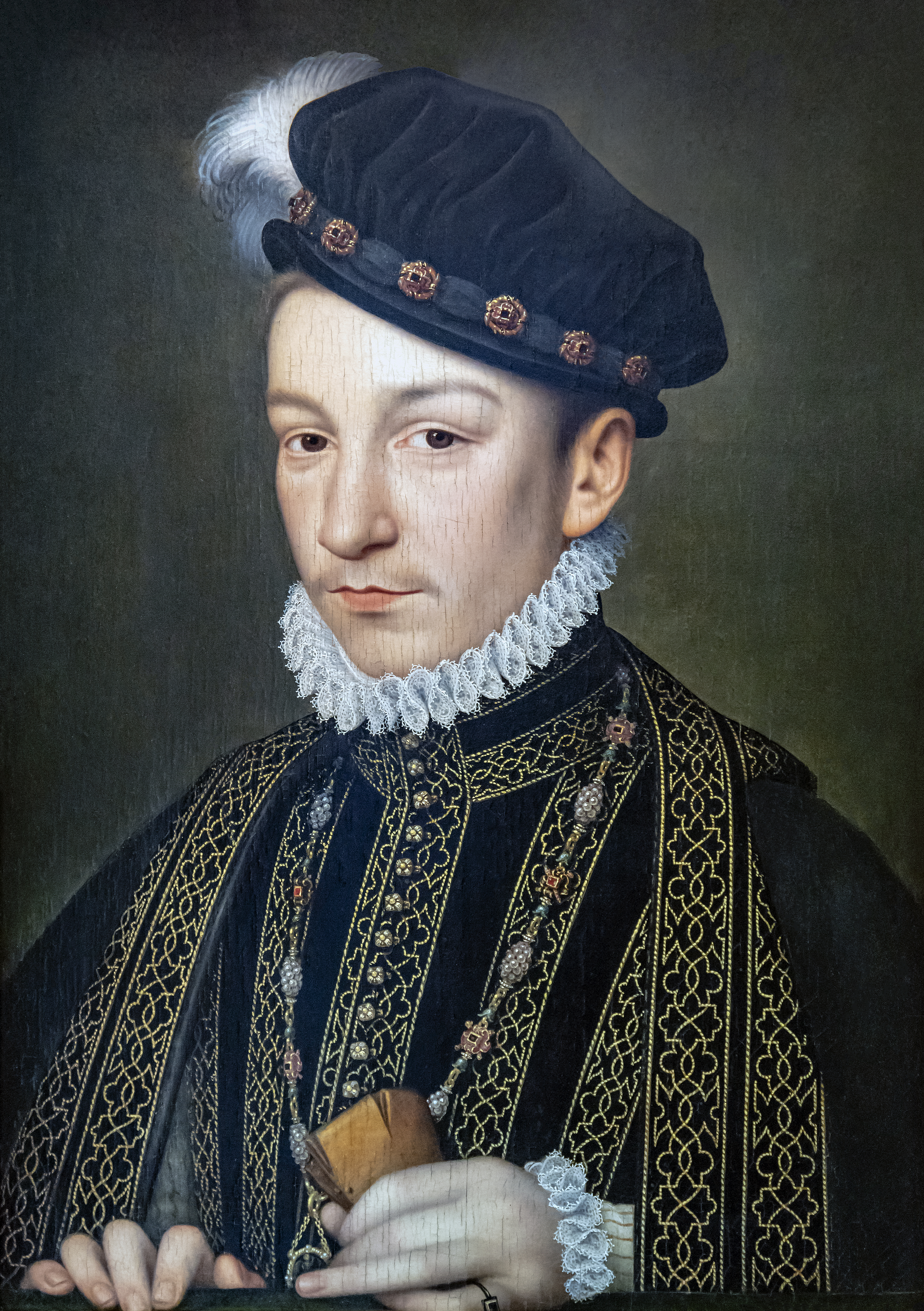
Charles IX
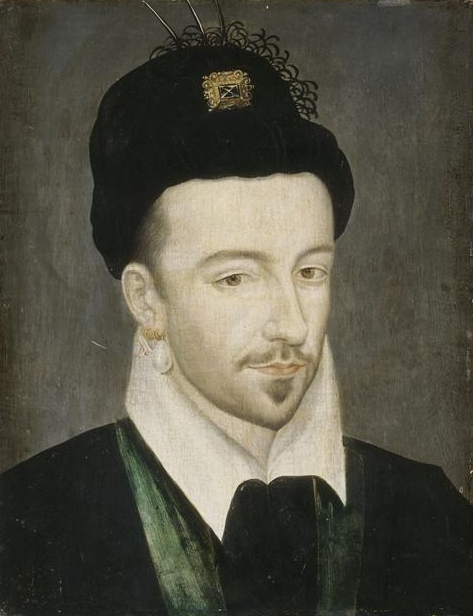
Henri III
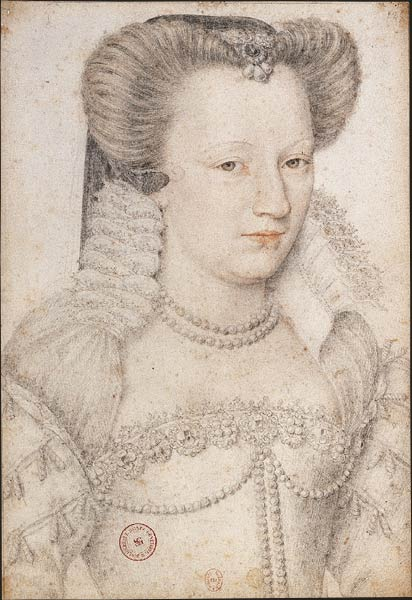
Louise de Lorraine
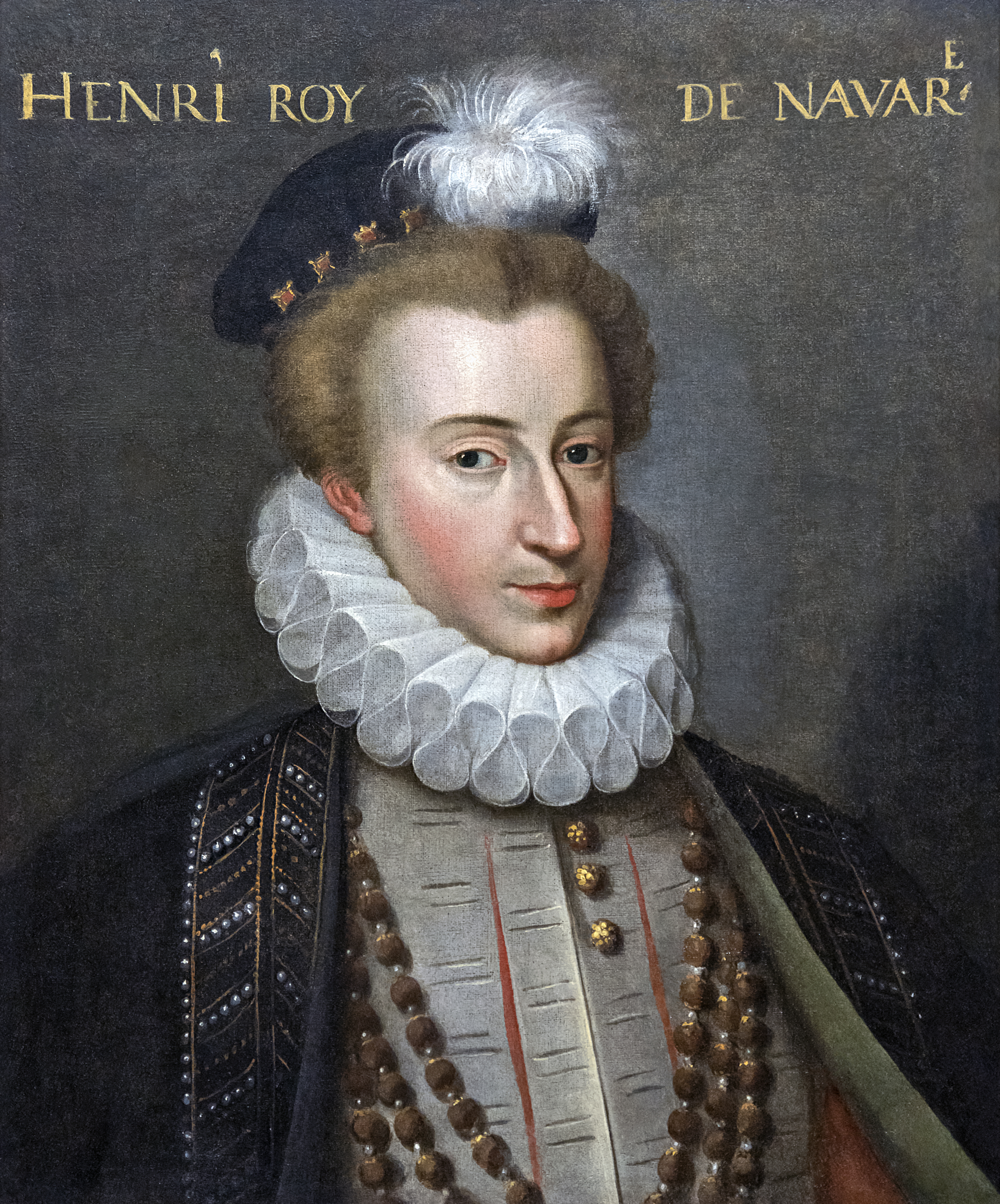
Henri IV
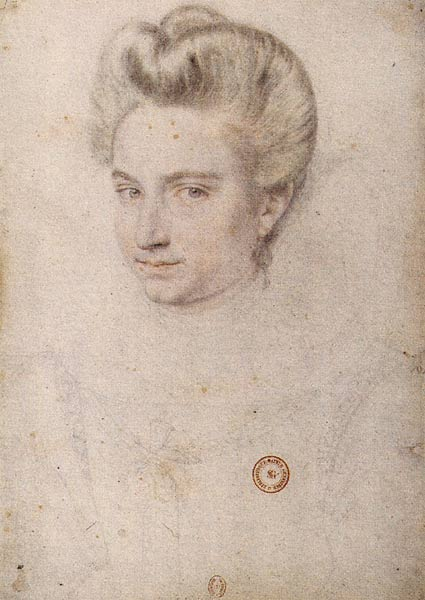
Gabrielle d'Estrées

### La duchesse Marie de Mercœur
Au décès de Louise de Lorraine, le roi Henri IV, au nom de son fils naturel et mineur, César de Vendôme, fait prendre possession de Chenonceau et de ses terres par César Forget, son conseiller et trésorier général de France en la généralité de Touraine, le 20 février 1601. Le frère de la reine Louise, Philippe-Emmanuel de Lorraine, meurt le 19 février 1602. Un conseil de famille se réunit à Paris le 15 mai 1602 et la tutelle de sa fille Françoise de Lorraine est confiée à sa mère, Marie de Luxembourg (1562-1623), duchesse de Mercœur. Cette dernière est confrontée aux huissiers, qui refusent de ratifier la transaction avalisée successivement par Hélie du Tillet, Gabrielle d'Estrées et enfin, Louise de Lorraine. Des créanciers refusent en effet d'admettre la valeur de l'acte de donation signée par la main même d'Henri IV. Ces prêteurs continuent de percevoir les revenus du domaine et demandent sa mise en vente par adjudication. Ce droit est accordé par une décision du Parlement en leur faveur. La duchesse de Mercœur est contrainte de se soumettre à leurs revendications. Les conséquences sont lourdes. Marie de Luxembourg doit admettre la nullité de la propriété de sa fille et de son futur gendre. Elle propose une nouvelle transaction, qui est acceptée. Le 21 novembre 1602, la duchesse de Mercœur s'engage à investir aux enchères une somme à hauteur de 96 300 livres tournois et céder les meubles de Catherine de Médicis, restés au château. En échange, elle obtient que Chenonceau lui soit adjugé sans frais avec une jouissance immédiate, sans attendre l'adjudication. Marie de Luxembourg doit faire preuve de patience, tant les formalités judiciaires sont longues et compliquées. Le 15 novembre 1606, soit quatre années plus tard, la duchesse de Mercœur après avoir enchéri la somme requise, devient la nouvelle propriétaire de Chenonceau,.

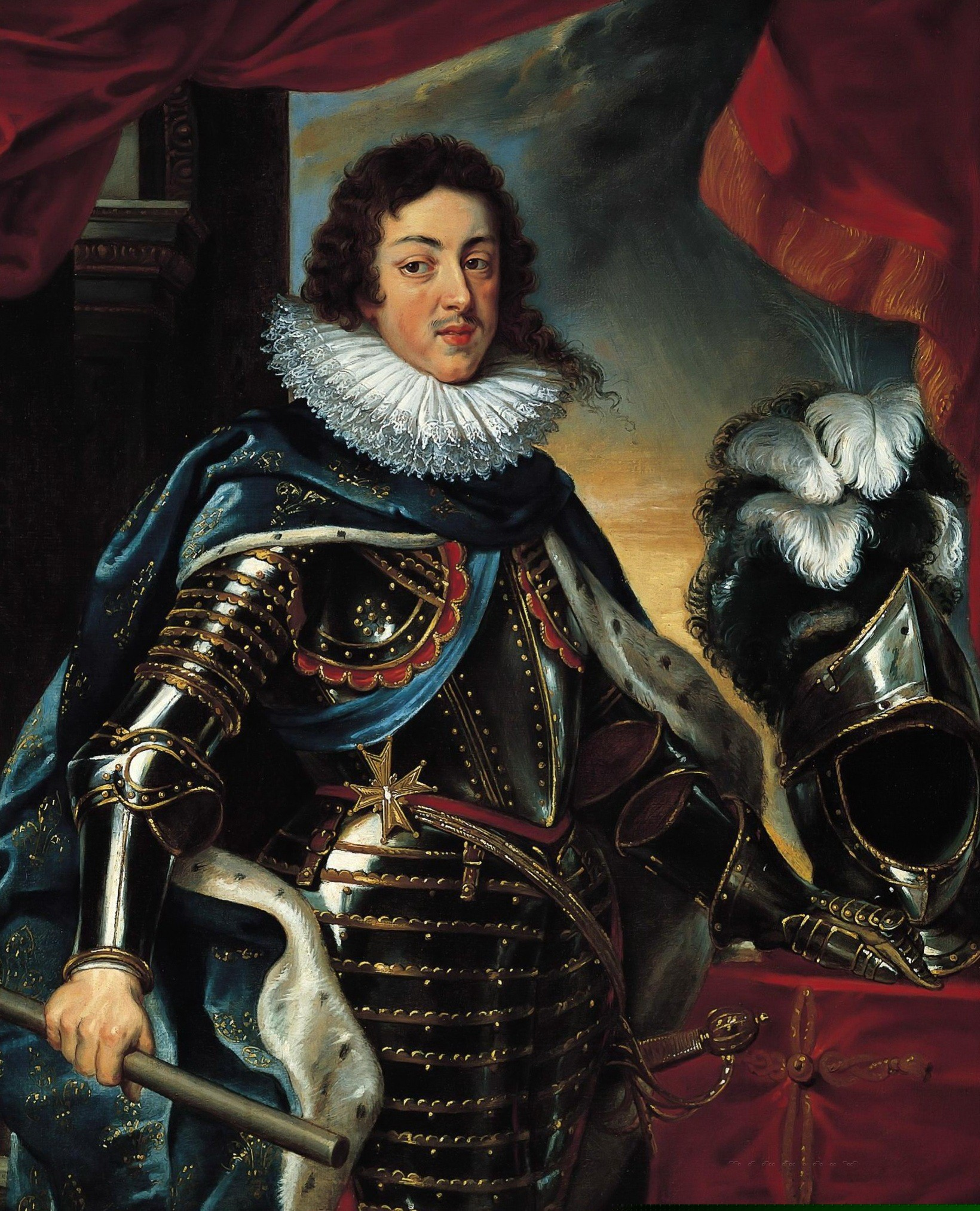
Le roi Louis XIII visite par deux fois le château de Chenonceau.

Au cours des procédures judiciaires, le château de Chenonceau et ses dépendances ont souffert du manque d'entretien. À tel point que les créanciers, plus soucieux de la conservation de leur gage, en appellent une seconde fois au Parlement pour statuer sur l'état du domaine. Cette requête acceptée, des experts sont nommés et les devis sont établis. Dès 1603, Marie de Luxembourg fait réparer les toitures du château, les bassins sont restaurés et les bâtiments agricoles sont réparés. Le plus discutable de ses bienfaits est le sort réservé à une partie du parc, qui est défrichée et mise en culture. La duchesse de Mercœur réside peu à Chenonceau et ses séjours sont de brève durée. Le mariage de César de Vendôme avec Françoise de Lorraine est célébré à Fontainebleau, le 7 juillet 1609. Cette alliance ne fait qu'accroitre l'influence de Marie de Luxembourg à la Cour de France. Mais l'assassinat du roi Henri IV par François Ravaillac le 14 mai 1610, remet en cause cette position privilégiée. Le prince de Condé projette de former une ligue entre les « Grands » de la noblesse pour restreindre et surveiller le pouvoir de la régente, Marie de Médicis. Sans compter l'ambition des favoris de la reine, le marquis d'Ancre Concino Concini et son épouse Léonora Dori, dite La Galigaï. Ces luttes pour le pouvoir ont des conséquences sur le devenir de Marie de Luxembourg. En effet, César de Vendôme est entré dans l'opposition à la suite d'Henri II de Bourbon-Condé et se rallie aux princes coalisés. Les intrigues de son gendre obligent la duchesse de Mercœur, compromise par cette proche parenté, de s'éloigner de la Cour et d'opter pour une retraite prudente à Chenonceau en 1611.
Marie de Luxembourg passe les douze dernières années de sa vie dans cette ancienne demeure royale. Les réparations commencées en 1603 sont poursuivies, tant sur la couverture du château que les arches du pont, les levées ou la création de cabinets de verdure, de potager, de verger et l'aménagement du parc par la plantation d'arbres. La chapelle Saint-Thomas construite sous Catherine Bohier est également restaurée. La duchesse de Mercœur dispose des appartements de Louise de Lorraine et conserve son décor funèbre. Son époux Philippe-Emmanuel de Lorraine était chargé de construire un couvent des Capucines suivant les volontés de sa sœur, la reine Louise. Devenue veuve le 19 février 1602, Marie de Luxembourg doit s'acquitter de cette tâche par lettres patentes d'Henri IV le 8 juin suivant. Initialement prévue à Bourges, l'édification du cloître se fera à Paris. Dans les mêmes temps, elle fait venir une petite communauté de douze Capucines pour les établir dans un nouveau monastère à Tours, afin de réaliser un autre vœu pieux de la reine Louise de Lorraine. Mais c'est sans compter l'opposition de la ville de Tours. Dans l'attente d'un accord dont la concrétisation prendra vingt ans, les Capucines se logent à Chenonceau. Marie de Luxembourg leur aménage un couvent dans les combles du second étage, séparé du reste de l'habitation par un pont-levis. La partie nord-est du château leur est réservée avec une salle capitulaire, un réfectoire, des dortoirs et un oratoire installé au-dessus de la voûte de la chapelle.
Une réconciliation temporaire entre le jeune roi Louis XIII avec son demi-frère César de Vendôme, en 1615, permet enfin une visite royale à Chenonceau. La duchesse de Mercœur reçoit le monarque et sa cour le 25 août 1615. Le cortège se rendait à Bordeaux pour célébrer le mariage de Louis XIII avec l'Infante d'Espagne. Feux d'artifice sur le Cher, chasses et fêtes, agrémentent le séjour du roi à Chenonceau, jusqu'au 30 août 1615. Louis XIII effectue une autre visite fort brève le 9 août 1619 en compagnie de la reine, Anne d'Autriche, au cours de leur voyage à Amboise. Marie de Luxembourg n'a pas l'ambition d'étendre sa propriété foncière par de nouvelles acquisitions mais elle reçoit en héritage de sa mère, Marie de Beaucaire, le domaine de Civray en 1613. Cette seigneurie accroit considérablement le domaine de Chenonceau. La duchesse de Mercœur se trouvait dans son autre propriété, le château d'Anet, lorsqu'elle rend son dernier soupir le 6 septembre 1623. Ce même lieu où était morte, en 1566, une autre châtelaine de Chenonceau, Diane de Poitiers. La destinée a de ces curieuses coïncidences. Marie de Luxembourg est inhumée dans la chapelle du couvent des Capucines à Paris, où repose également Louise de Lorraine depuis le 20 mars 1608. Par héritage, la propriété de Chenonceau revient pour la seconde fois à Françoise de Lorraine et César de Vendôme,.

### La maison de Vendôme et de Condé
Ainsi, au lendemain des fastes royaux de la Renaissance, Chenonceau retourne dans le domaine privé au fil de successions multiples et de mutations diverses. Avec César de Vendôme (1594-1665), le château de Chenonceau entre en léthargie. Le duc préfère celui d'Anet, hérité en même temps que celui du Val de Loire. Anet est plus proche de Paris et propice aux conspirations. De son côté, Chenonceau peut le cas échéant servir de retraite ou d'exil. Un an après la disparition de sa belle-mère, César de Vendôme prend donc possession de son domaine tourangeau au mois de septembre 1624. César veille à l'entretien du château, que ce soit les toitures ou les parcs.

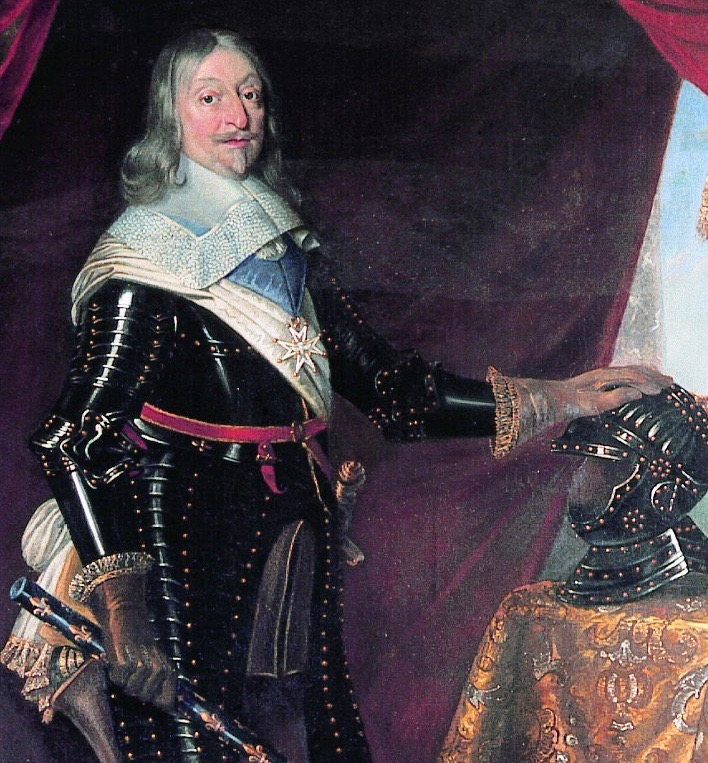
Portrait de César de Vendôme.

César de Vendôme offre au jeune roi, son neveu Louis XIV, une hospitalité mémorable, le 14 juillet 1650. Chenonceau est de nouveau le cadre d'une fête somptueuse et César de Vendôme accueille également la reine mère, alors régente, ainsi que Mazarin. Louis XIV est le dernier souverain de l'Ancien Régime à se rendre à Chenonceau. La réconciliation entre les Vendôme et la famille royale est scellée par le mariage du fils aîné Louis de Vendôme, duc de Mercœur, avec Laure-Victoire Mancini, nièce aînée du cardinal. Après la visite royale, César de Vendôme cède la propriété de Chenonceau à Louis. Trois enfants sont nés de son union avec Laure : Louis-Joseph le 1er juillet 1654, Philippe le 16 août 1655, et un troisième fils, Jules-César (1657-1660), qui entraîne la mort en couches de Laure Mancini le 8 février 1657, à l'âge de 21 ans. Inconsolable après la disparition de son épouse, le duc de Mercœur rentre dans les ordres et devient cardinal en 1667. Il meurt à Aix-en-Provence, le 6 août 1669. Son fils aîné et héritier, Louis-Joseph de Vendôme, laisse l'usufruit en viager du domaine en 1696, à François d'Illiers, chevalier d'Aulnay. Louis XIV donne à Louis-Joseph de Vendôme un portrait d'apparat peint en 1697, en reconnaissance de l'envoi de statues au parc du château de Versailles. Ce tableau sera malheureusement brûlé sous la Révolution en 1793. Louis-Joseph épouse le 14 mai 1710 à Sceaux, Mademoiselle d'Enghien, Marie-Anne de Bourbon (1678-1718), petite-fille du grand Condé, mais il meurt au cours d'une campagne militaire le 11 juin 1712 en Espagne. Son épouse meurt peu de temps après, le 11 avril 1718 à Paris. Sans postérité, le château revient à la mère de cette dernière, la princesse douairière de Condé et veuve d'Henri III de Bourbon-Condé, Anne de Bavière, qui vend Chenonceau pour 300 000 livres le 14 septembre 1720 à son petit-fils, le duc Louis-Henri de Bourbon, prince de Condé, premier ministre de Louis XV de 1723 à 1726 et propriétaire du château de Chantilly.
Le duc se rend une seule fois à Chenonceau et décide de ne pas conserver le domaine. En effet, Louis-Henri de Bourbon, malgré son immense fortune, contracte de nombreuses dettes et ambitionne tout de même d'acquérir la moitié du duché de Guise en 1732. Une autre raison déterminante dans la décision du duc est celui du coût d'entretien des bâtiments, dont de récents travaux se sont élevés à 32 000 livres, compensés par la vente d'une coupe des arbres du parc pour un montant de 35 000 livres. Le 9 juin 1733, Louis-Henri de Bourbon-Condé vend Chenonceau au fermier général Claude Dupin pour la somme de 130 000 livres, soit 170 000 livres de moins que la précédente cession. Cette vente sort Chenonceau du cercle des princes de sang et le fait venir dans les mains d'un financier, ce qui revient à renouer avec les débuts de son histoire.

### Claude et Louise Dupin

#### Un financier à Chenonceau

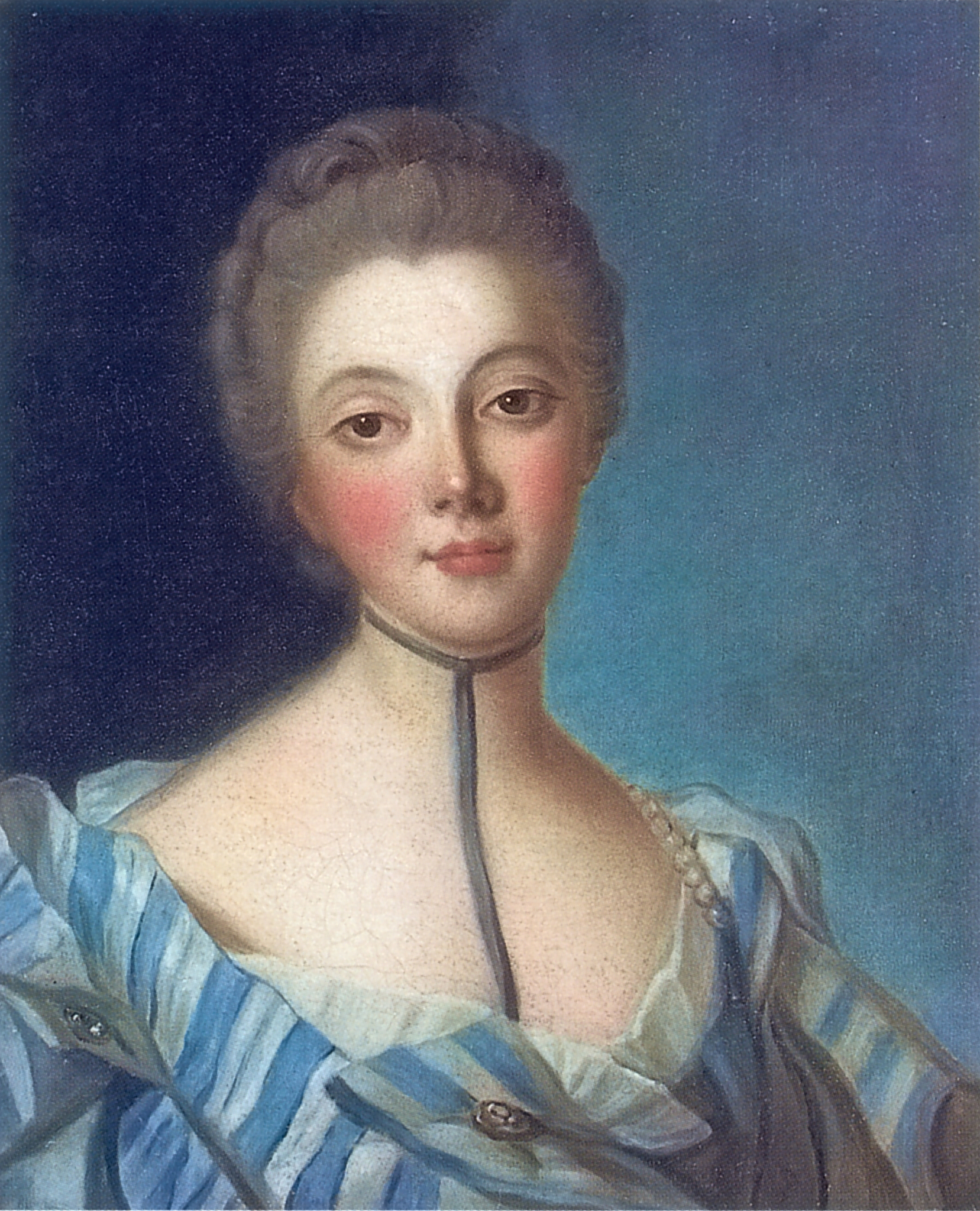
Portrait de Madame Louise Dupin d'après Jean-Marc Nattier, qui orne actuellement le salon Louis XIV du château de Chenonceau.

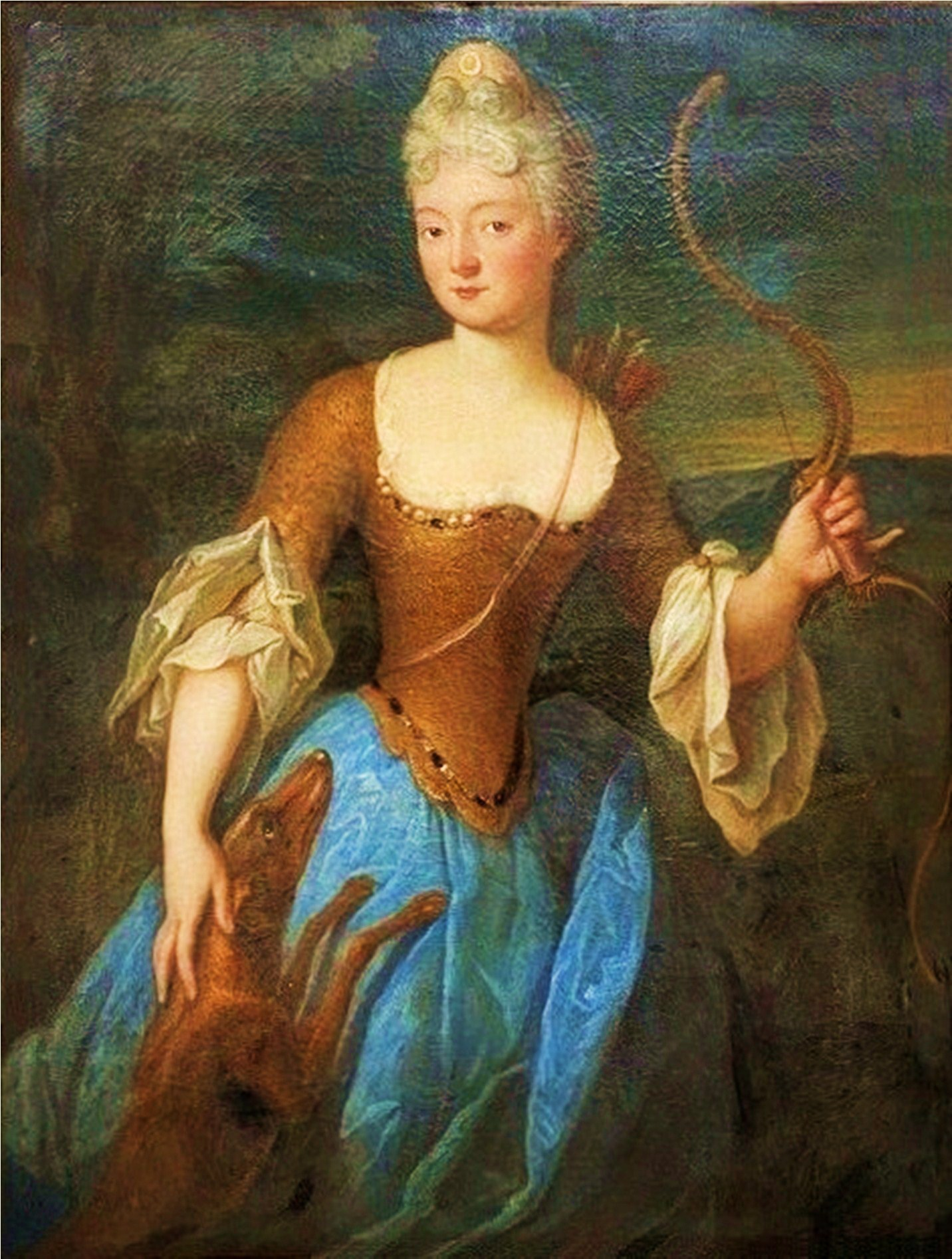
Marie Anne Armande Carton-Dancourt, dite Manon Dancourt (1684-1740), la mère de Louise Dupin vers 1720. Elle est représentée en Diane chasseresse. Peinture anonyme, collection privée. Ancienne collection du château de Passy et du château de Chenonceau.

Montesquieu, en conflit avec Claude Dupin, demande à Madame de Pompadour d'intervenir en sa faveur. La marquise, qui, par ailleurs, va acquérir à 55 km de Chenonceau le château de Menars en 1760. Tableau de Maurice Quentin de La Tour.

Claude Dupin, né à Châteauroux le 8 mai 1686, riche fermier général, propriétaire du prestigieux hôtel Lambert à Paris depuis 1732, en se rendant acquéreur de Chenonceau, accède à une situation plus que confortable et privilégiée. C'est aussi le protégé du puissant banquier Samuel Bernard. Claude Dupin, veuf de Marie Jeanne Bouilhat de Laleuf, épouse en secondes noces une de ses filles naturelles, célèbre pour son esprit et sa beauté : Louise Guillaume de Fontaine. La mère de Louise est l'ancienne comédienne Marie Anne Armande Carton-Dancourt, dite Manon Dancourt.

#### Un salon littéraire au siècle des Lumières
Louise de Fontaine est née à Paris le 28 octobre 1706 et elle n'avait que seize ans lors de son mariage, le 1er décembre 1722. Louise Dupin tient un salon et reçoit notamment Voltaire, Fontenelle, Marivaux, Montesquieu, Buffon et Rousseau. Jean-Jacques Rousseau, secrétaire particulier de Monsieur et Madame Dupin, raconte dans ses Confessions :

« En 1747, nous allâmes passer l'automne en Touraine, au château de Chenonceau, maison royale sur le Cher. L'on s'amusa beaucoup en ce lieu, on y faisait bonne chère ; j'y devins gras comme un moine. On y faisait beaucoup de musique. J'y composai plusieurs trios à chanter. On y jouait la comédie. J'y composai une pièce en vers intitulée l’Allée de Sylvie du nom d'une allée du parc qui bordait le Cher. »

Claude Dupin est l'auteur de l'ouvrage Réflexions sur l'esprit des lois, en 1749, qui réfute les arguments développés par Montesquieu dans son livre De l'esprit des lois, publié en 1748. Claude Dupin, avec l'aide de son épouse Louise, défend les financiers attaqués par Montesquieu, tout en prenant soin de ne pas nommer le philosophe et observant pour lui-même l'anonymat, en homme prudent et avisé. En effet, Montesquieu bénéficie d'une haute protection, celle de Madame de Pompadour. La favorite du roi Louis XV, ne s'est-elle pas fait représenter dans le tableau de Maurice Quentin de La Tour avec, placé sur une table, l'ouvrage De l'esprit des lois ?
La réaction de Montesquieu ne s'est pas fait attendre et il demande à la marquise de Pompadour d'intervenir en sa faveur,. Grâce à son aide, Montesquieu obtient la suppression de l'édition de Claude Dupin,. Mais le livre de Montesquieu est mis à l'Index en 1751 et le Pape en interdit la lecture.

#### Travaux et acquisitions
Lors de sa prise de possession du domaine, le couple Dupin demande une évaluation des travaux à entreprendre au vu de la nécessité des réparations. Le montant estimé est de l'ordre de 70 000 livres. À l'intérieur du château, les appartements de la reine Louise de Lorraine qui donnent sur la façade Est sont refaits et perdent leur décoration funèbre. De même, le couvent des Capucines est réaménagé et le pont-levis séparant le monastère de l'habitation disparaît. La galerie du premier étage est distribuée en chambres desservies par un long couloir qui mène, à son extrémité, à une petite salle de théâtre. La chapelle conserve sa décoration. L'achat d'un nouveau mobilier vient compléter celui appartenant à l'ancien locataire, le chevalier d'Aulnay. Le fermier général s'était rendu acquéreur de cette précieuse collection lors de son accession à la propriété de Chenonceau. La bibliothèque s'accroît de nombreux ouvrages, dont certains fort rares. À l'extérieur, le bâtiment des Dômes perd sa toiture d'origine, en très mauvais état, au profit d'une couverture ordinaire. Les canalisations qui alimentent les bassins ont été détruites sous les Vendôme, ce qui amène Dupin à supprimer la fontaine du Rocher ainsi que celles du parterre de Diane et du Jardin Vert. Les jardins laissés en friche sont débroussaillés, des ormeaux sont plantés le long de la grande avenue et les vignobles sont reconstitués. Enfin, les digues sont consolidées et les douves nettoyées.
Dupin, propriétaire avisé, augmente son foncier par de récentes acquisitions : l'ensemble de la paroisse de Civray et des seigneuries à l'orée de la forêt d'Amboise. Chenonceau, laissé à l'abandon pendant cent ans, retrouve ainsi, grâce aux Dupin, sa splendeur d'antan. C'est à Louise Dupin que l'on attribue la différence d'orthographe entre le nom de la ville (Chenonceaux) et celui du château (Chenonceau), mais aucune archive ne confirme ce fait.

#### Les années sombres

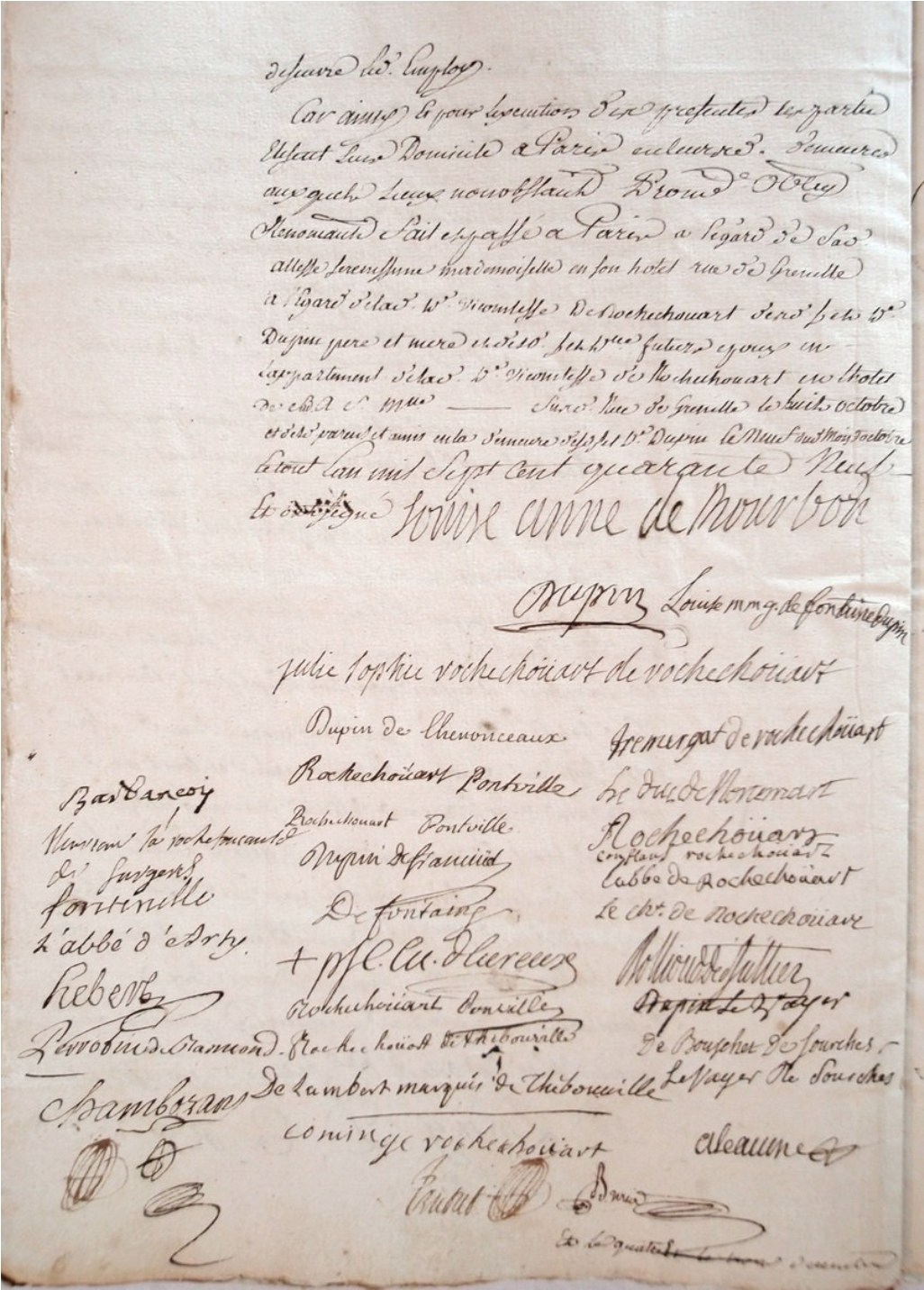
Dernière page du contrat de mariage entre Jacques-Armand Dupin de Chenonceaux (1727-1767) et Julie de Rochechouart-Pontville (1730-1797), le 8 octobre 1749 chez Me Claude Aleaume à Paris. Cet acte notarié comporte notamment les signatures de : Louise-Anne de Bourbon, Fontenelle, Claude Dupin, Louise de Fontaine, Louis Dupin de Francueil ainsi que plusieurs membres de la famille de Rochechouart. Source : Archives nationales.

Son fils unique, Jacques-Armand Dupin de Chenonceaux, cause par son inconduite des soucis à sa famille et à son précepteur, Jean-Jacques Rousseau : après avoir accumulé beaucoup de dettes entre le jeu et les spéculations hasardeuses, il met en difficulté les finances de son père. Claude Dupin est obligé de faire appel à la justice, qui envoie alors Jacques-Armand dans la Maison des religieuses de Charenton, d'où il parviendra à s'échapper en 1762. Il gagne la Hollande et poursuit sa mauvaise vie à Amsterdam. Placé sous la tutelle de son père, il est extradé de Hollande. Arrêté, il est enfermé à la forteresse de Pierre Encise près de Lyon, par une lettre de cachet. Par crainte d'une nouvelle évasion ou d'un suicide, ses parents le font sortir et décident de l'exiler le 26 octobre 1765 à l'île de France, où il meurt de la fièvre jaune le 3 mai 1767.
Son fils, Claude Sophie Dupin de Rochefort, né du mariage avec Julie de Rochechouart-Pontville, disparaît sans postérité légitime le 18 septembre 1788 à Chenonceau. Cette année-là est une période noire à Chenonceaux. La mortalité est plus forte que les précédentes fois et l'on enregistre pas moins de dix-sept décès, dont douze entre la période du mois de septembre à décembre. Comparativement en 1787, le village enregistre sept décès.
Une autre personnalité meurt à Chenonceaux, quatre jours avant le petit-fils de Madame Dupin. Il s'agit du baron Frédéric-Auguste de Boden, chambellan du roi de Prusse et ministre plénipotentiaire du prince de Hesse-Cassel. Ce familier du salon littéraire de Louise Dupin s'éteint le 14 septembre 1788 et sera inhumé le 16 suivant dans un endroit dédié du cimetière, car ce grand personnage est de confession luthérienne. Même dans la mort et peu importe le rang, il est hors de question de confondre catholiques et protestants, encore exclus de la terre dite consacrée et en dépit de l'Édit royal dit « de Tolérance » du 7 novembre 1787, inspiré à Louis XVI par certaines personnalités de confession protestante. Le nouveau curé de Chenonceaux, l'abbé François Lecomte, en poste depuis 1787, marqué par ces événements, inscrit dans l'en-tête du registre paroissial de 1788 : « À mourir Dieu nous aide ».
Après la disparition de son fils puis de son petit-fils, Madame Dupin reporte toute son affection sur son neveu Pierre-Armand Vallet de Villeneuve et ses deux enfants, René et Auguste. Son beau-fils, Louis Dupin de Francueil, né du premier mariage de Claude Dupin avec Marie Jeanne Bouilhat, dilapide, comme Jacques-Armand, la fortune familiale et mène un train de vie bien au-dessus de ses moyens. Il attaque même le testament de son père et se porte pour héritier de la moitié de ses biens,. Receveur général des finances, Louis Dupin de Francueil se partage entre Paris et surtout Châteauroux, où il gère la manufacture royale créée en 1751 au bord de l'Indre dans les dépendances du château du Parc, par Claude Dupin et l'intendant des finances de Louis XV, Daniel-Charles Trudaine.
Louis Dupin de Francueil épouse en secondes noces à 61 ans, le 14 janvier 1777 dans la chapelle de l'ambassade de France à Londres, la fille naturelle de Maurice de Saxe et de la comédienne Marie Geneviève Rinteau, Marie-Aurore de Saxe, de trente-trois ans sa cadette, veuve du comte Antoine de Horn, tué en duel d'un coup d'épée à Sélestat, le 20 février 1767 à l'âge de quarante-quatre ans. De cette union, naît Maurice Dupin de Francueil (1778-1808) et qui sera le père d'Aurore Dupin, alias George Sand, « nom de plume » créé avec les quatre premières lettres du nom de son jeune amant Jules Sandeau.
| - Acte de baptême le 7 février 1788 en la paroisse de Saint-Eustache à Paris. - Acte de mariage le 29 avril 1808 à Saint-Germain-en-Laye avec Jean Baptiste Blard, entrepreneur de bâtiment. - Acte de décès le 15 juin 1844 à Saint-Germain-en-Laye. |

#### La Révolution française
Pendant la Révolution française, le 11 septembre 1792, Mme Dupin s'installe définitivement à Chenonceau,,, en compagnie de son amie, la comtesse de Forcalquier,, sa nièce Suzanne Dupin de Francueil, ses petits-neveux René et Auguste Vallet de Villeneuve ainsi que sa gouvernante et lectrice, Marie-Thérèse Adam. Les origines de la naissance de Marie-Thérèse Adam (1755-1836) restent mystérieuses ; elle est présumée fille illégitime de Jacques-Armand Dupin et lorsque celui-ci est exilé à l'Île-de-France en 1765 pour ses inconduites, Marie-Thérèse aurait été confiée à Mme Dupin,.
Grande amie des villageois, Louise Dupin sauve la chapelle du château en permettant qu'elle soit transformée en resserre à bois. À cette époque, l'abbé François Lecomte est nommé président du comité révolutionnaire du district d'Amboise et devient influent dans le Club des Jacobins local ; pourtant, il sera chassé de son presbytère à la suite de la fermeture de son église, et devra se réfugier au château, où il exercera la fonction de régisseur.
Quant à Mme Dupin, elle consent à laisser détruire plusieurs dizaines de portraits royaux et seigneuriaux du château mais réussit à préserver ses bijoux ; son régisseur Lecomte arrive à préserver les plus importantes archives de Chenonceau en les mettant sous la protection des scellés de la commune. Son action est tout aussi déterminante lorsque la demeure est menacée de démolition et il parvient à sauver Chenonceau par un trait d'esprit : « Eh quoi citoyens ! Ne savez-vous pas que Chenonceau est un pont ? Vous n'avez qu'un seul pont entre Montrichard et Bléré et vous parlez de le démolir ! Vous êtes les ennemis du bien public ! ».
Mais un autre danger guette le domaine par la mise sous séquestre comme bien national. Les révolutionnaires prétendent que s'agissant d'une ancienne propriété royale, l'ensemble du patrimoine de Mme Dupin doit revenir à la Nation, selon le décret du 10 frimaire an II (30 novembre 1793). En 1795, les commissaires de la République se présentent et en ordonnent la saisie, à laquelle Mme Dupin s'oppose. Elle obtient de présenter sa défense juridique par un mémoire prouvant sa qualité de bien privé en exposant la teneur de tous les titres conservés dans le chartrier du château, datés d'avant le 1er février 1566 au 9 juin 1733, date d'achat par son époux. Ce texte reconnu valide, Mme Dupin n'est plus inquiétée dans la possession de Chenonceau, mais est soumise à l'emprunt forcé en 1796 et 1798.
Cette même année 1798, elle reçoit la visite d'un jeune homme à l'avenir prometteur, Pierre Bretonneau, fils de Pierre Bretonneau, maître en chirurgie, médecin de Mme Dupin, et Élisabeth Lecomte ; il est le neveu de l'abbé François Lecomte et étudiant en médecine.

#### Les dernières volontés
Le 30 brumaire an VIII (21 novembre 1799), Mme Dupin s'éteint à l'âge de quatre-vingt-treize ans dans sa chambre située au rez-de-chaussée sur la façade Ouest du château,, aujourd'hui appelée chambre de François Ier.
Louise Dupin est inhumée suivant ses dernières volontés dans le bois qui s'étend sur la rive gauche du Cher, dans l'axe de la galerie ; ses petits-neveux font ériger un haut sarcophage rectangulaire « à l'Antique » sur un important emmarchement, porté par de grosses pattes de lions, sculpté et gravé d'une épitaphe et d'inscriptions encore lisibles aujourd'hui mais recouvertes partiellement par des graffitis.
| - Louise de Fontaine épouse de Claude Dupin. - Madame Dupin par Jean-Marc Nattier et sa fille Catherine Pauline Nattier (1725-1775). - Détail du visage par Jean-Marc Nattier. - Madame Dupin et Jean-Jacques Rousseau. - La tombe de Louise Dupin dans la forêt de Chenonceau. |

### Le comte René de Villeneuve

#### René de Villeneuve et Pierre Bretonneau

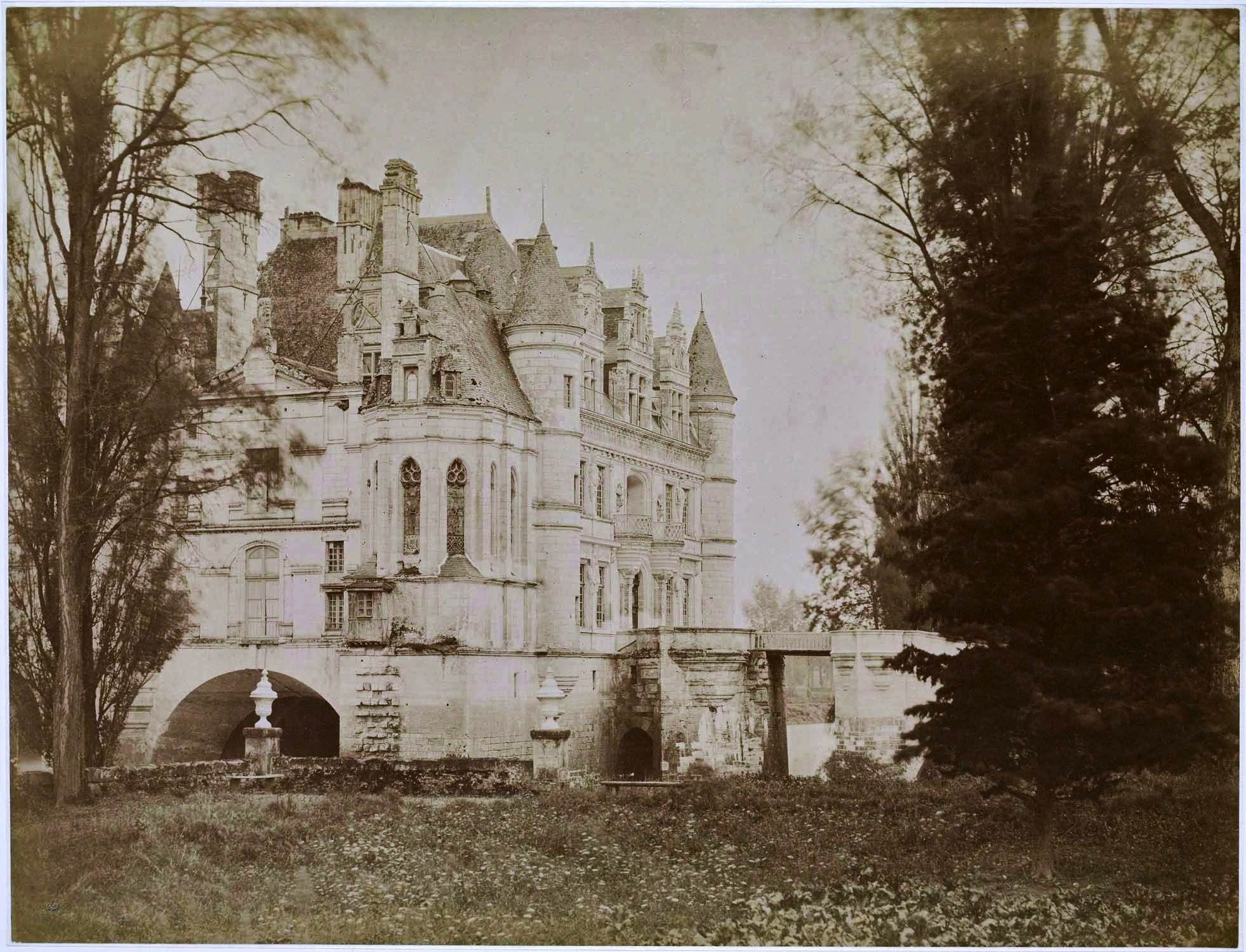
Photographie de Chenonceau vers 1856 par les frères Bisson, avant la restauration de l'architecte Félix Roguet.

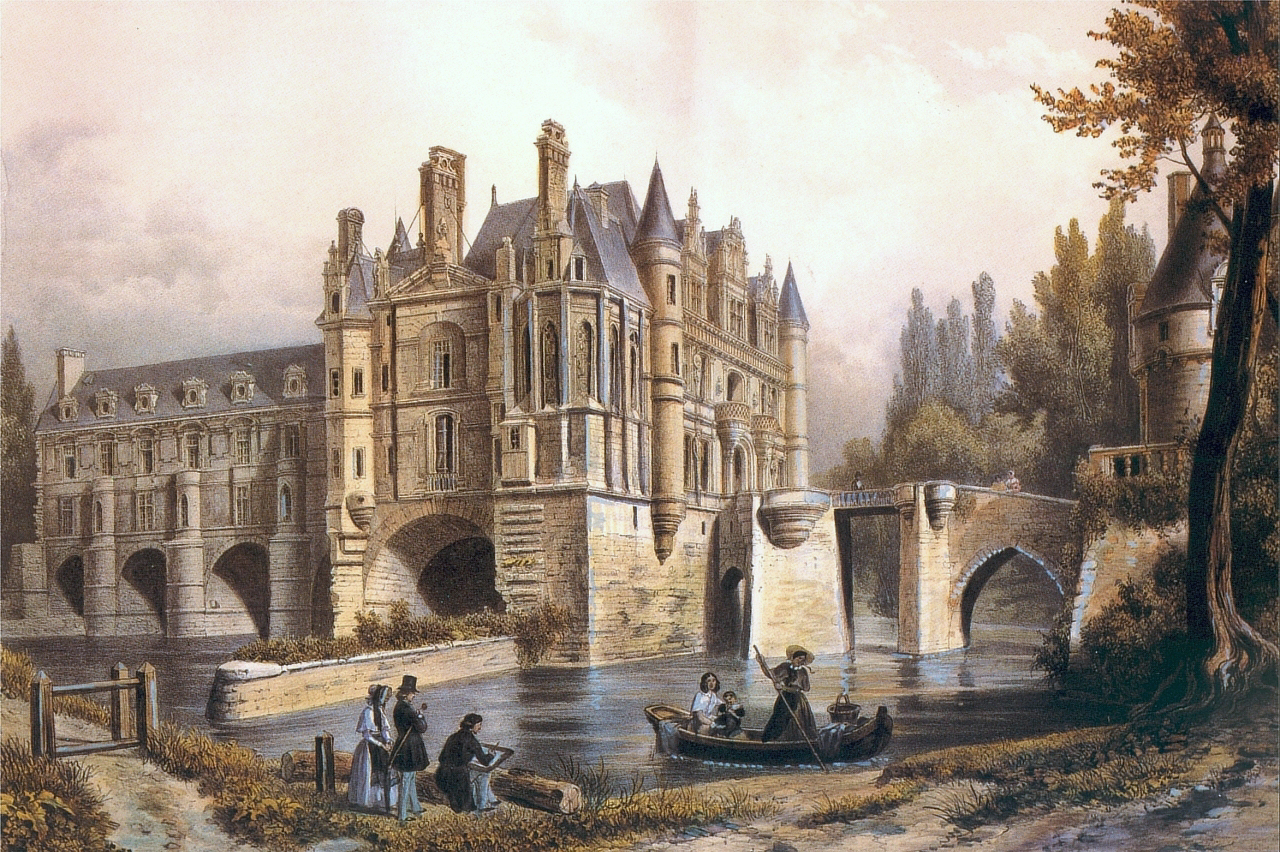
Le château de Chenonceau au cours de la période romantique, vers 1845.

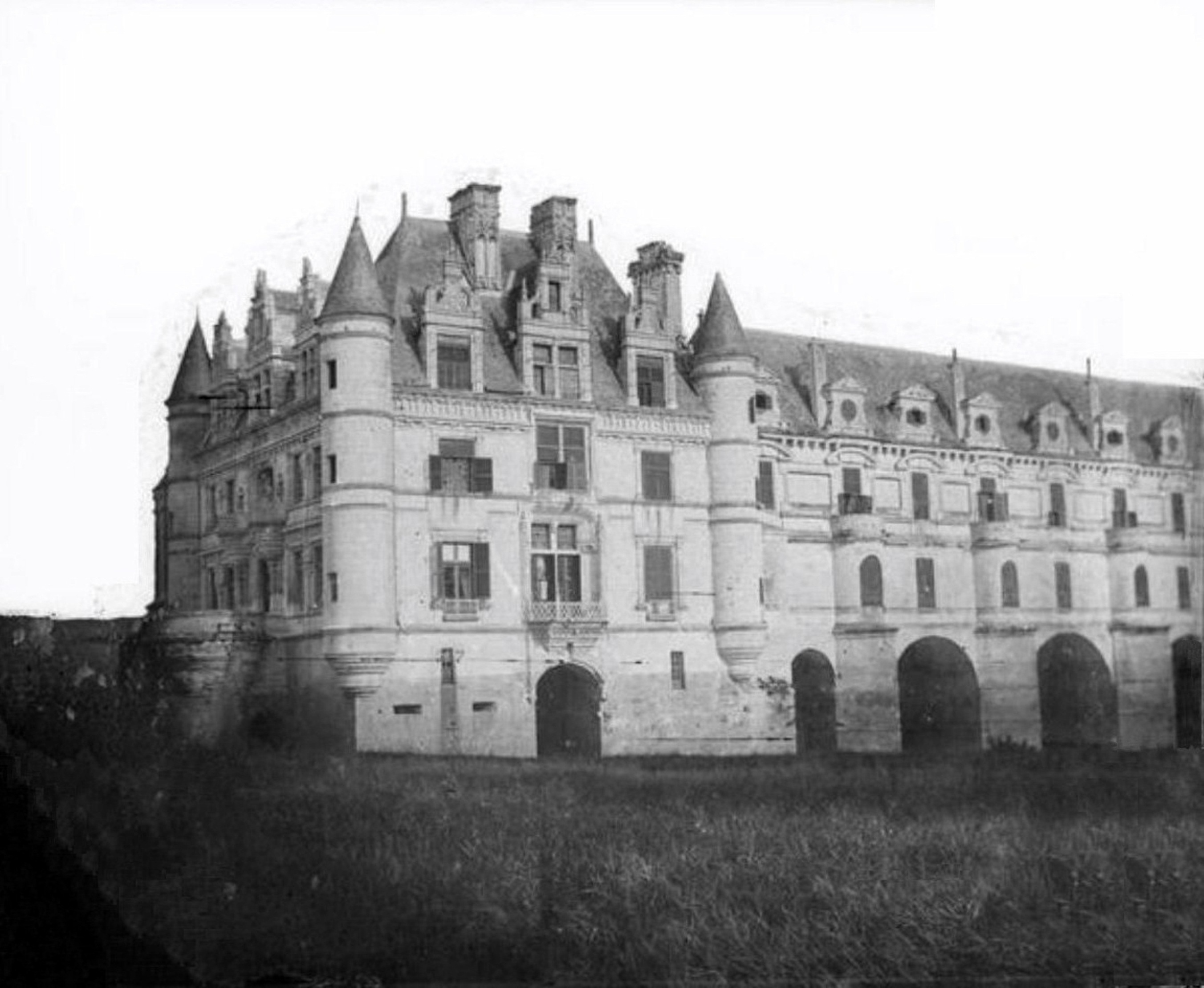
Une des rares photographies anciennes de Chenonceau sur les façades nord-ouest vers 1856, par Louis Alphonse de Brébisson. Le jardin de Catherine de Médicis n'est alors qu'un pré.

En 1799 son petit-neveu René, François Vallet de Villeneuve (1777-1863), hérite du domaine, qui restera dans sa famille pendant soixante-cinq ans. Dans son ascendance figure Claude Dupin, mais aussi Françoise Thérèse Fontaine, une des sœurs de Louise de Fontaine. Son épouse Apolline de Guibert (1776-1852) compte également dans sa lignée les grands-parents de Louise Fontaine.
René de Villeneuve fait partie de l'ancienne aristocratie ralliée à Napoléon Ier qui le fait comte d'Empire, en récompense de ses succès diplomatiques. Il participe également aux campagnes militaires de l'Empire. En 1806, il est nommé premier chambellan du roi de Hollande, Louis Bonaparte et de la reine Hortense,. À la chute du régime, René de Villeneuve et Apolline de Guibert se retirent à Chenonceau, où ils ne faisaient jusque-là que des séjours irréguliers.
Pendant leur absence au cours du Premier Empire, le couple confie la surveillance du château à Pierre, Fidèle Bretonneau (1778-1862). Médecin réputé, il s'installe comme simple officier de santé en 1801 à Chenonceaux, où il est nommé maire de 1803 à 1807. Avant son retour en Touraine, Pierre Bretonneau se marie à Paris, le 13 prairial an IX (2 juin 1801) selon un contrat signé le 28 floréal an IX (18 mai 1801) avec Marie-Thérèse Adam son aînée de vingt-trois ans, lectrice de Mme Dupin.
Marie-Thérèse a hérité de Mme Dupin, de terres, d'une maison à Paris rue de la Roquette et d'une autre propriété à Chenonceaux, dite « La Renaudière », où les époux emménagent. Pierre Bretonneau s'acquitte consciencieusement de l'intendance du domaine, en plus de ses obligations professionnelles. Les parterres et les parcs sont ainsi entretenus.
René de Villeneuve fait effectuer des réparations pour effacer le vandalisme sous la Révolution. Des moulages de monogrammes royaux sont appliqués sur les murs, des bustes de personnages historiques sont disposés dans la grande galerie et des tableaux viennent remplacer ceux détruits par les révolutionnaires. Certaines pièces du château connaissent également une rénovation, mais modérée. L'entrée de l'avant-cour est ornée de deux sphinx en pierre, provenant du château de Chanteloup à Amboise, et des platanes remplacent les ormeaux qui bordaient la grande allée d'honneur.

#### Monument historique classé

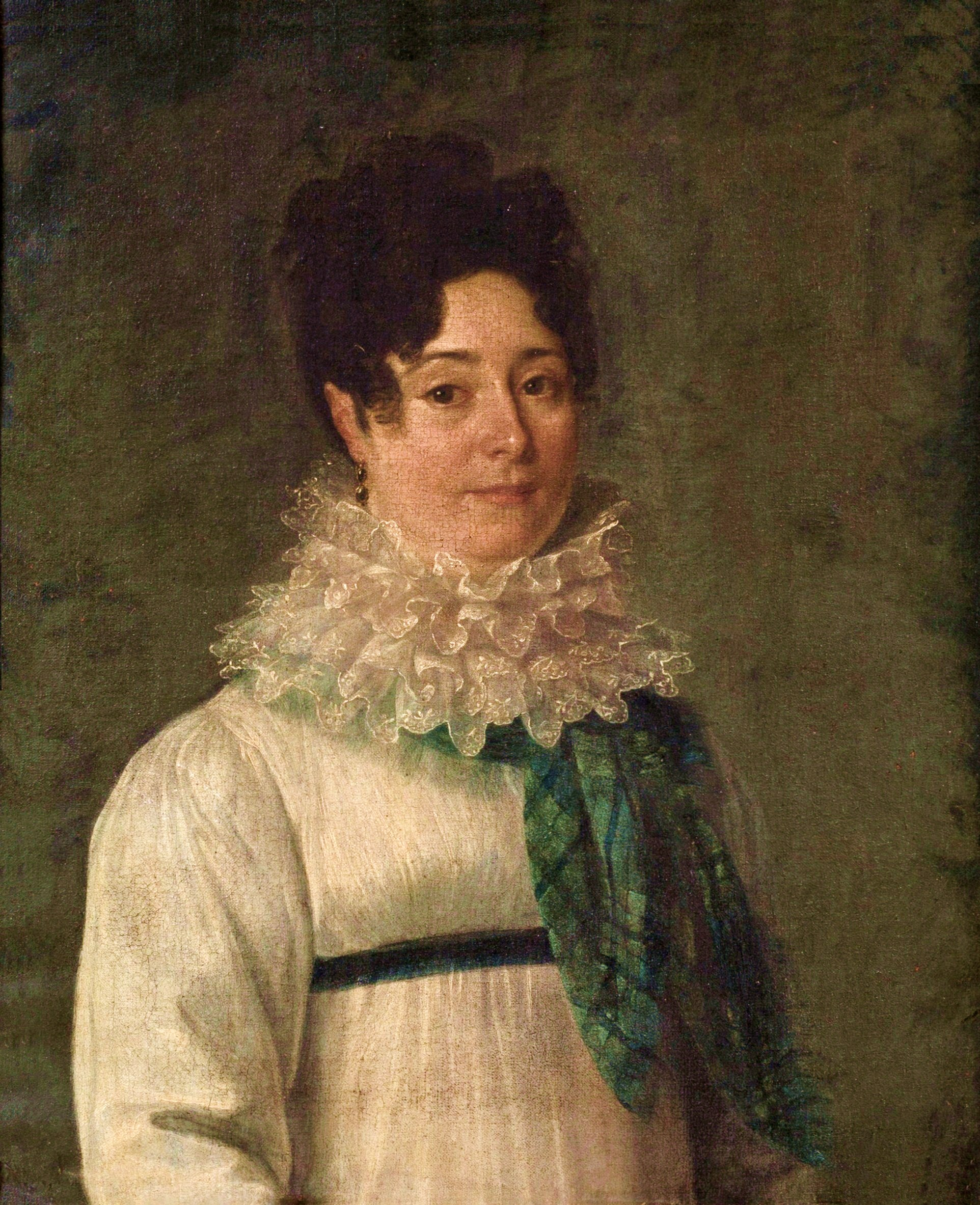
Portrait d'Apolline de Villeneuve née de Guibert, dame du palais de la reine Hortense de Beauharnais. Le mariage de René Vallet de Villeneuve et d'Apolline de Guibert, le 12 avril 1795 à Paris, réunit pour la troisième fois le sang des Carton-Dancourt et celui des Boutinon des Hayes. Ancienne collection du château de Chenonceau. École française du XIXe siècle, collection privée.

Un inspecteur des Monuments historiques, Prosper Mérimée, imagine un classement pour gérer ses fonds et ses interventions. Une première liste est établie en 1840 et le château de Chenonceau figure parmi les châteaux classés de la Loire avec Chaumont, Blois, Chambord, Amboise, Beauregard et Chinon. Le 2 mai 1852, René Vallet de Villeneuve sollicite la protection juridique du château, afin que sa restauration soit prise en compte. Le 2 juillet suivant, Prosper Mérimée lui écrit :

« En principe, je suis assez opposé au classement parmi les monuments historiques des propriétés particulières, mais j'admets parfaitement des exceptions et s'il y en a une qui soit justifiée à nos yeux, c'est en faveur du château de Chenonceau. La Commission [des Monuments historiques] en a pensé de même et a exprimé le vœu qu'un architecte distingué fut chargé d'examiner le château cet été […] on peut d'ici à 1853 étudier et faire des projets. »

En effet, l'architecte Eugène Lambert, préconise dans un rapport, l'année suivante, la restauration de la voûte ogivale du pont et des deux grands encorbellements après le pont-levis, la restitution de têtes de cheminées, la réfection d'une grande lucarne et le rétablissement d'un campanile de la chapelle, travaux pour lesquels Mérimée proposera d'allouer la somme de 28 000 francs.
Les archives de la seigneurie, dont la majeure partie avait été sauvée et cachée lors de la Révolution par l'abbé Lecomte, sont retrouvées en 1859 en parfait état de conservation. René de Villeneuve fait appel à l'abbé Casimir Chevalier, archéologue et historien, qui les inventorie, les ordonne et les publie. Ces références documentaires irremplaçables serviront de base pour les grands travaux à venir.

#### Des hôtes de marque

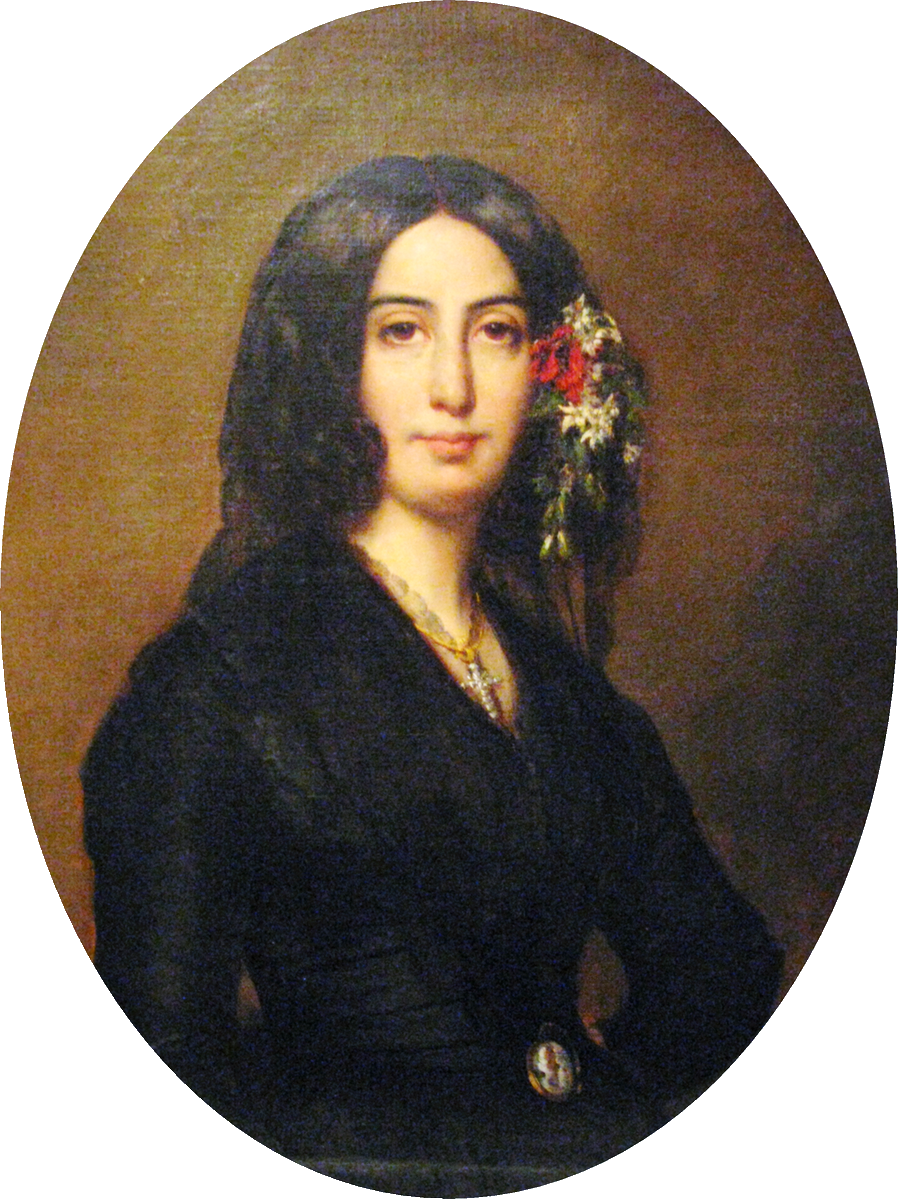
Chenonceau est une merveille. L'intérieur en est arrangé à l'antique avec beaucoup d'art et d'élégance. On y jette toujours son pot de chambre par la fenêtre, ce qui fait le bonheur de [mon fils] Maurice ! George Sand, 14 décembre 1845.

La célébrité de la demeure princière et la notoriété de ses hôtes attirent les visiteurs notables : le comte et la comtesse Vallet de Villeneuve accueillent le 12 août 1839, le duc Ferdinand-Philippe et son épouse, la duchesse d'Orléans. Témoignage de leur gratitude, le couple royal fait don d'un vitrail et d'un portrait de la reine Louise de Lorraine. En 1840, Dorothée de Courlande, duchesse de Dino et nièce de Talleyrand, venant de son château de Rochecotte pour se rendre dans celui de Saint-Aignan, fait halte au château et l'évoque brièvement dans son Journal. Les Villeneuve reçoivent également leur cousine George Sand, baronne Dudevant, accompagnée de son fils Maurice et de sa fille Solange au mois de décembre 1845.

En 1847, Gustave Flaubert, alors âgé de vingt-six ans, entreprend un long périple avec sacs au dos et souliers ferrés, à travers la Bretagne, le Val de Loire, l'Anjou et la Touraine, accompagné de son ami Maxime Du Camp. Les deux voyageurs effectuent une halte au village de Chenonceaux et admirent le château. René de Villeneuve leur fait visiter sa propriété, ce qui inspire au jeune écrivain un récit de voyage, Par les champs et par les grèves : 

« Je ne sais quoi d'une suavité singulière et d'une aristocratique sérénité transpire au château de Chenonceau. Il est à quelque distance du village qui se tient à l'écart respectueusement. On le voit au fond d'une grande allée d'arbres, entouré de bois, encadré dans un vaste parc à belles pelouses. Bâti sur l'eau, en l'air, il élève ses tourelles, ses cheminées carrées. Le Cher passe dessous et murmure au bas de ses arches dont les arêtes pointues brisent le courant. C'est paisible et doux, élégant et robuste. Son calme n'a rien d'ennuyeux et sa mélancolie n'a pas d'amertume. »

La visite la plus inattendue, et sous bonne escorte, est celle d'Abd el-Kader le 13 mai 1851, emprisonné par Louis-Philippe Ier au château d'Amboise le 8 novembre 1848, et libéré par le futur Napoléon III, le 16 octobre 1852.
Le comte René de Villeneuve, sénateur depuis le 31 décembre 1852 et chambellan honoraire sous le Second Empire, meurt au château le 12 février 1863. Le domaine revient à ses deux enfants, la marquise douairière de La Roche-Aymon (1796-1866) et à Septime de Villeneuve (1799-1875), qui ne conserveront pas la dispendieuse demeure, d'où sa mise en vente en avril 1864.

### Marguerite Pelouze

#### Les Wilson, ambition et arrivisme
Au mois d'avril 1864, la famille de Villeneuve cède le château, les trois parcs, un moulin, des dépendances et 136 hectares de terres pour 850 000 francs à Marguerite Wilson, épouse du médecin Eugène Pelouze (Paris 1833 - Cannes 1881), dont elle se sépare le 17 mars 1869.
Marguerite est née à Paris le 24 mai 1836, héritière avec son frère cadet Daniel Wilson, de l'ingénieur écossais Daniel Wilson. Ce dernier est arrivé en France en 1819 et a fait fortune dans les mines et forges du Creusot, puis dans la fabrication des machines à vapeur, avant de fonder une compagnie d'éclairage au gaz à Paris. Mme Pelouze entreprend de 1865 à 1878 la « restauration » du château et de son domaine pour une somme estimée à plus d'un million et demi de francs-or. La nouvelle propriétaire fait appel à l'architecte Félix Roguet, originaire de Chalon-sur-Saône, disciple de Viollet-le-Duc, pour diriger le pharaonique projet.

#### Une transformation pharaonique

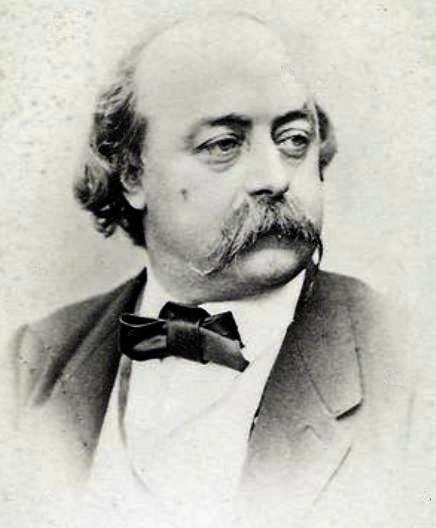
Gustave Flaubert effectue quatre voyages à Chenonceau, dont trois séjours au moment de Mme Pelouze.

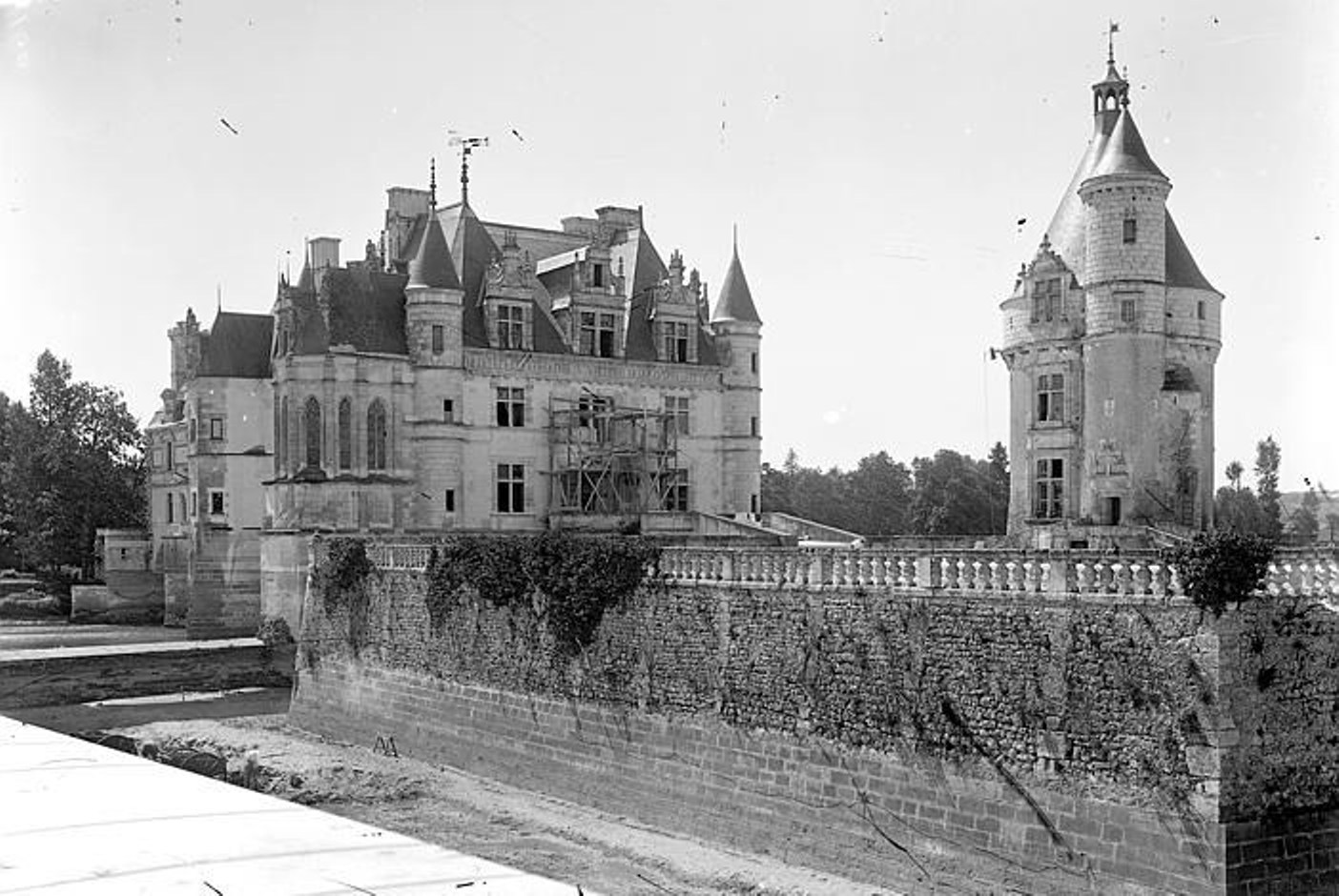
Après la reconstruction de la façade nord du château, le balcon avec ses balustres et pilastres de pierre est reconstitué. À gauche, après la chapelle, la chambre de Louise de Lorraine est détruite. Au premier plan, les douves sont creusées et consolidées.

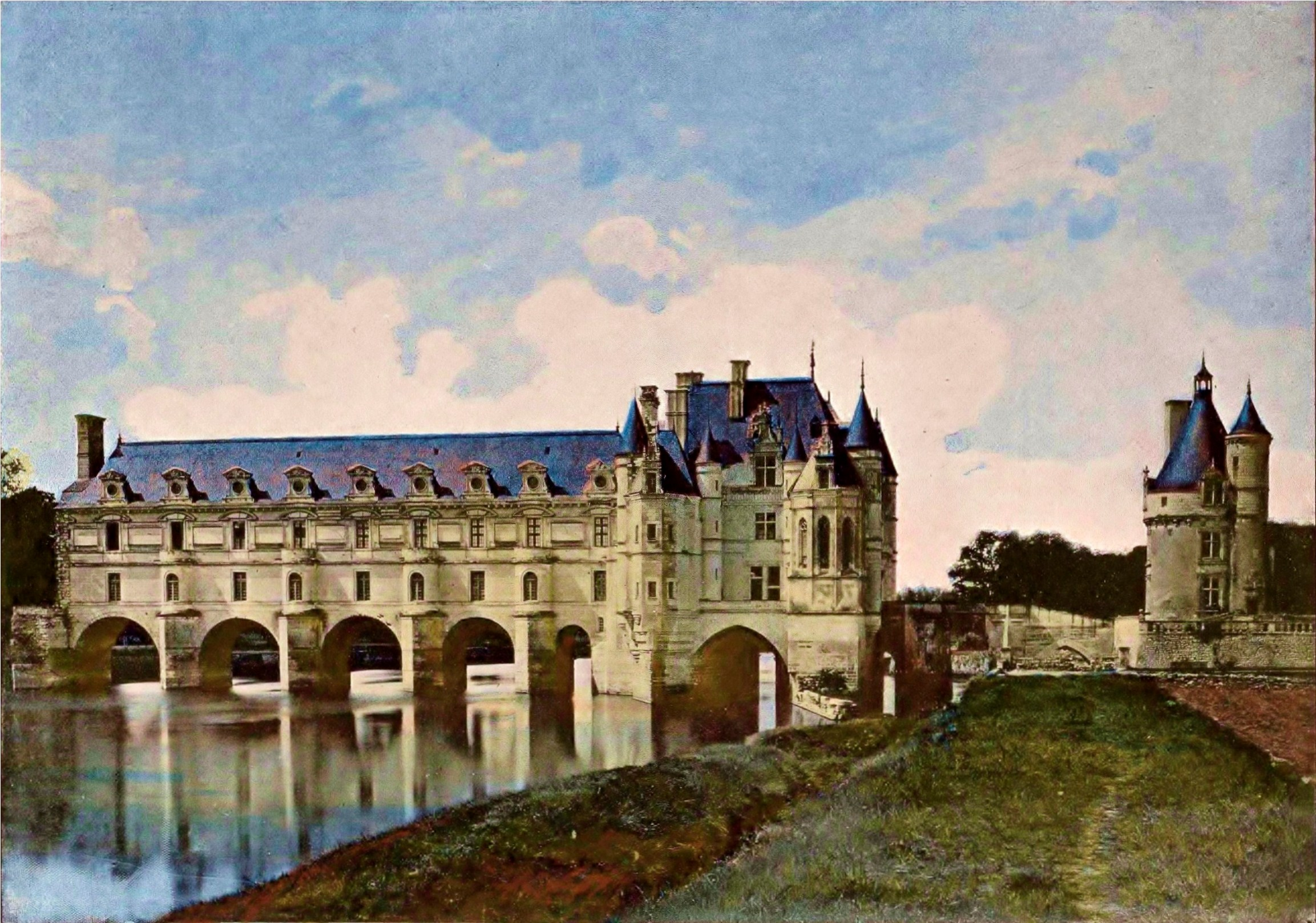
La nouvelle façade est du château de Mme Pelouze. À noter que le Jardin de Diane n'a pas encore ses terrasses surélevées, mais uniquement une protection des crues du Cher par une levée de terre et fortement talutée. Photographie de Daniel Freuler (1862-1918), qui utilise peut-être un ancien cliché pour son photochrome.

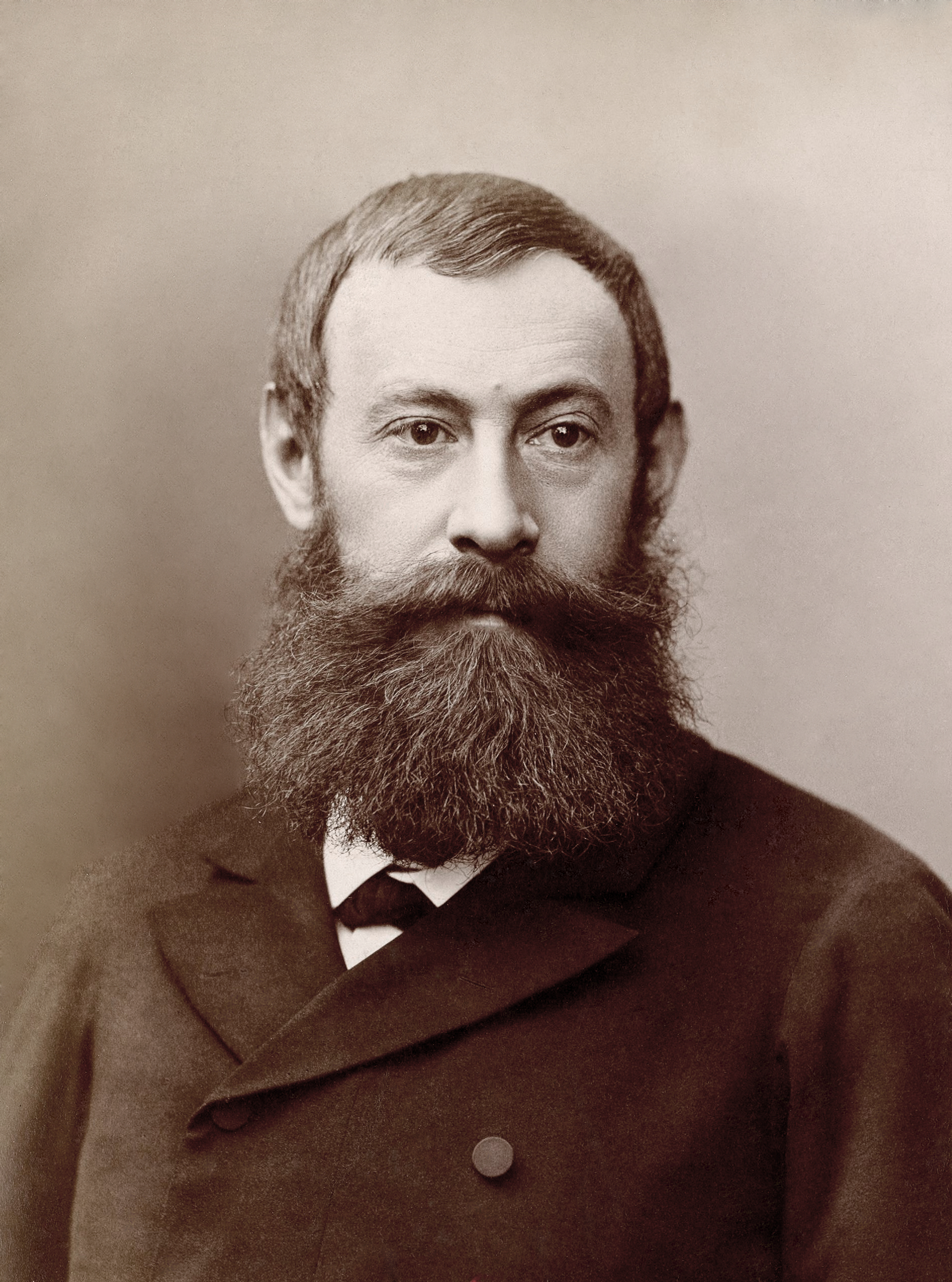
Daniel Wilson photographié par Nadar.

Roguet commence son chantier en 1865 par le bâtiment des Dômes. L'intérieur est refait complètement pour l'installation d'écuries, selleries, offices des cochers et valets. La façade et la toiture sont remaniées. Le 1er mai 1866 débutent les travaux du château. La façade nord modifiée par Catherine de Médicis est rétablie dans son état initial, ce qui entraîne la disparition des huit fenêtres et des quatre cariatides monumentales : Hercule, Pallas, Apollon et Cybèle sont réduits à soutenir un portique dans le parc de Chisseau. Le grand balcon et sa balustrade de fer sont remplacés par des balustres et pilastres en pierre. Les appartements de la reine Louise de Lorraine et l'arche qui les supportait sont démolis. Ce bâtiment se situait sur la façade est, entre la chapelle et la librairie. Les fenêtres condamnées sont rétablies. Les deux tourelles dans les angles sont reconstruites. Une partie du plafond de la chambre funéraire de Louise de Lorraine est réinstallée entre les solives de la galerie du rez-de-chaussée.
La façade ouest n'a pas été transformée, si ce n'est le grand balcon et les meneaux des fenêtres. La décoration extérieure comme les toitures sont refaites. L'intérieur du château n'est pas épargné : menuiseries, sculptures, peintures, sols, sont restaurés ou reconstitués. De même, la création de la seconde volée de l'escalier et la porte de la chapelle, à la sculpture de très grande qualité, est effectuée. On attribue au sculpteur Jean-Baptiste Gustave Deloye (1838-1899), les cariatides du château. Charles Toché, peintre, décorateur, aquarelliste et illustrateur, réalise dans la grande galerie du château des fresques historiques et allégoriques, de 1875 à 1888. Les lambris des appartements détruits sont réutilisés pour le plafond de la chambre des « Cinq reines ». Les cheminées de style Renaissance ne sont pas d'origine, hormis le manteau supérieur de la salle des Gardes. Le théâtre de Madame Dupin disparaît et les salles du couvent des Capucines sont reconstituées. Les salles des piles du château sont recrépies et reçoivent un nouveau dallage. Les murs des douves sont redressés et consolidés. La tour des Marques, la chancellerie et l'orangerie sont également restaurés. Un port pour les embarcations de pêche et de plaisance est créé. Les jardins et parterres sont aménagés, les parcs replantés et les allées élargies.
Lors de la guerre de 1870, le prince impérial allemand, en se rendant à Tours, visite le château de Chenonceau le 17 février 1871. Après la tourmente, la vie reprend ses droits, Mme Pelouze renoue avec les fastes, et les travaux, interrompus par les hostilités, se poursuivent.

#### L'académie des Arts et des Lettres
Marguerite Wilson érige Chenonceau en Académie des Arts et des Lettres où elle accueille des écrivains, historiens, musiciens, peintres et sculpteurs. Les artistes reçoivent dans la somptueuse demeure, hospitalité, encouragement et travail.
Mme Pelouze se fait représenter par un buste de Jean-Baptiste Carpeaux en 1872 et son portrait est réalisé par Carolus-Duran en 1885. Ce tableau est exposé au Salon des Beaux-Arts de 1886 et il orne le centre de la grande galerie.
Au cours de l'été 1879, Mme Pelouze reçoit dans son orchestre de chambre le jeune pianiste Claude Debussy. Le peintre Charles Toché décore de fresques historiques et allégoriques le château de 1875 à 1888.

#### L'éclat des fêtes
Elle organise pour le président de la République Jules Grévy, beau-père de son frère en 1881, « une fête de nuit sur le Cher, avec reconstitution du Bucentaure entouré de gondoles », dont témoigne encore une Allégorie du Cher où figure un gondolier (tapisserie de Neuilly, fin XIXe siècle) exposée dans le vestibule du deuxième étage du château. Si la gondole importée d'Italie était authentiquement vénitienne, le gondolier était napolitain, comme le révèlera en 1985 un graffiti découvert dans la pièce du troisième étage du château qu'il occupa. Autre témoin de cet épisode nautique et festif, subsistait encore en 1910 à la pointe de l'embarcadère la « jolie lanterne vénitienne », visible sur une des photos illustrant l'article d'Albert Maumené.
Le frère de Mme Pelouze, Daniel Wilson (1840-1919), député radical d'Indre-et-Loire en 1869 et 1871 puis député de Loches (1876-1889), reçoit à Chenonceau l'opposition républicaine locale. En octobre 1881 se déroule au château la fastueuse réception de son mariage avec Alice Grévy, la fille du président de la République, Jules Grévy.

#### La multiplicité des dettes
Wilson prend la mesure des dépenses excessives et désordonnées de sa sœur aînée, mais aussi d'un héritage qui fond comme neige au soleil ; il la persuade  d'entreprendre un périple en Asie. Ainsi, de juillet 1886 à septembre 1887, Mme Pelouze effectue un long voyage en compagnie de Mlle Chevillé et M. Lenoir, attaché aux travaux de la future Exposition universelle de Paris. La petite expédition parcourt l'Asie-Mineure, l'Arabie, la Syrie, la Perse et l'Hindoustan.
Aussitôt Marguerite Pelouze partie, Wilson, nouveau maître des lieux, vend les équipages, congédie la majeure partie de la domesticité et met fin à l'Académie des Artistes installée au domaine. De retour à Paris le 27 septembre 1887 après quatorze mois d'absence, Mme Pelouze est mise devant le fait accompli. Elle reçoit néanmoins au château de Chenonceau, en octobre, le cheikh de Palmyre, qui l'avait accueillie lors de sa visite en Syrie. La châtelaine installe son hôte dans la chambre de François Ier. Au mois de décembre, l'illustre visiteur est encore en France, en villégiature à Antibes, dans la villa de Mme Pelouze.
Mais le conseiller financier et avisé de sa sœur prodigue est lui-même rattrapé par ses propres malversations : Wilson est impliqué dans le scandale des décorations, consistant en l'octroi tarifé de Légions d'honneur et autres distinctions qui éclate le 7 octobre 1887, entraînant au mois de décembre suivant la démission forcée de son beau-père.
La restauration de Chenonceau et le coût de son train de vie obligent Mme Pelouze, surendettée, à recourir aux emprunts — procédé de « cavalerie budgétaire » — sans pouvoir pour autant rembourser ses créditeurs. L'année 1888 est de mauvais augure pour la famille Wilson : Daniel est condamné à deux ans de prison le 23 février 1888 pour trafic d'influence, et le domaine de Chenonceau est hypothéqué puis saisi à la demande des créanciers, dont le principal plaignant est le Crédit foncier.
Le samedi 5 janvier 1889 a lieu, à la barre du tribunal civil de Tours, la vente du château de Chenonceau. Le domaine est adjugé au Crédit foncier pour une somme de 410 000 francs.
Quant à Mme Pelouze, elle se retire dans son autre propriété sur la Côte d'Azur à Antibes, jusqu'à sa mort le 25 juillet 1902.
| - 1) Le vestibule du château de Chenonceau, à la fin du XIXe siècle. - 2) La salle à manger de Mme Pelouze, vers 1880. - 3) La salle à manger de Mme Pelouze, vers 1885. - 4) La cheminée dite de Jean Goujon dans la chambre de Diane de Poitiers, vers 1885. - 5) L'une des plus belles cheminées dans la chambre de François Ier, vers 1885. |

#### Félix Roguet

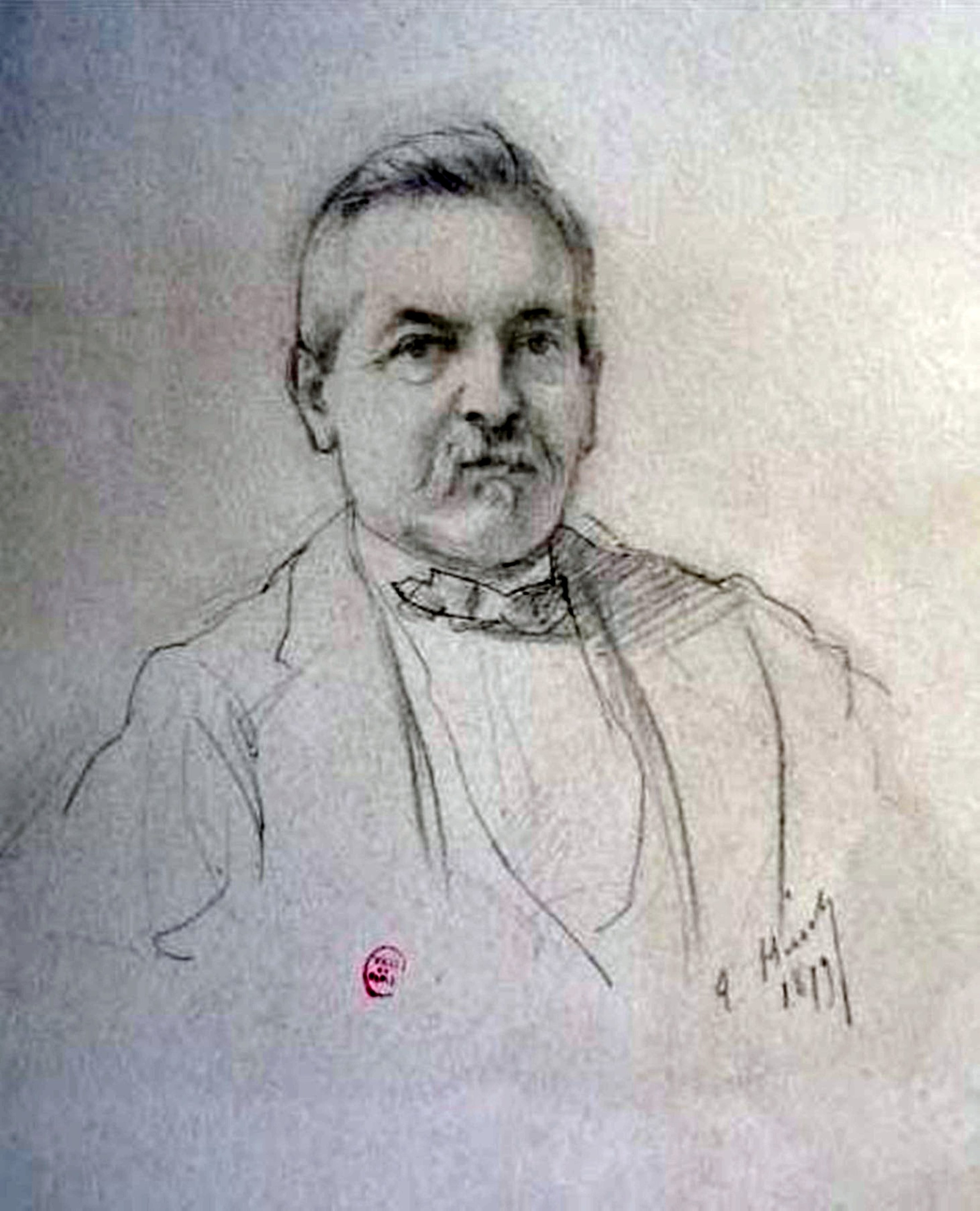
Portrait de l'architecte Félix Roguet en 1879 par Émile Hirsch.

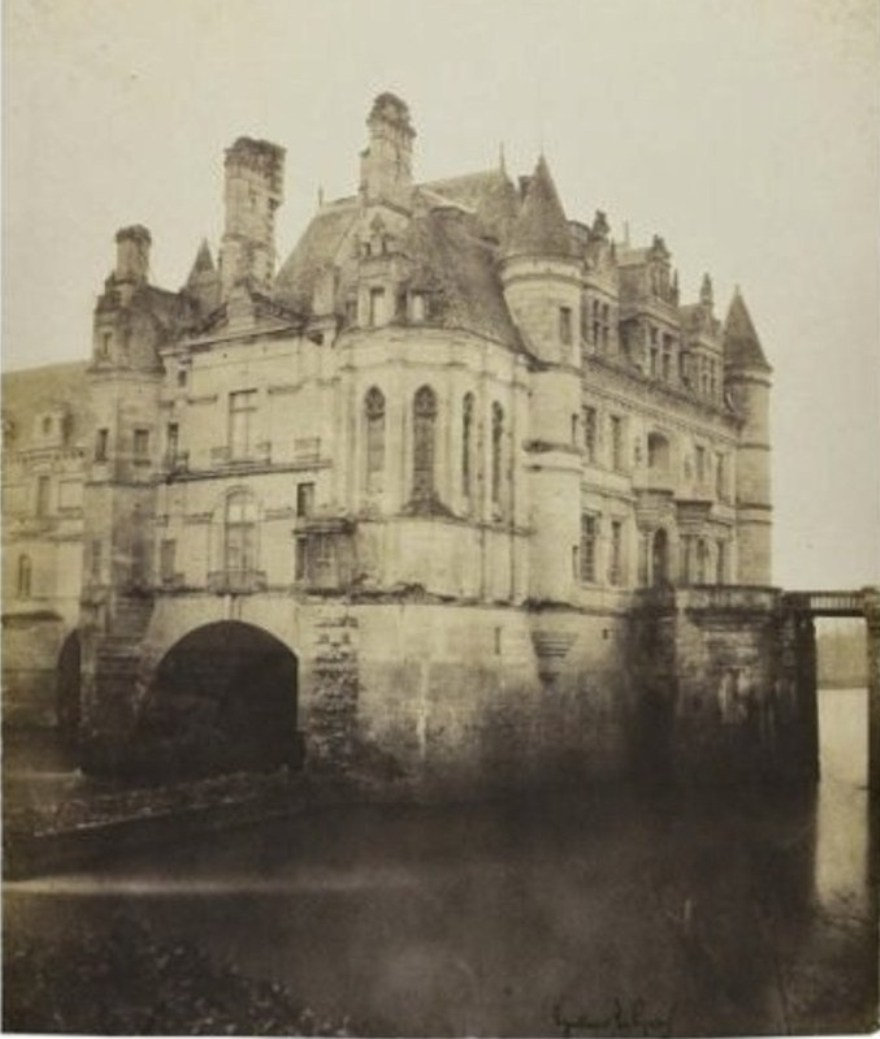
Photographie de Gustave Le Gray.
À gauche, appartements en 1851 de la reine Louise de Lorraine, avant leur destruction. Aujourd'hui, seule la chambre funéraire est reconstituée, mais déplacée sur la façade Ouest.

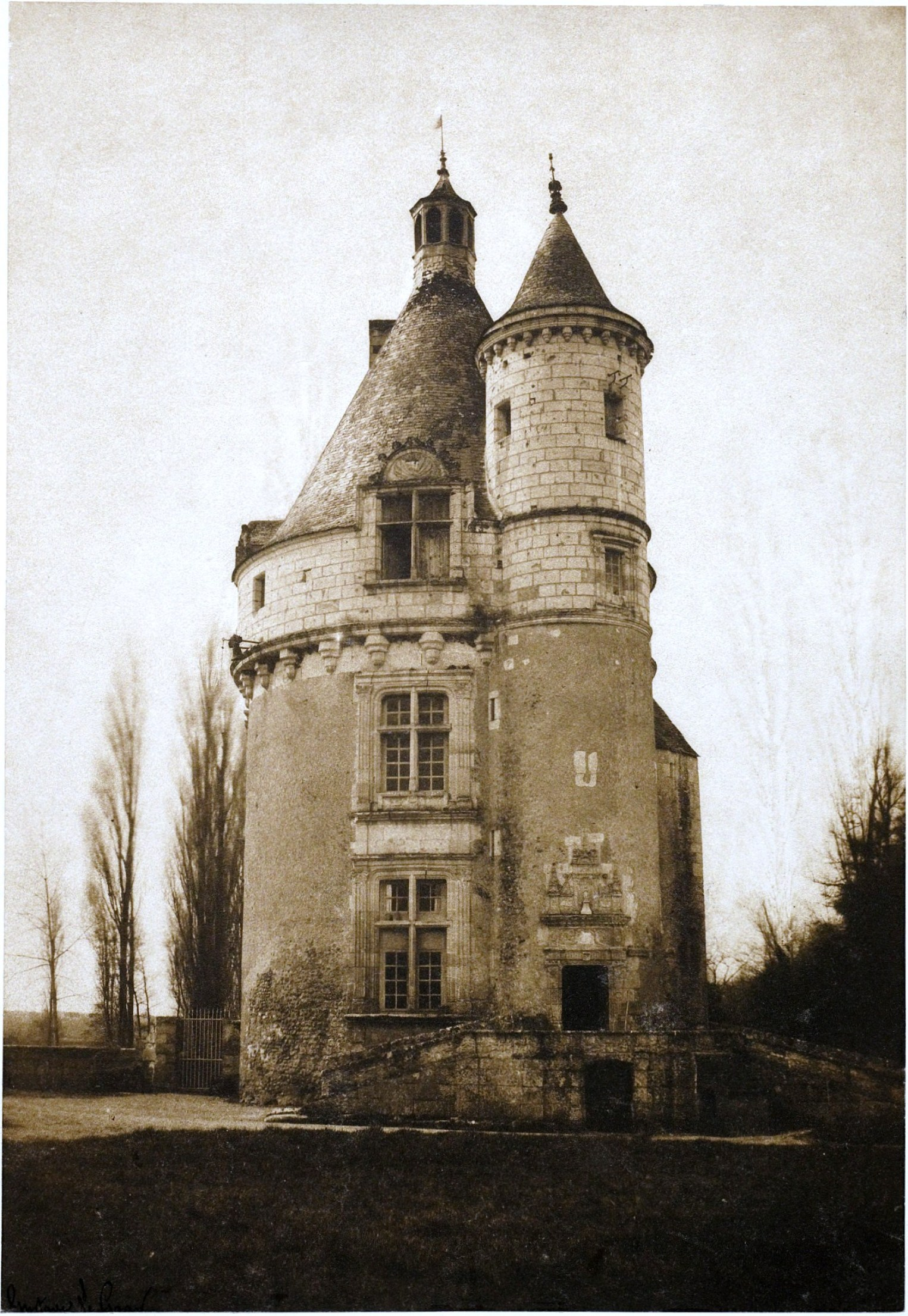
La tour des Marques
par Gustave Le Gray et Auguste Mestral en 1851 dans le cadre de la Mission héliographique.

En 1864, l'architecte Félix Roguet est chargé par Mme Marguerite Pelouze de remettre à neuf le château de Chenonceau.
Félix Roguet est né à Chalon-sur-Saône le 14 janvier 1823. Il est fils de Pierre Roguet, professeur d'écriture, et de Véronique Bonjean.
En 1853, il entre dans le service des travaux de la ville de Paris en qualité d'inspecteur-dessinateur. En 1861, Roguet intègre l'équipe de l'architecte en chef des travaux de Paris Théodore Ballu, dont il devient un proche collaborateur.
Il coopère à la restauration de la tour Saint-Jacques, aux grands travaux de l'église Sainte-Clotilde, à l'érection de la tour Saint-Germain de l'Auxerrois et à la construction de l'église de la Sainte-Trinité. Félix Roguet se voit confier la restauration du château de Chenonceau de 1865 à 1878 par la propriétaire des lieux.
Félix Roguet construit, en collaboration avec Louis-Charles Boileau, la mairie et le presbytère de L'Isle-Adam ainsi que le château de la Donneterie, près de Neuillé-Pont-Pierre en Indre-et-Loire.
Il est nommé architecte de l'hôtel de ville de Paris en 1870 et il reconstruit son annexe après les destructions de 1871. Roguet a la responsabilité de la restauration de l'hôtel Carnavalet, puis de la construction du nouveau bâtiment des Archives de la Seine.
Il reçoit la décoration de chevalier de la Légion d'honneur le 12 juillet 1880.
Marié le 21 juin 1862 dans le 9e arrondissement de Paris avec Liévine Albertine Petit de quatorze ans sa cadette, une longue et douloureuse maladie survenue en 1881 vient interrompre sa carrière alors qu'il venait d'achever un plan du nouveau lycée Louis-le-Grand dont il était chargé de la reconstruction.
Il meurt à Paris dans le 16e arrondissement, le 3 juin 1888 à l'âge de 65 ans.
Félix Roguet est inhumé le 5 juin 1888 au cimetière du Père-Lachaise dans la 57e division.
Dans son ouvrage, Le secret de Chenonceau, l'historien Robert Ranjard exprime bien le contexte de l'époque à propos de la transformation du château :

« Comme tous les architectes de son temps, Roguet ne concevait pas la restauration d'un monument ancien suivant les saines et prudentes doctrines en vigueur aujourd'hui […]. Roguet ambitionna de rendre à Chenonceau l'aspect qu'il présentait vers 1550, entreprise dangereuse qui, fort heureusement, ne fut pas exécutée dans son intégralité […]. Il résolut de faire disparaître complètement les adjonctions et modifications apportées par Catherine de Médicis et fit subir aux façades du nord et du levant, un remaniement considérable […] En toute impartialité, peut-on charger Roguet de la faute d'avoir par sa mutilation, diminué la beauté du monument ? Il faudrait avoir connu Chenonceau dans son état antérieur pour en juger avec certitude. »

Le livre de Robert Ranjard est publié pour la première fois en 1950, alors que les photographies réalisées avant les travaux de Félix Roguet ne sont pas encore connues du grand public. La galerie photographique ci-dessous permet une comparaison entre le Chenonceau de François-René de Villeneuve (1777-1863), neveu et héritier de Mme Dupin, et le Chenonceau que nous connaissons. L'historique des travaux de 1865 à 1878, travaux que la guerre franco-allemande a interrompu, est développé dans le chapitre consacré à Madame Pelouze.

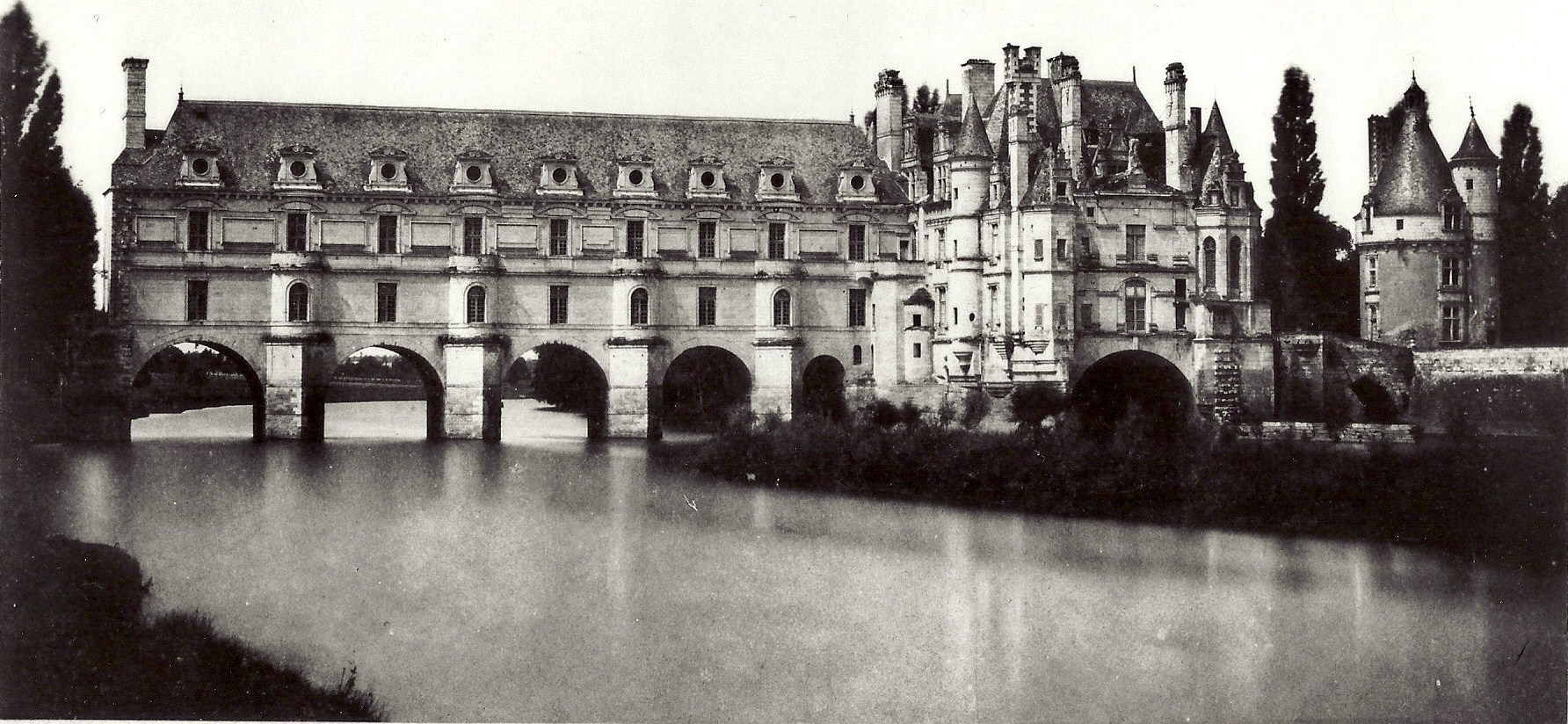
Photographie de la façade est par Gustave Le Gray en 1851.
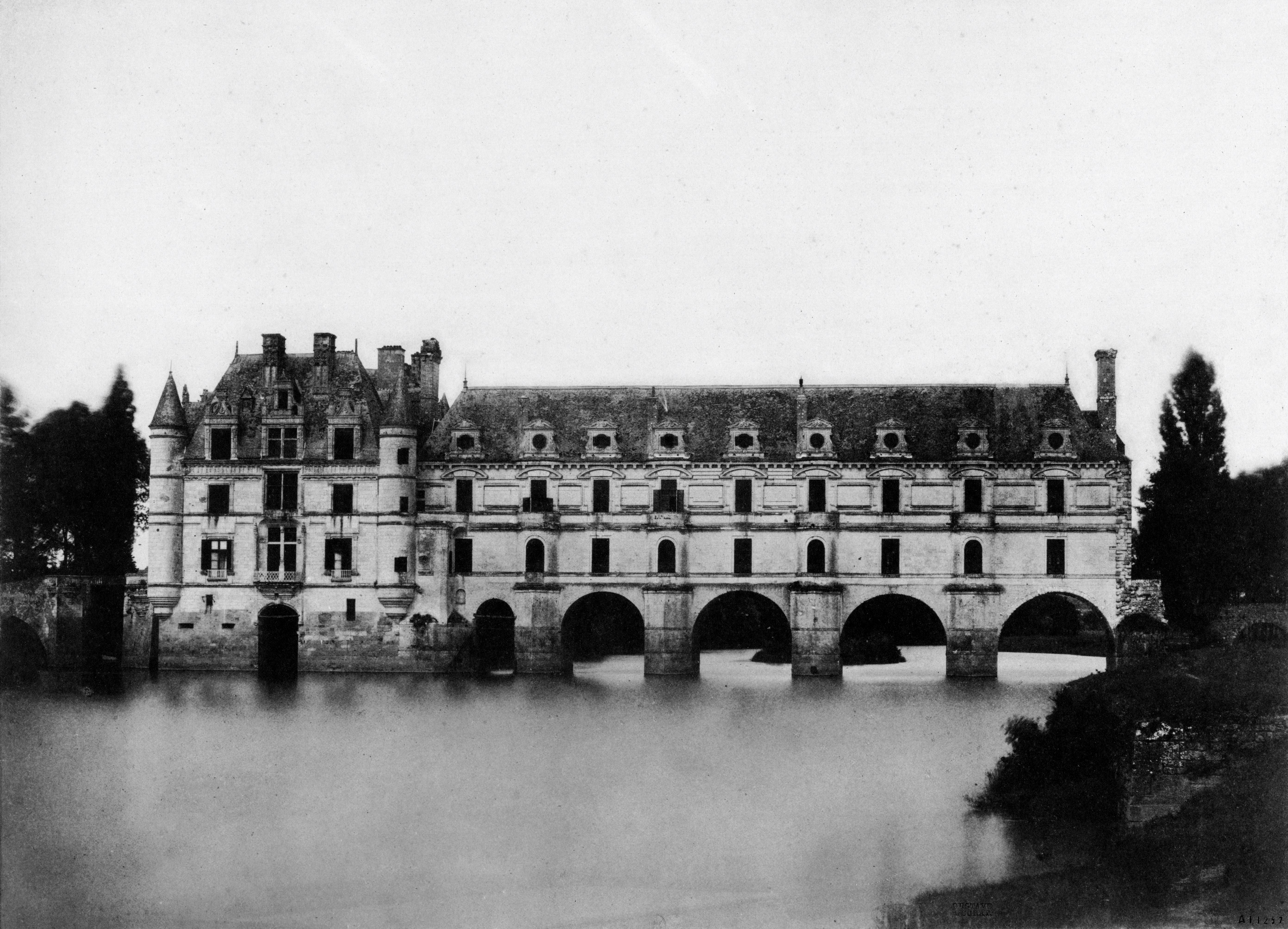
Photographie de la façade ouest par Gustave Le Gray en 1851.
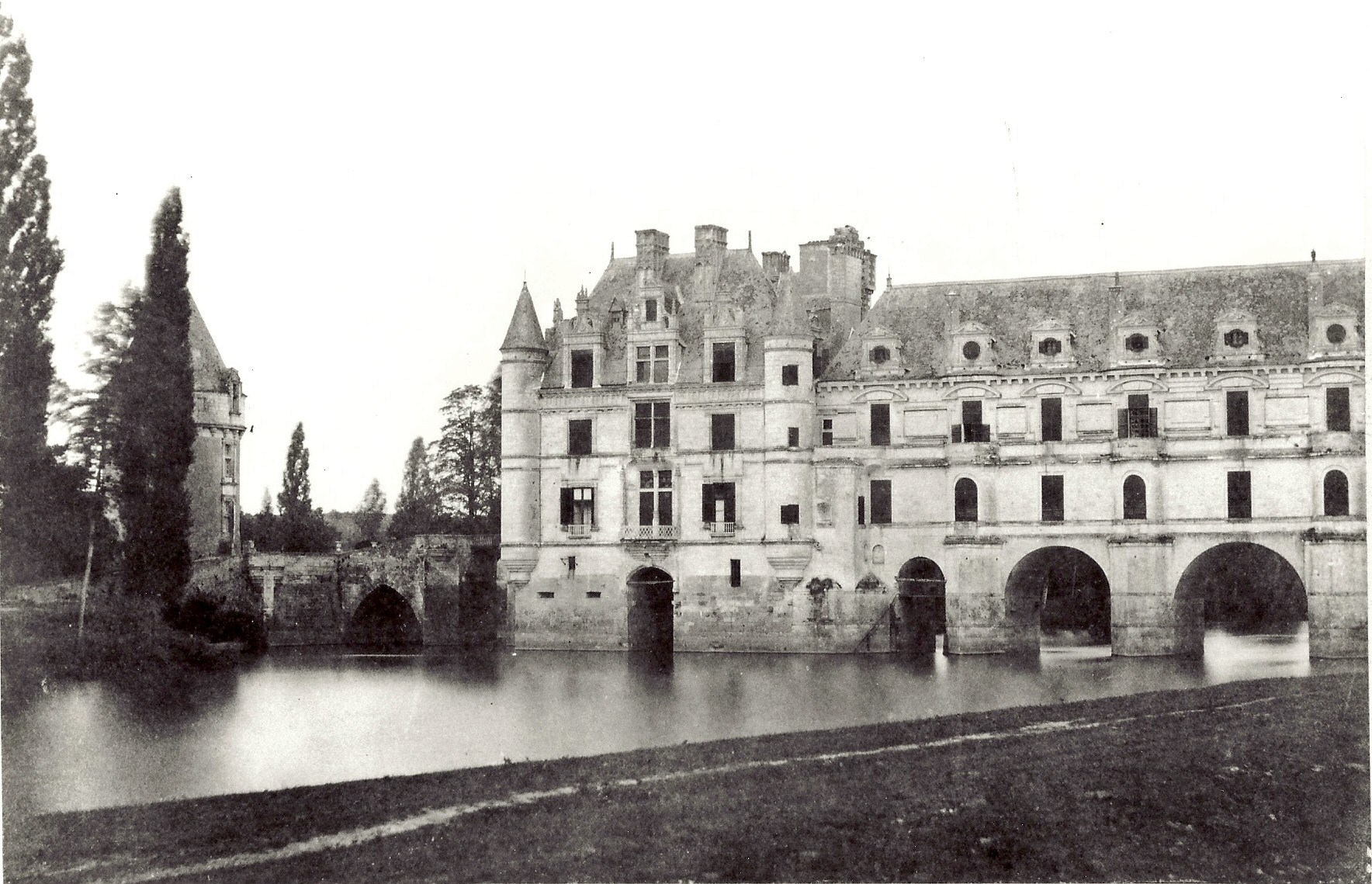
Photographie de la façade ouest par Gustave Le Gray en 1851.
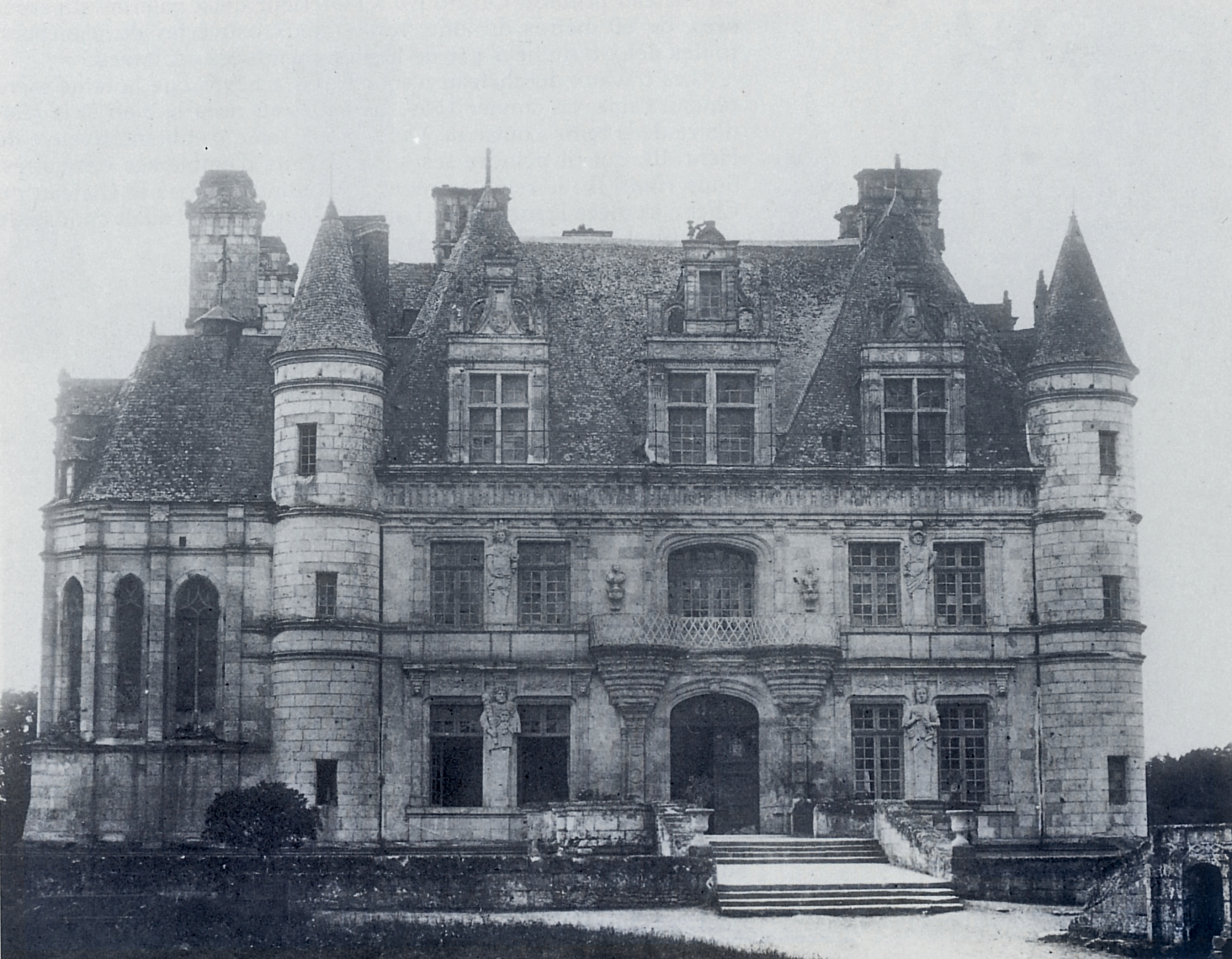
Photographie de la façade nord par Gustave Le Gray en 1851.
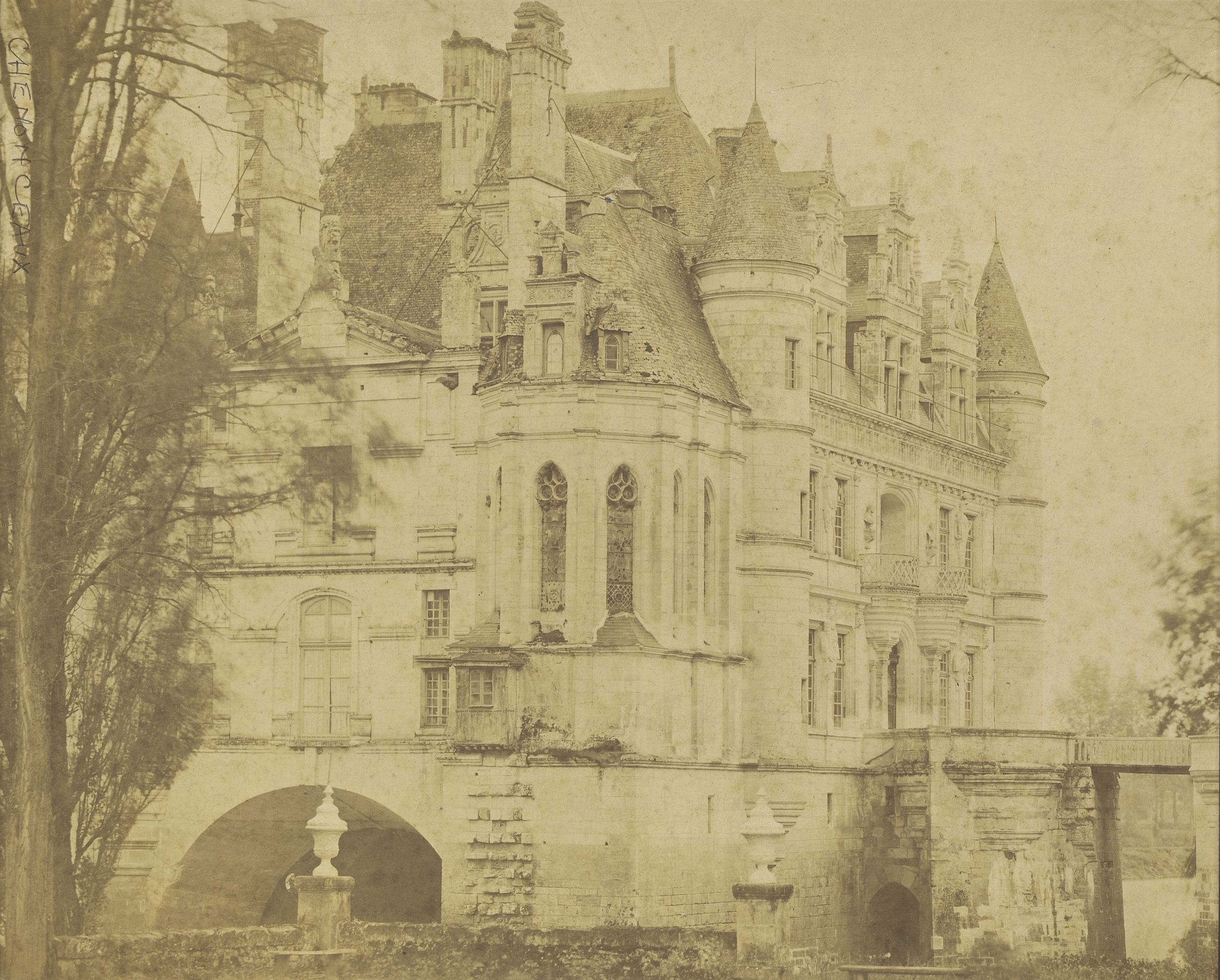
Photographie Nord-Est du château.
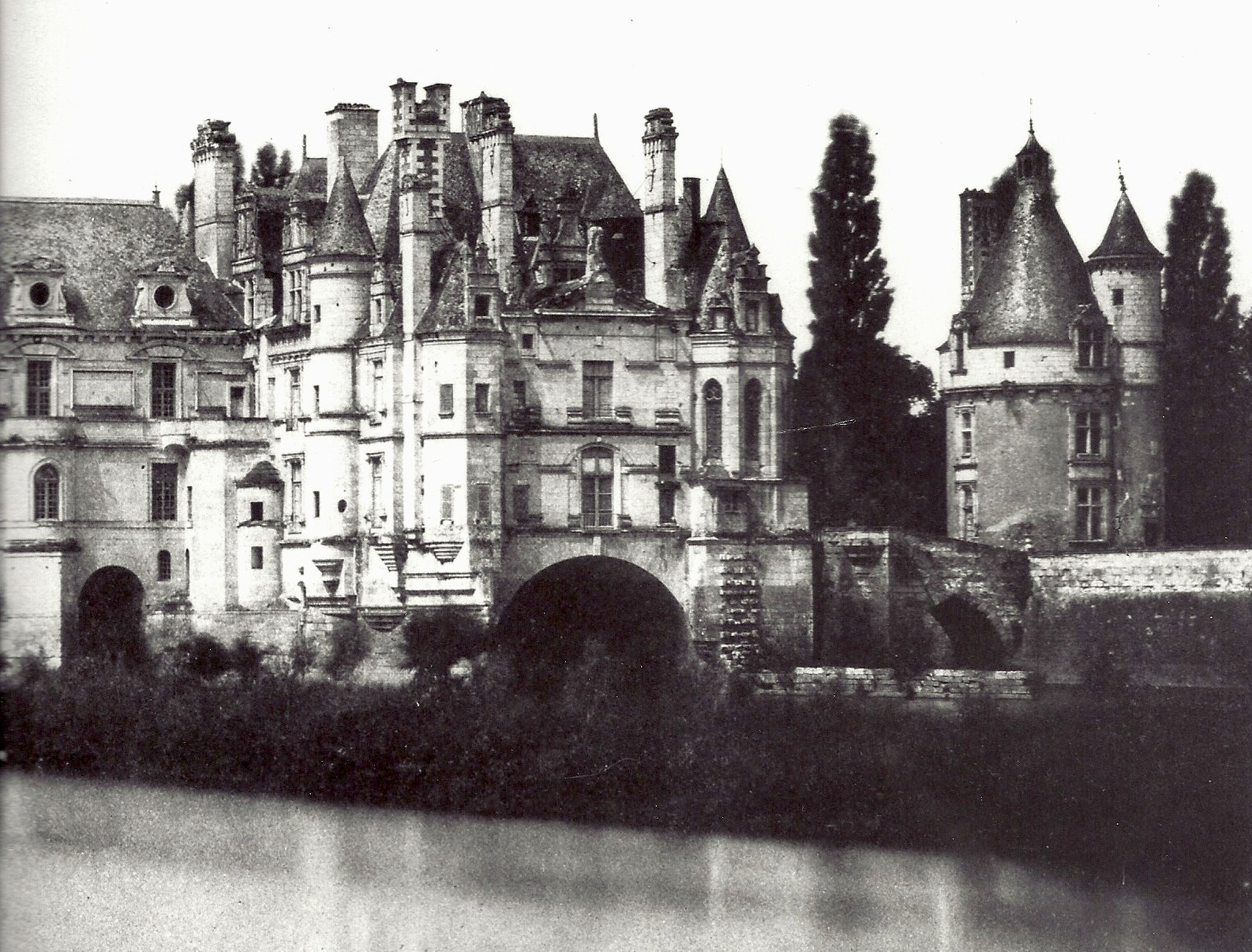
Château de Chenonceau, détail façade est en 1851. Au centre, appartements de la reine Louise de Lorraine.

### Le Crédit foncier
Le journaliste Henri Vuagneux du Figaro, en reportage dans la Touraine à la fin du XIXe siècle, décrit dans un article en date du 15 octobre 1890 l'état d'abandon du château de Chenonceau, alors propriété du Crédit foncier de France. L'organisme financier décide l'exploitation commerciale de son acquisition et ouvre le domaine à la visite, moyennant « vingt sous », préfigurant ainsi le devenir de ce joyau du Val de Loire :

« Dans ces beaux châteaux de la Touraine, purs joyaux artistiques n'appartenant pas à l'État, il faudrait, ainsi que le faisait très justement remarquer en ces derniers temps un journal du matin, pouvoir intervenir en faveur de ceux qui s'en vont à la ruine et les sauver en dépit de leurs tenants.
Ainsi qu'Amboise, « Chenonceaux » vient d'être livré à l'abandon, depuis que Mme Pelouze en a été dépossédée, après avoir consacré trois millions à sa restauration. Le Crédit Foncier, auquel est échu ce beau domaine, semble se soucier fort peu du caractère qu'il doit lui conserver et a l'air de ne songer qu'à faire de Chenonceaux une exploitation commerciale, si l'on en juge par le ticket que, moyennant vingt sous, on octroie au visiteur dès qu'il se présente à la grille, aux amas de pierres et d'immondices disséminés dans les cours, aux herbes poussant à leur aise et aux champs d'avoine qui, depuis deux ans, ont remplacé, dans le parterre de Diane, les gazons et les massifs disparus.
La vieille porte de bois ne s'est pas refermée encore sur le promeneur aventureux, que celui-ci sent se serrer son cœur, tant l'air de tristesse et d'abandon qui l'entoure l'envahit aussitôt. Toutes les pièces des appartements paraissent avoir été mises au pillage par une bande affamée, pressée de s'enfuir. Sur les cloisons et les murs tous les clous sont adhérents encore, ayant conservé sous leur tête quelque lambeau de cuir de Cordoue, des tapisseries ou des tentures qu'ils étaient chargés d'assujettir.
Dans la galerie du Primatice qui servait de bibliothèque et contre les niches de laquelle, pour remplacer les marbres, aujourd'hui à Versailles, que Catherine de Médicis y avait installés, Mme Pelouze avait fait construire des armoires vitrées dans lesquelles s'alignaient ses belles éditions, livres et armoires ont naturellement disparu, celles-ci laissant même là, ainsi qu'une vente mobilière après décès dans la maison d'un pauvre homme, les pattes de fer qui les fixaient aux murs.
Dans la rotonde disposée autour de la fenêtre centrale de cette galerie placée sur le Cher et, comme un témoin du drame qui s'y est passé, on voit pendre encore, sur la longueur d'un mètre, l'amorce du fil télégraphique qui servait à M. Wilson, pour la facilité de sa correspondance avec l'Élysée !
À part quelques-unes des pièces du château, sur les murs desquelles les tentures de l'époque de François Ier, faites de toile peinte, n'ont pu être déplacées par crainte, vu leur état de vétusté, de ne pouvoir les détacher intactes, seule, la fameuse Galerie des fêtes, surchargée d'ornements inachevés, semble avoir échappé au désastre ; l'artiste, qui n'a pu achever son travail, n'a point eu même le temps d'enlever son échelle. On sait comment il s'est fait que les nombreux tableaux et portraits que contient cette galerie sont restés dans leurs cadres. Et dans la chapelle où elle espérait être ensevelie, Mme Pelouze n'a pas eu, paraît-il, assez d'instants à sa disposition pour faire placer la dalle de marbre destinée à sceller plus tard le caveau qu'elle s'était creusé ! Le trou est resté là, béant ! »

| - Entrée principale. - L'entrée du château et de la tour des Marques. - Façade orientale. - Façade occidentale. - Façades nord-est du château. |

### Famille Terry

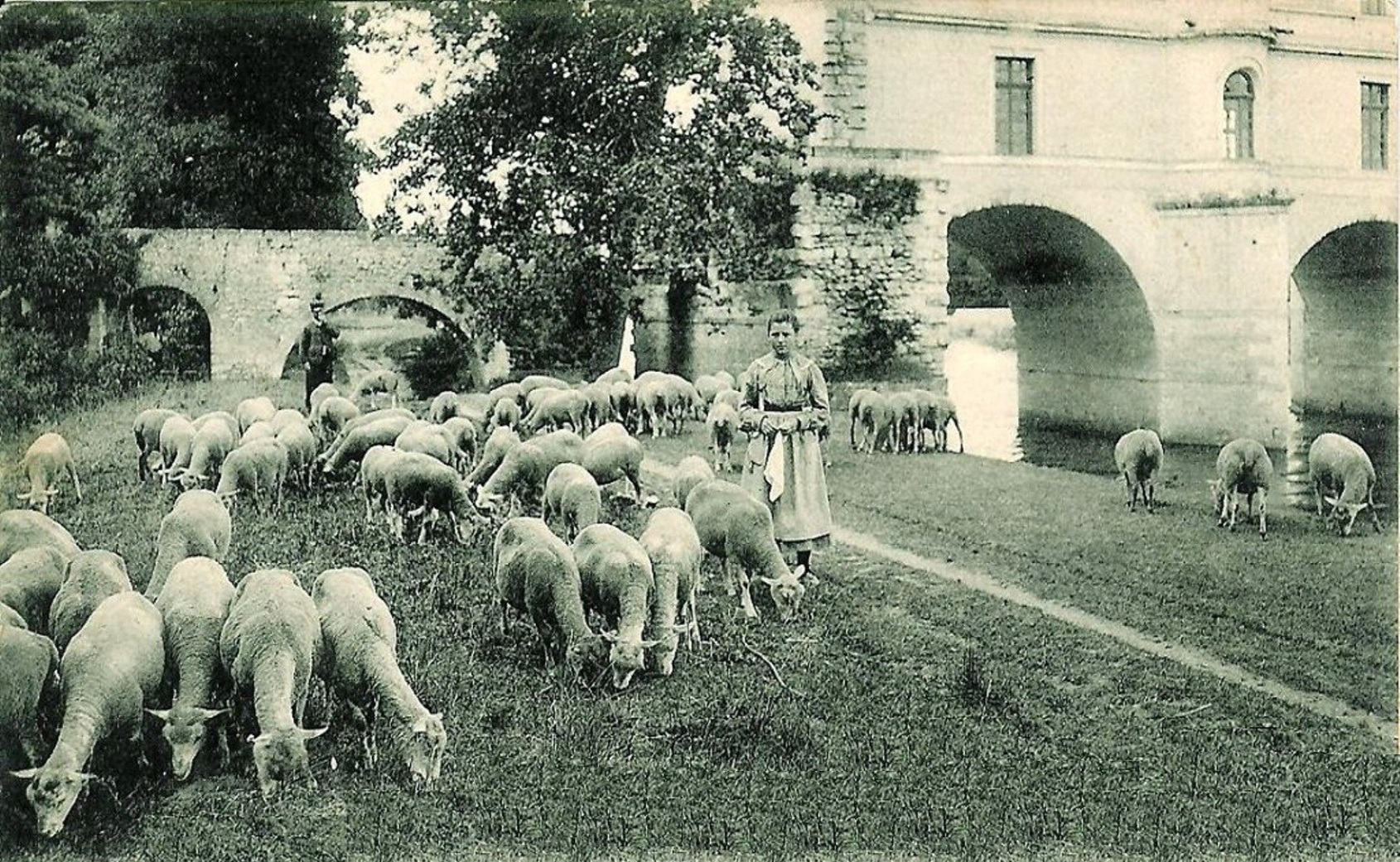
Le domaine de Chenonceau et les bords du Cher vers 1900.

Le domaine acheté par le Crédit foncier en 1889 est revendu en 1891 avec une confortable plus-value, pour la somme de 1 000 000 francs, à M. José Émilio Terry, député de La Havane aux Cortes espagnols.
Fils de Tomas Terry (1808-1886), banquier, propriétaire, planteur de cannes à sucre à Cuba et de Teresa Dorticos (1817-1915), qui auront dix enfants, José Emilio naît le 19 mars 1853 à Cienfuegos et meurt à La Orotava dans les îles Canaries le 17 mai 1911, à 58 ans. Propriétaire de Chenonceau pendant cinq ans, il le cèdera à son frère Francisco Xavier le 10 avril 1896 pour 1 080 000 francs ; ce dernier, né le 9 janvier 1850 à Cienfuegos, décède le 24 février 1908 au même âge que son frère.
Sa fille Nathalie (à l'état-civil, Maria Natalia Teresa Candelaria Tomasa Terry Y Dorticos), hérite du domaine au décès de son père. Née le 21 décembre 1877 à Cienfuegos, elle épousera le comte Marie Charles Stanislas de Castellane Novejean à Paris dans le 7e arrondissement, le 6 juillet 1901. Nathalie de Castellane, veuve du comte de Castellane (1875-1959), sénateur du Cantal et propriétaire du château de Rochecotte, mourra à 84 ans, le 9 avril  1962. Sœur de l'architecte Emilio Terry - qui le 24 juin 1934 achètera le château de Rochecotte - elle conservera Chenonceau jusqu'au 5 avril 1913, date à laquelle le domaine est mis en vente aux enchères publiques pour 1 300 000 francs à l'audience des Criées du tribunal de Paris, où trois compétiteurs sont en lice : l'industriel Henri Menier, le fabricant de cycles Clément et l'antiquaire Guérault.

### Famille Menier

#### Propriété d'un grand industriel, Henri Menier

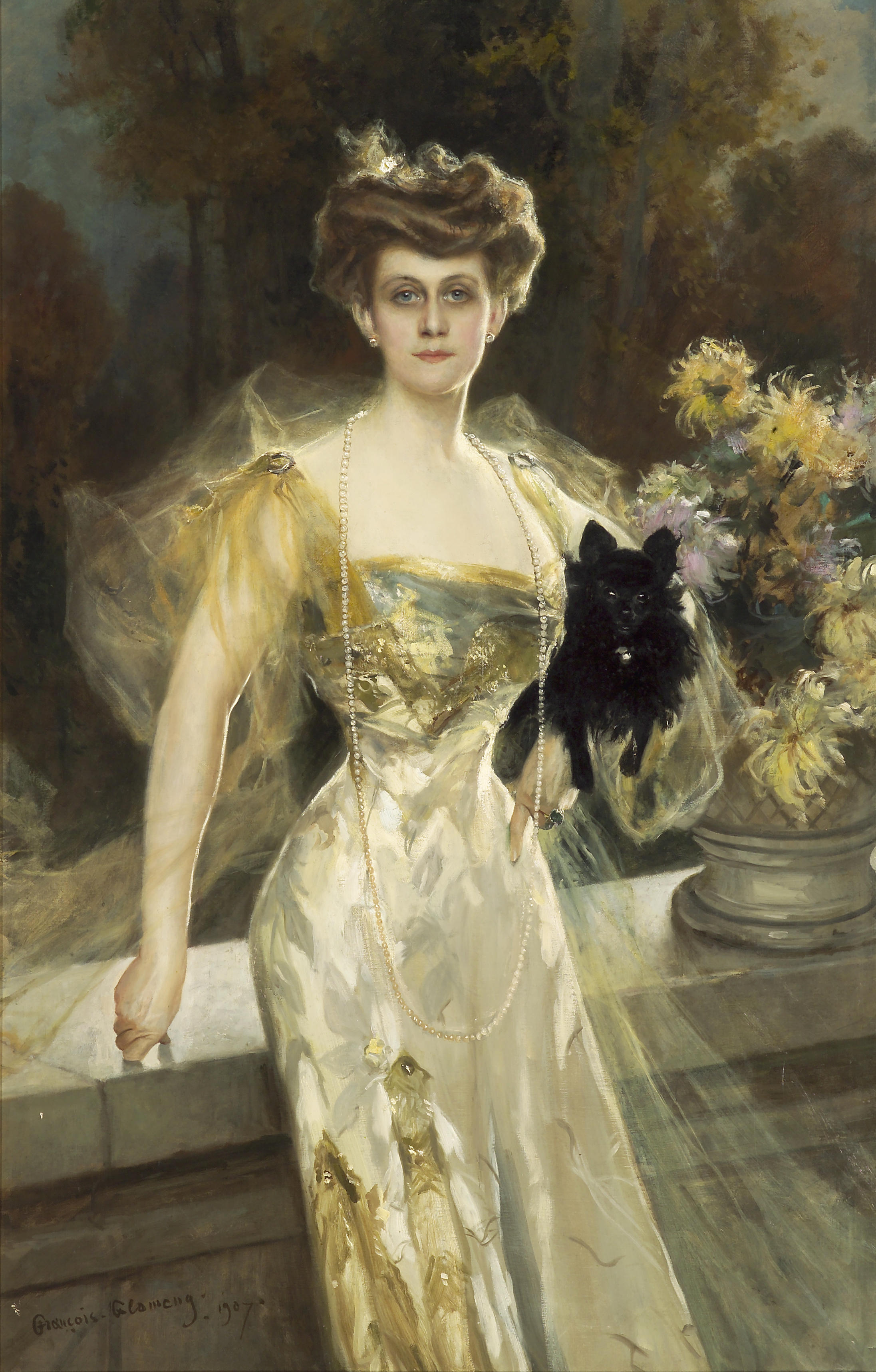
Portrait de la femme de lettres et seconde épouse d'Henri Menier, Hélène Thyra Seillière (1880-1973), par François Flameng en 1907.

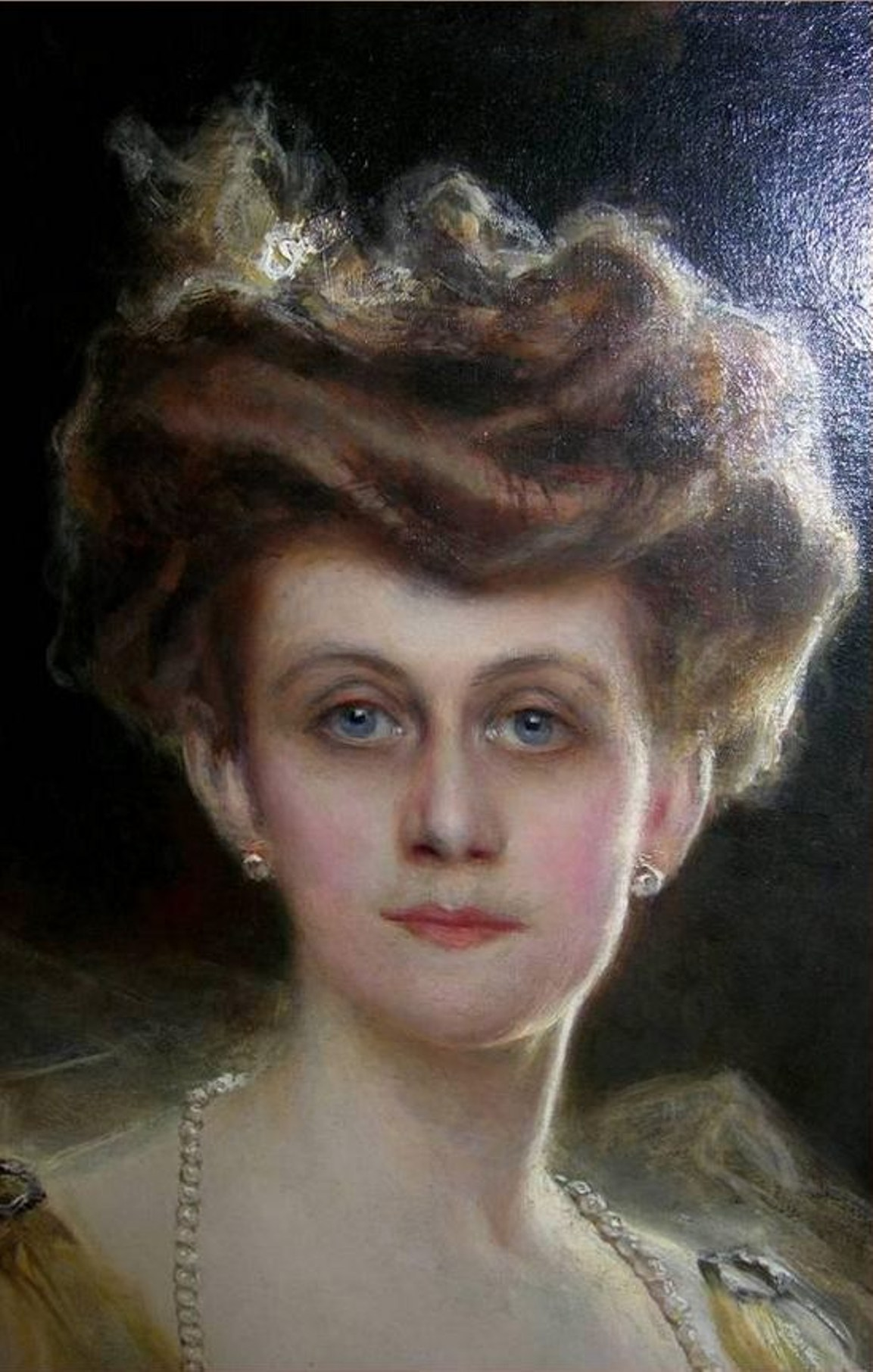
Henri Menier à Thyra Seillière : En vous offrant Chenonceau … j'ai voulu vous rendre l'hommage que les châtelains de la Renaissance offraient à la dame de leurs pensées. Détail du tableau de François Flameng.

Cette vente judiciaire par adjudication fait entrer le domaine de Chenonceau, pour 1 361 660 francs, dans le patrimoine d'Henri Menier, homme de la grande bourgeoisie industrielle. Henri Menier, issu de la famille des chocolatiers Menier, est né le 14 juillet 1853 à Paris et il a pour compagne Mathilde Heintz, décédée à Paris le 24 février 1910. Il se marie le 11 juillet 1911 à Paris dans le 16e arrondissement avec Hélène Thyra Seillière, née à Londres le 10 mai 1880, fille illégitime du baron Raymond Seillière (1845-1912) et d'une mère polonaise, Hélène Orzegowska. Henri Menier offre Chenonceau à sa jeune épouse et lui adresse cette correspondance :

« Je sais ce qu'on va dire, ma chère Thyra, les petites feuilles déclareront qu'il s'agit là d'un caprice de millionnaire blasé. Elles stigmatiseront le pouvoir de l'argent, qui se croit tout permis et qui se plait à annexer jusqu'aux vieilles demeures seigneuriales… Laissons les dire. Si je n'avais pas acheté Chenonceau, qui s'en fût rendu acquéreur ? Un prince du sang ? J'en doute fort. Bien plutôt un de ces parvenus qui n'auraient vu là qu'une satisfaction de vanité puérile. Or, vous me connaissez suffisamment pour savoir que de telles préoccupations m'ont toujours été et me demeureront toujours étrangères. Voyez-vous, Chenonceau représente, pour moi, quelque chose de précieux, d'irremplaçable : l'épanouissement de cette architecture féodale qui avait été non seulement à l'origine de toute vie courtoise, mais encore, mais surtout, le véritable berceau de la poésie française, un hommage rendu à la femme, quelque chose comme le symbole de cette religion de l'honneur et de l'amour envers la Dame, mère, épouse, ou sœur, divinement chantée par Ronsard. En vous offrant Chenonceau, en donnant pour cadre à votre chère présence ces vieilles pierres ennoblies, magnifiées par tant de prestigieux souvenirs, témoins de tant d'idylles, de drames, de sourires et de larmes, ces murs à l'ombre desquels glissent encore tant d'harmonieux fantômes, et qui laissent à ceux qui savent comprendre le passé la plus belle leçon de grandeur et de beauté, j'ai voulu vous rendre l'hommage que les châtelains de la Renaissance offraient à la dame de leurs pensées. »

Mais le 6 septembre 1913, cinq mois après l'acquisition du domaine, Henri Menier meurt d'une phtisie pulmonaire dans son château de Vauréal. Étant mort sans enfant, c'est son frère Gaston Menier, né à Paris le 22 mai 1855 et sénateur de Seine-et-Marne, qui hérite du Château de Chenonceau. Hélène Thyra Seillière est femme de lettres et publie plusieurs ouvrages littéraires. Elle meurt à Paris, le 2 mai 1973.

#### La Première Guerre mondiale et Gaston Menier

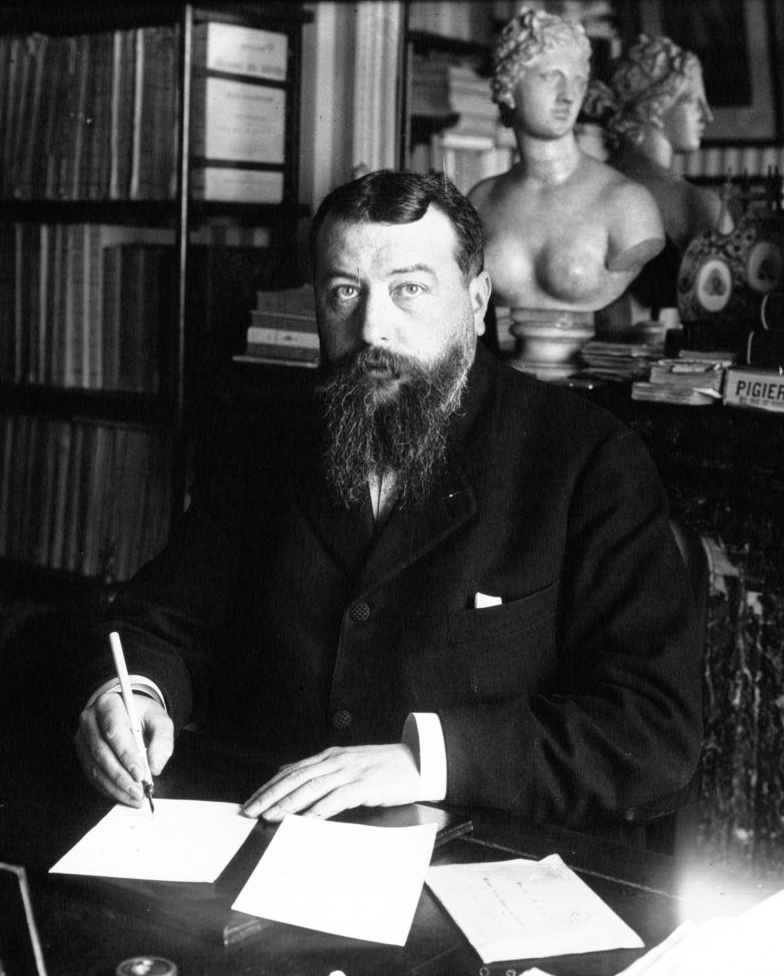
Gaston Menier, industriel et homme politique français.

Pendant la Première Guerre mondiale, Gaston Menier installe au château, dès le 2 août 1914, un hôpital militaire comme d'autres châtelains, dont Lord Henry Noailles Widdrington Standish et son épouse Hélène de Pérusse des Cars au château de Montjoye à Clairefontaine, la marquise de Castellane à Rochecotte, Marie-Isabelle d'Orléans au château de Randan, son fils Jean d'Orléans au château de Nouvion-en-Thiérache, le duc de La Rochefoucauld-Doudeauville à Bonnétable ou Germaine Sommier née Casimir-Périer au château de Vaux-le-Vicomte. Gaston Menier en confie la gestion à son fils Georges et sa belle-fille Simonne, infirmière en chef. Les grandes fresques de Charles Toché sont alors recouvertes d'une peinture blanche, que l'armée imaginait plus hygiénique. Les deux galeries comptent cent-vingt lits : soixante-dix dans celle du premier étage et cinquante dans celle du rez-de-chaussée, où est aménagée une salle d'opération. Cet hôpital bénéficie des dernières innovations, tant sur le plan médical que sur les équipements. L'électricité et le chauffage sont mis en place, ainsi qu'une pompe électrique pour l'eau. Les médecins et infirmiers sont rémunérés par l'État, mais Gaston Menier prend en charge toutes les dépenses de nourriture et d'installation. L'hôpital militaire fonctionne pendant toute la durée des hostilités jusqu'au 31 décembre 1918 et 2 254 soldats blessés, la plupart très gravement atteints, sont ainsi soignés au château.
| - Portrait de Simonne Menier par Paul César Helleu. - Mme Georges Menier en 1913 et ses quatre enfants : Antoine, Claude, Hubert et Jean. - Mme Georges Menier et ses enfants au château de Chenonceau pendant la Première Guerre mondiale. - Mme Menier, infirmière major, au cours d'une opération chirurgicale à l'hôpital de Chenonceau. - Simonne Menier, voyageuse intrépide, vêtue d'un kimono à bord d'un navire. |

Gaston Menier reçoit officiellement Charles Lindbergh à son arrivée en France. Son fils cadet Jacques Menier (1892-1953) est lui-même aviateur, membre de l‘Escadrille des Cigognes, blessé et héros de la Guerre, dont le compagnon d'armes est Georges Guynemer. Gaston Menier entreprend la réparation des lucarnes de la façade principale et des becs des piles du château, abîmés par le Cher. En 1927, il charge l'architecte Jean Hardion de la reconstruction du Moulin-Fort de Chisseau. Gaston Menier meurt le 5 novembre 1934 à Paris. Son fils aîné Georges étant décédé le 1er janvier 1933 à Paris, c'est son petit-fils Antoine Menier qui hérite du château au terme d'un acte de partage en date du 25 juillet 1935, réglant de ce fait la succession de son grand-père. Antoine est né à Paris le 13 octobre 1904, étudie au lycée Condorcet et devient coureur automobile avec onze records sur Alfa Romeo.

#### La Seconde Guerre mondiale

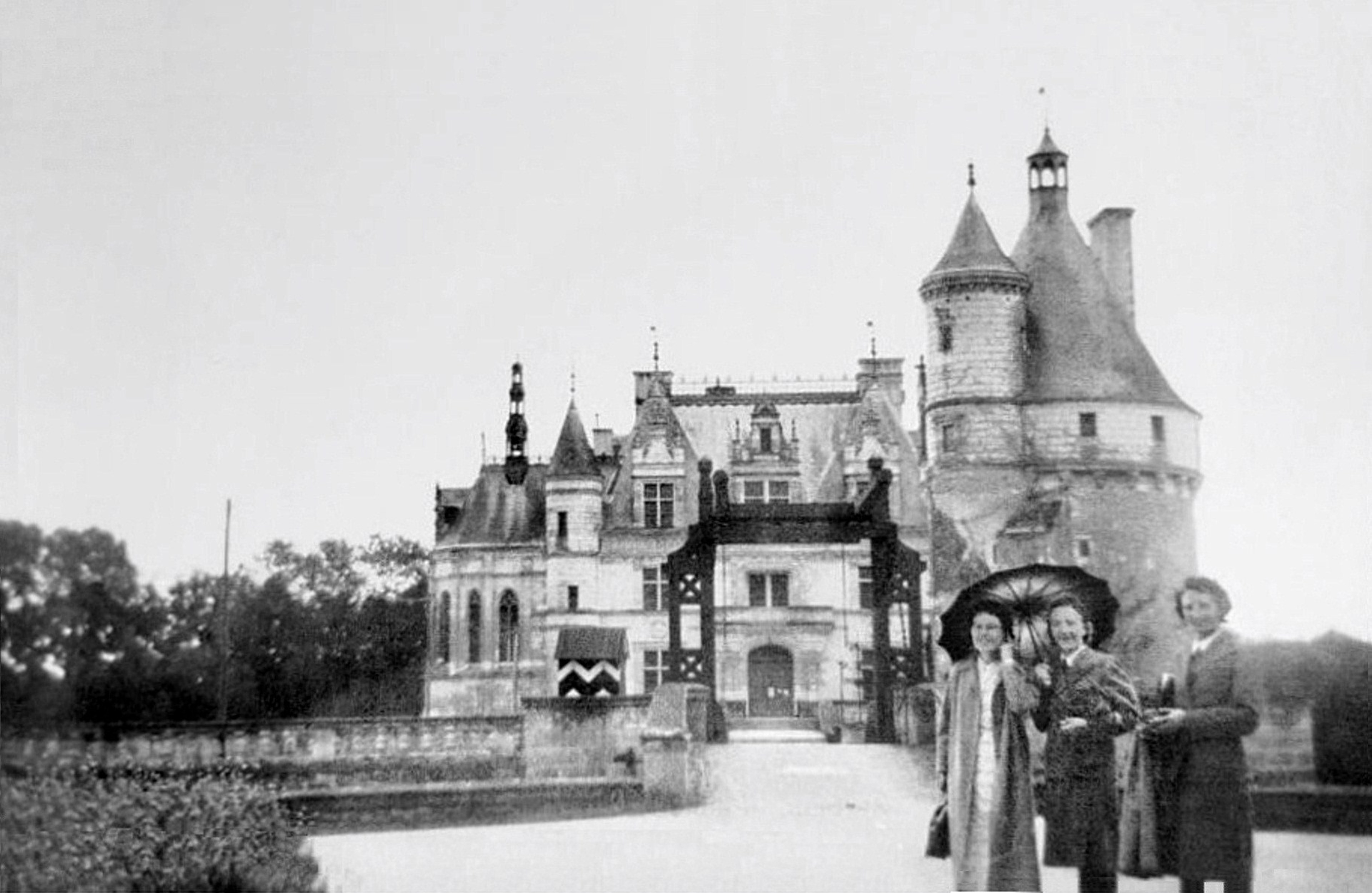
Entrée du château de Chenonceau en 1942 pendant l'occupation allemande au cours de la Seconde Guerre mondiale. Le château a la particularité d'être traversé par la ligne de démarcation qui délimite la zone libre de la zone occupée, de 1940 à 1942. À gauche du pont-levis, la guérite allemande avec ses motifs en chevrons.

Au début de la Seconde Guerre mondiale, le château de Chenonceau est réquisitionné en 1939 par la direction de l'Infanterie du ministère de la Guerre fuyant Paris. Le 7 mai 1940, une crue historique du Cher dévaste le jardin de Diane. Aux ravages de la nature viennent s'ajouter ceux de la guerre. Le 20 juin 1940, les Allemands se positionnent au nord de la vallée du Cher. Alors que l'armée française n'est plus stationnée dans la région, les Allemands installent une batterie d'artillerie de 105 mm et tirent sur le parc de Chisseau. Un obus traverse la toiture des galeries, un autre éclate sur l'escalier extérieur de la tour des Marques et plusieurs atteignent les champs aux alentours. Un avion vient en appui des opérations terrestres et pilonne les douves du parc. Les Allemands traversent la rivière, occupent Chenonceau où ils resteront plusieurs mois, et décident de son évacuation. Les autorités allemandes interdisent l'accès à la propriété, excepté pour le régisseur, car l'édifice chevauche, entre 1940 et 1942, la ligne de démarcation avec un côté en zone occupée et l'autre en zone libre. C'est le cas en particulier de la galerie du premier étage, utilisée par la Résistance pour faire passer de nombreuses personnes en zone libre,.
Selon l'historien tourangeau Éric Alary, citant des témoins locaux, au début 1941, le ministre de l'Air du Troisième Reich Hermann Göring serait venu à Chenonceau, peut-être pour repérer des œuvres qu'il aurait destinées au grand musée d'art voulu par Adolf Hitler à Linz (Autriche), ou à sa propre collection.
Les destructions sont réparées et les travaux sont effectués sous la direction de l'Administration des Monuments historiques. Quand en 1943, la frontière séparant les deux zones est supprimée, le château et ses parcs n'en demeurent pas moins fermés pour le public. Le 7 juillet 1944, un avion américain bombarde le château. Les bombes tombent dans le Cher, dont une à proximité de la chapelle qui détruit les vitraux d'origine, remplacés ensuite par Max Ingrand. En septembre, l'occupant s'enfuit.
Lors de sa première visite en France, le président des États-Unis Harry Truman vient au château en souvenir de l'accueil réservé à son compatriote Charles Lindbergh.

#### Antoine et Hubert Menier
En 1953, Antoine Menier est avec son frère Hubert cogérant de la société familiale. Hubert Menier assure également la pérennité de Chenonceau en engageant un universitaire agronome au cours de l'été 1951 : Bernard Voisin. Ce jeune homme de vingt-trois ans, né à Versailles le 28 décembre 1927, se voit confier la direction du domaine et la conservation du château et, en raison de ses connaissances en œnologie, la responsabilité du vignoble. Arrivé le 1er janvier 1952, il assumera cette fonction pendant cinquante ans. Grâce à Bernard Voisin, le château de Chenonceau connaît un nouvel essor et devient l'un des monuments les plus fréquentés. Hubert Menier est né à Paris le 12 décembre 1910 et épouse Odette Gazay, le 4 juin 1948. De cette union naissent deux enfants : Jean-Louis le 14 mai 1949 et Pauline, Marie Catherine le 2 mai 1952. La maladie emporte Hubert Menier le 28 juin 1959 à l'âge de 48 ans. Son fils Jean-Louis rencontre en 1977 Laure Marie Victoire Brasilier, dix-huit ans. Leur mariage est célébré le 15 décembre 1981 à Paris dans le 7e arrondissement et le couple a deux enfants, Henri et Cosima.
Antoine meurt à Paris sans postérité, le 12 août 1967, à l'âge de 62 ans. En raison d'une situation juridique confuse, un procès oppose la famille et l'association La Demeure Historique, légataire des parts d'Antoine sur le domaine. En 1975, la Cour de Cassation annule la donation et établit la pleine propriété de Chenonceau à la veuve d'Antoine, Renée Vigne, qui revend par la suite le domaine à la belle-sœur de son époux, Odette Menier, née Gazay. Son fils Jean-Louis assure la direction artistique du château conjointement avec son épouse Laure.

#### Laure Menier

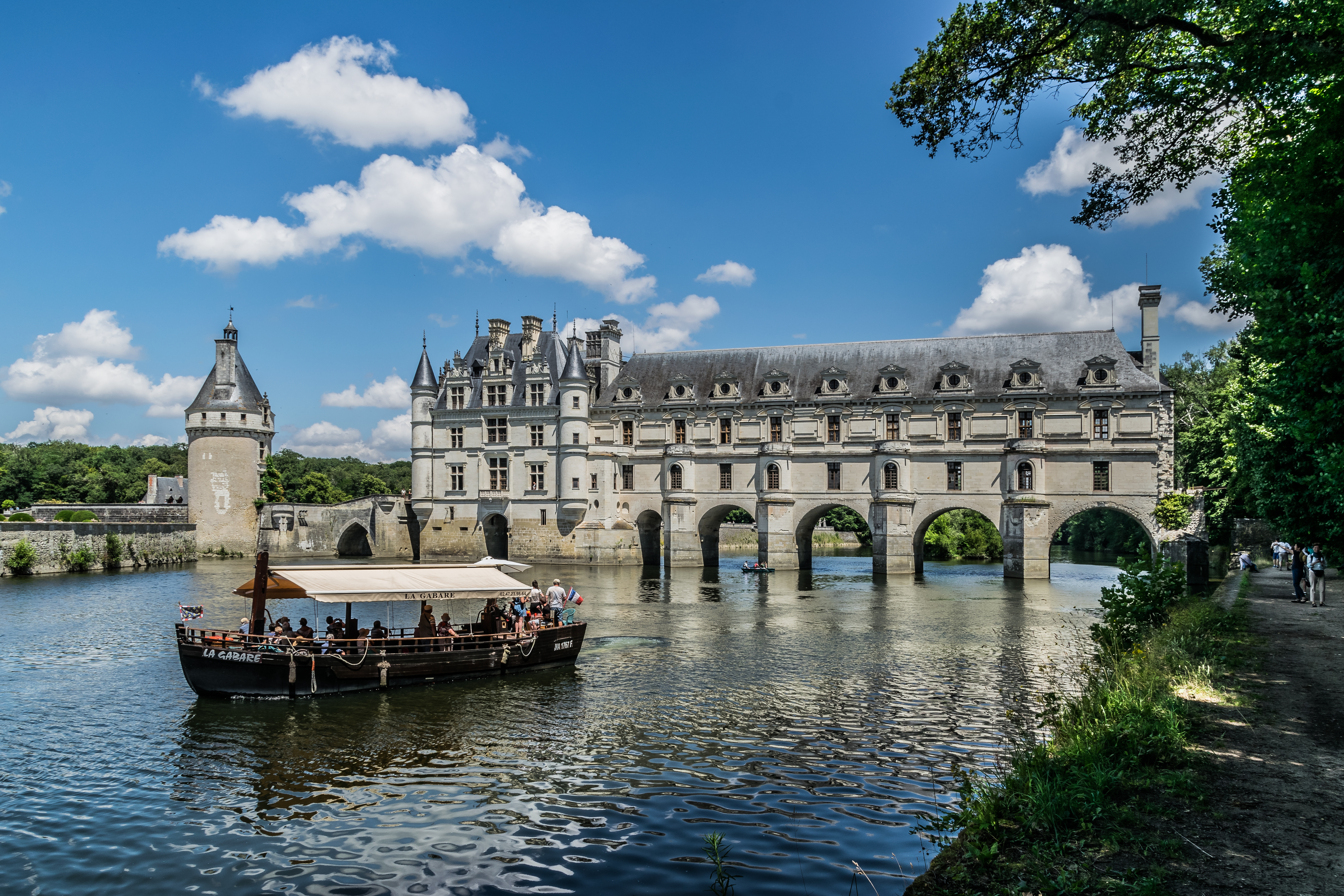
Croisière fluviale sur le Cher, à bord d'un bateau traditionnel en gabare touristique avec vue sur le château de Chenonceau.

Laure Marie Victoire Brasilier, fille d'André Brasilier et de Chantal d'Hauterives, est née à Neuilly-sur-Seine le 18 août 1959. Elle est formée à la Sorbonne et au Collège de France à Paris. Elle suit des études de grec ancien et de latin et elle est titulaire d'un diplôme de l'Institut des relations internationales. Sa famille compte trois prix de Rome : son père André Brasilier (né en 1929), artiste peintre, premier grand prix en 1953 avec son frère Jean Marie Brasilier (1926-2005), architecte, premier grand prix en 1957 et Arnaud d'Hauterives (1933-2018), son oncle maternel, peintre, premier grand prix également en 1957 et secrétaire perpétuel de l'Académie des beaux-arts de 1996 à 2016.
À partir de 2002, Laure Menier gère seule la conservation et la gestion du domaine. Elle est remplacée par sa belle-sœur, Pauline Menier, le 28 juin 2023.
La reine du Royaume-Uni, Élisabeth II, effectue une visite à Chenonceau le 24 octobre 1979, accompagnée d'Anne-Aymone Giscard d'Estaing, l'épouse du président de la République. Ce déplacement privé est organisé comme un voyage officiel avec le respect des obligations du protocole. Le 9 novembre 1988, le prince Charles et son épouse la princesse de Galles, lady Diana, se rendent aussi à Chenonceau pendant un séjour en France. Le domaine est alors fermé au public.
Depuis 1980, le château de Chenonceau expose annuellement dans la grande galerie les œuvres des peintres ou sculpteurs contemporains comme André Brasilier, Bernard Cathelin, Claude Weisbuch, Bernard Buffet, Pierre-Yves Trémois, Claudio Bravo ou Olivier Debré. En 2009, la grande galerie accueille trente-trois pièces de l'importante mais méconnue collection des cinq-cents œuvres d'art de l'UNESCO.

#### Restauration du château
Cette même année 2009, Laure Menier lance un vaste programme de restauration du château : les façades du logis de Thomas Bohier et l'extérieur de la galerie sont refaites, ainsi que la toiture et la charpente en chêne. Le campanile de l'édifice est démonté, restauré en atelier et remis en place. Des frises en pierre sont réalisées à l'identique. Sont aussi remis en état la maçonnerie, des vitraux, la ferronnerie et la peinture. La mise en place de l'échafaudage d'une hauteur de vingt-huit mètres nécessite l'intervention de techniciens et de plongeurs, afin d'assurer l'ancrage et la stabilité de l'imposante structure. L'architecte des Monuments historiques et Laure Menier supervisent l'ensemble des travaux où s'affairent artisans, compagnons et ouvriers spécialisés sur un chantier sécurisé. Les travaux s'achèvent au mois de mars 2012, sans jamais avoir interrompu l'activité touristique du domaine. Le montant total de la rénovation s'élève à 4,8 millions d'euros. La dépense est financée aux deux tiers par les propriétaires et pour un tiers par l'État.

#### Chenonceau contemporain

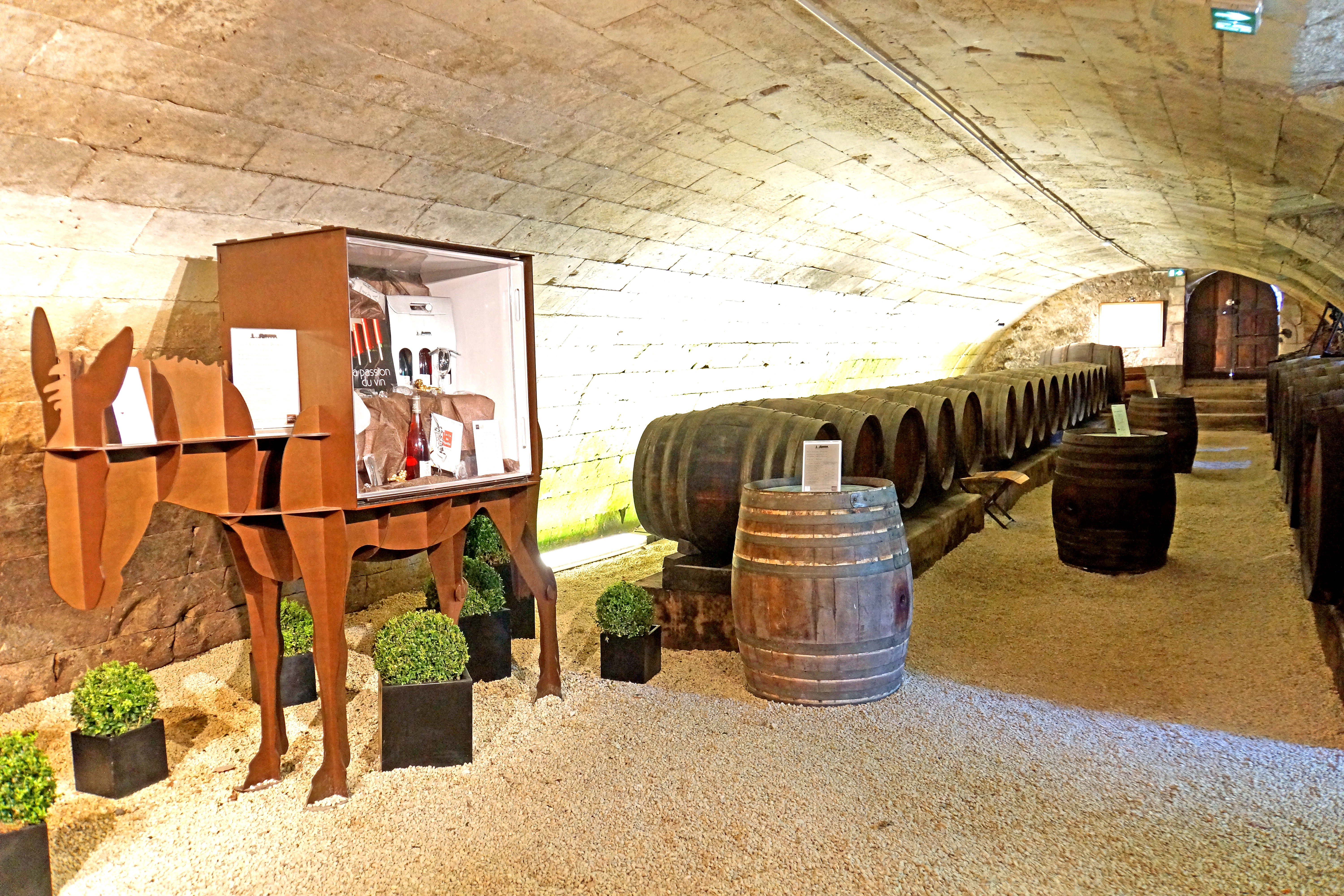
La cave du Bâtiment des Dômes au château de Chenonceau.

Pour le tricentenaire de la naissance de Jean-Jacques Rousseau, Chenonceau organise du 7 juin au 11 novembre 2012 une exposition consacrée au précepteur et secrétaire de Louise Dupin.
Chenonceau dispose d'un atelier floral, installé dans la ferme du XVIe siècle. Le potager des fleurs occupe une surface de 10 000 m2 et chaque pièce du château est décorée d'un bouquet, renouvelé deux fois par semaine. Le jeudi 14 juin 2012, a lieu l'inauguration et le baptême de la rose Louise Dupin par sa marraine Élisabeth Badinter, en présence de Laure Menier, conservateur du château. Patrick de Carolis, membre de l'Académie des beaux-arts, créateur de l'émission Des racines et des ailes, tourne une nouvelle émission télévisée, Le Grand Tour, pour France 3, au mois de mars 2013 à Chenonceau. Le tournage a lieu dans la chambre de Louise de Lorraine, la galerie au-dessus du Cher, le jardin de Diane de Poitiers et devant la tour des Marques, sous les conseils d'une historienne de l'art, Alexandra Zvereva. Le thème de ce film est la Renaissance et il est diffusé sur la chaîne publique le 12 juin 2013.

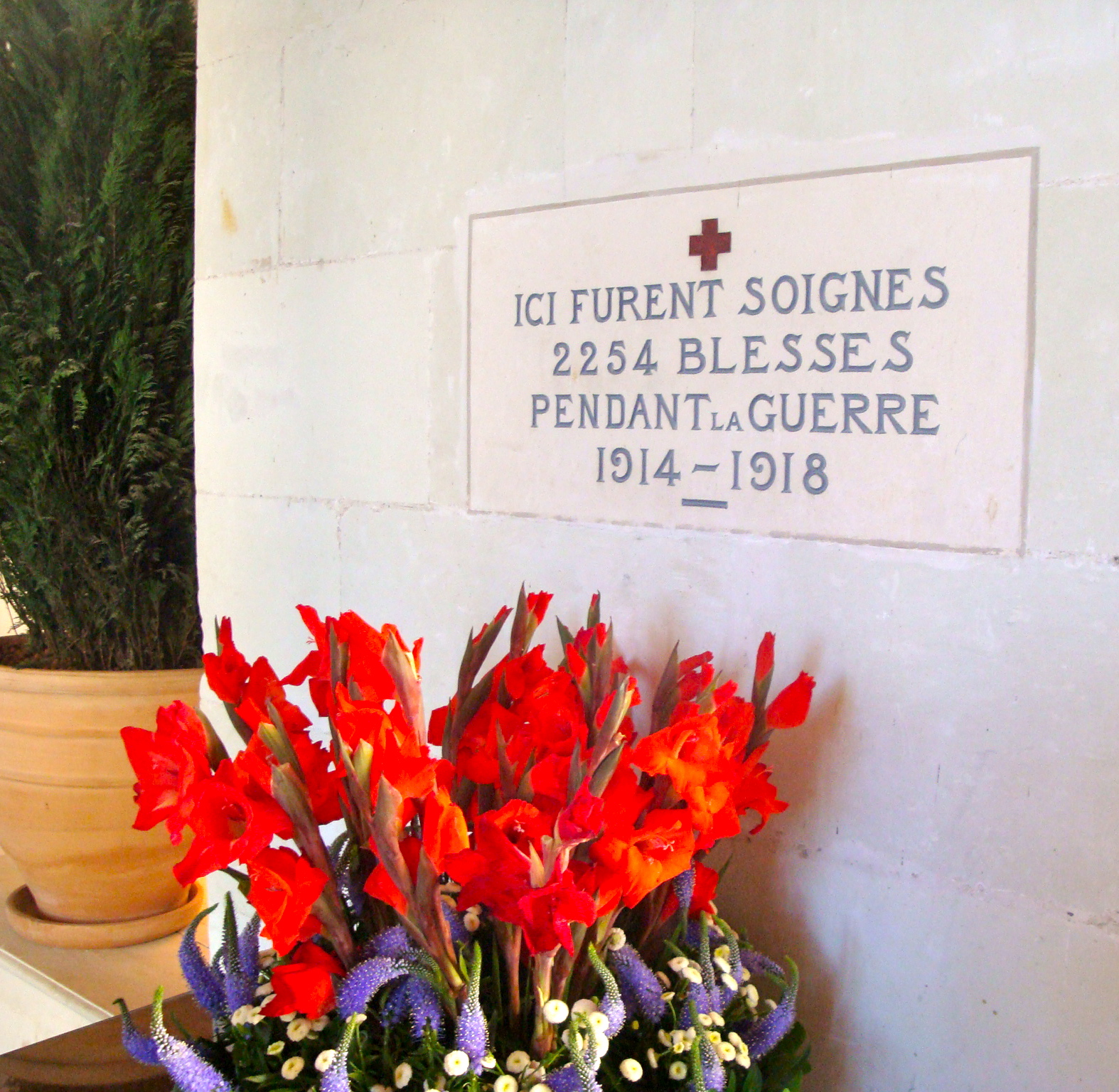
Plaque commémorative dans la grande Galerie du château, en mémoire des blessés de la Première Guerre mondiale.

Construit en 1513, le château de Chenonceau célèbre en 2013 cinq siècles d'histoire. À cette occasion, divers événements et expositions se déroulent dans ce chef-d'œuvre architectural du Val de Loire, de mai à décembre 2013. À partir du 5 avril 2013, est également célébré le centième anniversaire de l'acquisition par la famille Menier du domaine de Chenonceau en 1913 et de son mécénat pour la sauvegarde de ce prestigieux monument. Dans cette perspective, la galerie Médicis, située au premier étage, est inaugurée au mois de septembre 2013 et présente des œuvres d'art, meubles, tapisseries et documents qui retracent l'histoire du château. En janvier 2014, une autre galerie est créée, celle des Attelages, dans la ferme du XVIe siècle. Elle expose une collection de voitures hippomobiles, datant de la fin du XVIIIe siècle jusqu'au début du XIXe siècle. Dans le cadre des promenades nocturnes de Chenonceau, le château fête le 19 juillet 2014 une nouvelle Appellation d'origine contrôlée qui vient d'apparaitre dans la grande famille des vins du Val de Loire, avec la qualification de Touraine-Chenonceaux,. Cette soirée est baptisée « Dégustation sous les étoiles » et perpétue la tradition viticole de la région et plus particulièrement celle du château des Dames.
Le château de Chenonceau participe aux célébrations du centenaire de la Première Guerre mondiale par une exposition dans la galerie des Dômes, à partir du 14 juillet 2014, rappelant le souvenir de l'hôpital militaire qu'il hébergea pendant le conflit. Le mobilier, les objets, photographies, documents et archives sont conservés par le Domaine depuis cent ans et en permettent ainsi une fidèle reconstitution,.
Jean-Louis Hubert Menier, le fils aîné d'Hubert Menier (1910-1959) et Odette Gazay (1920-1975), époux de Laure Brasilier d'Hauterives, meurt à Blois le 20 janvier 2016.

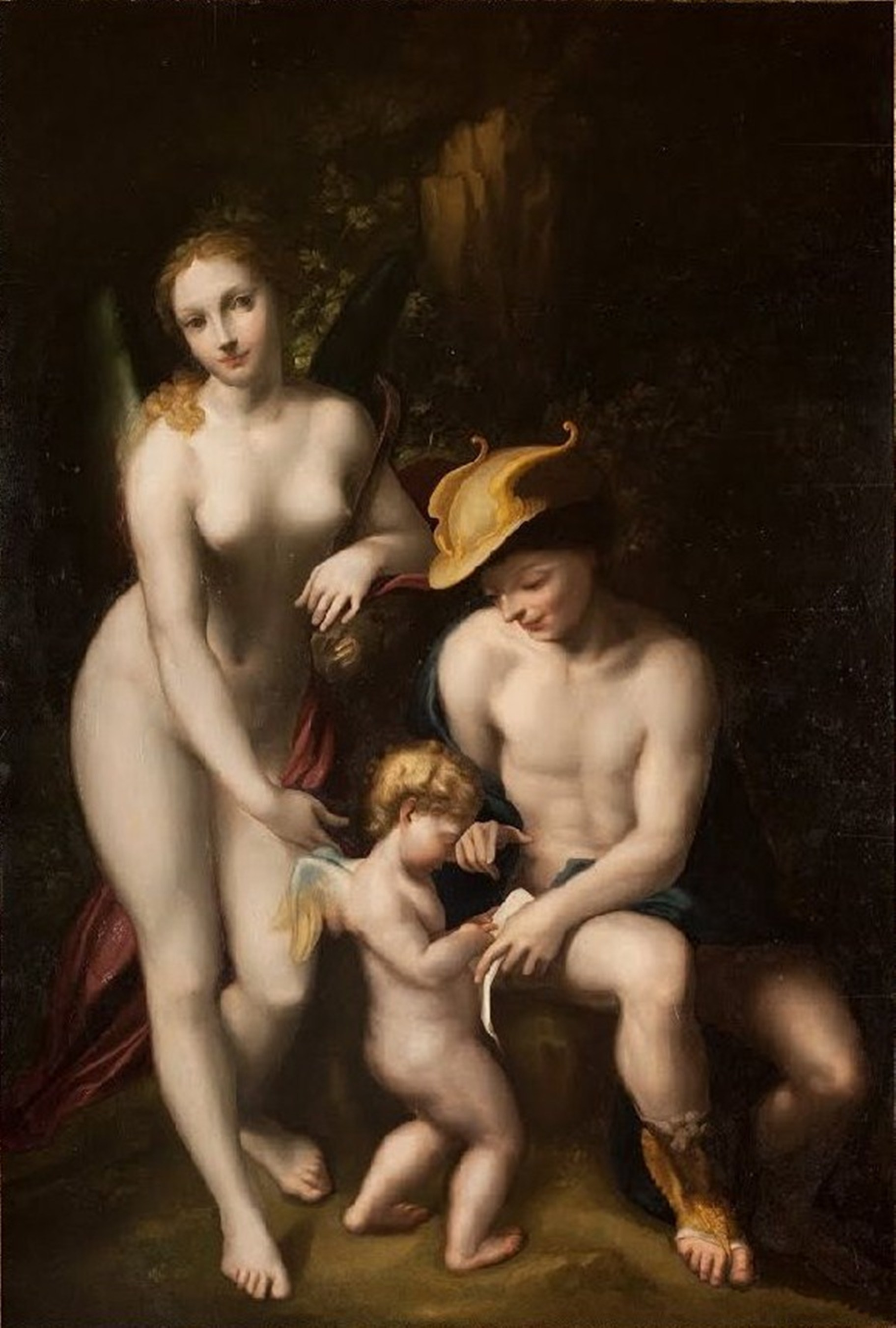
Le tableau, L'Éducation de l'Amour, peint vers 1525 par le maître italien Le Corrège, a fait l'objet d'une expertise publique inédite en mai 2017 grâce à des appareils de haute technologie. Une autre version peinte, L'Éducation de Cupidon, est exposée à la National Gallery de Londres.

Au mois de juin 2016, la Loire et ses affluents dont le Cher sont en crue. Plusieurs monuments historiques ne sont plus accessibles du fait de la montée des eaux. Les inondations envahissent parcs et jardins des châteaux comme celui de Chambord. À Chenonceau et ce malgré les digues, les parterres de Diane de Poitiers et ceux de Catherine de Médicis sont immergés par le Cher. L'eau inonde une grande partie des arches du château qui enjambent la rivière en furie mais les principaux accès sont sécurisés et le domaine reste ouvert au public.
Dans le cadre d'un partenariat public-privé, Chenonceau s'est adressé à un laboratoire afin d'expertiser les œuvres d'art sans les déménager, ni d'effectuer des prélèvements. Le procédé est inédit et il est pratiqué avec des appareils de haute technologie. Cette imagerie spectrale s'est faite en public au mois de mai 2017. Les scientifiques ont réalisé leur expérience dans la galerie Médicis à partir du tableau L'Éducation de l'Amour, peint vers 1525 par Le Corrège, le maître italien de la Renaissance,. L'emplacement d'origine de cette peinture sur bois à Chenonceau, se situe dans la chambre de Catherine de Médicis. Quatre ou cinq versions de L'Éducation de l'Amour — également connu sous le titre de L'Éducation de Cupidon — sont répertoriées, dont celle exposée à la National Gallery à Londres en Grande-Bretagne et une autre au Musée national Brukenthal à Sibiu en Roumanie.
La 41e session du Comité du patrimoine mondial de l'UNESCO se réunit à Cracovie en Pologne du 2 au 12 juillet 2017. Les représentants des États intègrent dans leur classement le château de Chenonceau et son environnement au périmètre protégé du Val de Loire.
Un nouveau jardin contemporain inspiré par les croquis du paysagiste anglais Russell Page (1906-1985) est inauguré le 1er juin 2018.
À l'inverse de 2016, la sécheresse qui sévit en Touraine depuis le mois d'avril 2019, avec pour conséquence la baisse rapide du niveau du Cher, fragilise les arches du château, qui reposent sur des pieux en bois. Aussi, devant l'urgence de la situation, le barrage à aiguilles de Civray-de-Touraine est relevé afin que les fondations de l'édifice restent en permanence immergées, à la suite d'une décision de la préfecture d'Indre-et-Loire.
À peine propriétaire des lieux en 1913, Henri Menier autorise le réalisateur Émile Chautard, à tourner les prises de vues en extérieur pour son film muet La Dame de Monsoreau (voir le chapitre Cinéma). Depuis, le domaine de Chenonceau accueille les équipes cinématographiques et sert d'écrin à plusieurs films dont Les Trois Mousquetaires d'Henri Diamant-Berger (deux versions en 1921 et 1932), Le Capitan de Robert Vernay (1946), Les Aventures de Quentin Durward de Richard Thorpe (1955), Le Voyage en ballon d'Albert Lamorisse (1960), Scaramouche d'Antonio Isasi-Isasmendi (1963), Marie Stuart, reine d'Écosse de Charles Jarrott (1971), Les Enfants de Christian Vincent (2005) et plus récemment, Qu'est-ce qu'on a encore fait au Bon Dieu ? de Philippe de Chauveron (2019), qui utilise un drone avant l'ouverture au public pour les séquences panoramiques.

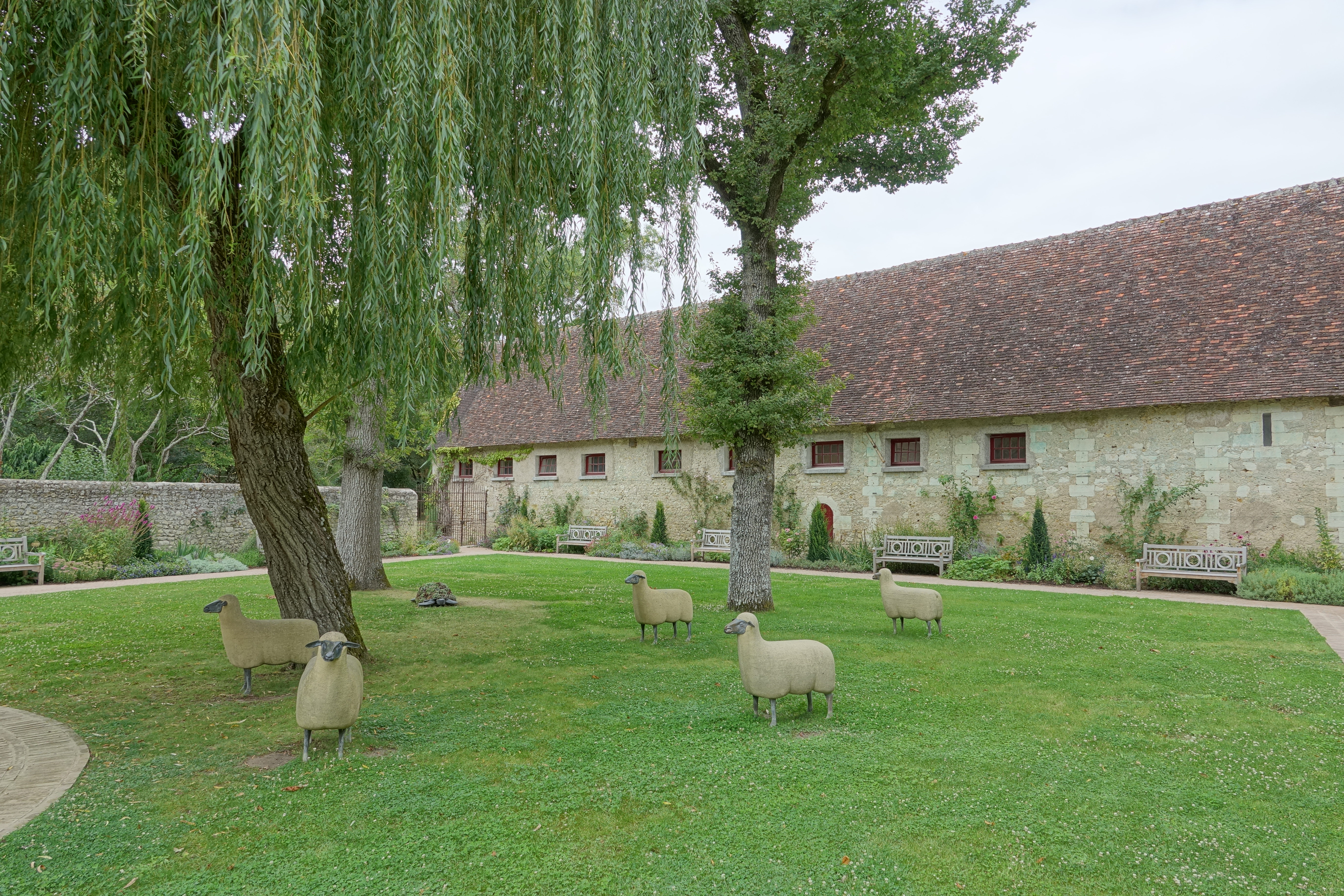
Le jardin Russell Page.

Le 15 juin 2019, l'apothicairerie de la reine Catherine de Médicis est inaugurée dans le bâtiment des Dômes, à l'emplacement même où elle a existé. Cette reconstitution à l'identique a nécessité trois ans de travaux par deux ébénistes d'art. Le mobilier en ronce de noyer provient d'Italie et présente une importante collection de 500 bocaux et pots, en faïence bleue et blanche. Cette restauration s'inscrit dans la célébration du 500e anniversaire de la naissance de Catherine de Médicis et de la Renaissance en Val de Loire. À l'automne 2019, une exposition dans la Galerie Médicis a pour thème : « Catherine de Médicis : Femme, Mère et Reine ».
Virginie Viard, directrice artistique de la maison de haute couture Chanel et qui succède à Karl Lagerfeld en février 2019, présente sa collection annuelle Métiers d'Art à Chenonceau, filmée en huis clos — crise sanitaire liée au coronavirus oblige — le 1er décembre 2020. L'unique et seule invitée du défilé est l'actrice américaine Kristen Stewart, l'égérie Chanel. L'événement se déroule en pleine période de confinement car le château est fermé au public, pour la seconde fois cette même année. Le défilé rend hommage aux Dames de Chenonceau : le double C que Gabrielle Chanel fait apparaître dès 1921 sur le bouchon du parfum No 5 de la célèbre marque n'est pas sans rappeler le monogramme de la reine Catherine de Médicis — deux C entrelacés —, omniprésent au château royal.
Le 28 juin 2023, une assemblée générale ordinaire du château de Chenonceau se tient dans un salon d'hôtel, boulevard Heurteloup, à Tours. À l'issue de cette réunion et en présence d'avocats et de mandataires judiciaires, Laure Menier — qui n'a pas fait le déplacement jusqu'à Tours — gérante du domaine depuis le 18 octobre 2002 est remplacée par sa belle-sœur, Pauline Menier.
Les conséquences de la crise de la pandémie de Covid-19 obligent la direction de rendre obligatoire les réservations en ligne pour accéder à l'intérieur du château. En 2024, Caroline Darrasse, la directrice des relations publiques de Chenonceau, informe de la suppression des « créneaux [horaires] et des réservations tout au long de l'année sauf pour les week-ends de grande influence [affluence] » comme pour les jours fériés de Pâques, de l'Ascension ou de la Pentecôte. Le système de réservation en ligne est aussi une solution pour réguler le sur-tourisme.
L'action commune de la conservatrice Pauline Menier, du conseil départemental d'Indre-et-Loire et de la Société archéologique de Touraine permet la création puis l'ouverture le 15 juin 2024 du Cabinet des Sciences dans le bâtiment des Dômes, à côté de l'apothicairerie. La reconstitution de ce Cabinet des Sciences était présentée auparavant, jusqu'à sa fermeture, à Tours, au musée Goüin.

## Architecture

### État ancien
Plan général vers 1865 du château de Chenonceau dans son état ancien avant la restauration de l'architecte Félix Roguet. La tour des Marques est partie intégrante du parc et elle est reliée au jardin de Catherine de Médicis par une rampe.

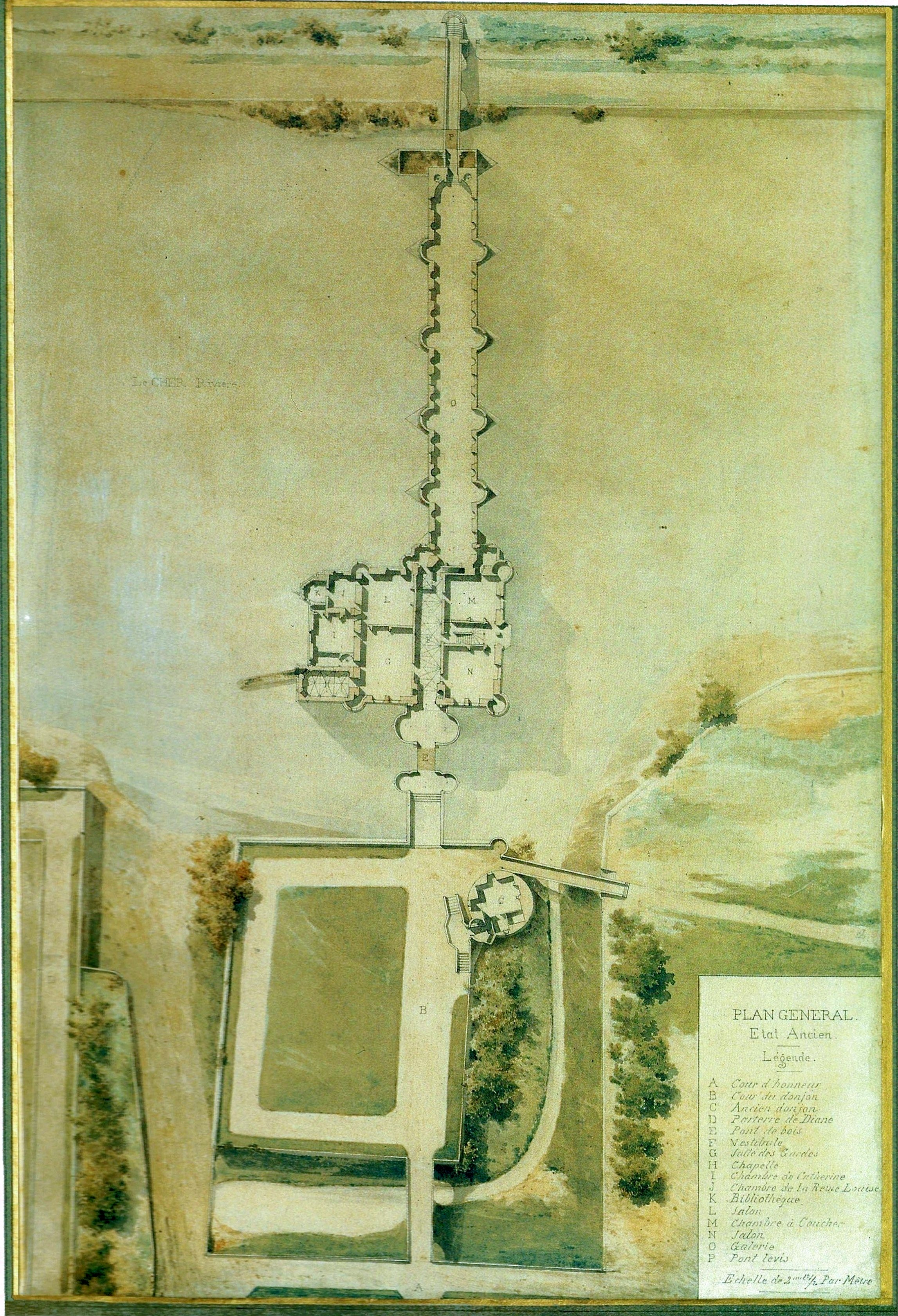
Dessin de Félix Roguet.
Collection et archives du château de Chenonceau.

### Le pont de Diane
La duchesse de Valentinois reprend le projet élaboré naguère par Thomas Bohier, autorisé en 1517 par lettres patentes de François Ier et inexécuté, de relier par un pont le château à la rive gauche du Cher. L'architecte lyonnais Philibert Delorme se voit confier les travaux par Diane de Poitiers en 1555. Il imagine le projet d'un pont de cinq arches en plein cintre, moins large et désaxé vers l'aval par rapport à la façade du château originel. La construction du pont se déroule de 1556 à 1559 sous la direction de son frère, Jean Delorme.

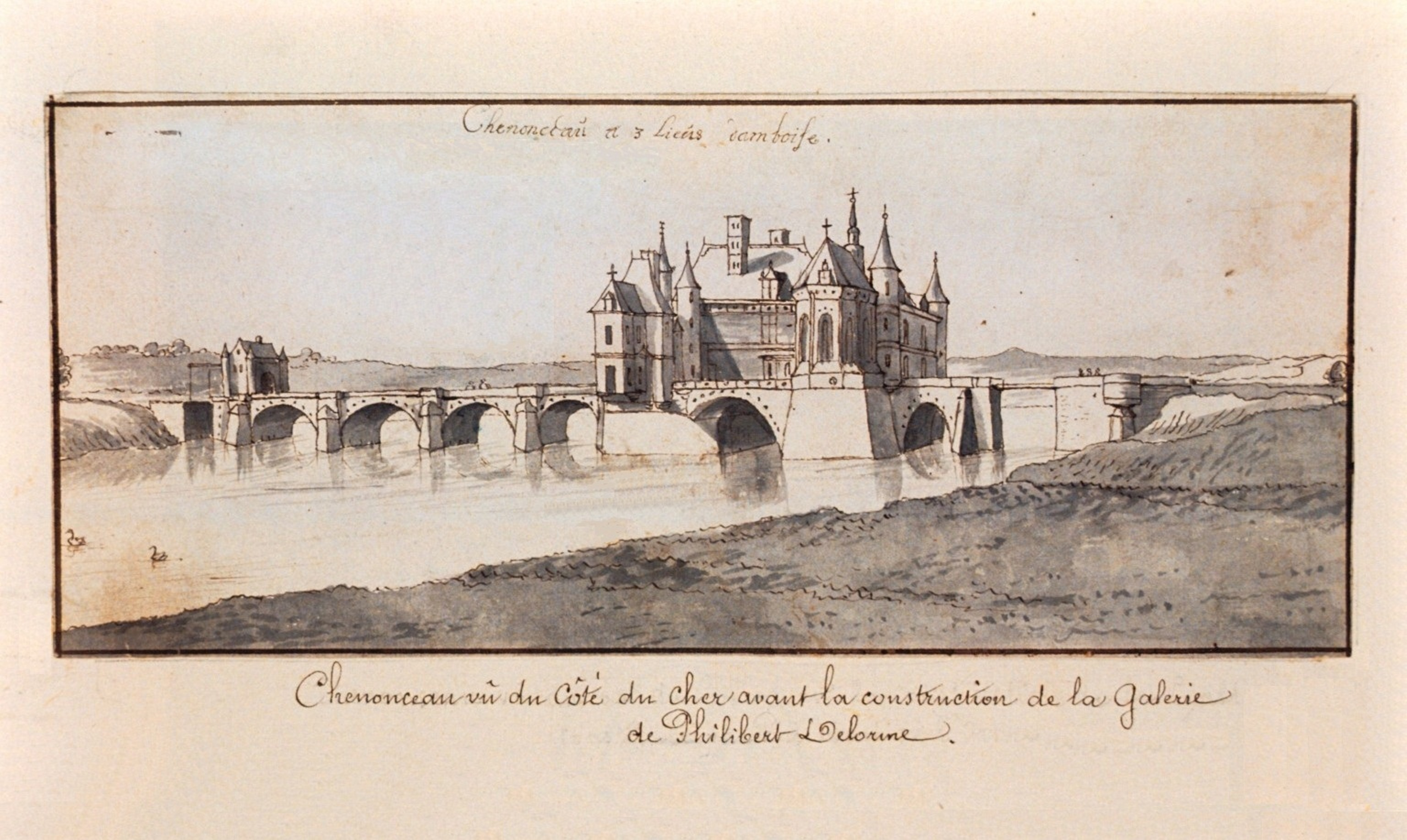
Dessin à la plume et lavis à l'encre de Chine du château de Chenonceau et du pont de Diane de Poitiers vers 1570. Œuvre originale attribuée à Jacques Ier Androuet du Cerceau.

### Découverte d'une salle d'art religieux

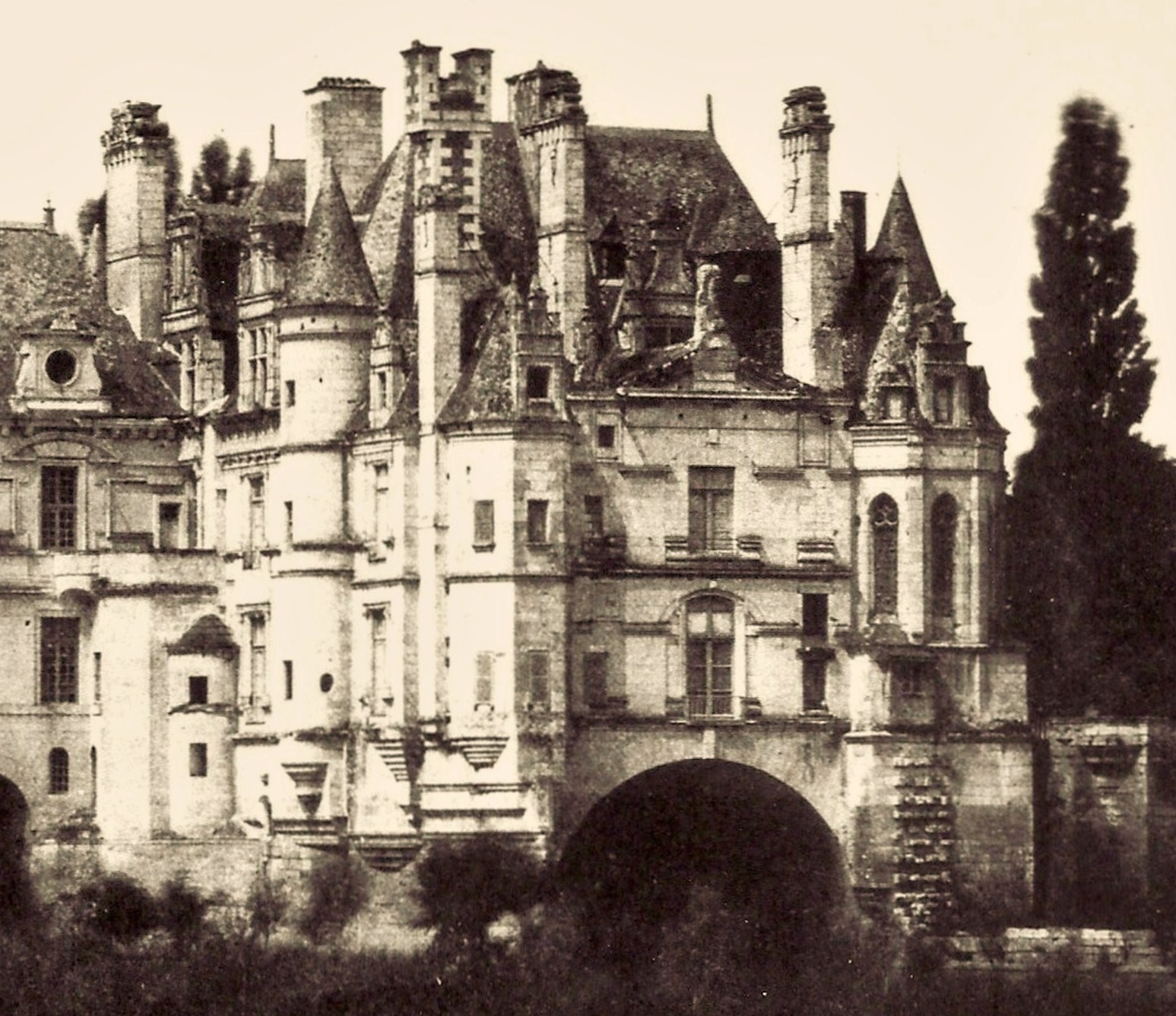
Façade est du château de Chenonceau en 1851. Au centre, appartements de Louise de Lorraine avec son oratoire particulier, avant leur disparition et localisation sur cette partie de la propriété, du couvent des Capucines au niveau des combles.

La reine Louise de Lorraine se retire à Chenonceau après l'assassinat de son époux Henri III. Ce drame la plonge dans le désespoir et elle avait pour projet l'installation en France de l'ordre des Capucines, établi à Milan en Italie. Mais sa situation précaire n'a pas permis l'achèvement de son dessein. À son décès survenu le 29 janvier 1601, le château revient à sa nièce, Françoise de Lorraine (1592-1669). Sa tutelle est confiée à sa mère Marie de Luxembourg (1562-1623), duchesse de Mercœur et belle-sœur de Louise de Lorraine. Suivant les dernières volontés de Louise de Lorraine, Marie de Luxembourg favorise l'institution des Capucines qui vient de s'introduire en France à partir de 1602. Elle fait venir plusieurs de ces religieuses, qui s'installent dans les combles du second étage au nord-est du château, pour fonder un couvent en attendant que la construction de leur nouvelle chapelle soit érigée dans la ville de Tours. La duchesse de Mercœur doit entreprendre la même mission à Paris (se reporter au chapitre : Le couvent des Capucines). Cette communauté dispense la charité à la paroisse de Chenonceau. L'entrée principale de son cloître est défendue par un pont-levis à l'intérieur du château, fermant le couloir d'accès. Ce petit pont-levis sépare ainsi les sœurs du reste de l'habitation, pour assurer leur protection. Le couvent du château est transformé au XVIIIe siècle par Louise Dupin en logements pour les domestiques et le pont-levis disparaît par la même occasion. Mme Marguerite Pelouze reconstitue dans les combles, au XIXe siècle, les salles du couvent des Capucines et le pont-levis qui en interdit l'accès est rétabli. C'est dire que les motifs religieux dans ce périmètre du château ont subi bien des altérations, si ce n'est une disparition pure et simple. Hormis la chapelle, les signes spirituels relatifs au séjour de la congrégation dans le monument sont donc peu nombreux.
Lorsque Laure Menier décide la restauration de Chenonceau dont l'imposant chantier s'étale sur trois années de 2009 à 2012, rien ne laissait présager des révélations majeures sur l'édifice. Une découverte exceptionnelle a pourtant lieu en 2011, au moment des travaux de rénovation sur la charpente et la toiture.
Au second étage du château, une large pièce sous comble et fermée au public est tapissée de lambris posés depuis le XIXe siècle. Une intervention par l'intérieur est nécessaire à cause des bois fragilisés et les revêtements en menuiserie doivent être enlevés. Leur démontage a permis de mettre au jour des décors dont certains datent du XVIIIe siècle. Les représentations picturales indiquent clairement qu'il s'agit d'un lieu de culte et il est assez rare de trouver ainsi des motifs religieux. Un décor sur bois en parfait état de conservation, et qui correspond au cœur de cette salle, représente l'Annonciation, symbolisée par un archange. Sur les murs, des lauriers ainsi que des rinceaux peints sur fresque. Ces motifs floraux ornementaux sont en forme de branche recourbée, munie de feuilles. Des monogrammes sont présents, comme les initiales MA et IHS avec une croix. D'autres sont entrelacés et peuvent être interprétés en MA ou AM. Les couleurs sont bien préservées, dont un fond bleu très net mais estompé en certains endroits. Le bon état général permettra une restauration qui consiste à un nettoyage de la surface, une consolidation par injection, la protection de la polychromie par la face et la mise en œuvre d'un enduit par un ragréage de toutes les lacunes. Une reconstitution partielle est envisagée mais elle sera très limitée, afin de garder l'authenticité du site : « Il n'est pas opportun de tout reconstituer. Nous ne sommes pas là pour refaire, mais pour restaurer », précise Marc Philippe, chargé des opérations.
| - Monogramme royal de la reine de France, Marie-Antoinette. - Variante du monogramme royal de la reine, Marie-Antoinette similaire à celui de Chenonceau. - Monogramme de Jésus Christ en latin : IHS, semblable à celui de Chenonceau. |

Cette salle soulève bien des interrogations : quelle est sa destination première ? Est-ce une chapelle dédiée à un saint particulier, une personne physique ou un événement ? Pourquoi est-elle située dans cet emplacement isolé et dissimulé, alors que le château possède sa propre chapelle ? Sa datation peut apporter des éléments de réponse. Le film de Jacques Vichet mentionne le XVIIIe siècle et le style floral pour sa seconde moitié. Les événements qui peuvent expliquer la présence de cette salle pourraient correspondre à ceux de la Révolution française. Madame Dupin fait partie de la noblesse. Elle a un sens strict de la hiérarchie des Trois ordres et n'a jamais remis en question son statut, ni le pouvoir royal, malgré son attachement aux idées des Lumières. Elle prône la tolérance et se montre généreuse envers autrui. Mais elle ne peut pas adhérer à cette Révolution qui s'enfonce dans les excès et les dérives. Louise Dupin quitte la capitale au moment des massacres de Septembre en 1792 pour rejoindre la Touraine. Elle est accompagnée de Suzanne Dupin de Francueil, l'épouse d'Armand Vallet de Villeneuve, trésorier de la ville de Paris et Marie-Thérèse Adam, sa dame de compagnie. La Révolution frappe cruellement sa famille : au moment de la grande Terreur, son neveu, Armand Vallet de Villeneuve, se suicide à la prison de la Conciergerie pour échapper à la guillotine et Marie-Aurore de Saxe, sa belle-fille, est emprisonnée au couvent des Anglaises. La déchristianisation en l'An II culmine. L'abbé Lecomte est chassé de son église et devient le régisseur de Chenonceau. Madame Dupin transforme la chapelle officielle en réserve à bois, afin de lui retirer son aspect religieux et la sauver ainsi des destructions. Un nouveau lieu de culte à l'abri des regards en cette période troublée peut justifier la présence de cette salle et sa destination.
Les éléments entrelacés MA ou AM peints sur les murs peuvent signifier la reine de France, Marie-Antoinette ou la prière catholique en latin, Ave Maria. L'évocation en double sens de ces monogrammes dans cette pièce n'est pas un cas isolé. Il est à noter que les lettres MA en majorité sont bien distinctes et représentées parfois avec un cœur. Il reste à déterminer si certaines parties de cette salle sont plus anciennes et remontent éventuellement au début du XVIIe siècle, au moment de l'ordre des Capucines. Les religieuses à cette époque sont confinées dans leur couvent du second étage et la chapelle du château, dans le même temps, est libre d'accès. Mais l'historien Casimir Chevalier (1825-1893), dans son œuvre érudite Histoire abrégée de Chenonceau, apporte de précieuses informations :

« Pendant ce temps, les Capucines habitèrent les combles du château de Chenonceau, où on leur avait pratiqué des cellules, un réfectoire, une chambre capitulaire, petits, peu commodes, mais suffisants, avec une chapelle au-dessus de la voûte de la chapelle du château. Le couvent communiquait à l'appartement de la duchesse (le même que celui de la reine Louise) par un escalier dérobé qui aboutissait à son cabinet, et l'entrée ordinaire pour le service de la communauté était défendue contre les profanes par un pont à bascule. Enfin, messire Pierre Oger fut installé au château comme chapelain du couvent. »

Rappelons que lors des travaux ordonnés par Mme Pelouze au cours du XIXe siècle, les appartements de Louise de Lorraine et donc ceux de la duchesse de Mercœur sur la façade est du château sont détruits. Casimir Chevalier connaissait parfaitement l'ancien état du château et sa transformation, pour avoir étudié sous deux propriétaires : René Vallet de Villeneuve et Madame Pelouze. Un autre historien, Robert Ranjard, confirme qu'une petite chapelle est installée au-dessus de la voûte de celle du château. De cet infime monastère, un escalier permettait de rejoindre cette seconde chapelle et conduisait également à l'ancien oratoire particulier qui jouxte la chambre de Louise de Lorraine. Mais dans un cas comme dans l'autre, cette seconde chapelle est localisée dans les combles de la chapelle principale. Or, la salle religieuse qui vient d'être découverte se situe au second étage, décentrée par rapport à la chapelle du château et en dehors du couvent des Capucines. La prudence est donc de règle quant à l'interprétation de ces données et les recherches historiques en cours viendront confirmer ou infirmer ces hypothèses. La restauration quant à elle est bien inscrite dans la programmation des travaux à venir.

## Château des Dames
L'histoire du château est marquée par les femmes qui en sont les propriétaires et les bâtisseuses, d'où son surnom de « château des Dames ».
Une pièce du château est également dédiée aux filles et belles-filles de Catherine de Médicis, la chambre des Cinq Reines : Marie Stuart, Marguerite de France, Louise de Lorraine, Élisabeth d'Autriche et Élisabeth de France.
- Katherine Briçonnet
- Diane de Poitiers
- Catherine de Médicis
- Gabrielle d'Estrées
- Louise de Lorraine
- Marie de Luxembourg
- Françoise de Lorraine
- Louise Dupin
- Apolline de Guibert (1776-1852), comtesse de Villeneuve
- Marguerite Pelouze, née Marguerite Henriette Joséphine Wilson
- Simonne Menier, née Simonne Camille Marie Legrand (1881-1972) :

Georges Menier épouse Simonne — orthographié aussi Simone, mais les documents d'état civil mentionnent bien le prénom avec deux « n » — Camille Marie Legrand le 11 décembre 1903 dans le 16e arrondissement de Paris. La cérémonie religieuse se déroule à l'église Saint-Pierre-de-Chaillot, le 15 décembre 1903. La veille du mariage, un banquet de 2500 couverts est donné à la Ferme du Buisson à Noisiel. Simonne Legrand, seconde fille de Louis Joseph Gaston Legrand et de Laure Augustine Grassi, apparentée à la famille Terson de Paleville, est née le 28 octobre 1881 dans le 9e arrondissement. Elle donne quatre enfants — des garçons — à la dynastie Menier : Antoine (1904-1967), Claude (1906-1973), Hubert (1910-1959) et Jean (1913-1944). Elle participe aux œuvres de la Croix-Rouge et obtient son brevet d'infirmière-major. Simonne Menier gère avec son époux l'hôpital militaire de Chenonceau pendant la Première Guerre mondiale et fait preuve de courage, compétence et autorité. Elle est l'une des premières femmes à adopter la nouvelle mode garçonne, lancée par Coco Chanel. Sportive, elle monte à cheval et suit les chasses à courre de l'équipage Menier dans la forêt de Retz. Voyageuse, elle se rend à l'île d'Anticosti, propriété de la famille Menier, avec son village, Port-Menier. Intrépide, elle part au Brésil à bord d'un dirigeable. Femme du monde, elle tient son rang dans la haute société. Simonne Menier meurt le 18 avril 1972 en son domicile au 2 avenue Van-Dyck, à proximité de l'hôtel Menier, dans le 8e arrondissement de Paris, à l'âge de 90 ans.
| - Mariage de Georges Menier et Simonne Legrand en 1903. - Mme Georges Menier en robe du soir au château de Rentilly, au mois de septembre 1908. - Mme Georges Menier sous les traits de Lucile en 1914. - Gaston Menier offrant une rose à sa belle-fille, Simonne Menier, à bord de leur yacht. |

- Odette Menier, née Odette Augustine Hélène Gazay (1920-1975)
- Laure Menier, née Laure Marie Victoire Brasilier d'Hauterives
- Pauline Menier, née Pauline Marie Catherine Menier

## Entrée du domaine

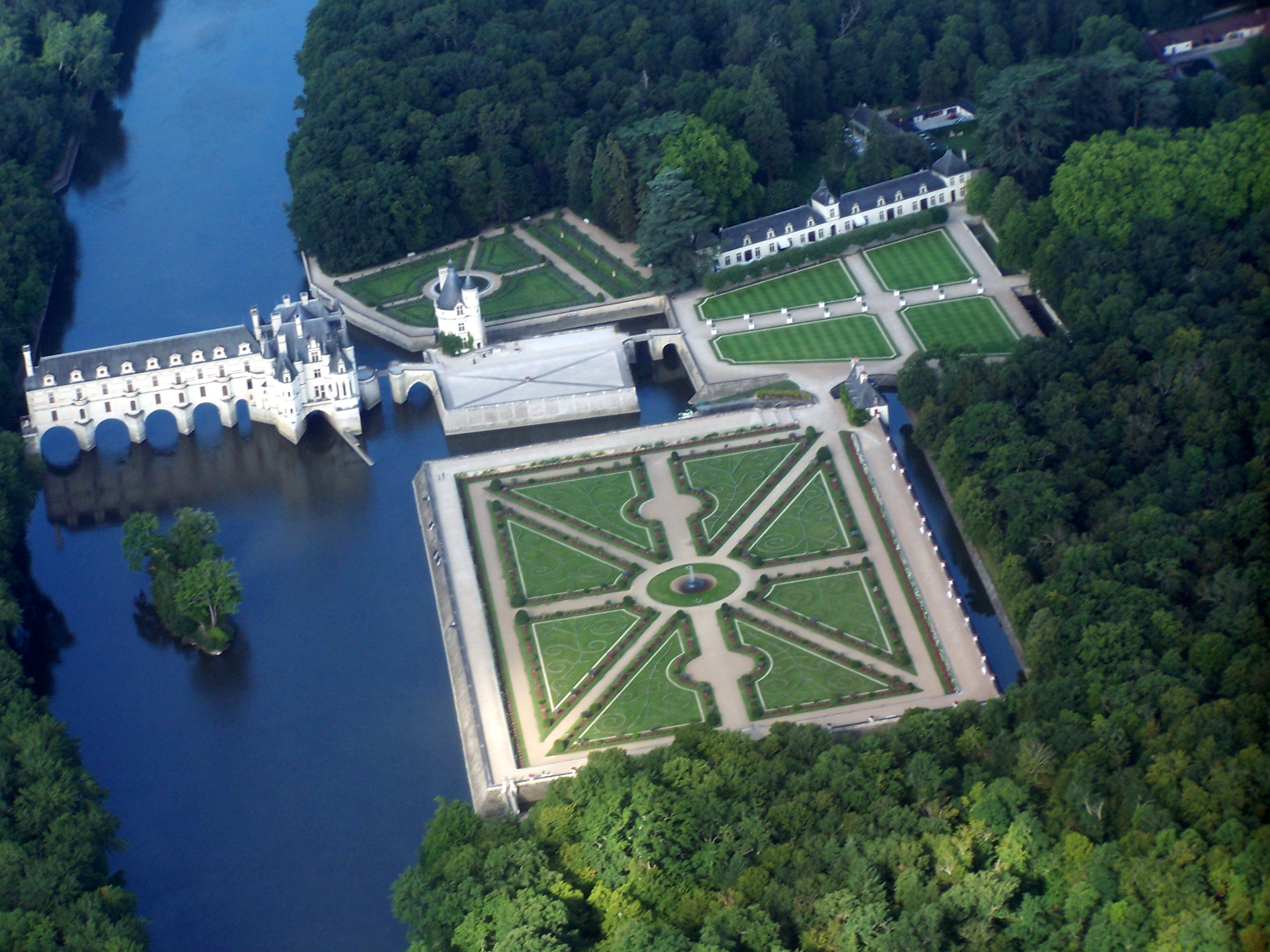
Le domaine de Chenonceau.

### Allée d'honneur
La grande allée d'honneur menant au château est plantée de platanes sur presque 1 km. De chaque côté de l'allée d'honneur : la ferme du XVIe siècle à droite, le Labyrinthe et les Cariatides à gauche.
La paire de sphinx du XVIIIe siècle encadrant l'allée d'honneur et installée par le comte René Vallet de Villeneuve, provient du château de Chanteloup à Amboise, ancien domaine du duc de Choiseul, dépecé au XIXe siècle ; on voit — entre autres lieux — une paire de sphinx en pierre au départ de l'escalier d'honneur de Château-Margaux en Gironde (1810).

Le parc du domaine
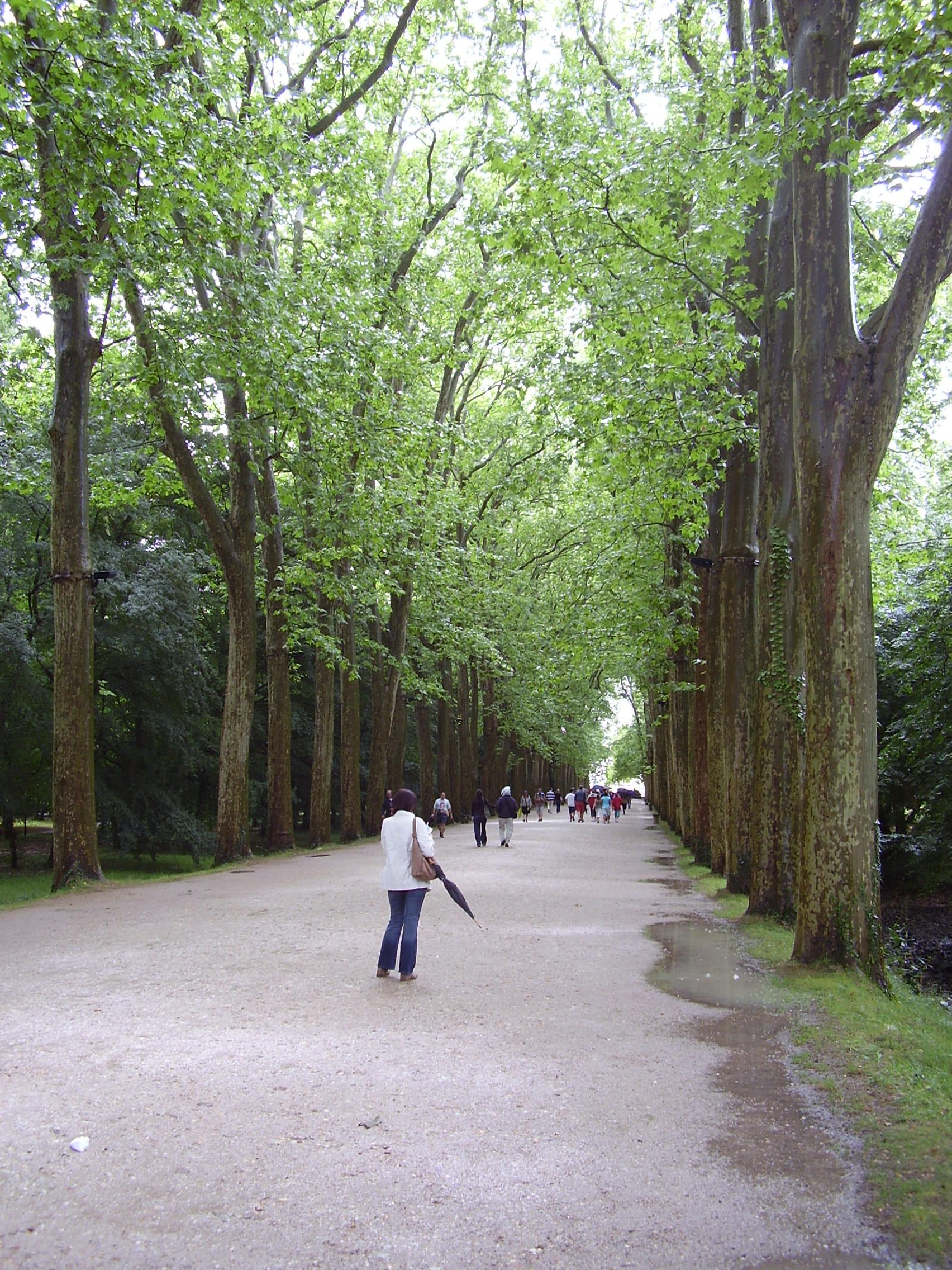
La grande allée d'honneur.
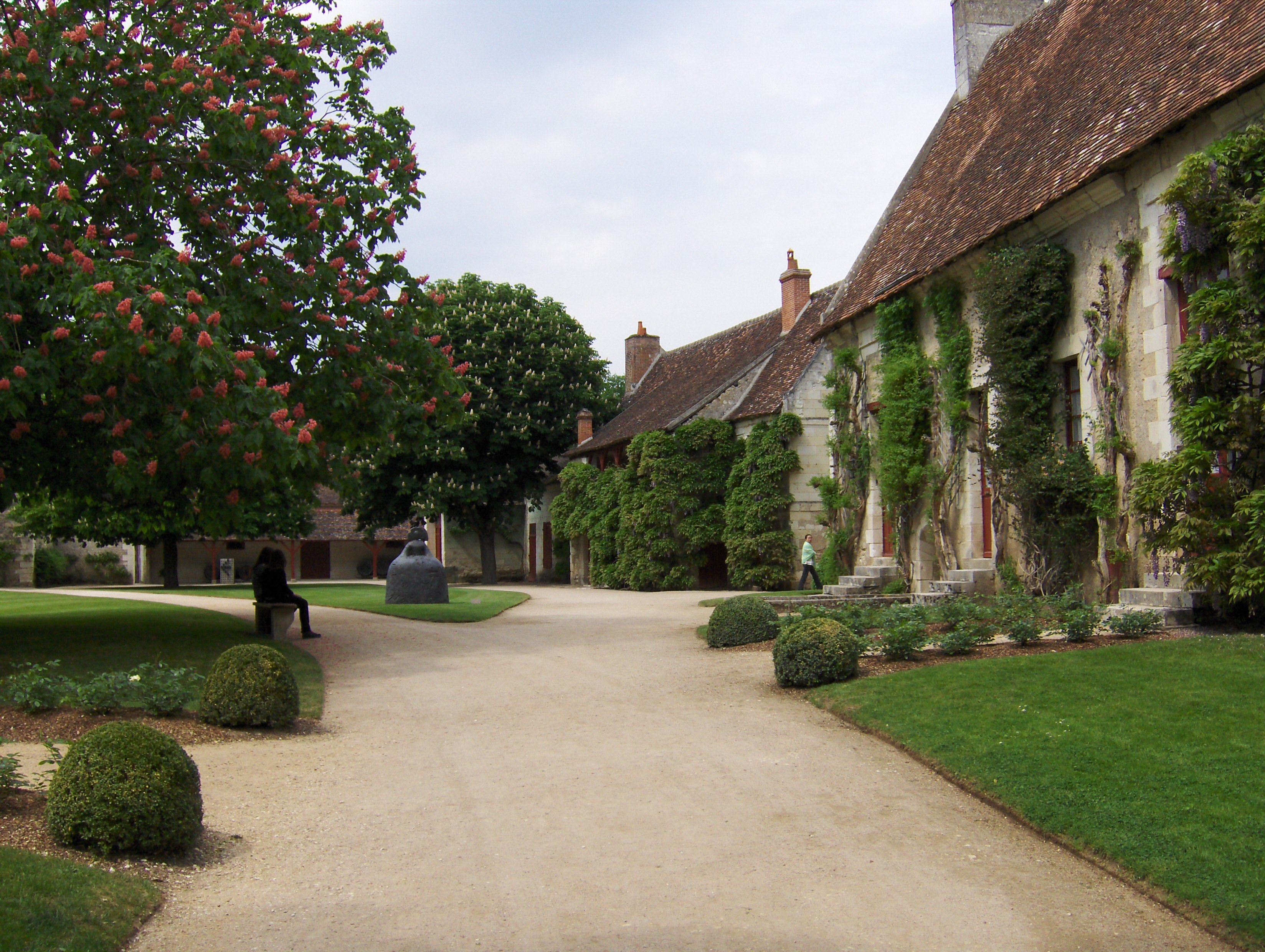
La ferme du XVIe siècle.
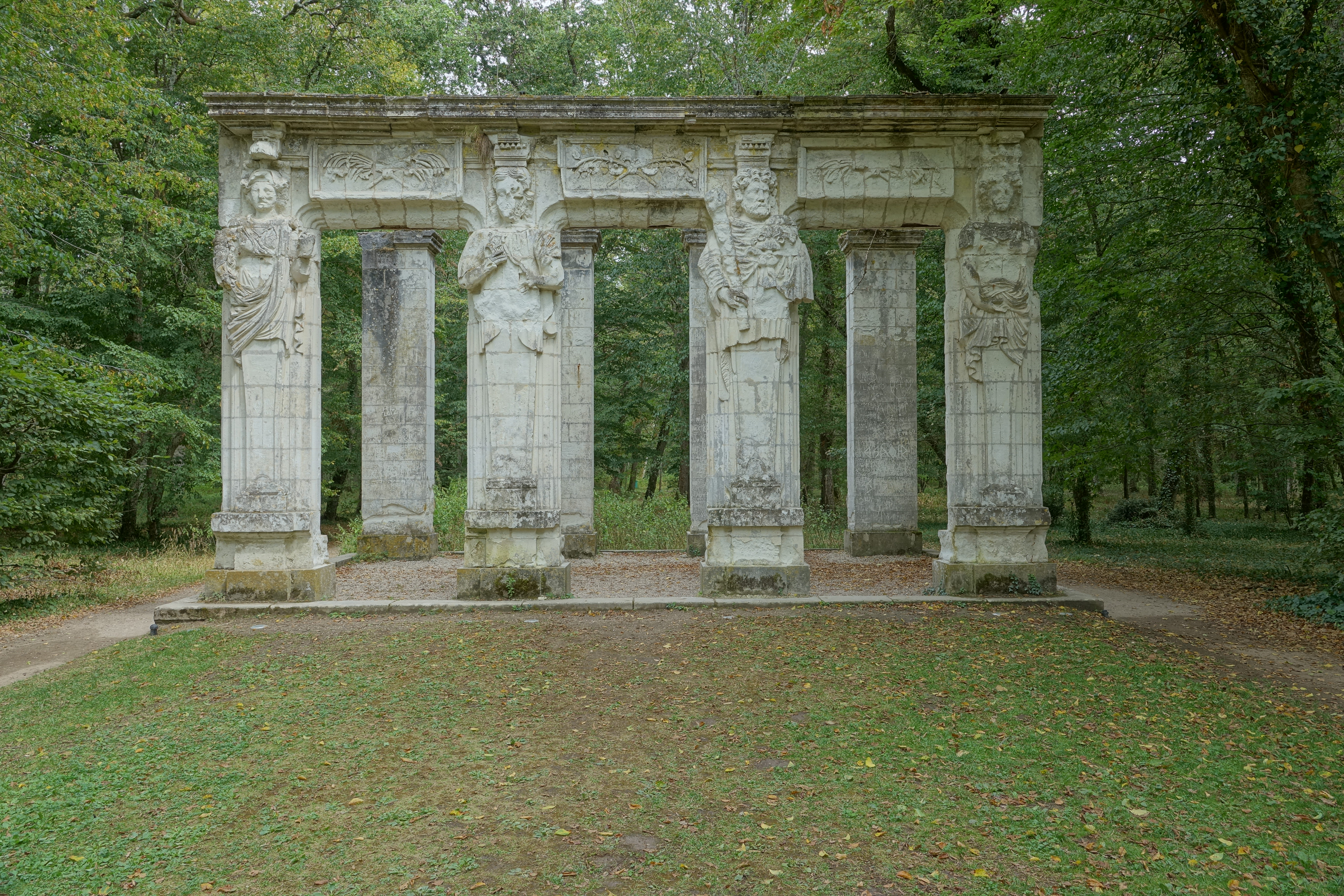
Les Cariatides : Apollon, Pallas, Hercule et Cybèle.
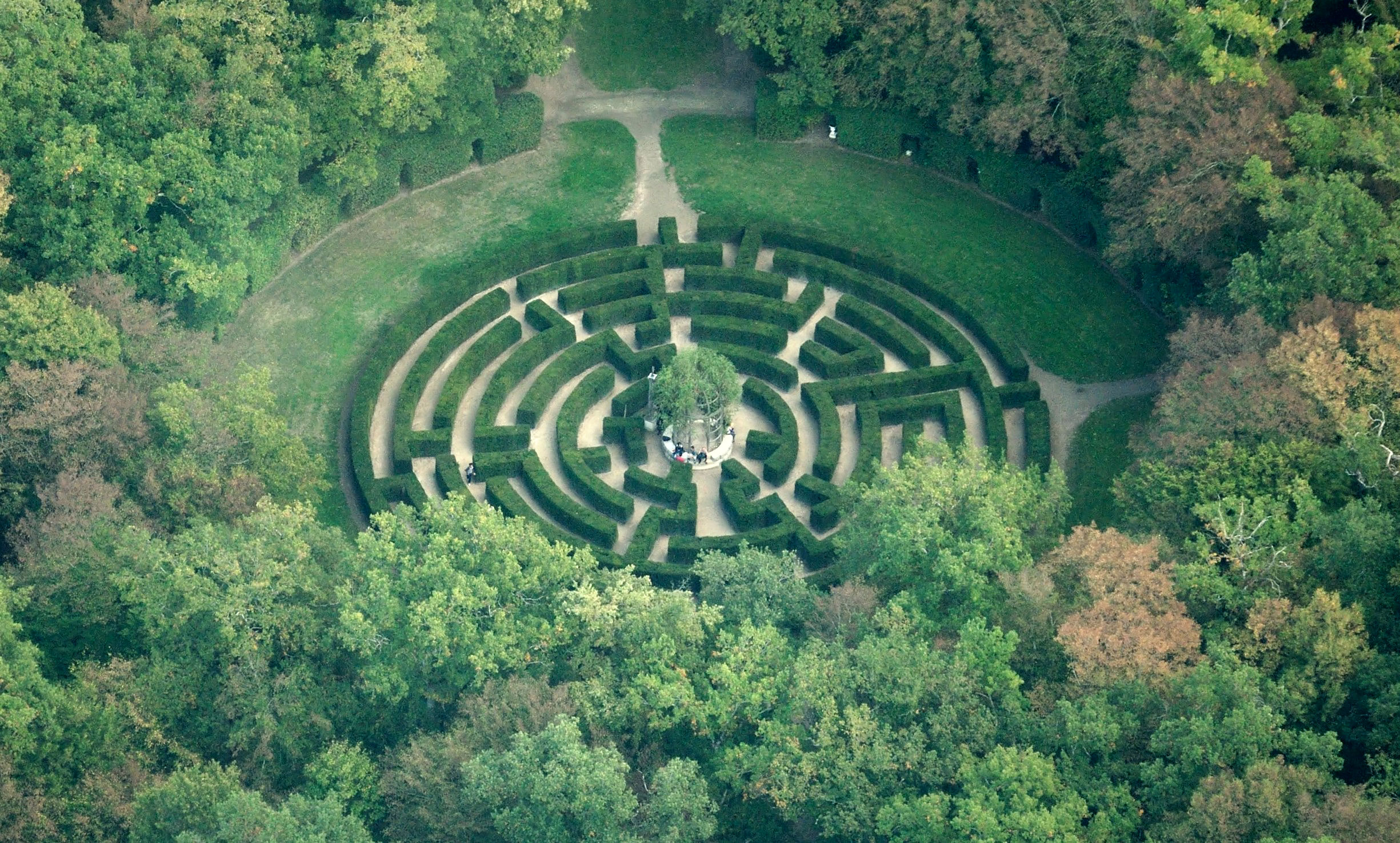
Le Labyrinthe.
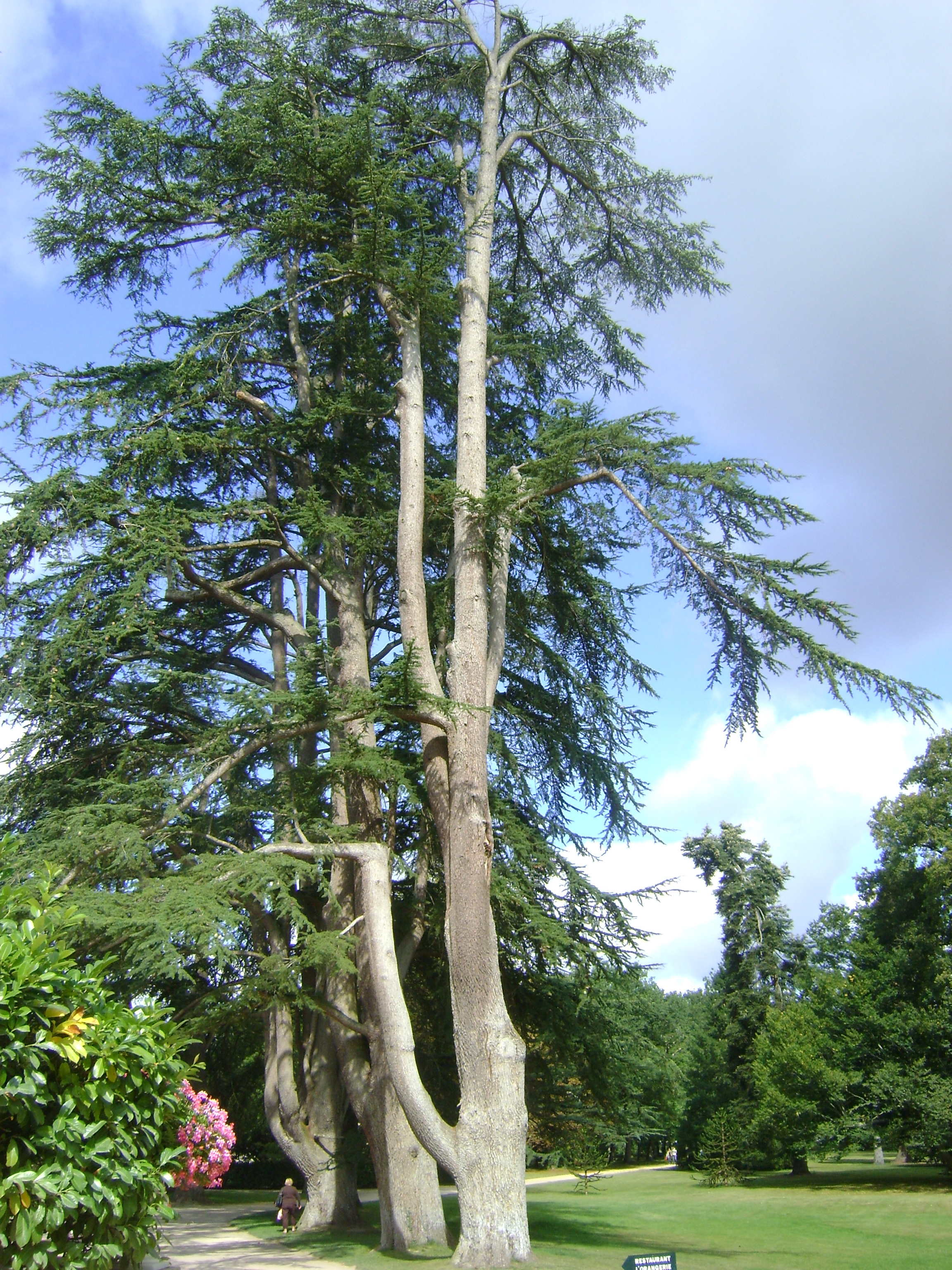
Le parc.
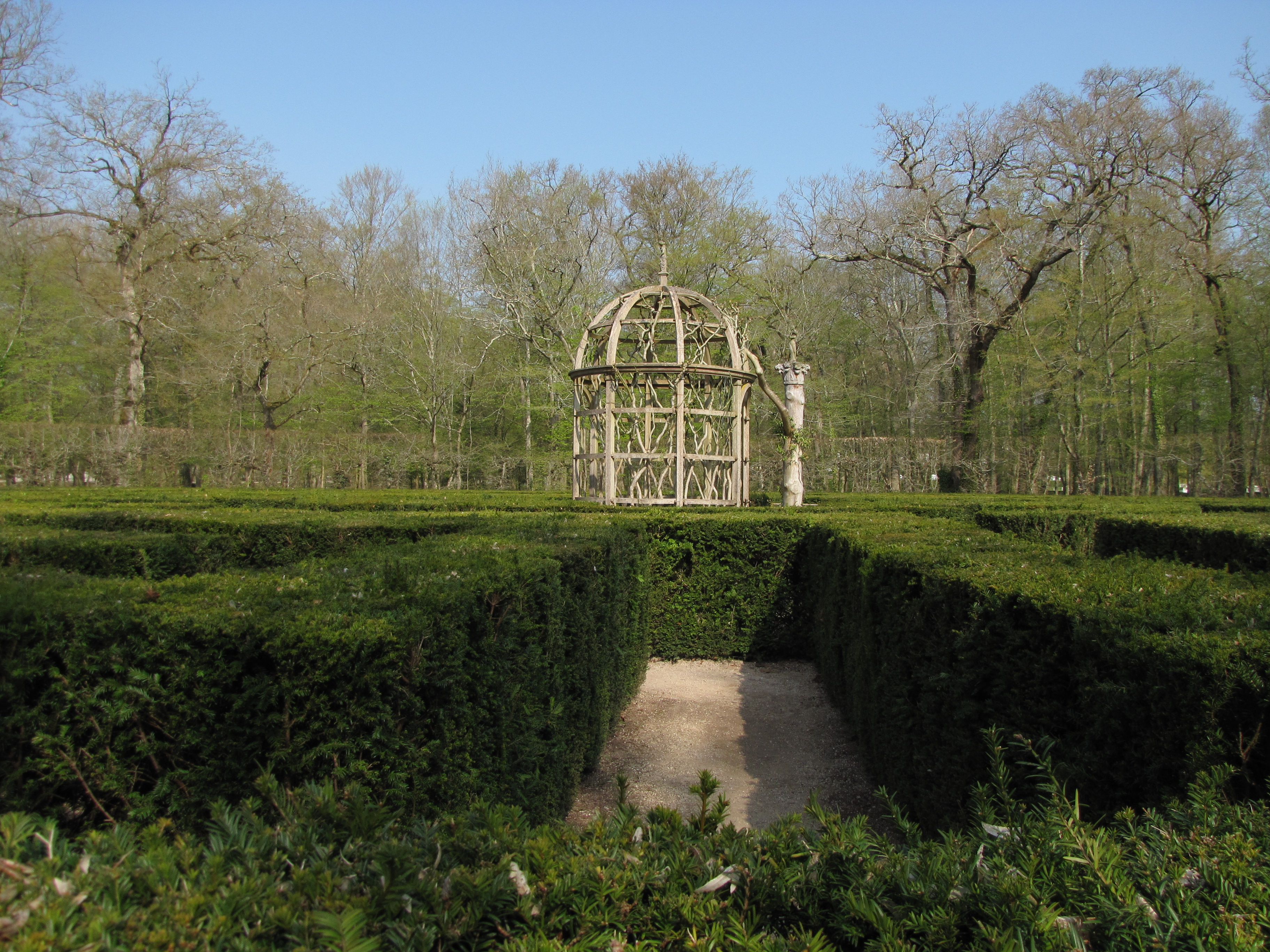
Centre du Labyrinthe.
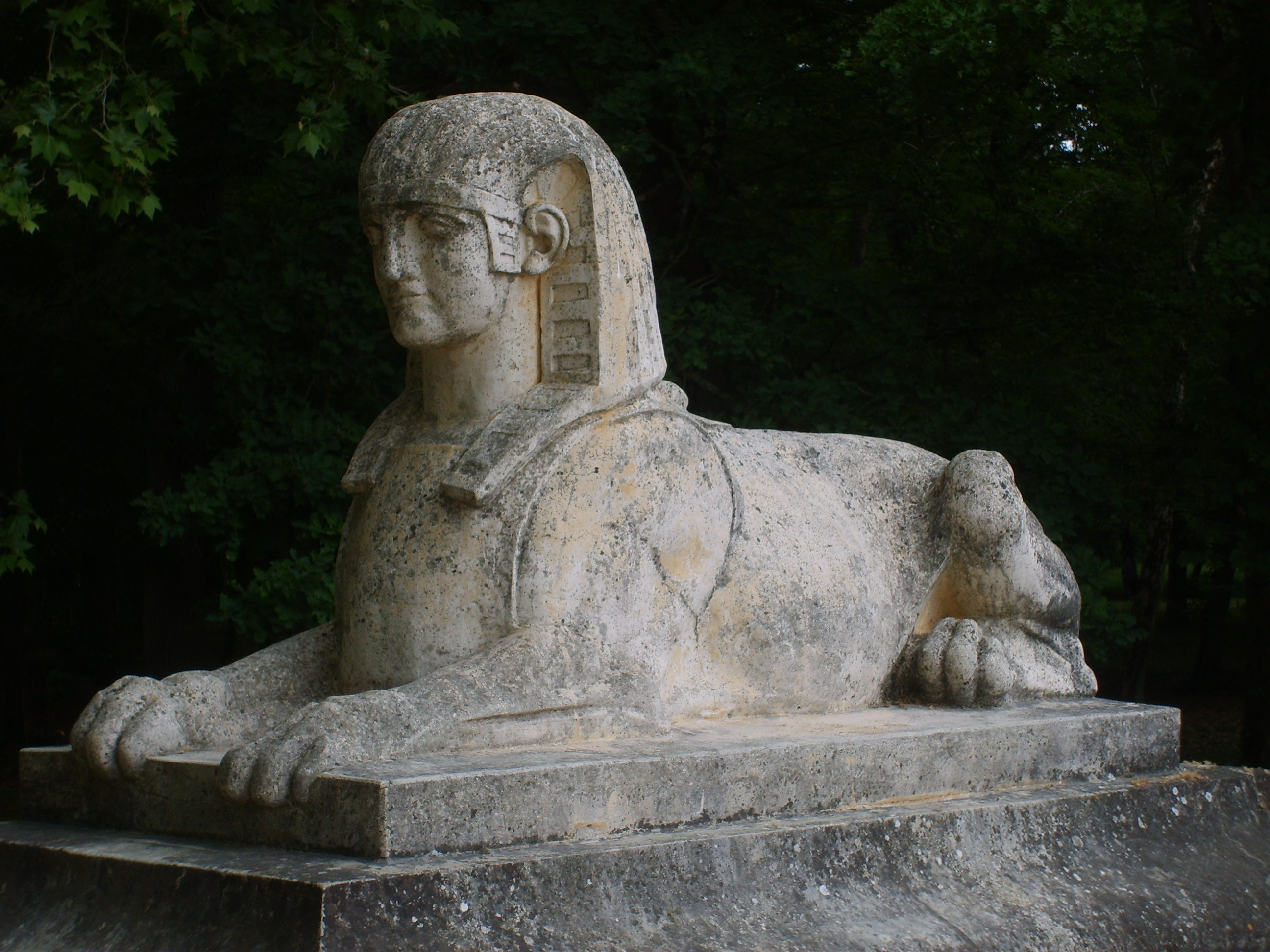
Sphinx à l'entrée du château.
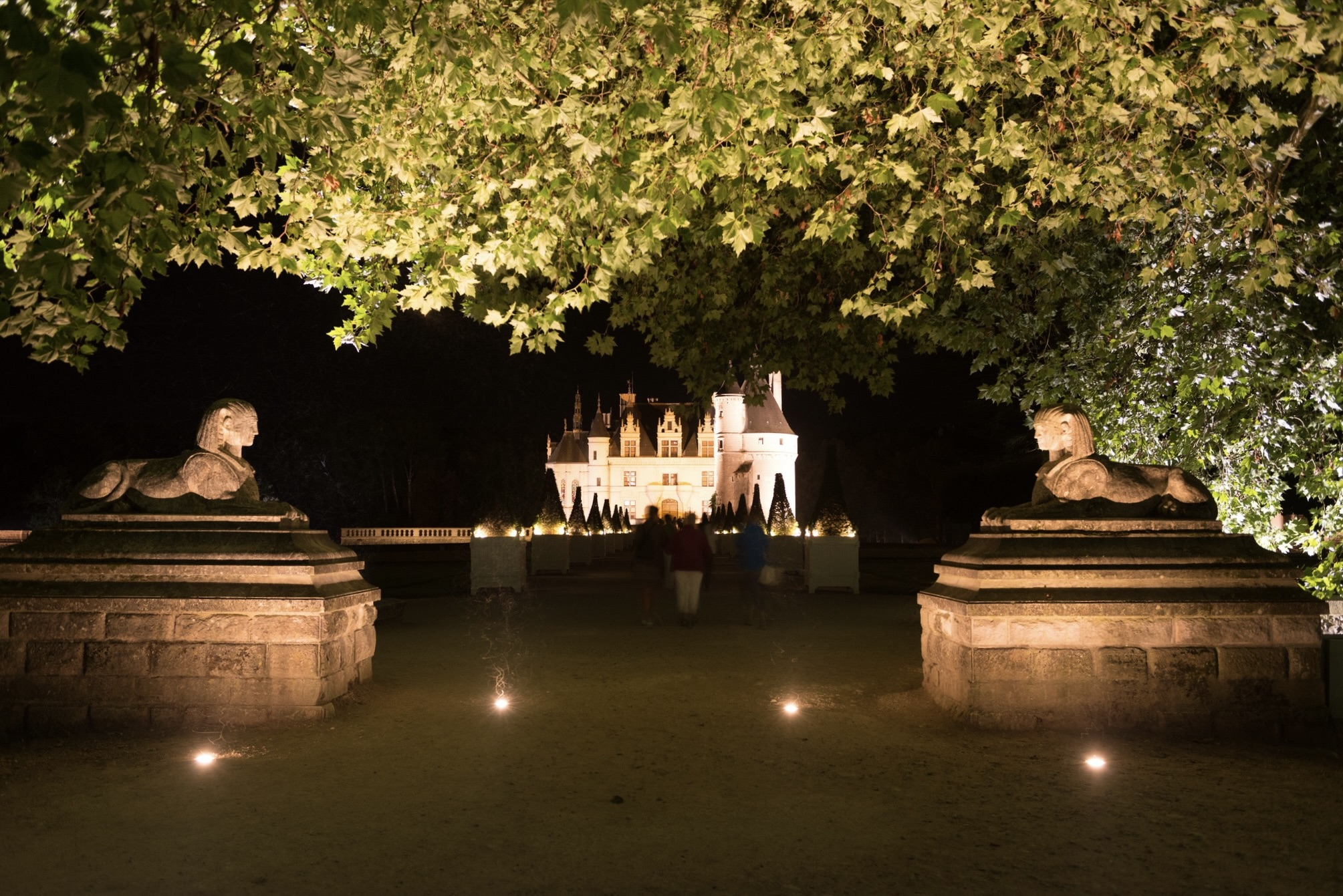
Entrée du château en nocturne.
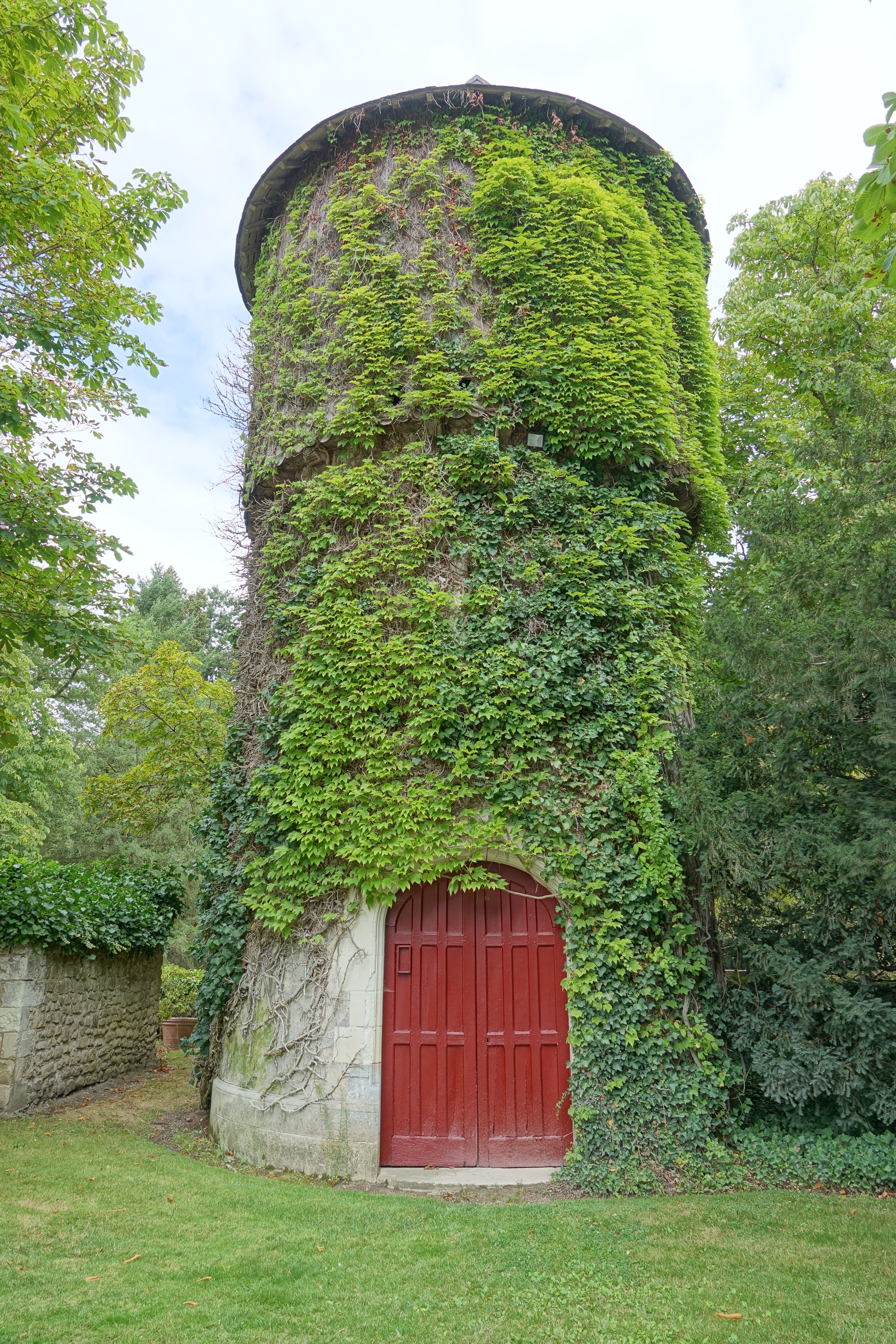
Château d'eau de la ferme du XVIe siècle.

### L'avant-cour
Après avoir emprunté la grande allée bordée de platanes et passé les deux sphinx à l'entrée du château, voici l'avant-cour du domaine. À droite et bordant l'avant-cour, le bâtiment des Dômes et le musée de Cires. Au centre, devant le château, la cour d'honneur avec la tour des Marques. À gauche, la Chancellerie construite au XVIe siècle, qui mène au Jardin de Diane.

L'avant-cour
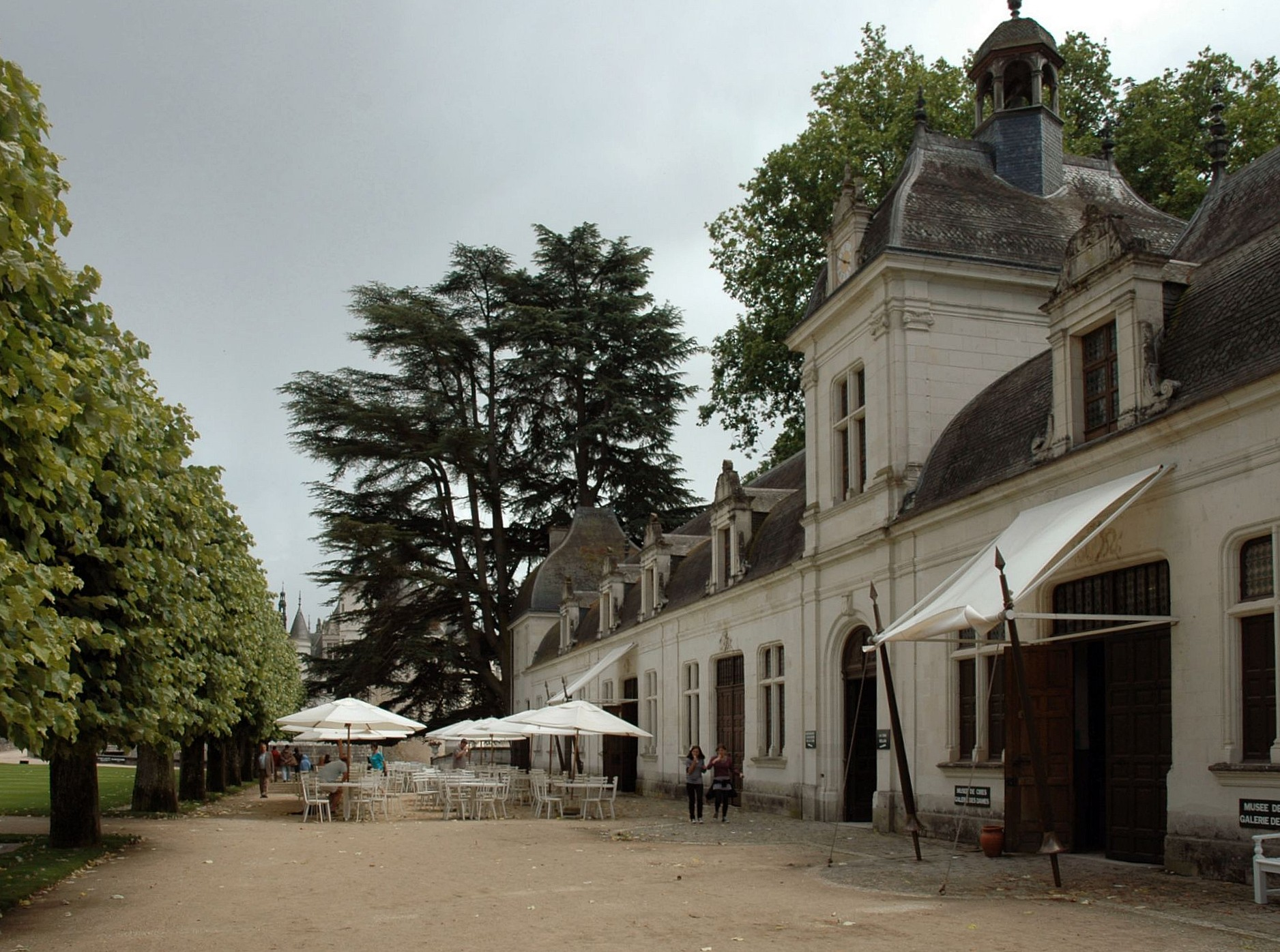
Le bâtiment des Dômes.
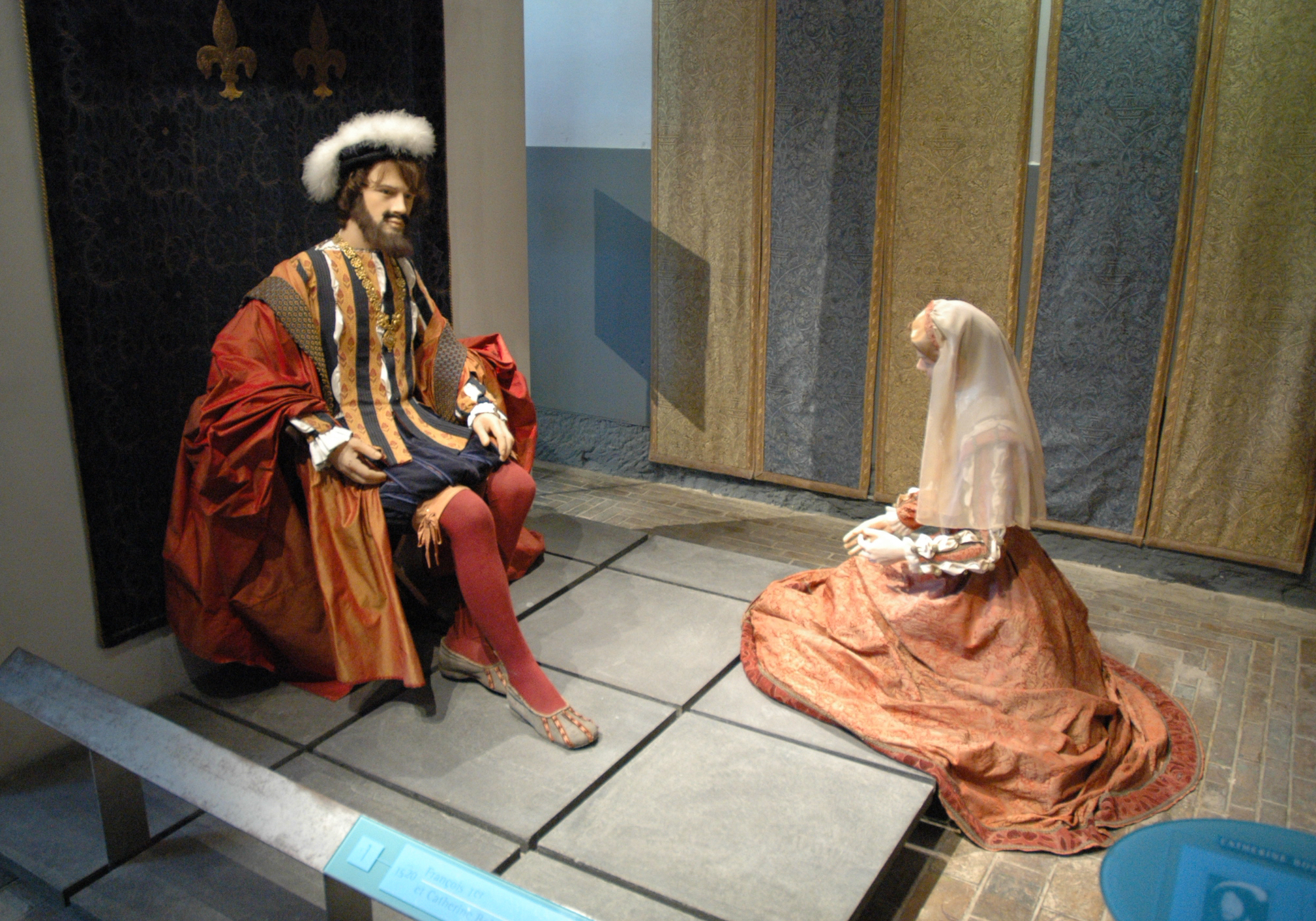
Le musée de Cires.
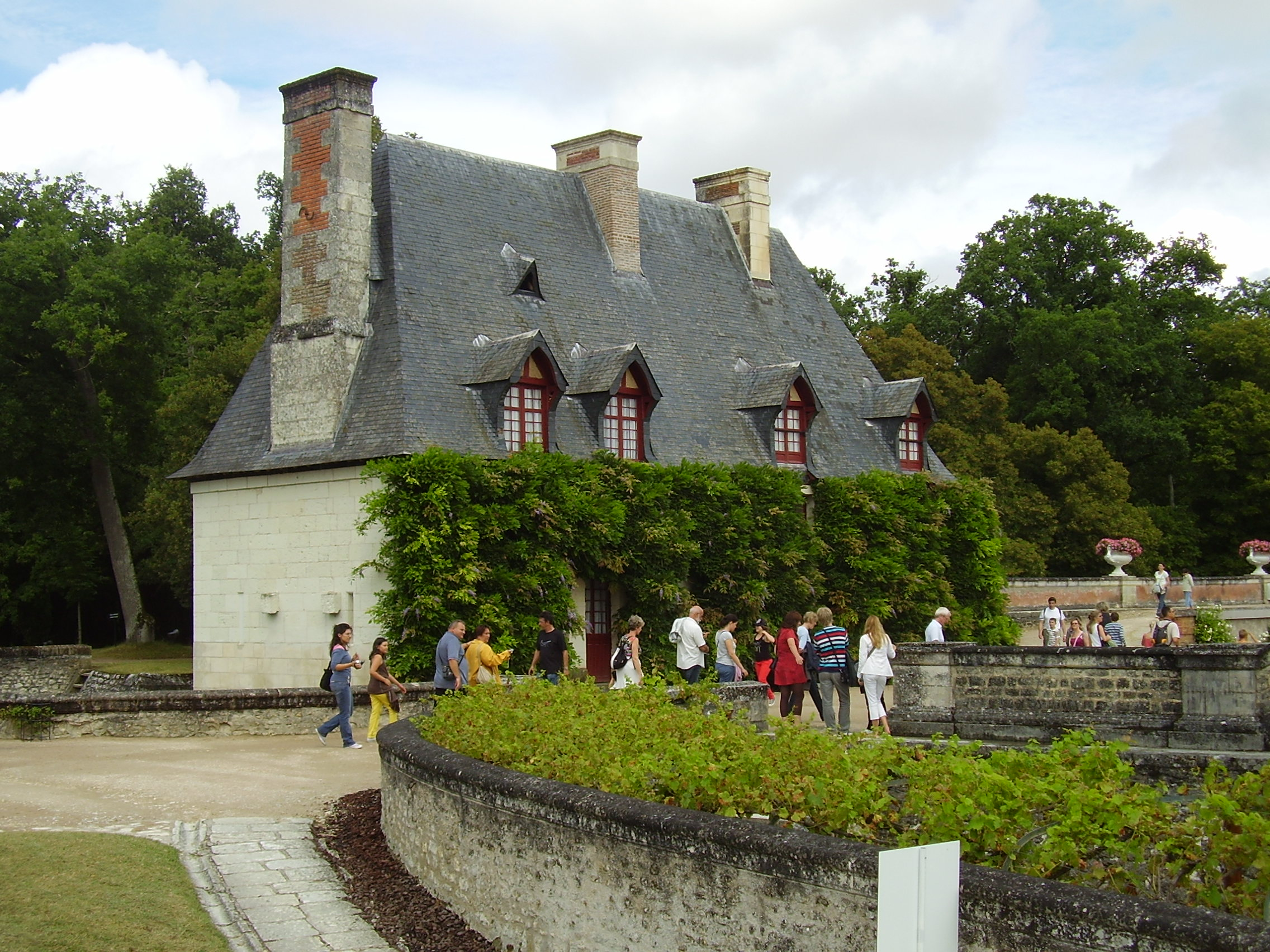
La Chancellerie.
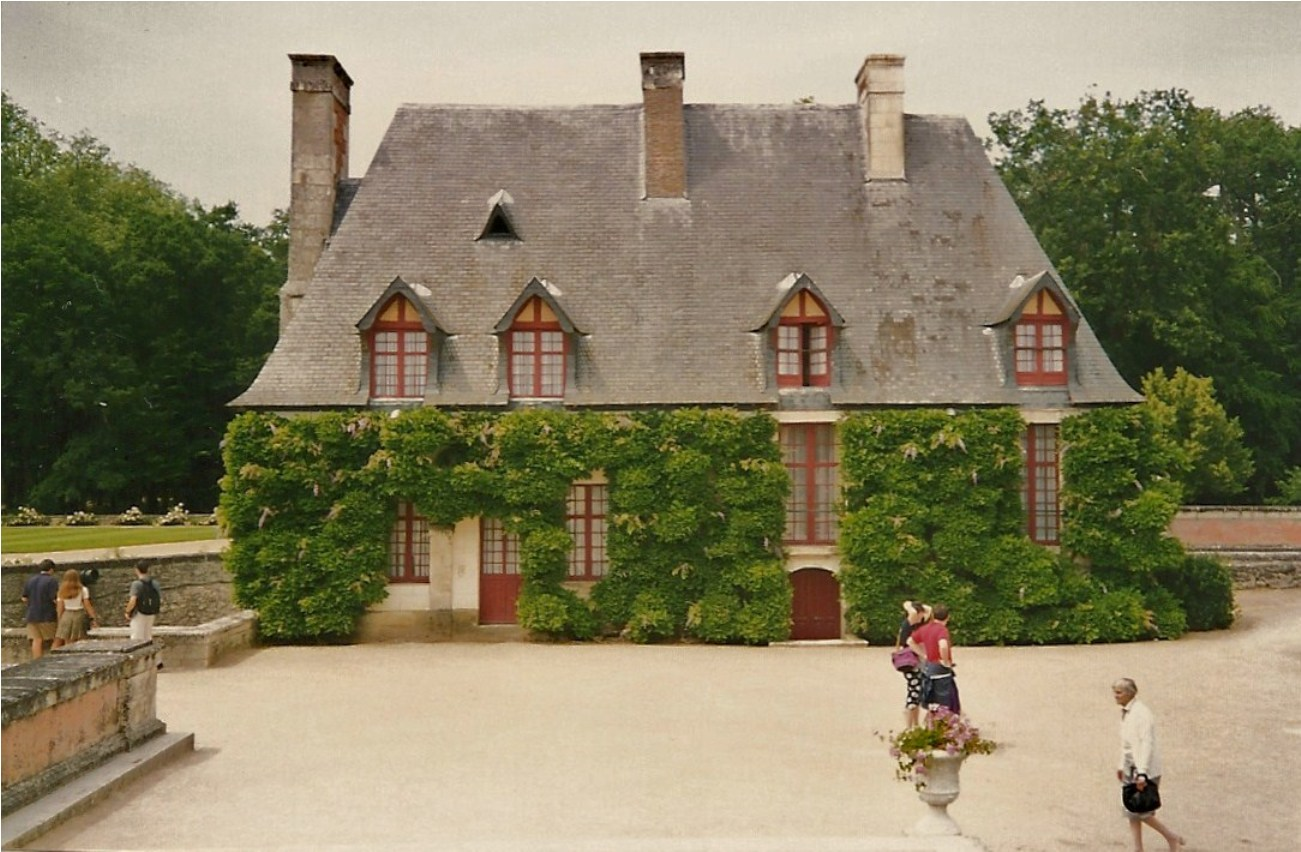
La Chancellerie XVIe siècle.
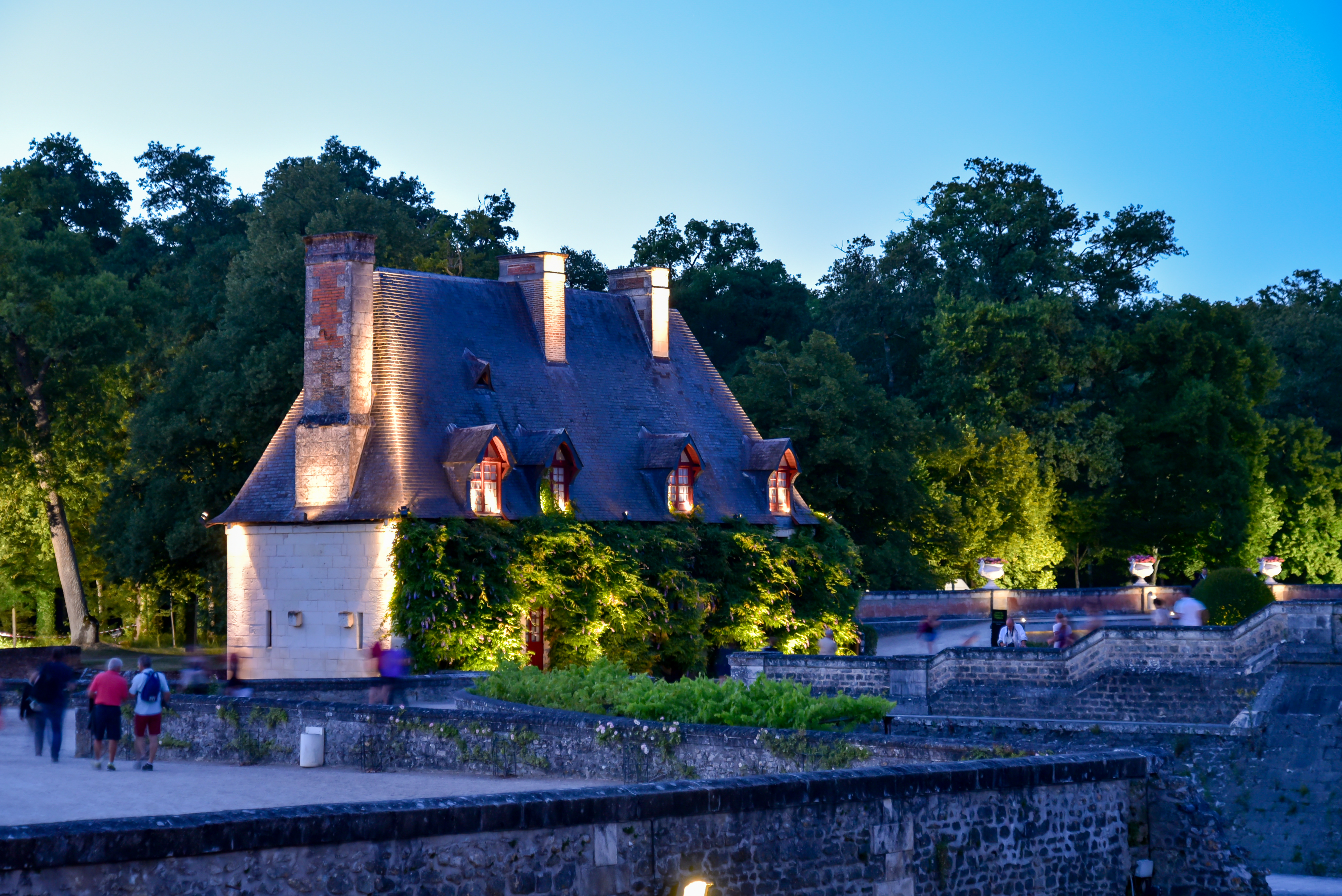
La Chancellerie de nuit.

### La galerie des Dômes
Un espace dans la galerie des Dômes est dédié depuis le 14 juillet 2014 à l'hôpital militaire installé dans le monument au cours de la Première Guerre mondiale, de 1914 à 1918. Cette reconstitution est un hommage à la mémoire des blessés et soignants, qui ont vécu les années de guerre au château de Chenonceau. La galerie des Dômes accueille également, depuis le 15 juin 2019, l'apothicairerie de la reine Catherine de Médicis et le cabinet des Sciences, depuis le 15 juin 2024.
|  |

### La galerie des Attelages
La galerie des Attelages est créée au mois de janvier 2014 à l'intérieur de la ferme du XVIe siècle et expose une collection de voitures hippomobiles du XVIIIe siècle jusqu'au XIXe siècle.

La galerie des Attelages
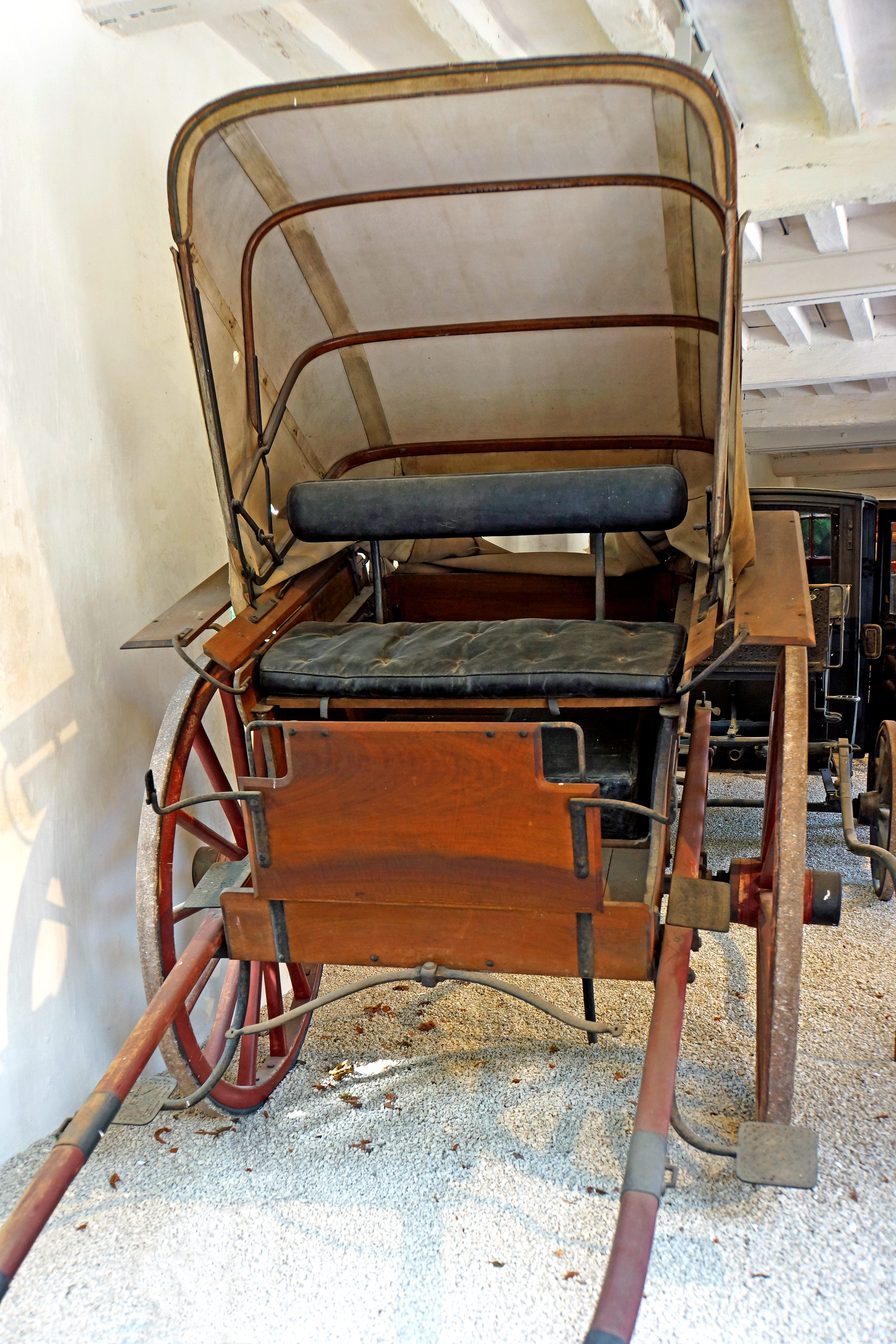
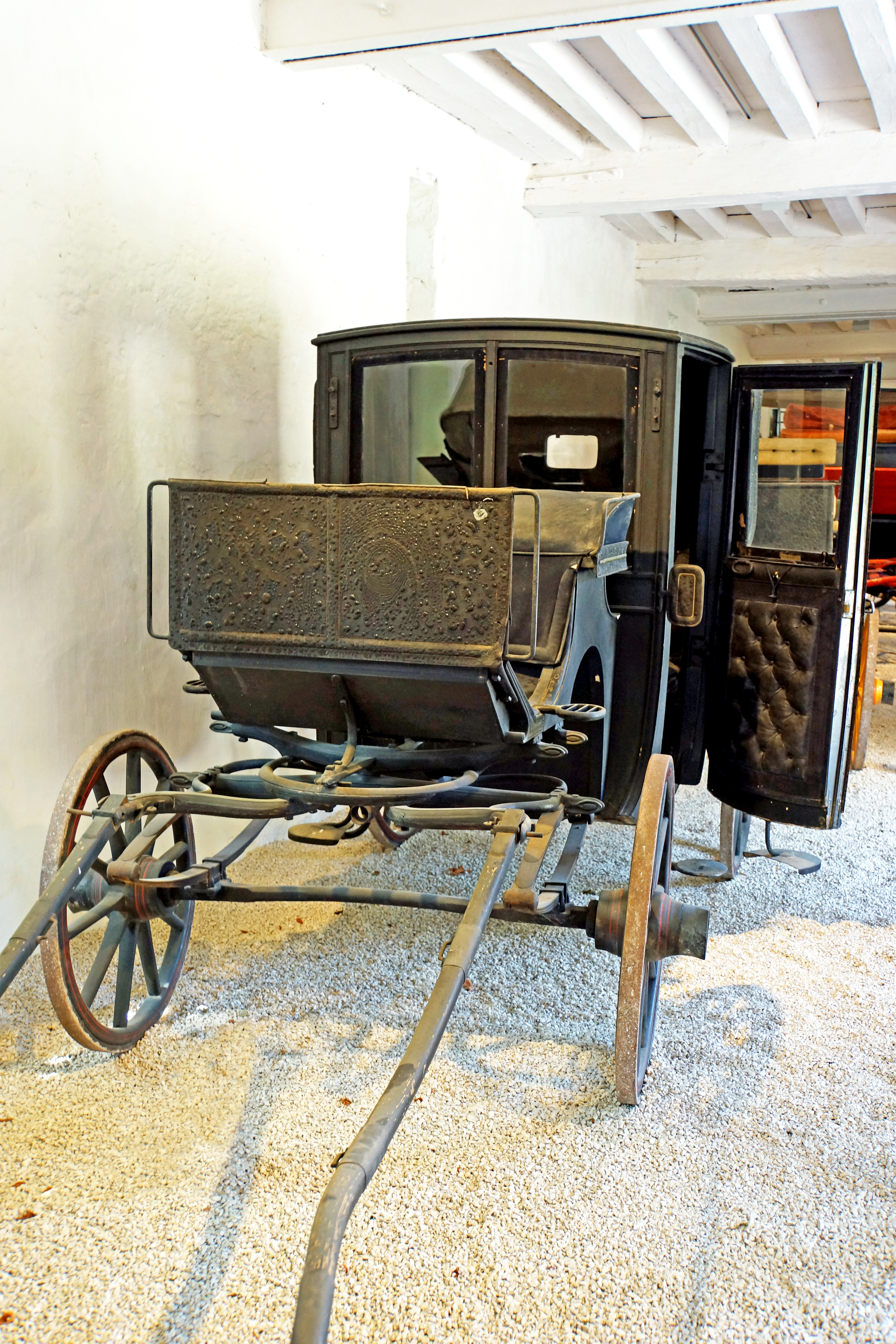
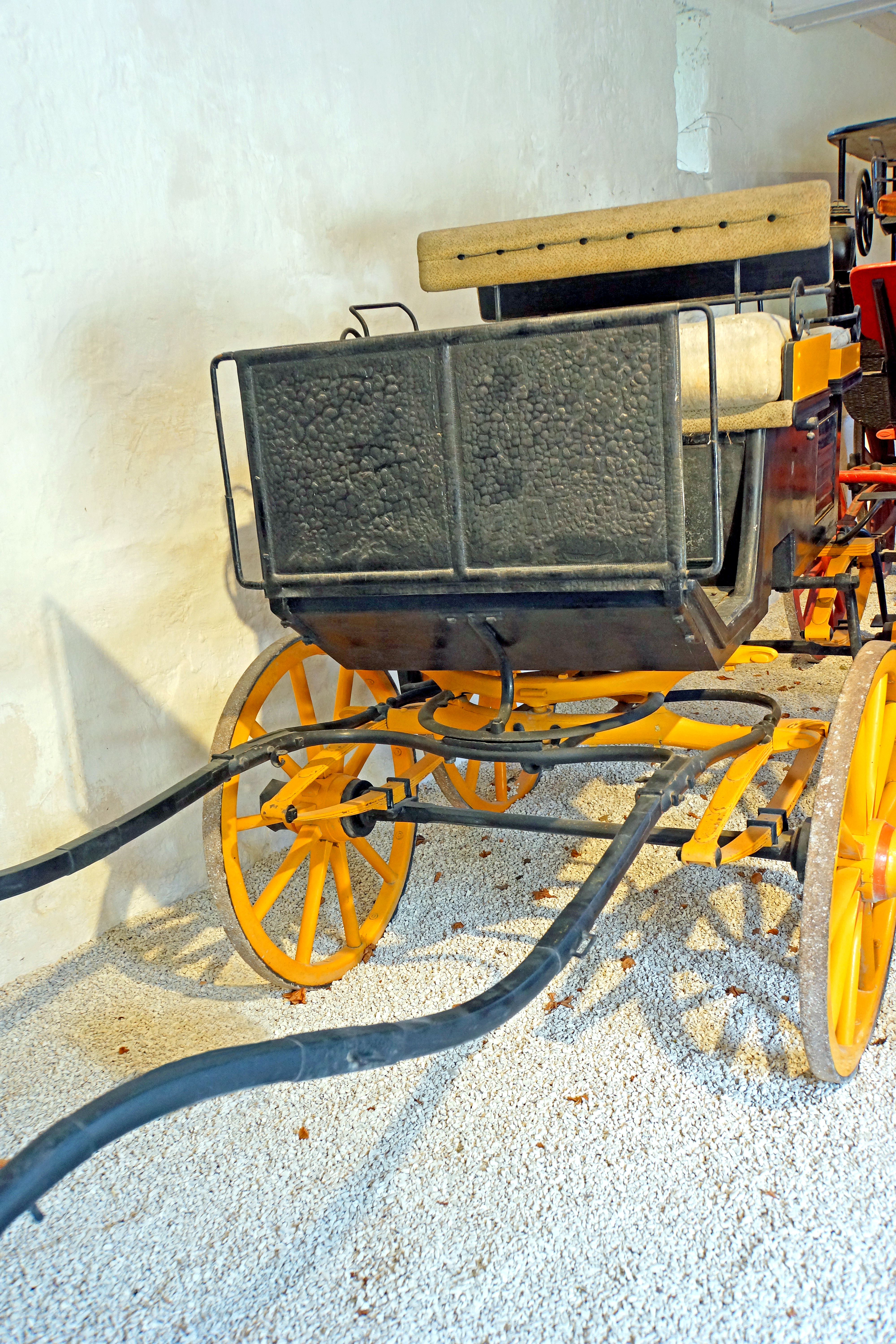
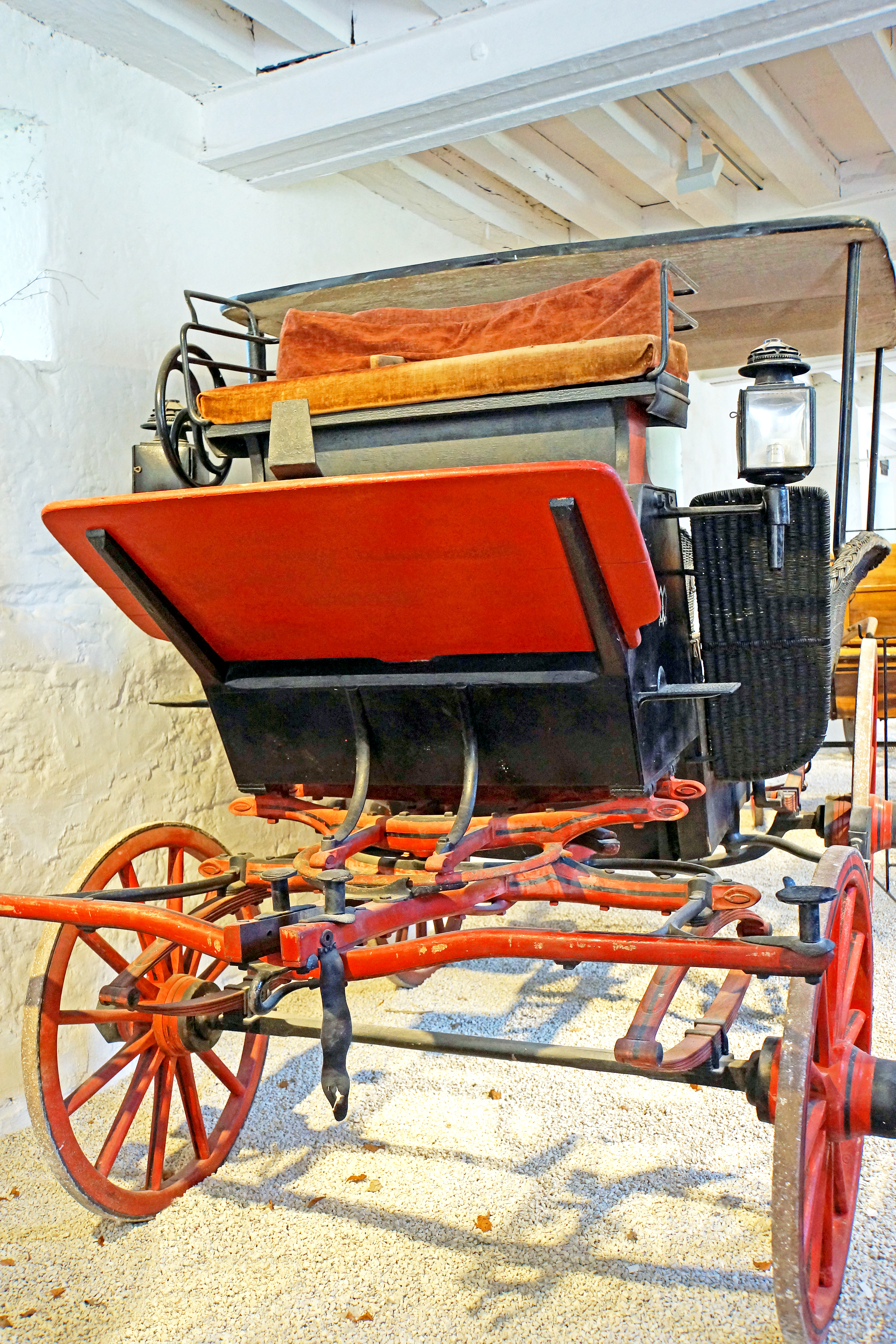
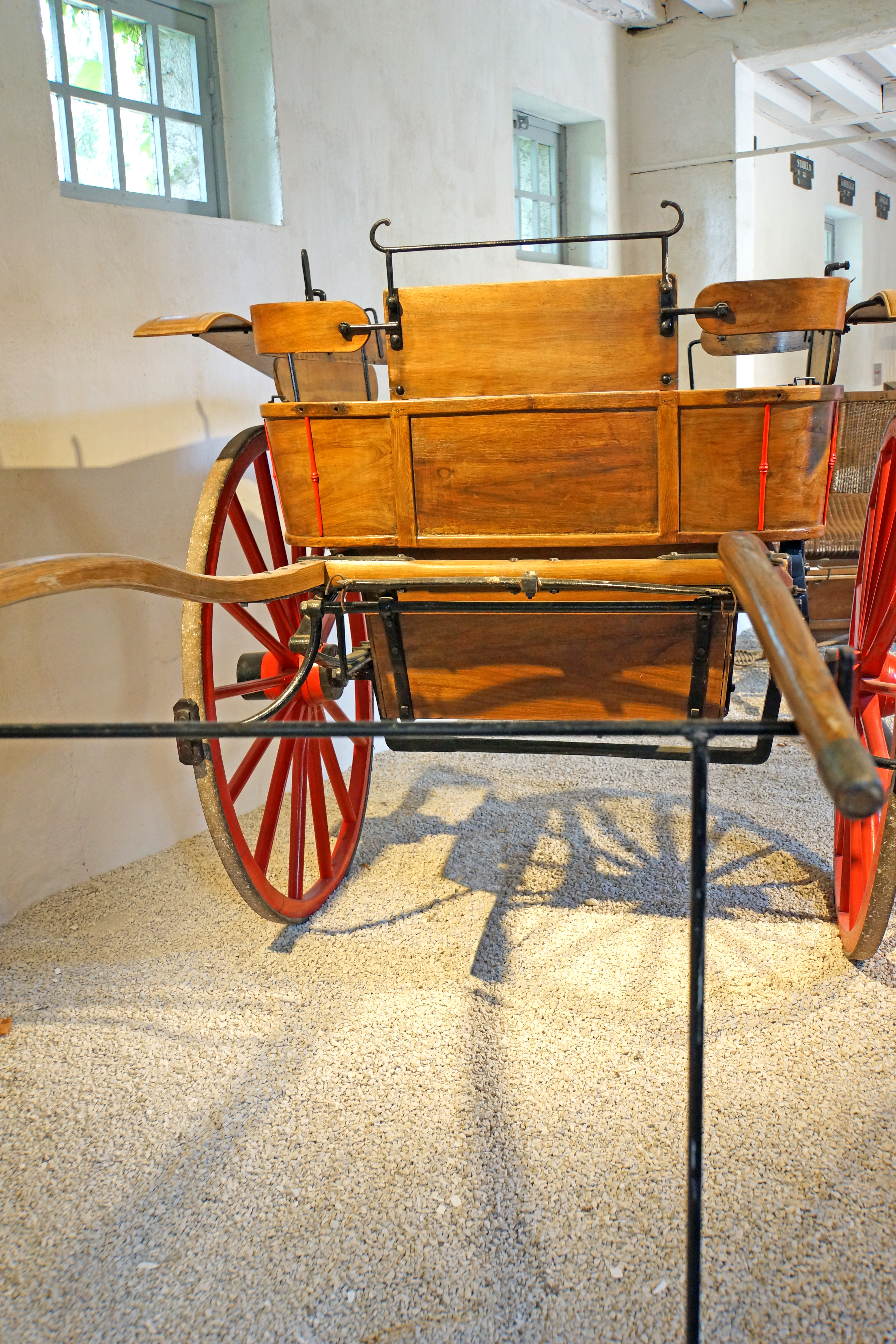
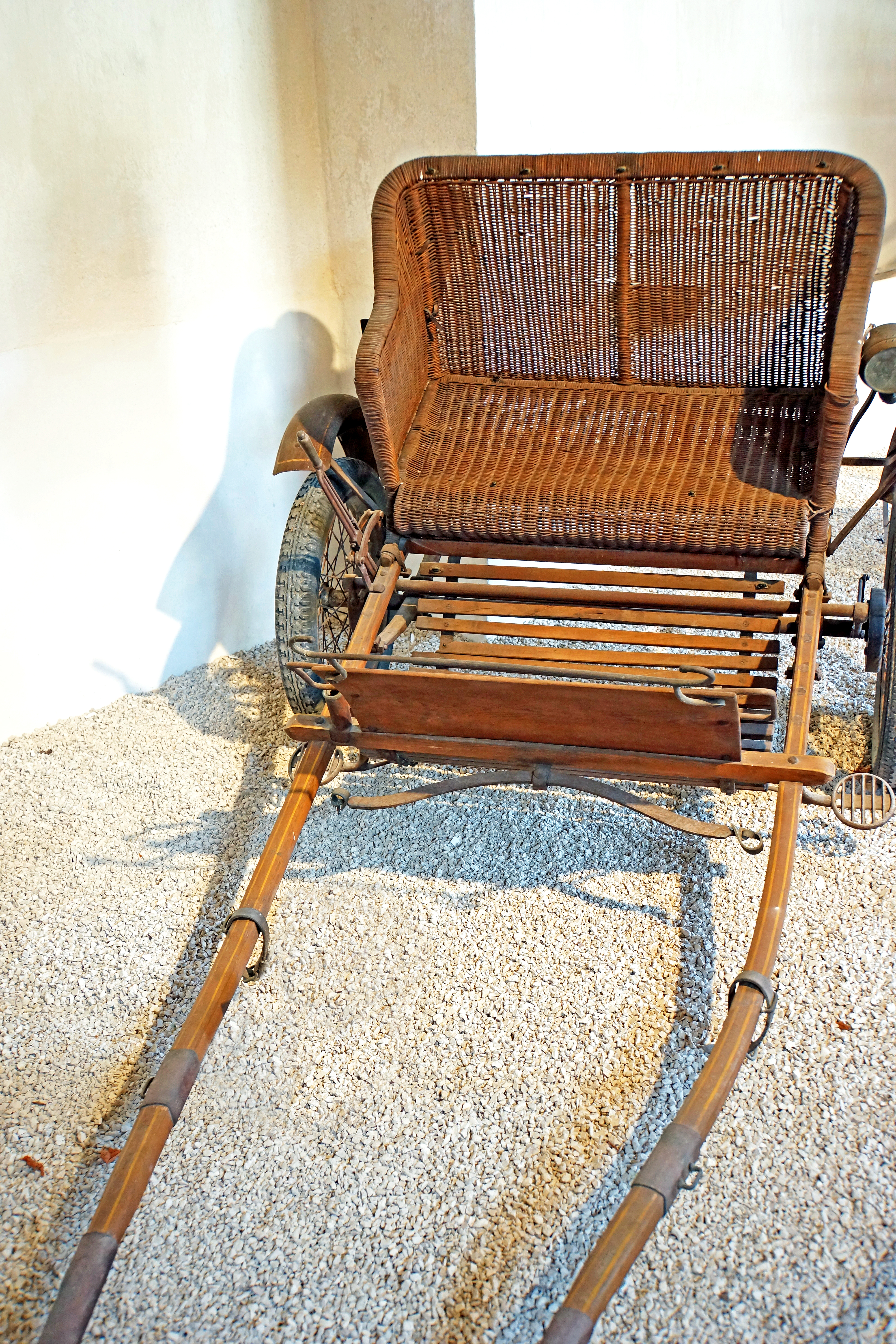

### Ferme duXVIesiècle
L'ensemble datant du XVIe siècle comprend les écuries de Catherine de Médicis, un potager et un atelier floral où travaillent aujourd'hui deux fleuristes pour la mise en fleurs des pièces du château. Le potager accueille plusieurs variétés de légumes et de plantes, dont plus de 400 rosiers.

### Orangerie
Situé face au jardin vert, l'orangerie abritait à l'époque des orangers et des citronniers. Elle sert aujourd'hui de salon de thé et de restaurant gastronomique.

## Jardins
Chenonceau compte quatre jardins principaux : celui de Diane de Poitiers, celui de Catherine de Médicis, situés de part et d'autre de la tour des Marques, vestige des fortifications précédant l'édification du château actuel, le jardin Russell Page et le jardin vert.
En 1565, les jardins de la rive gauche du Cher sont « nouvellement construits », comme le décrit Sonia Lesot dans son ouvrage :

« La fontaine du rocher de Chenonceau construite par Bernard (Palissy) pour Catherine (de Médicis) ; elle était déjà existante du temps de Diane de Poitiers, et avait servi à alimenter les bassins de son parterre […] (dans) le parc de Francueil, sur la rive gauche du Cher […] fut aménagé un jardin bas en bordure du fleuve, composé de deux vastes carrés séparés d'une allée tracée dans le prolongement de la galerie, accentuant l'axe Nord-Sud déjà si fort. Le coteau était percé de grottes. »

### Jardin de Diane
Le jardin de Diane de Poitiers, dont l'entrée est commandée par la maison du Régisseur : la chancellerie, construite au XVIe siècle ; au pied de laquelle se trouve un embarcadère, agrémenté d'une vigne, accès indispensable à toute promenade sur le Cher.
En son centre se trouve un jet d'eau, décrit par Jacques Androuet du Cerceau dans son livre Les plus excellents bastiments de France (1576). D'une conception surprenante pour l'époque, le jet d'eau jaillit d'un gros caillou taillé en conséquence et retombe « en gerbe » vers un réceptacle pentagonal de pierre blanche.
Ce jardin est protégé des crues du Cher par des terrasses surélevées depuis lesquelles on a de beaux points de vue sur les parterres de fleurs et le château.

Le jardin de Diane
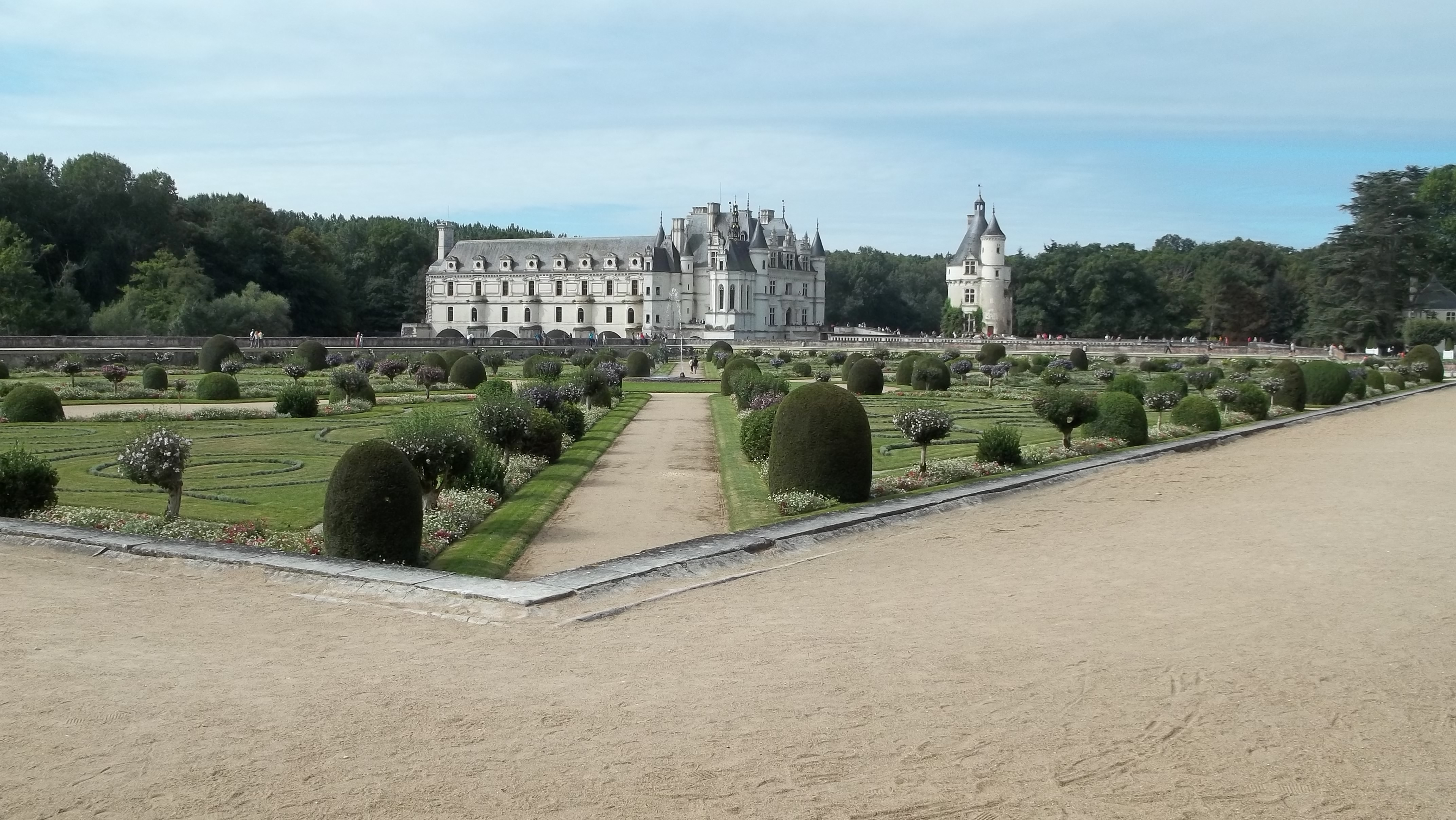
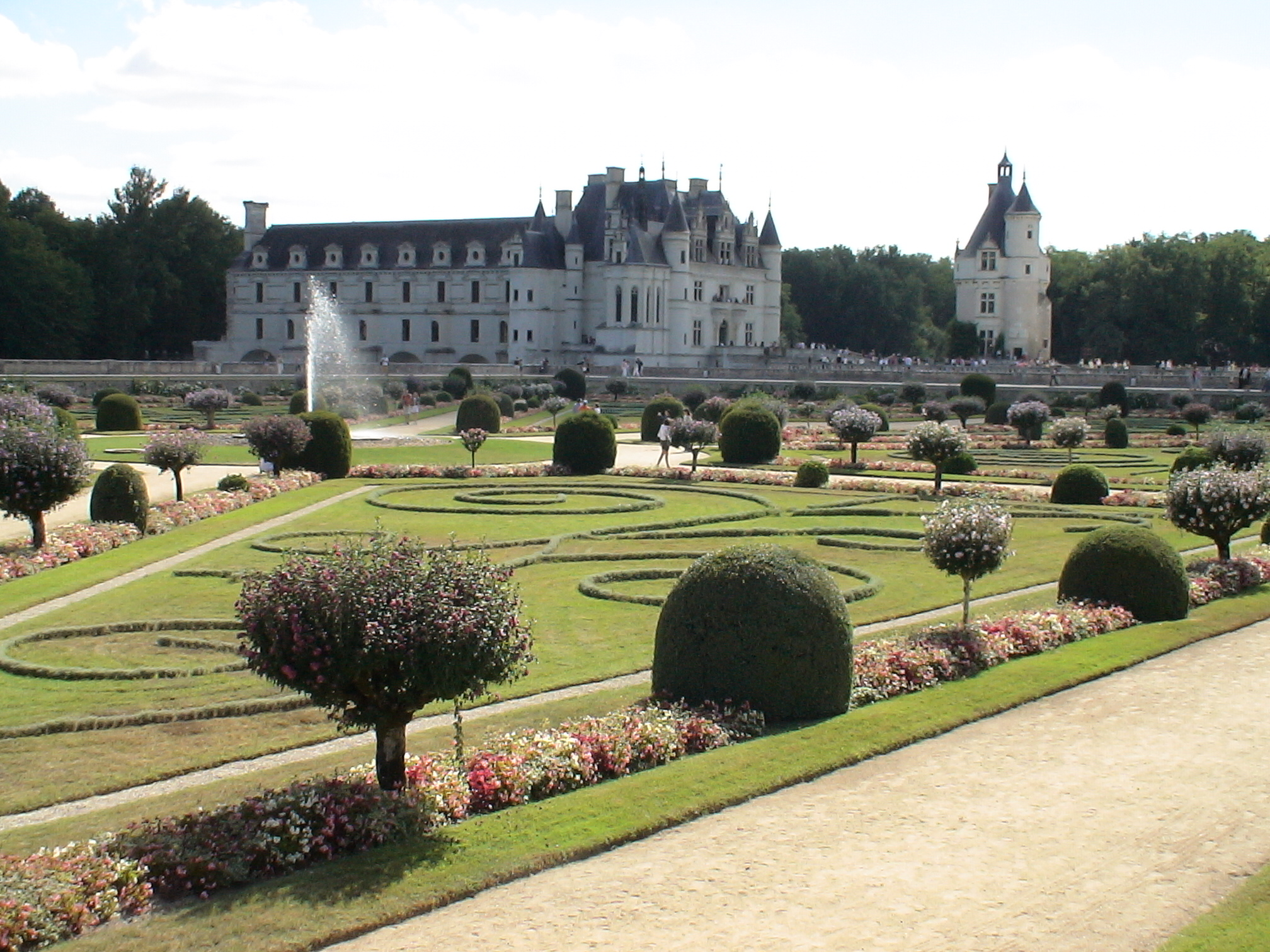
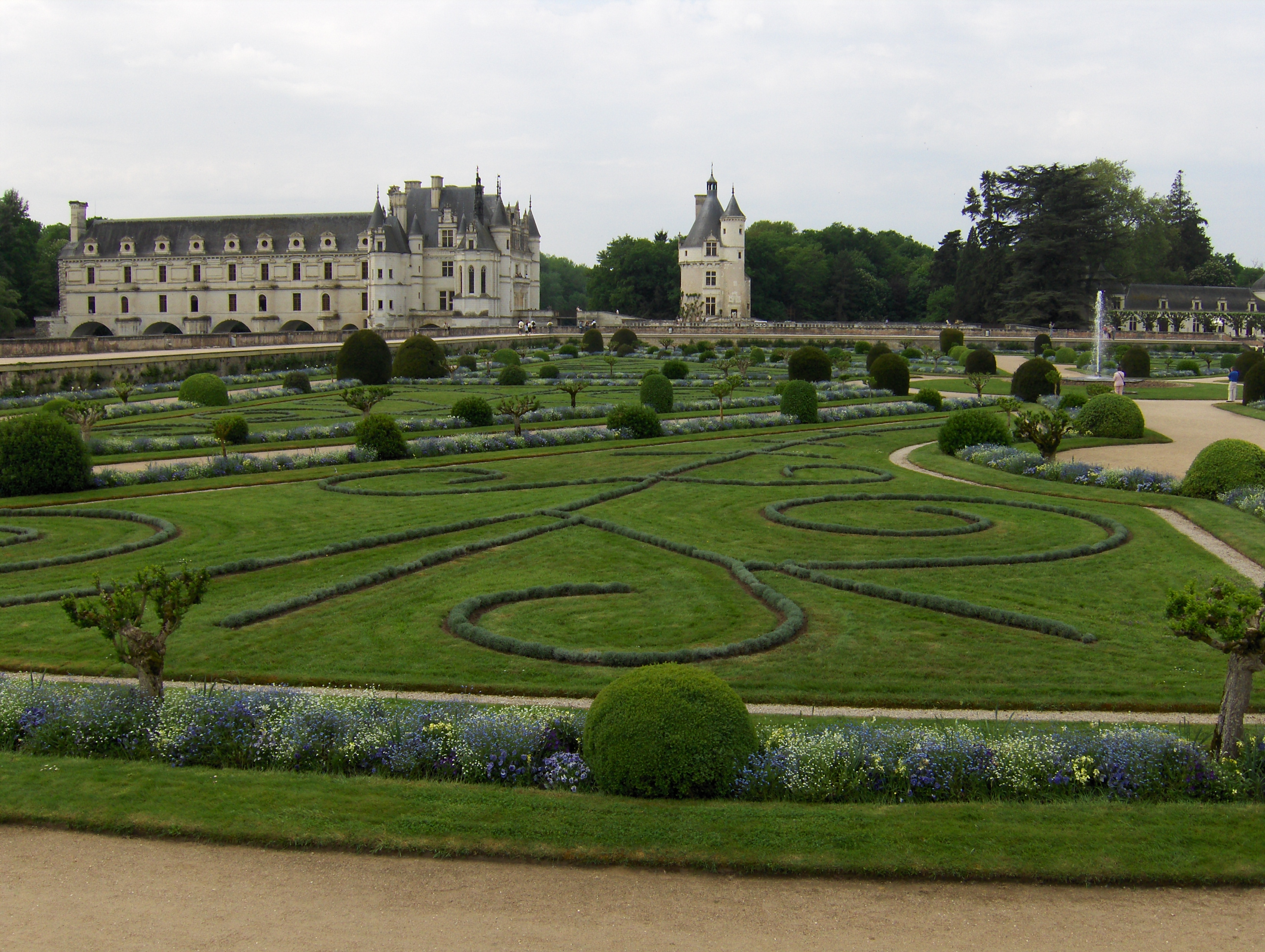
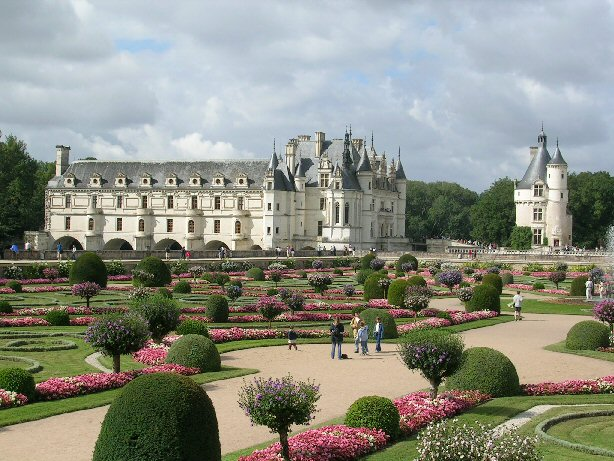
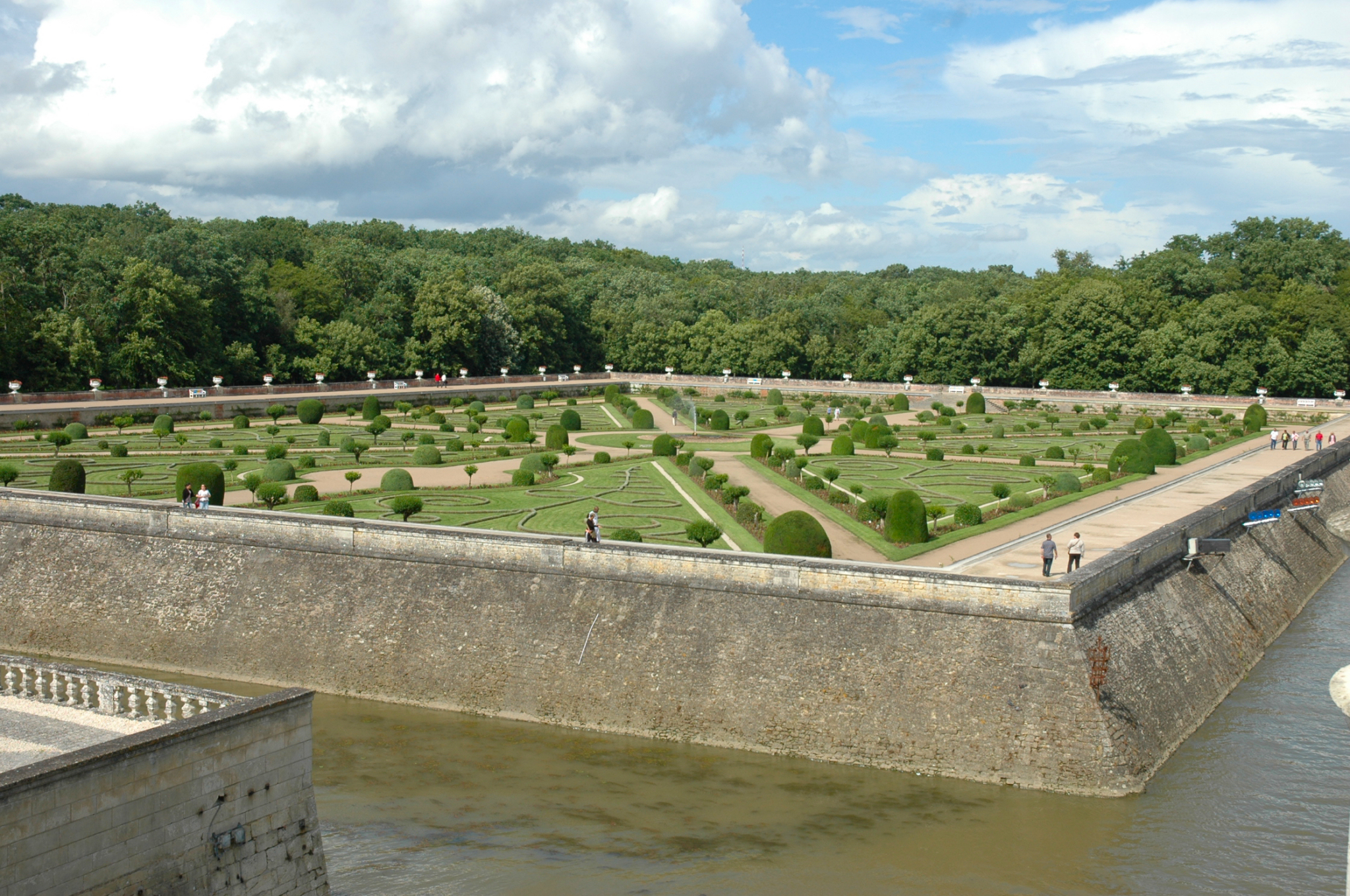
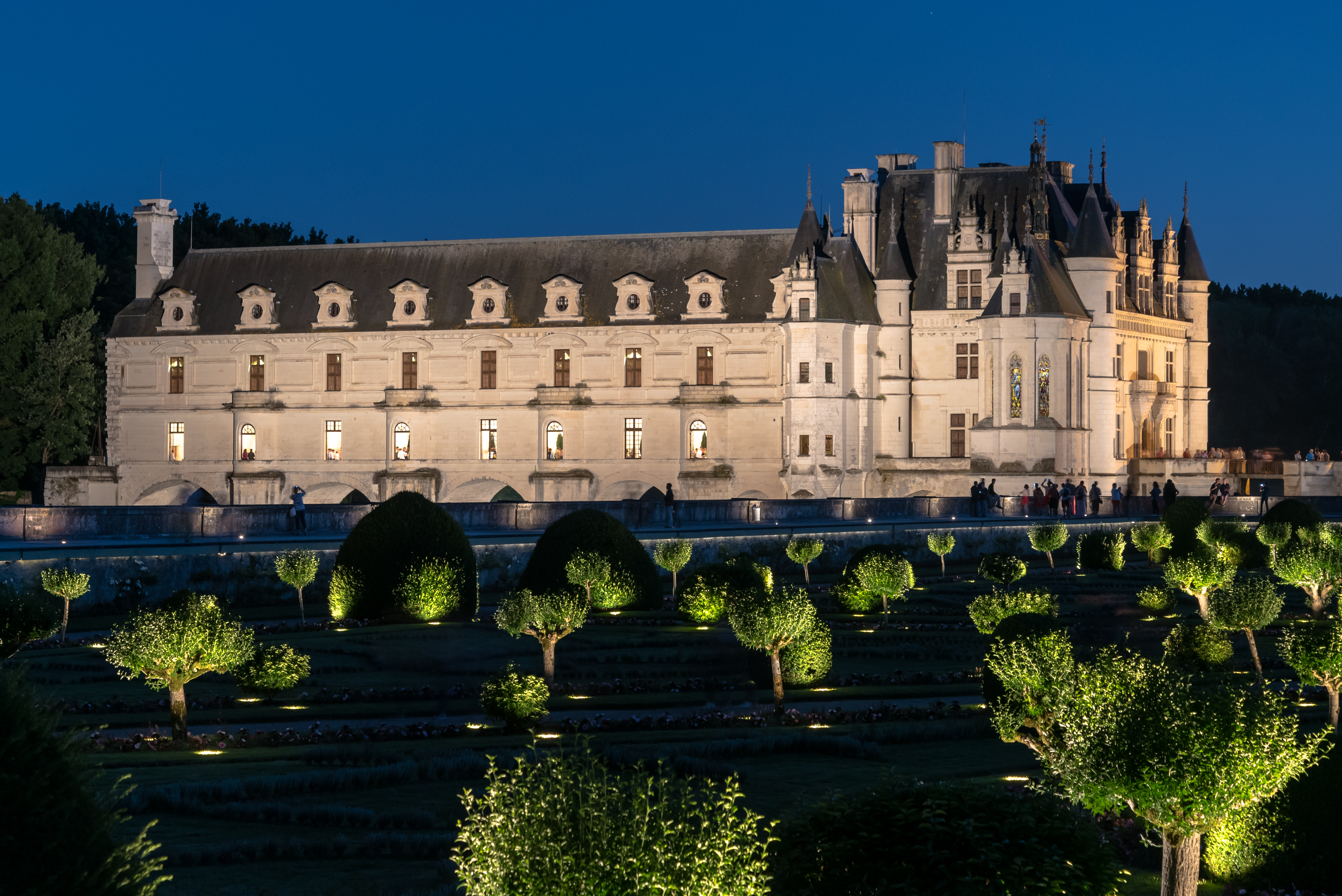

### Jardin de Catherine de Médicis
Le jardin de Catherine de Médicis est plus intime, avec un bassin central, et fait face au côté Ouest du château.
La décoration florale des jardins, renouvelée au printemps et en été, nécessite la mise en place de 130 000 plants de fleurs cultivés sur le domaine.

Le jardin de Catherine de Médicis
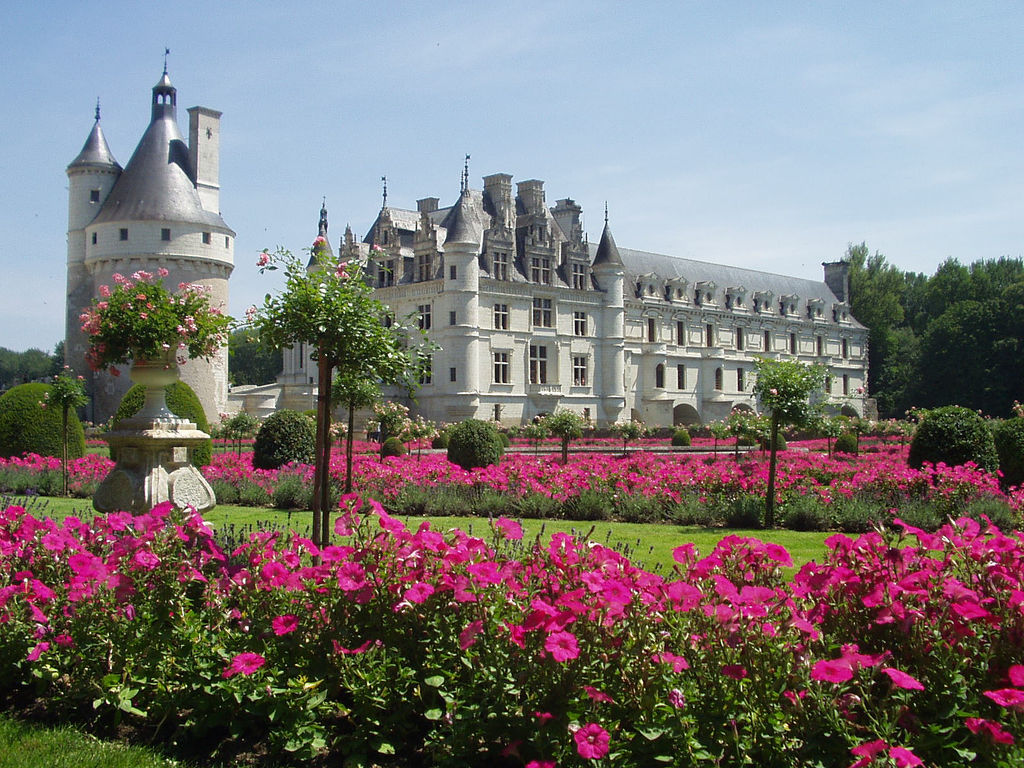
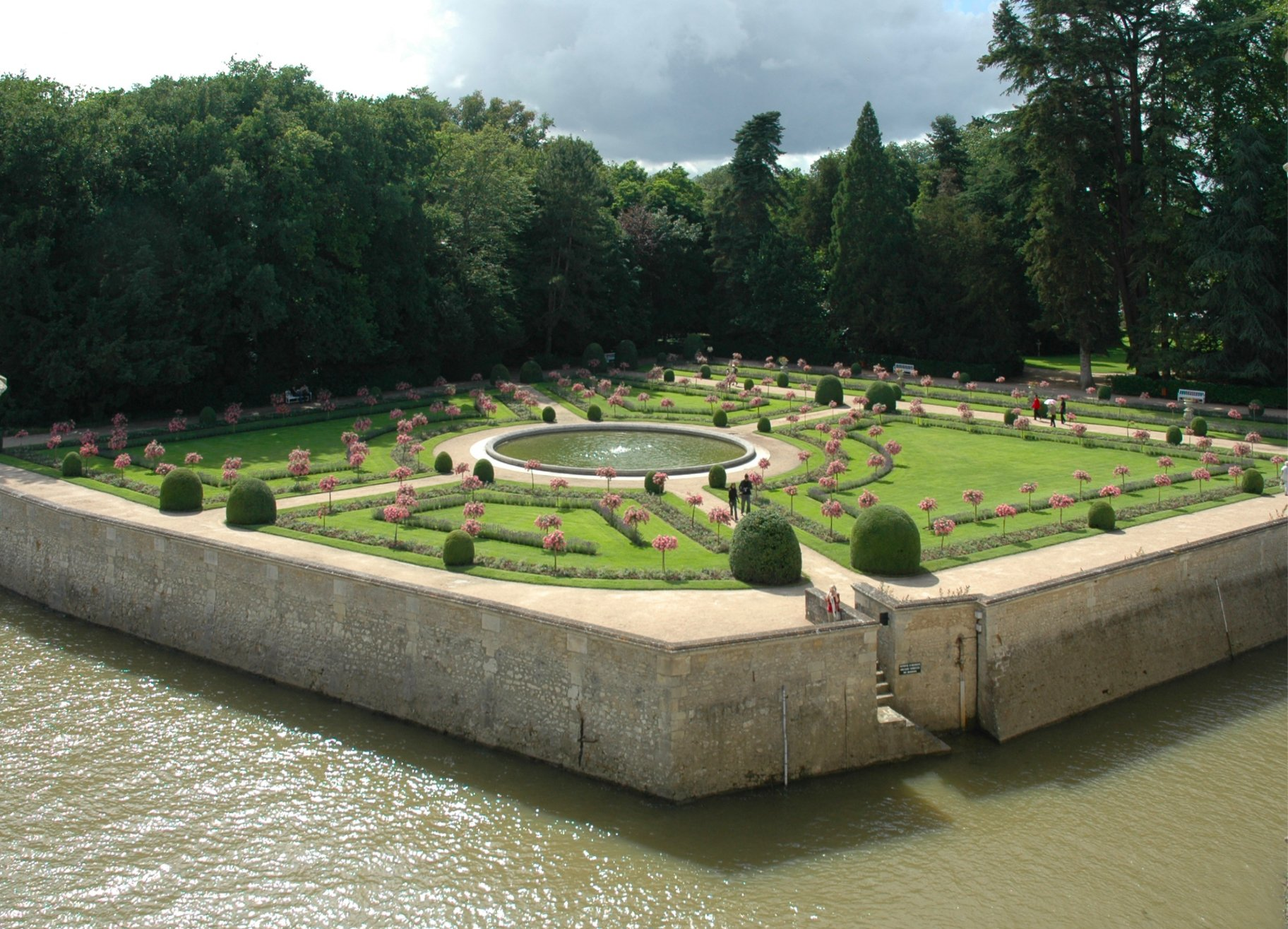
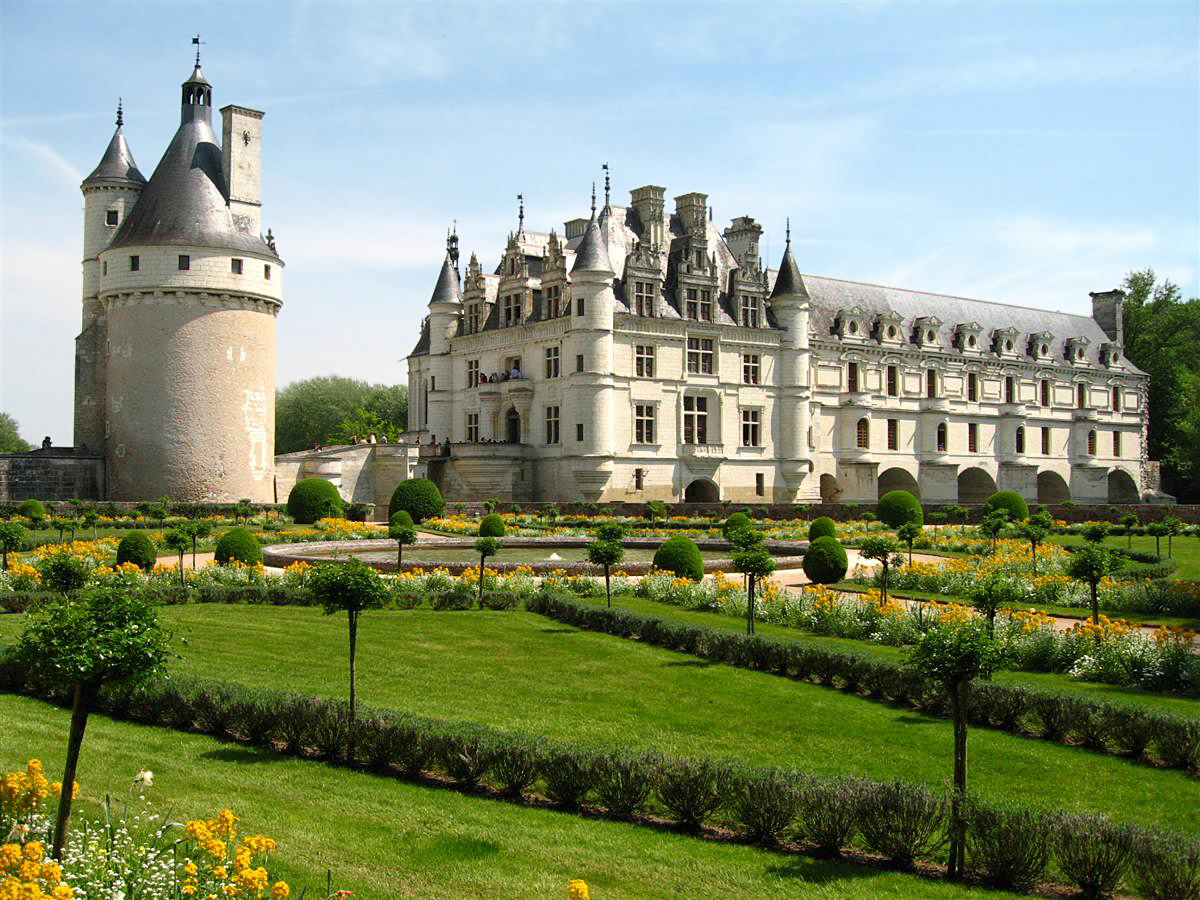
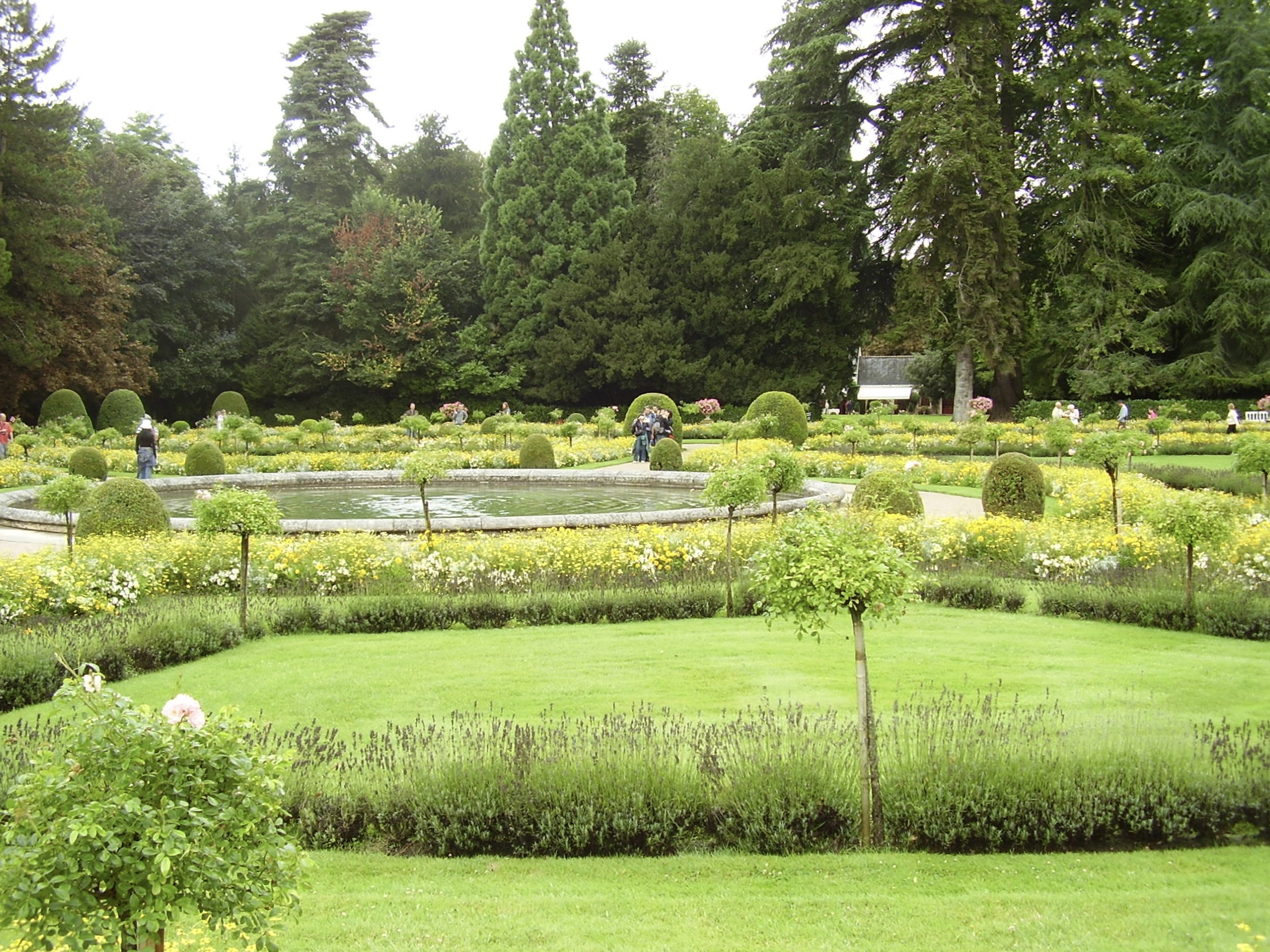

### Jardin Russell Page
Ce jardin rend hommage au paysagiste anglais Russell Page. Un plan de l'artiste britannique est retrouvé dans les archives du domaine par Laure Menier, conservatrice et propriétaire du château. Ce projet élaboré par Russell Page pour Chenonceau, et qui date des années 1950, ne s'est jamais concrétisé mais Mme Menier décide de créer ce nouveau jardin avec le directeur botanique du château, M. Nicholas Tomlan. Des œuvres d'art du sculpteur contemporain François-Xavier Lalanne vont prendre place dans ce nouvel espace floral. Cet ensemble est inauguré le 1er juin 2018.

Jardin contemporain Russell Page
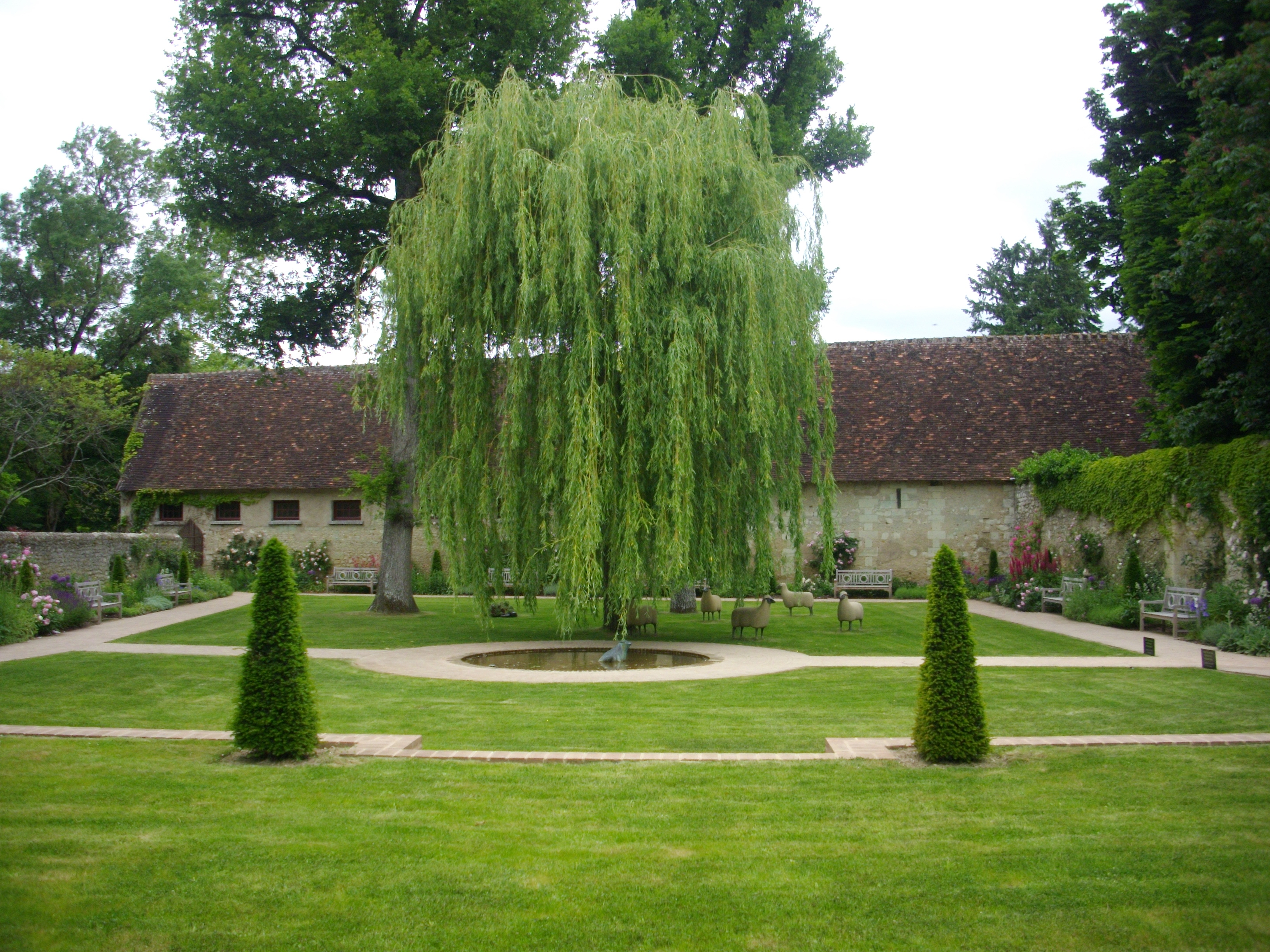
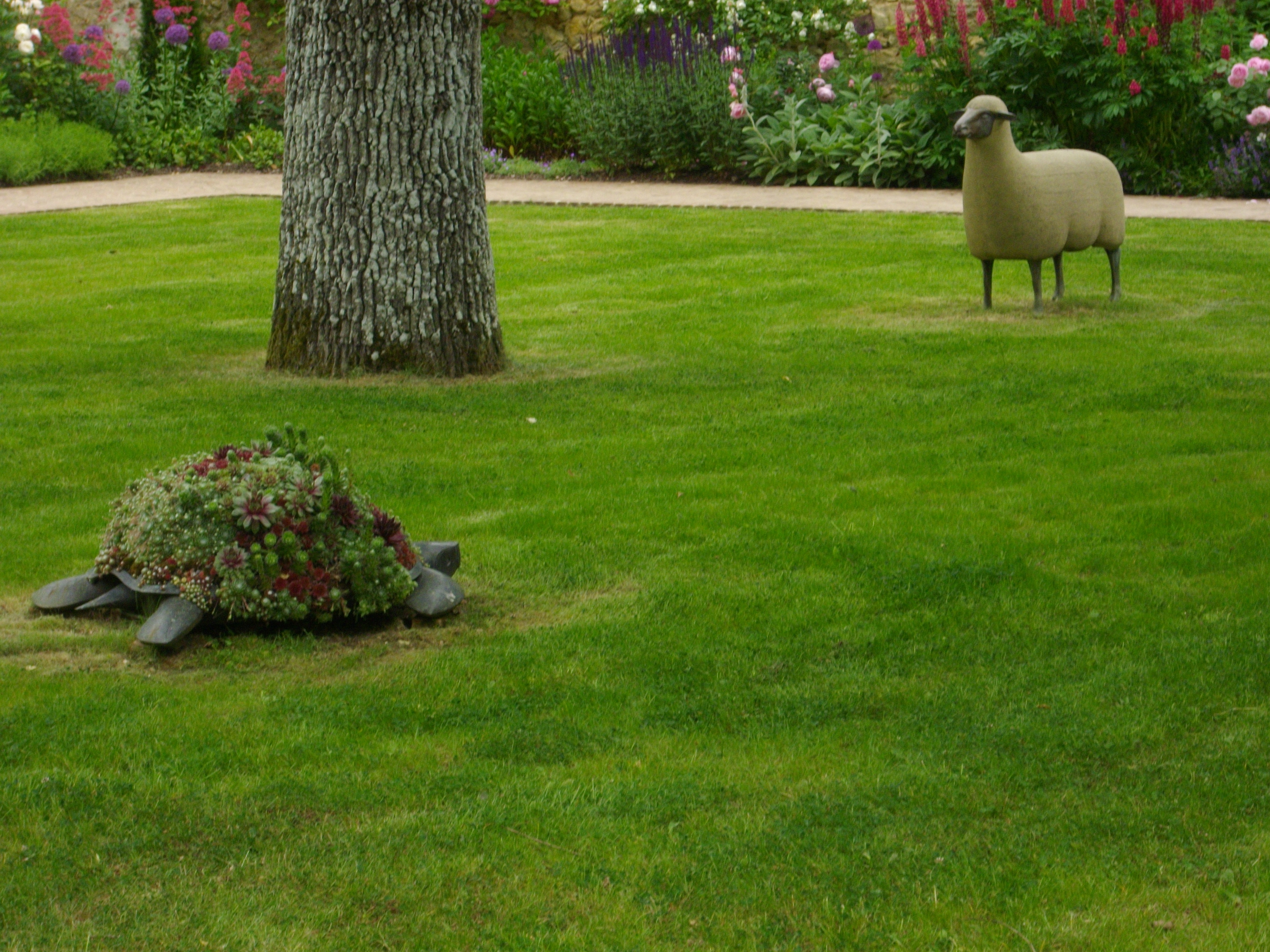
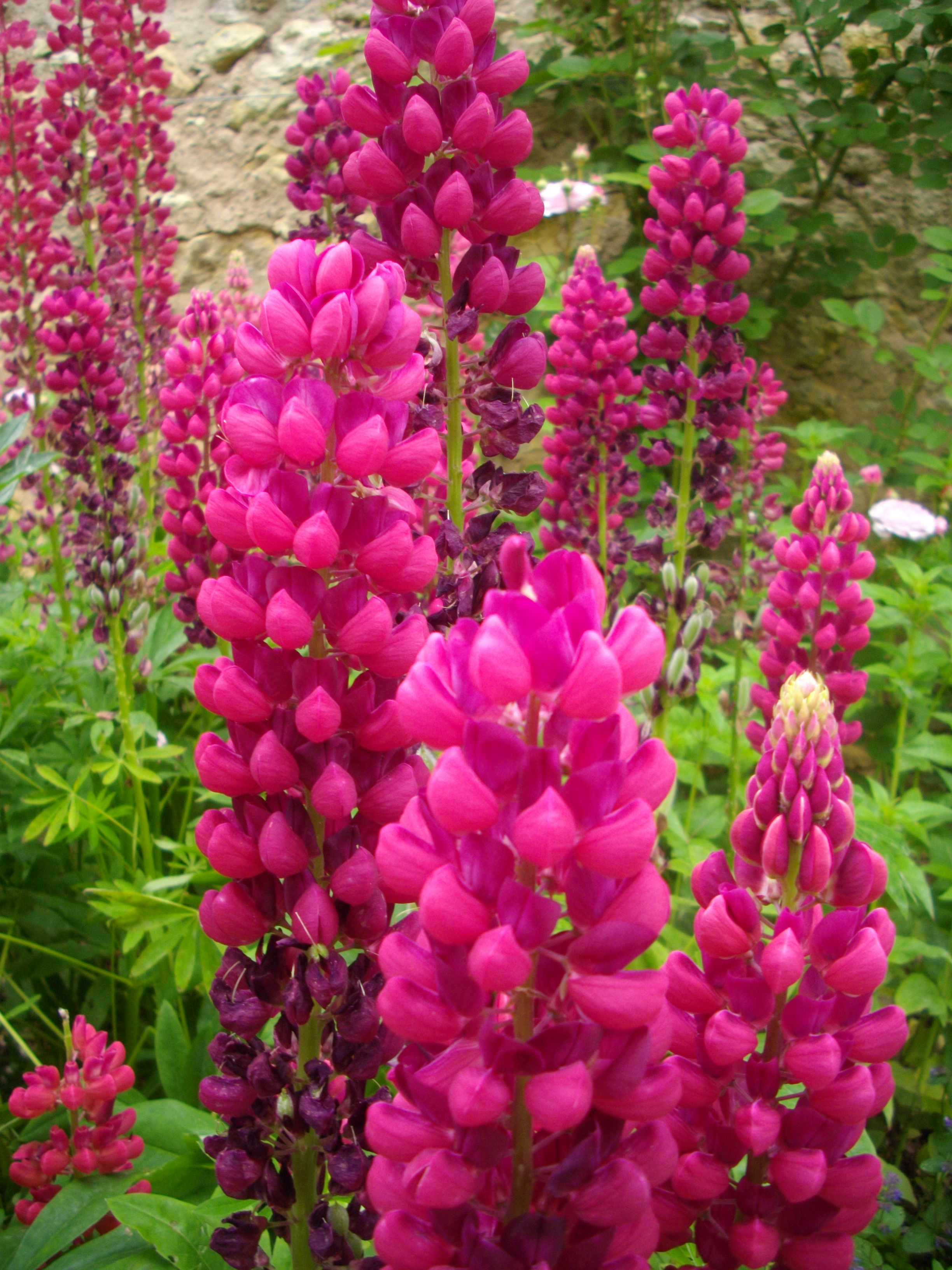
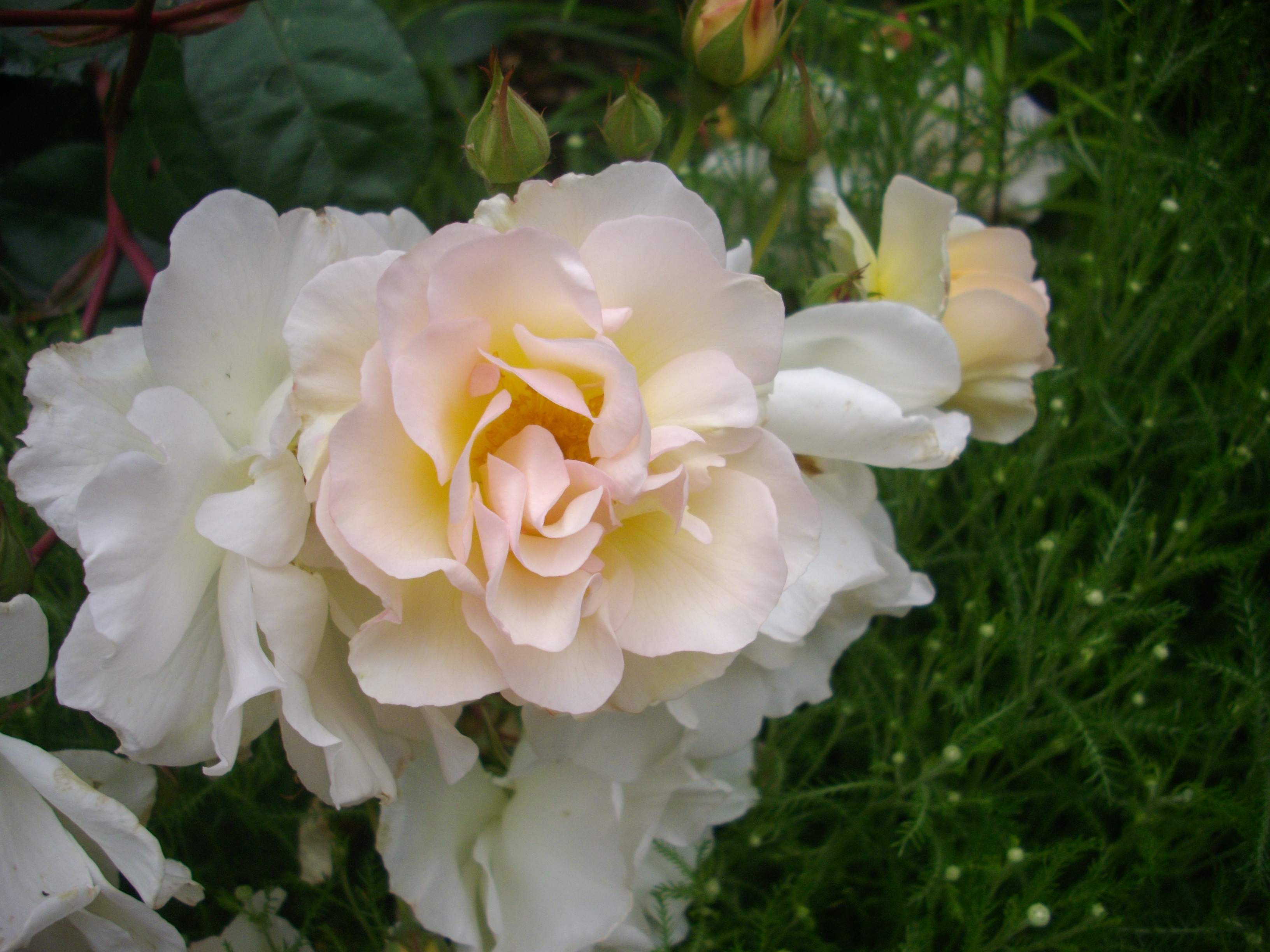
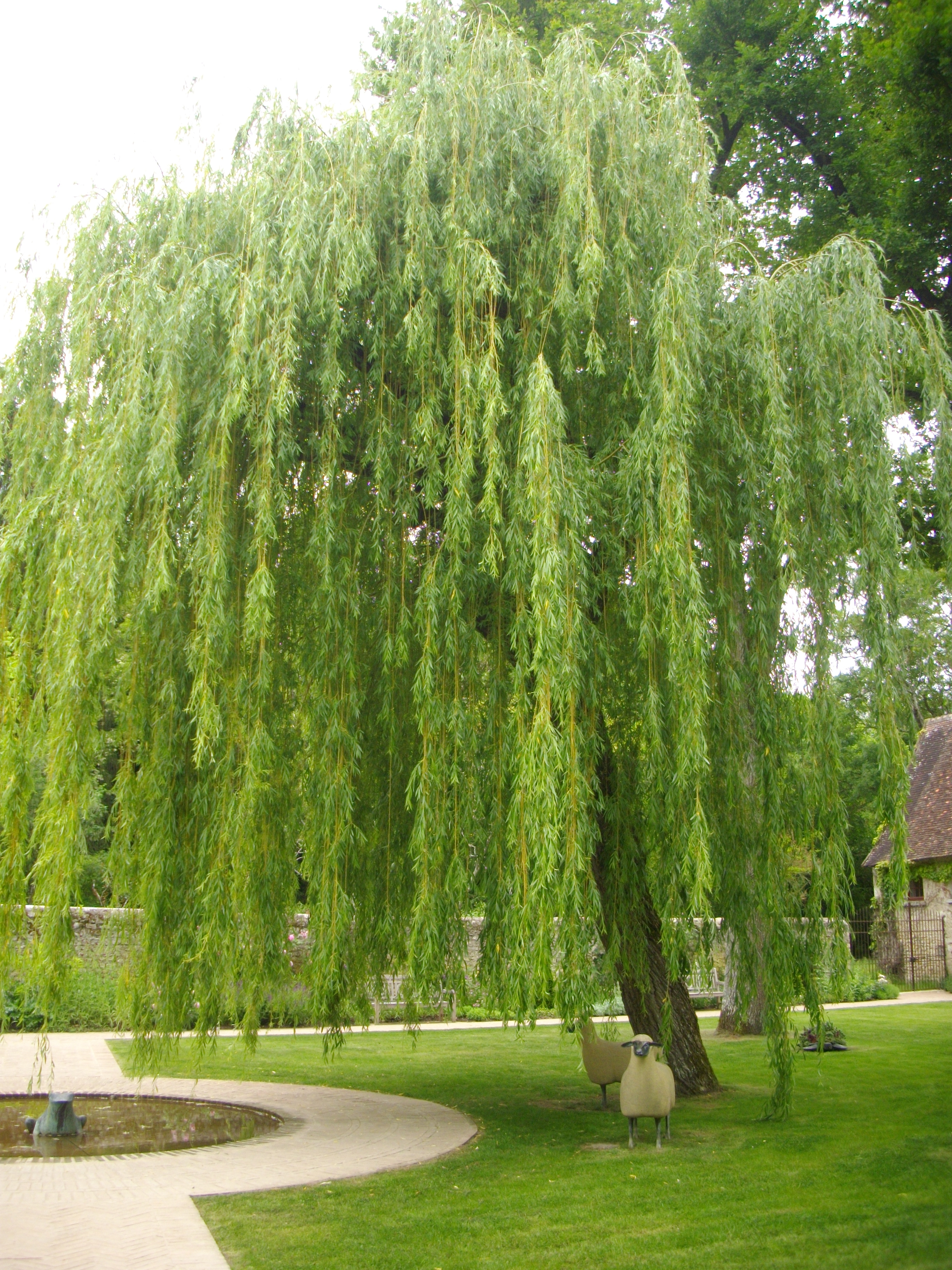

### Jardin vert
Ce jardin a été dessiné par Lord Seymour en 1825 pour la comtesse Vallet de Villeneuve, qui souhaitait un parc à l'anglaise. Le jardin fait face à celui de Catherine de Médicis côté nord. Il s'agit d'un enclos gazonné bordé d'une collection d'arbres, platanes, cèdres bleus, sapin d'Espagne, catalpa, marronnier, sapins Douglas, séquoias, robinier, noyer noir et chêne vert. Catherine de Médicis avait auparavant choisi cet endroit pour y aménager sa ménagerie et ses volières.

### Labyrinthe
Souhaité par Catherine de Médicis, le labyrinthe de style italien est composé de 2 000 ifs sur plus d'un hectare. Une gloriette est aménagée au centre. Sa position surélevée permet une vue d'ensemble. Elle est surmontée d'une statue de Vénus. Le labyrinthe est entouré d'une charmille où on retrouve les cariatides de Jean Goujon qui ornaient autrefois la façade du château.

## Extérieurs
Le château présente en réalité deux parties :
- Un donjon médiéval élevé sur la rive droite du Cher qui fut remanié au XVIe siècle.
- Un corps de logis Renaissance bâti sur la rivière elle-même, constituant l'essentiel du château.

### La tour des Marques
La tour des Marques est le seul vestige visible de l'ancien château médiéval de la famille des Marques, rasé par Thomas Bohier en 1515. Elle correspond au donjon de l'ancienne bâtisse, constituée d'une tour ronde, ainsi que d'une tourelle abritant la cage d'escalier. Bohier va réhabiliter la tour en lui donnant un aspect plus moderne, dans le goût Renaissance, grâce au percement de larges fenêtres à meneaux, d'une porte ouvragée, de lucarnes en pierre blanche, et l'ajout d'un clocheton, dont la cloche porte la date de 1513. Il fait également installer de petites consoles sur le chemin de ronde, et recouvre l'ancienne maçonnerie de mortier, cachant ainsi les anciennes archères, mais il subsiste néanmoins des traces.
Il réalise également un perron de pierre, du type de ceux visibles aux châteaux de Bury et de Nantouillet ou encore au premier château de Chantilly, correspondant à une certaine mise en scène de l'entrée, à la mode au XVIe siècle. Enfin, Bohier fait sculpter les lettres TBK sur la tour, signifiant Thomas Bohier-Briçonnet Katherine.
Sur le côté, on peut encore apercevoir le puits, orné sur la margelle d'une chimère et d'un aigle bicéphale, emblème de la famille des Marques. Cette tour, qui a pendant un temps abrité la boutique de souvenirs, n'est désormais plus accessible au public.

La tour des Marques
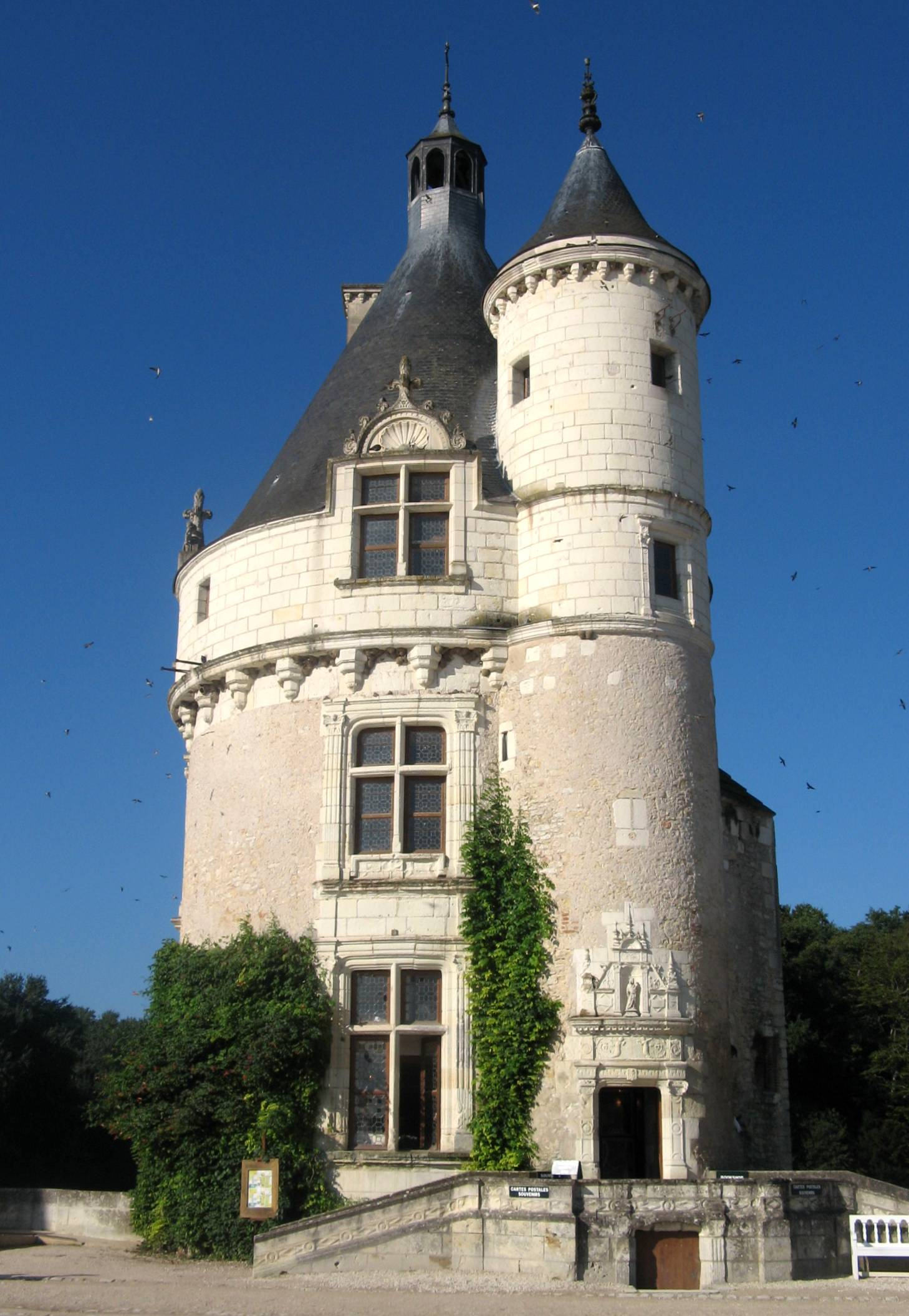
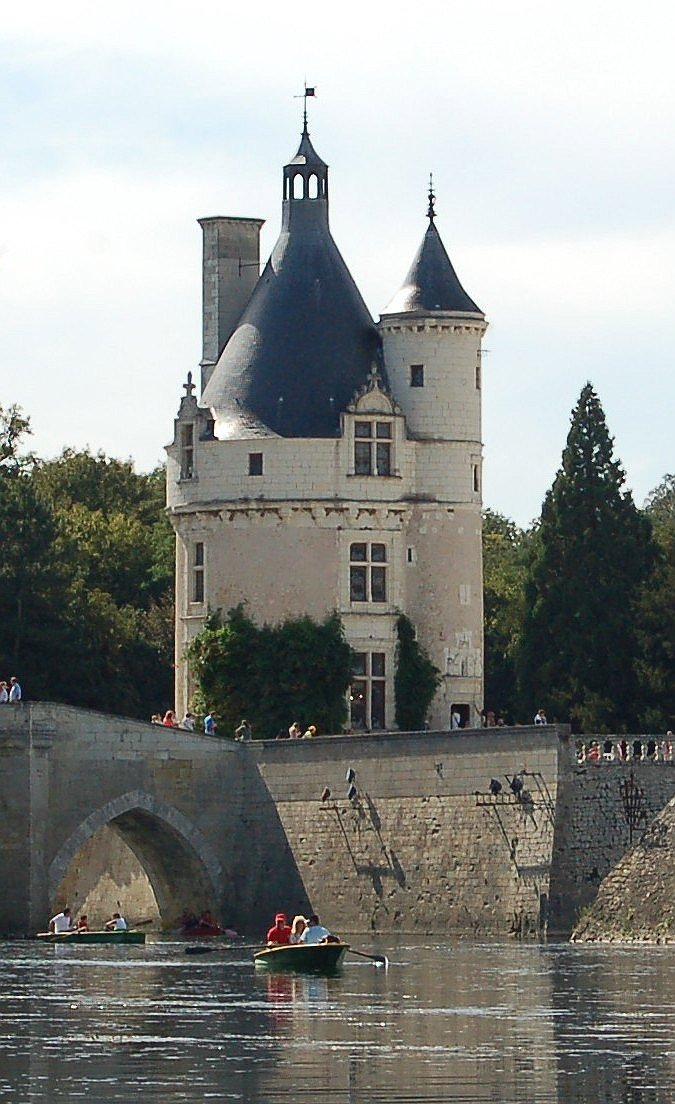
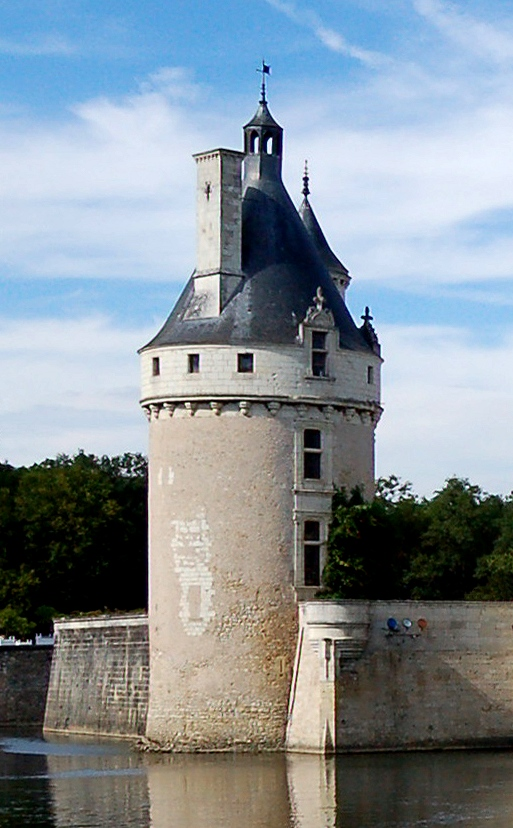
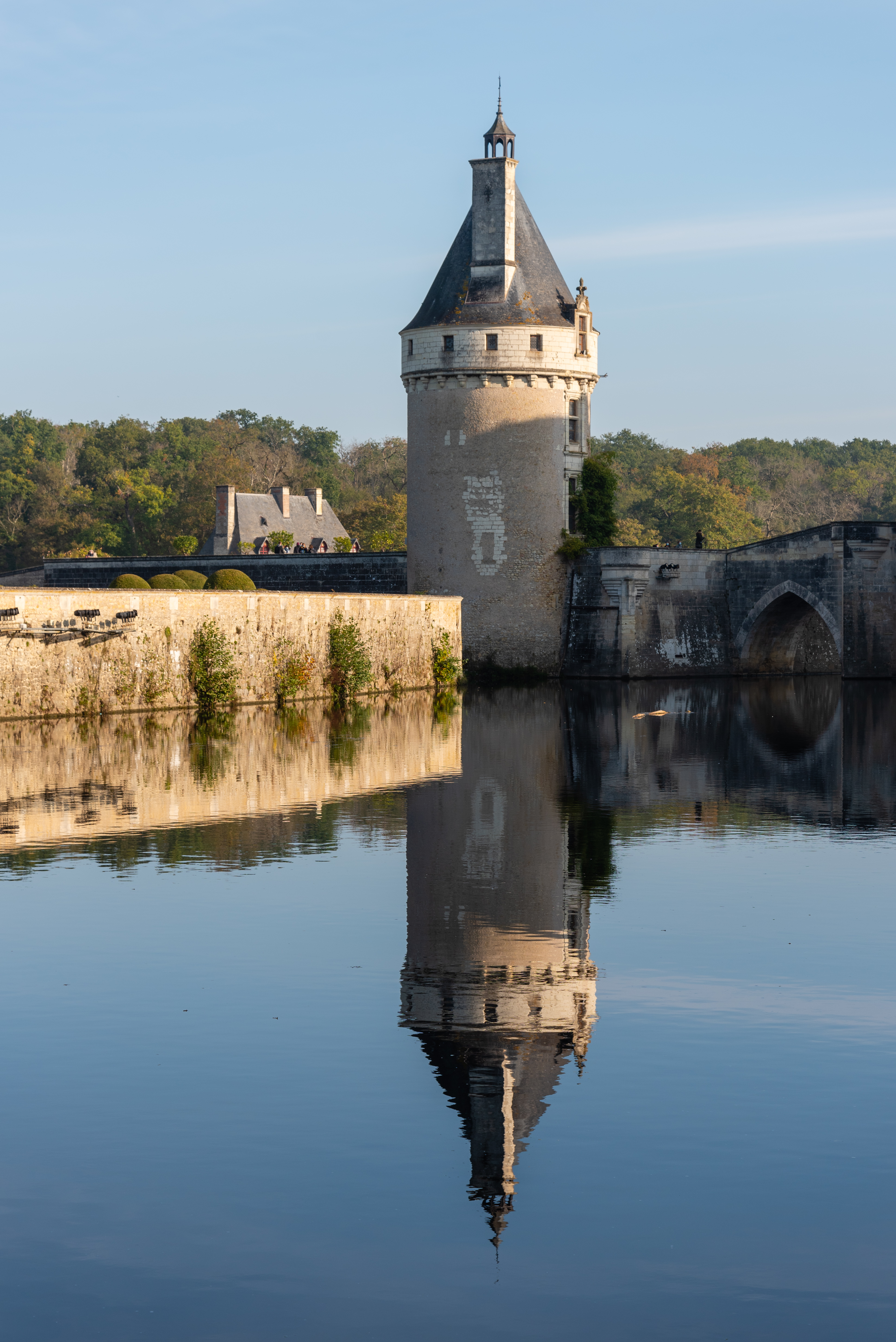

### Le logis Renaissance
Il est constitué d'un corps de logis presque carré (22 m sur 23) de deux étages (plus un sous-sol) flanqué de tourelles d'angle, construit sur les puissantes assises de pierre de l'ancien moulin bordant naguère la rive droite.
Celui-ci est prolongé d'un corps de bâtiment de deux étages et d'un comble qui s'appuie sur la façade sud du logis, construit par Philibert Delorme en 1560 dans un style déjà presque classique, et reposant sur un pont de cinq arches enjambant le Cher. L'étage inférieur est notamment occupé par une galerie.
On accède au rez-de-chaussée du corps de logis principal par un escalier suivi d'un petit pont.

Le logis Renaissance et vue générale du château
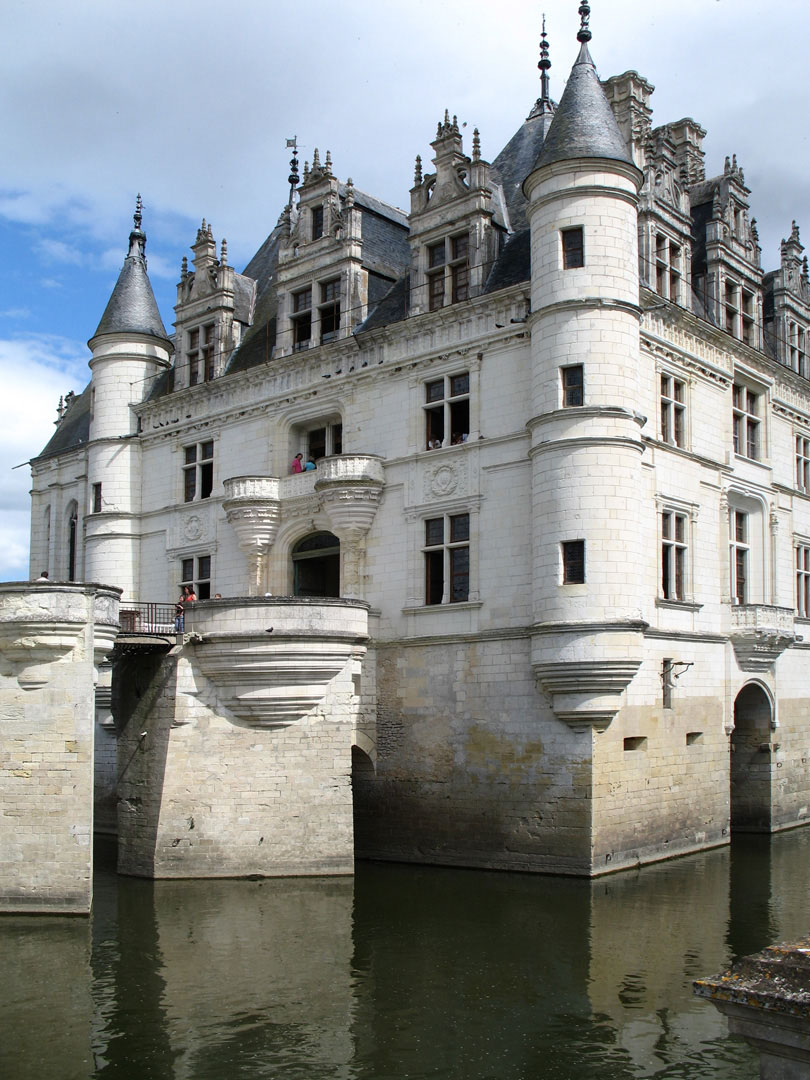
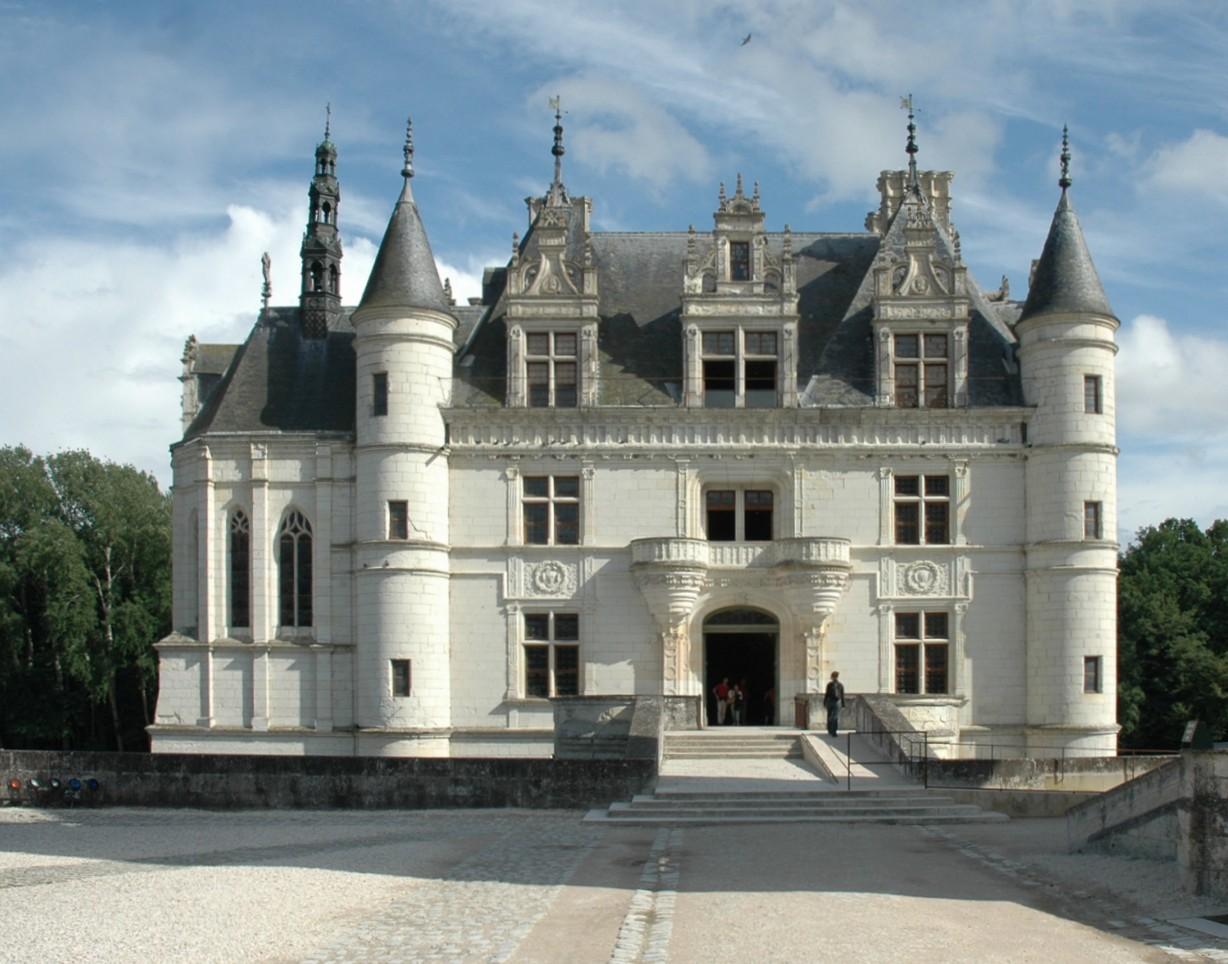
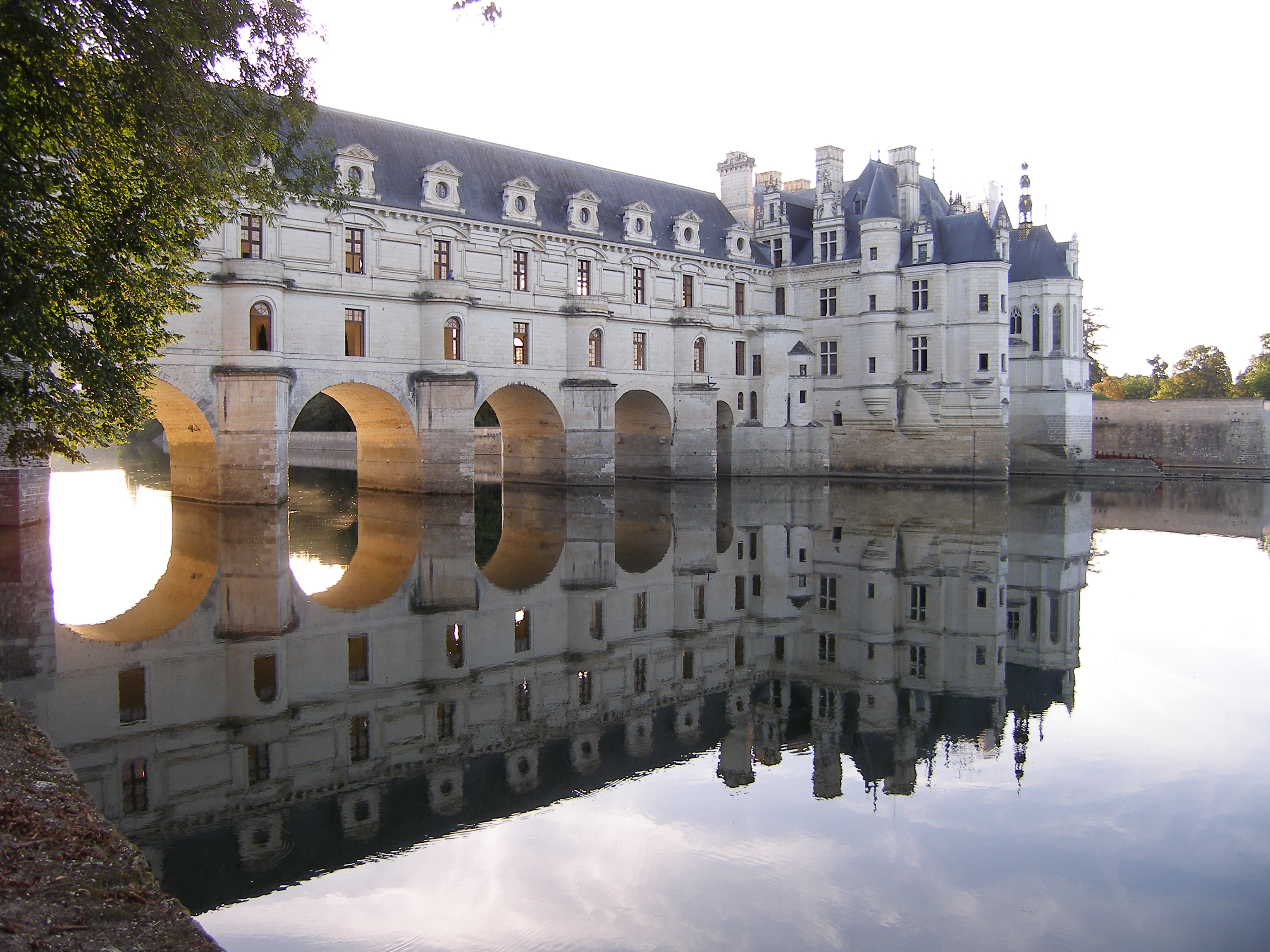
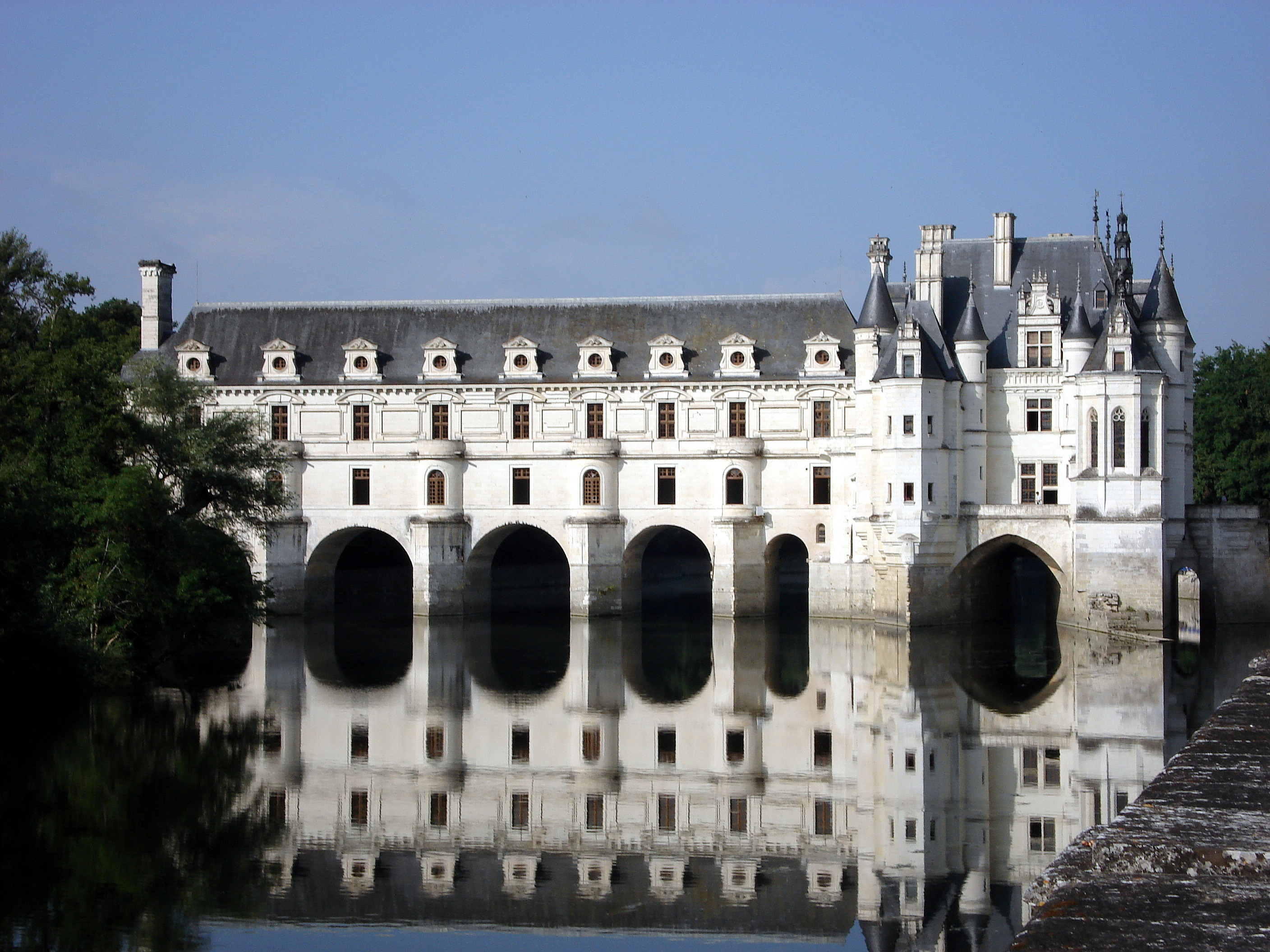
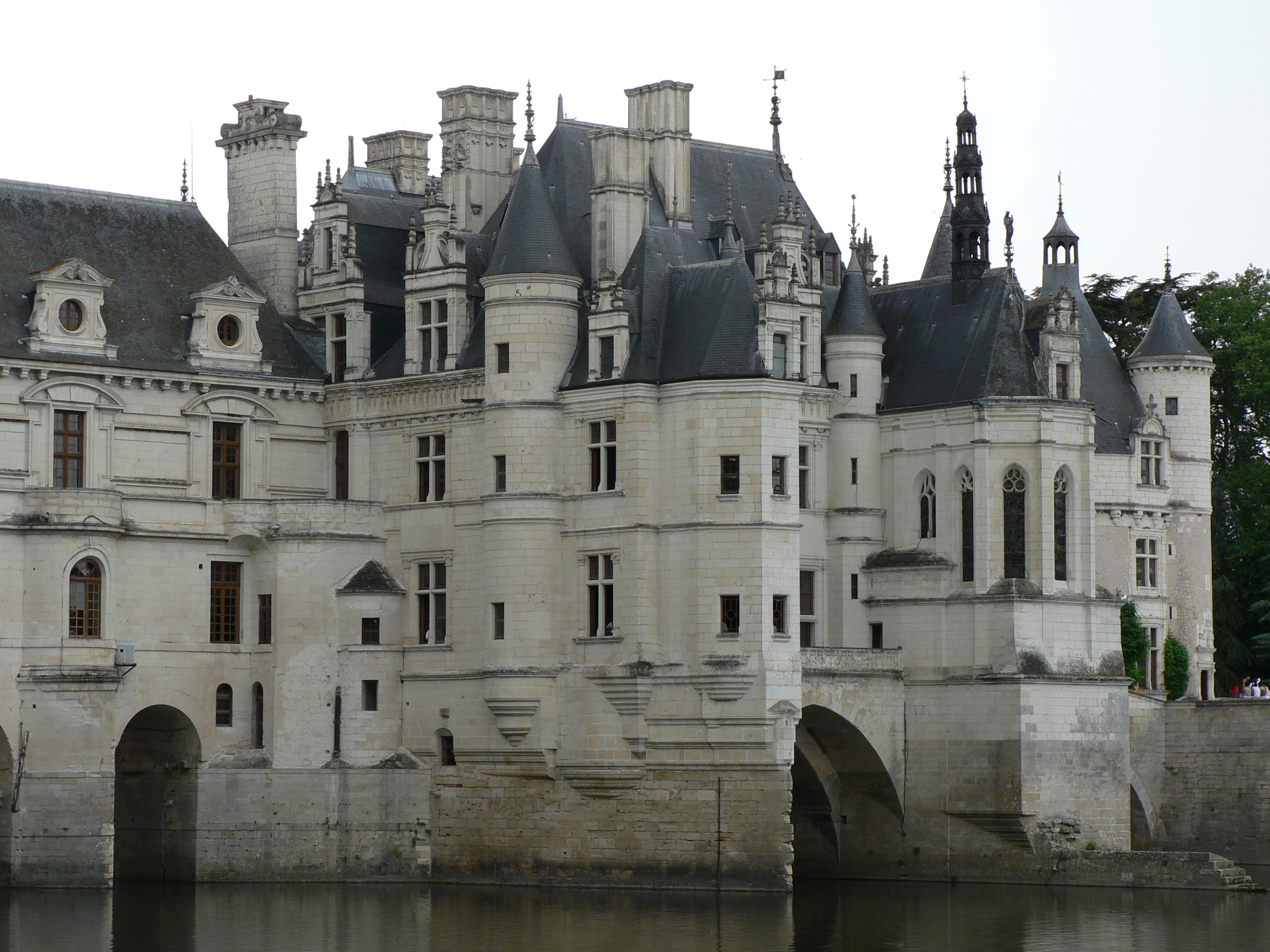
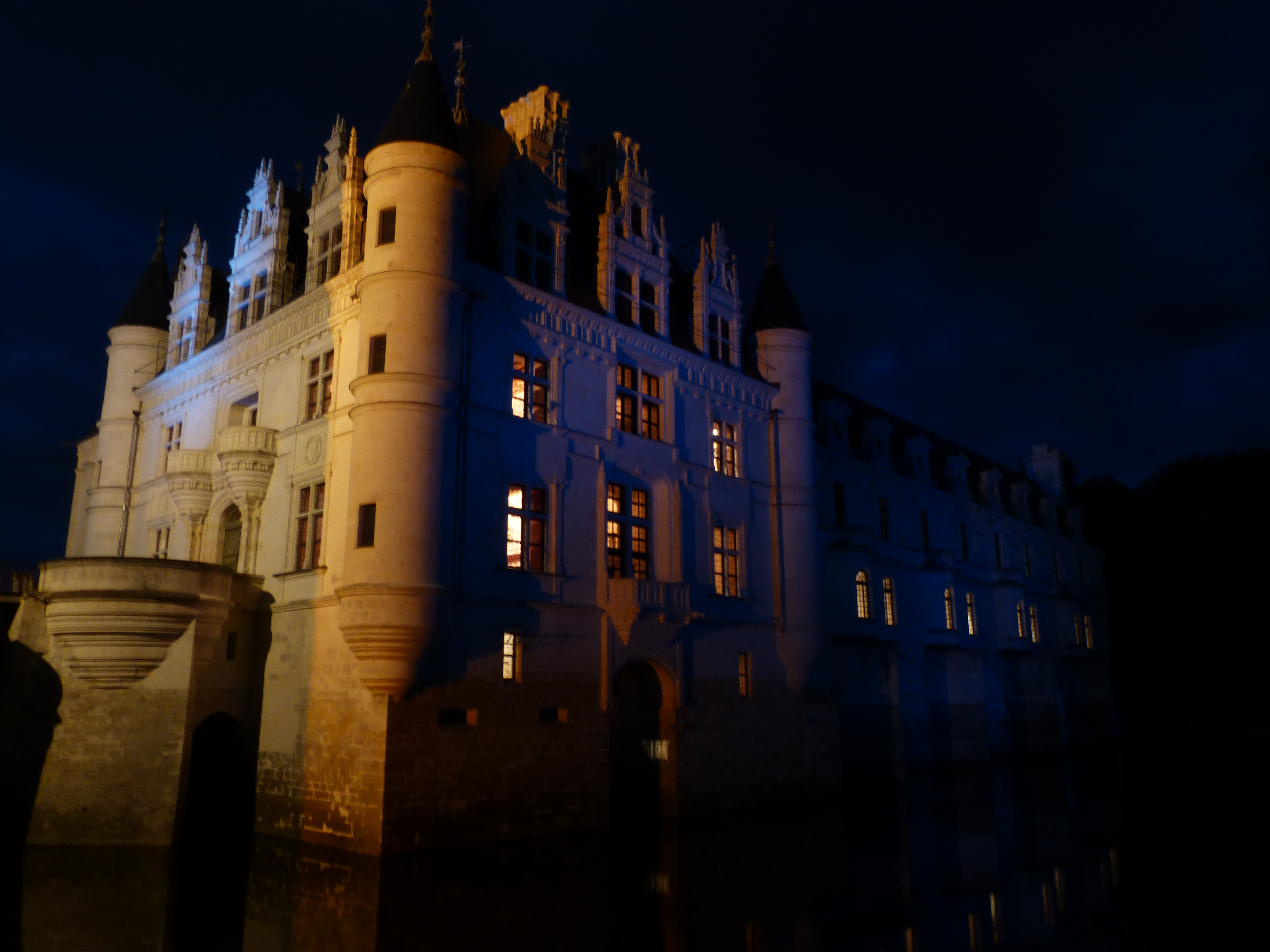
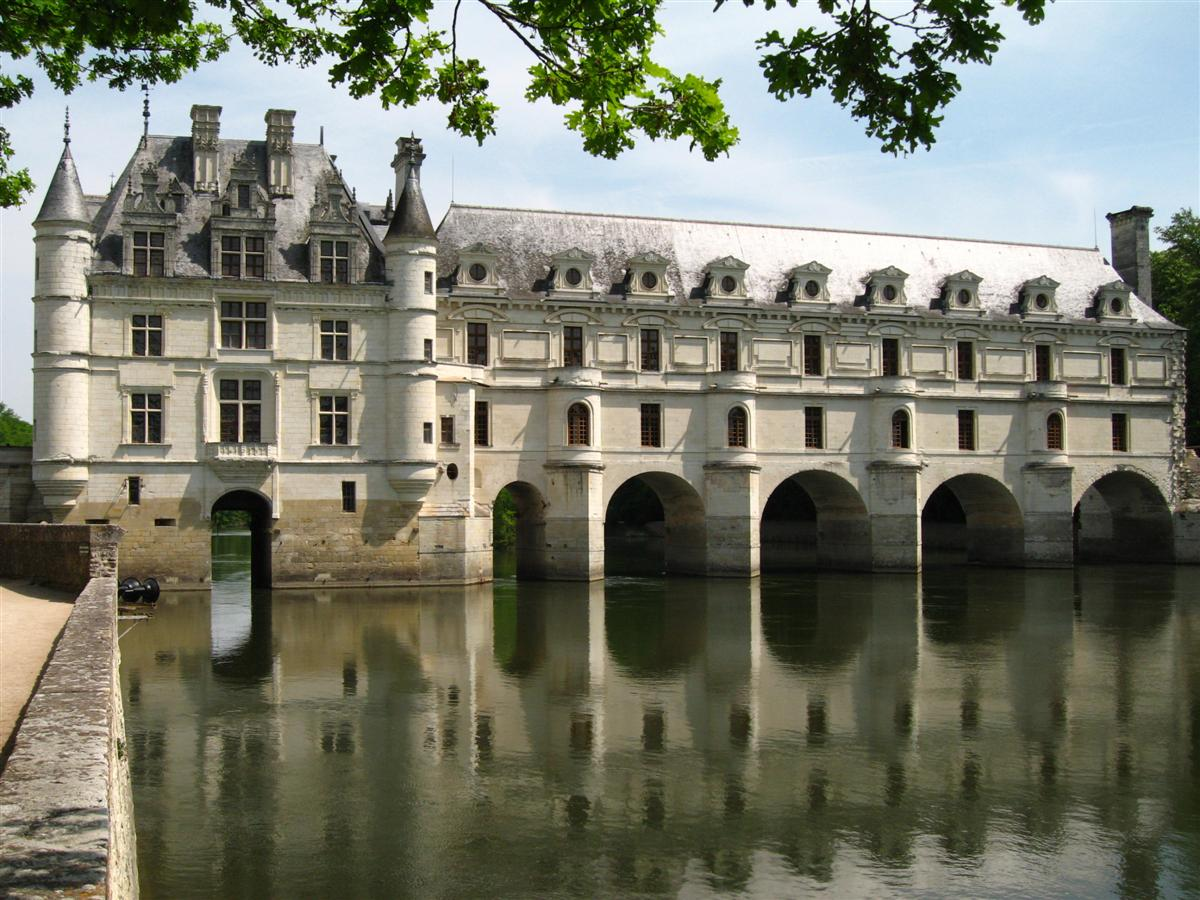
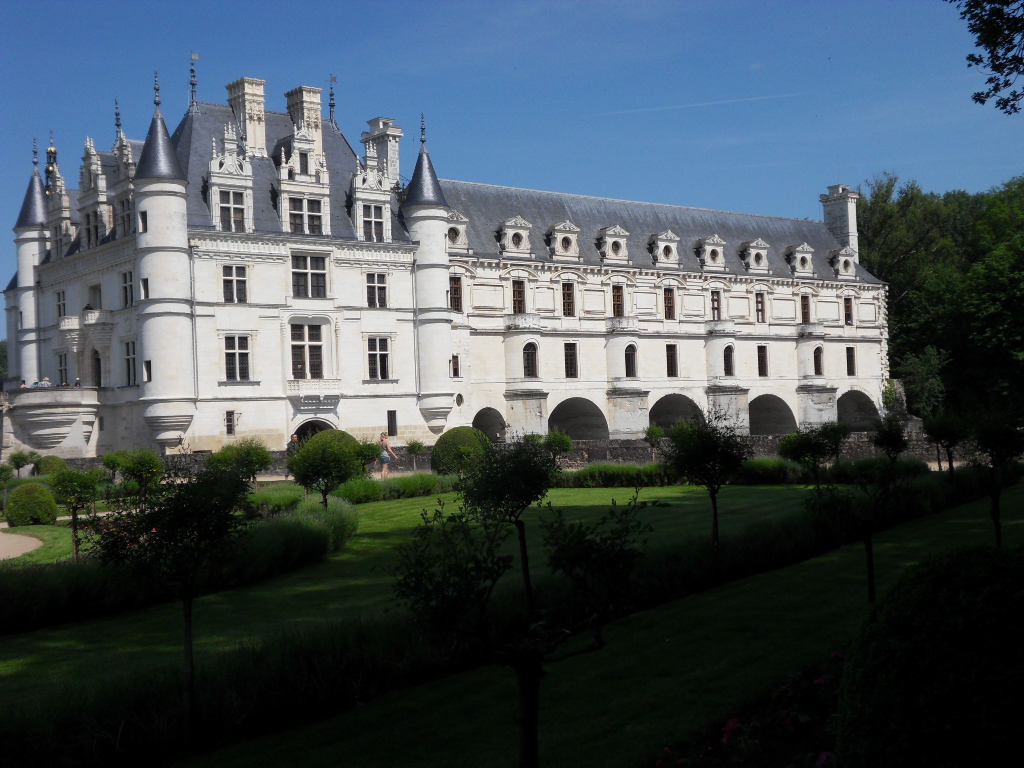
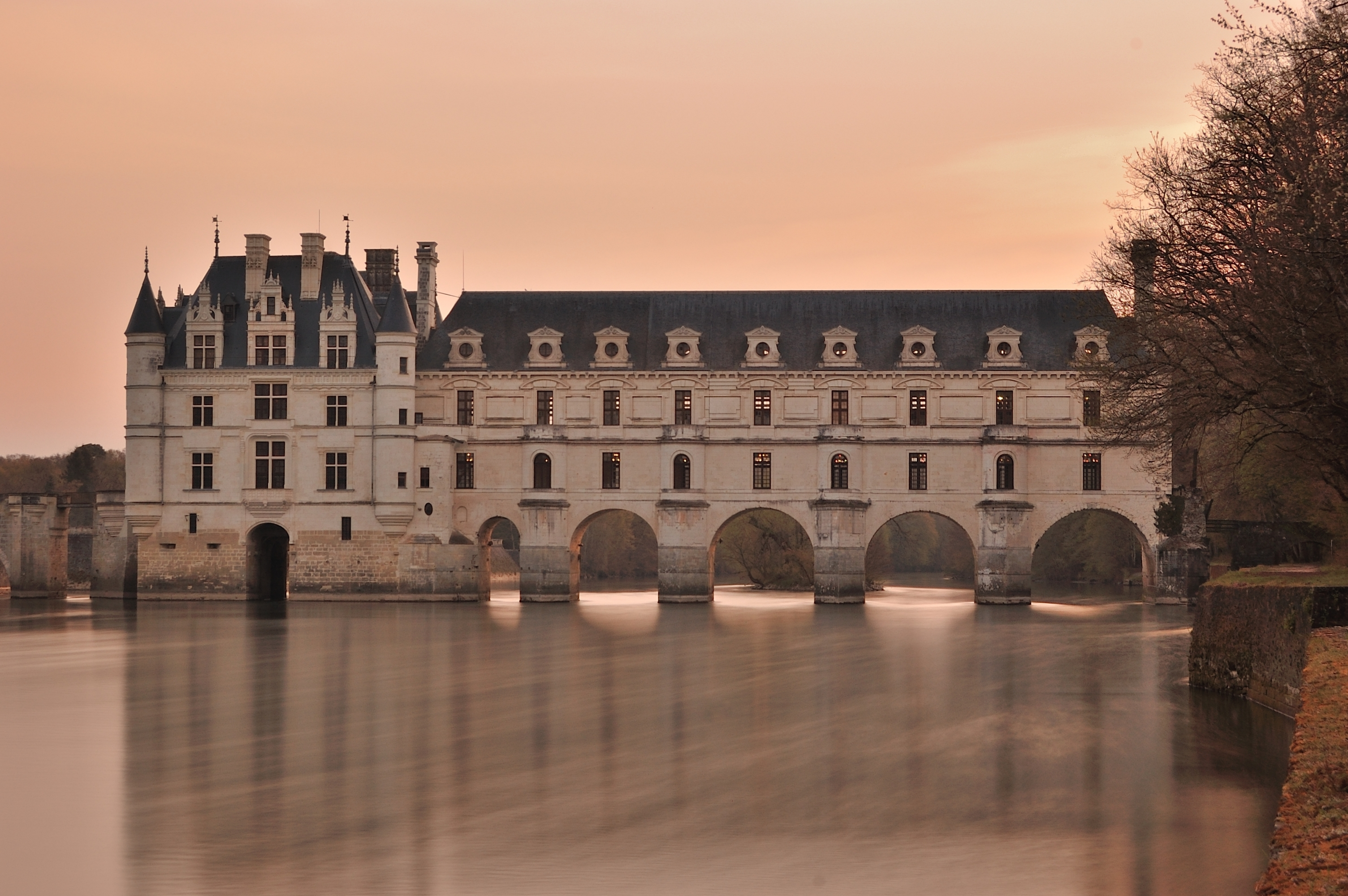
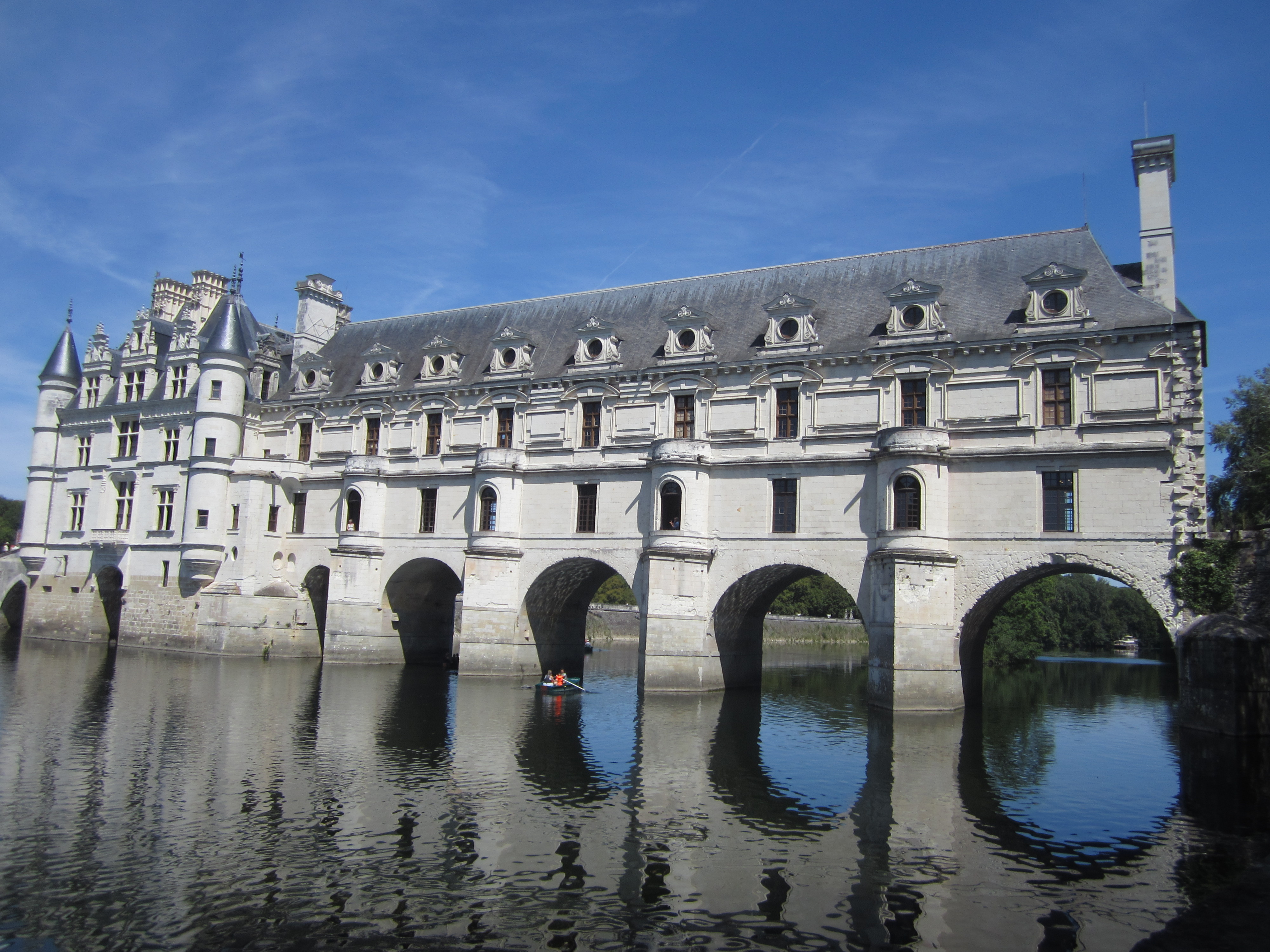
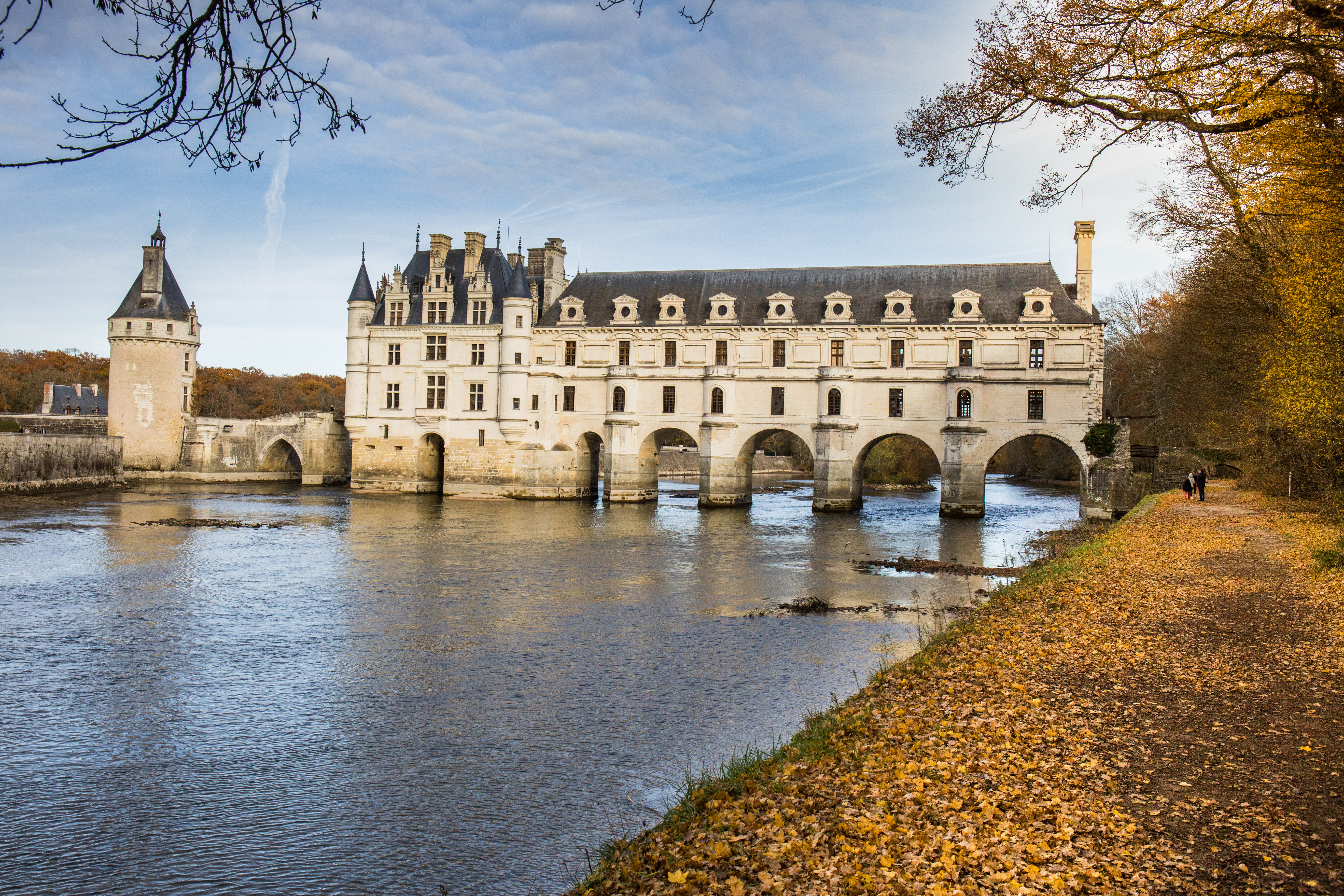
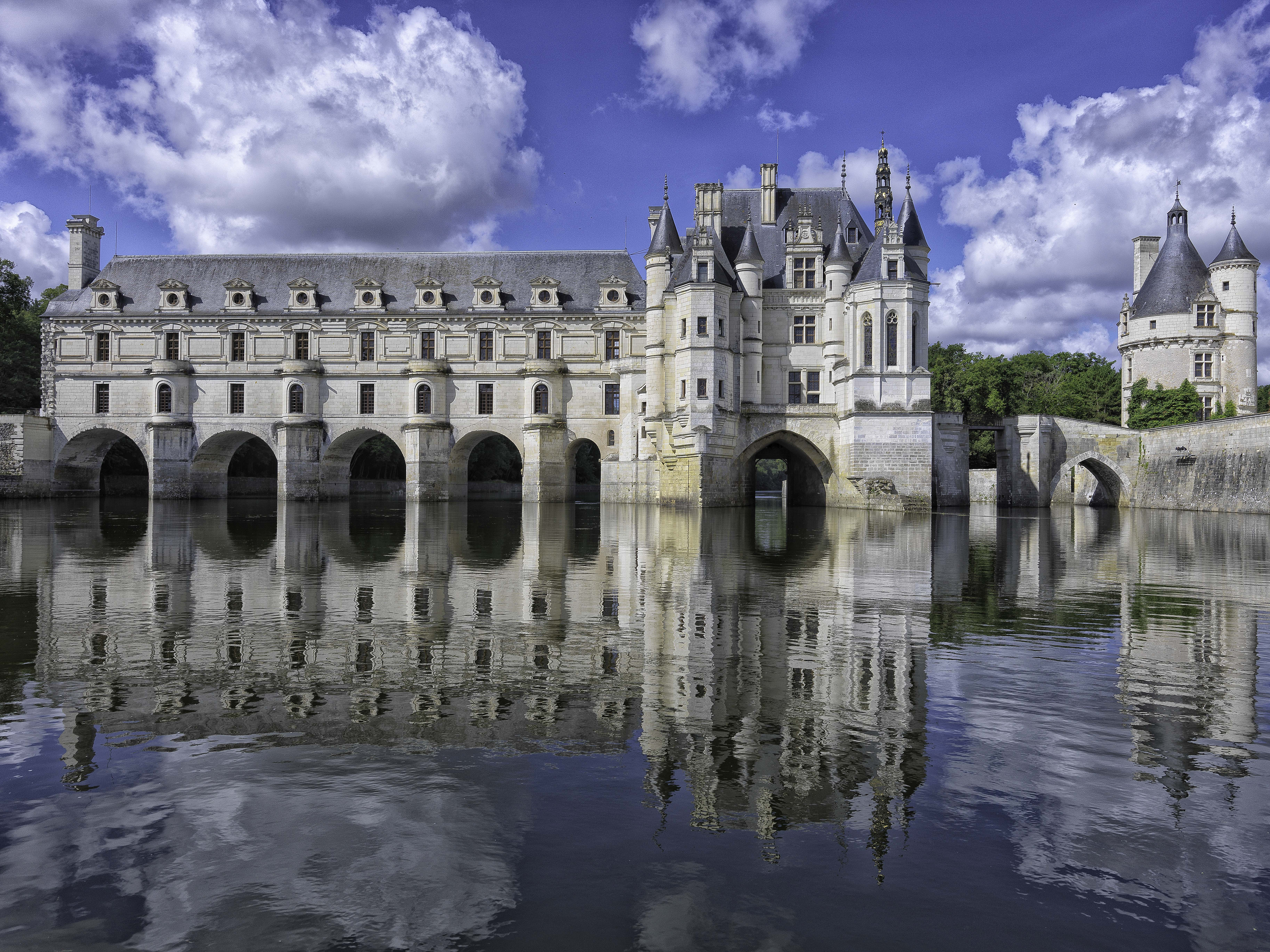
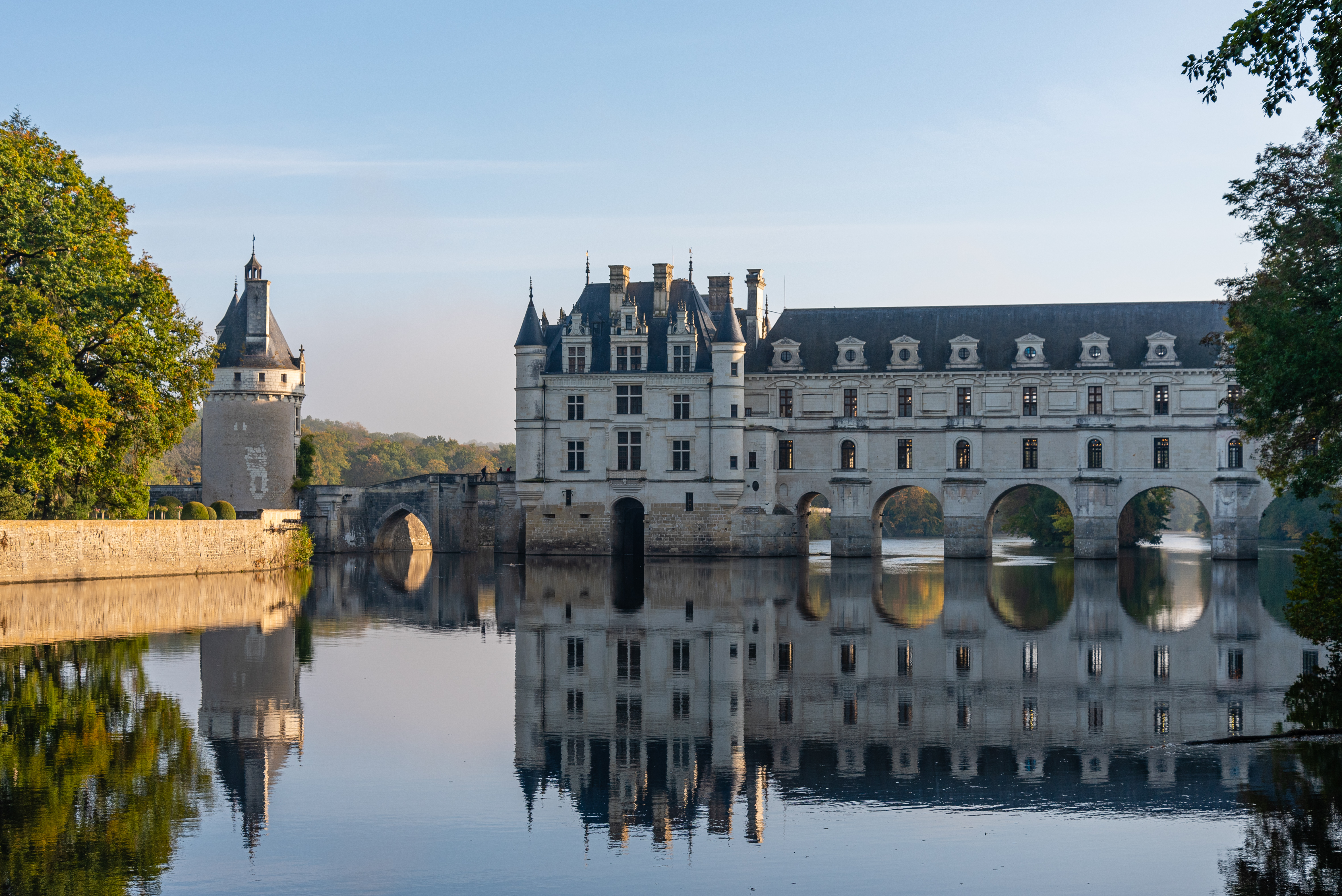
La façade ouest et la tour des Marques depuis la rive gauche du Cher.

## Intérieurs
L'entrée donne sur un vestibule central ouvrant sur quatre pièces de part et d'autre. D'un côté : une salle des Gardes, par laquelle on accède à une chapelle, la « chambre de Diane de Poitiers » et le « cabinet de travail de Catherine de Médicis ». De l'autre se trouvent un escalier donnant accès aux cuisines situées au sous-sol, la « chambre François Ier » et le « salon Louis XIV ». Au bout du vestibule, on accède à la galerie inférieure.
L'escalier, à doubles volées droites, est accessible derrière une porte qui se situe au milieu du vestibule d'entrée. Il permet d'accéder aux étages supérieurs s'ouvrant chacun sur un vestibule :
- Le premier étage est constitué par le « vestibule Catherine Briçonnet », autour duquel se trouvent quatre chambres : « la chambre des Cinq Reines », la « chambre de Catherine de Médicis » (au-dessus de son cabinet vert), celle de César de Vendôme, et celle de Gabrielle d'Estrées (favorite d’Henri IV). Au fond de ce vestibule, se trouve là aussi une porte donnant aux pièces situées au-dessus de la galerie (celles-ci non visitables).
- Le second étage comporte, outre le vestibule, quatre pièces dont seule « la chambre de Louise de Lorraine » est visitable.

### Rez-de-chaussée

Plan du rez-de-chaussée :
1 : Chapelle
2 : Librairie
3 : Cabinet vert
4 : Chambre de Diane de Poitiers
5 : Salle des Gardes
6 : Vestibule
7 : Salon Louis XIV
8 : Escalier
9 : Salon François Ier
10 : Galerie

#### Vestibule
Le vestibule du rez-de-chaussée est couvert par un plafond en voûtes d'ogives dont les clefs, décalées les unes par rapport aux autres, forment une ligne brisée. Les corbeilles, réalisées en 1515, représentent des feuillages, des roses, des têtes d'anges, des chimères, et des cornes d'abondance.
Au-dessus des portes, dans deux niches, sont sculptés saint Jean-Baptiste, patron de Chenonceau, et une Madone italienne dans le style de Luca della Robbia. Le mobilier est composé d'une table de chasse en marbre italien. Au-dessus de la porte d'entrée, un vitrail moderne, réalisé en 1954 par Max Ingrand, représentant la légende de saint Hubert.

L'entrée du château et le vestibule
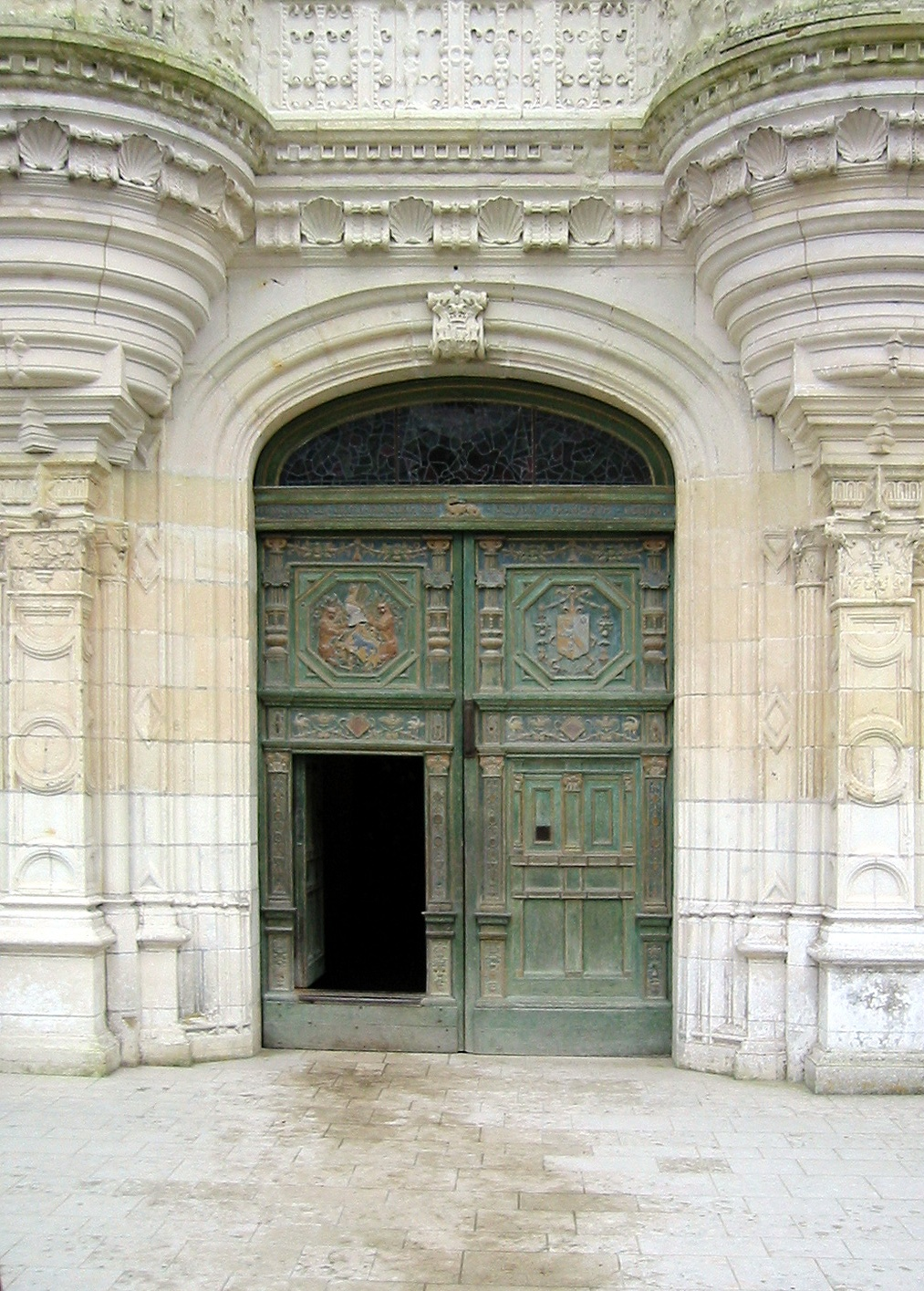
Entrée du château.
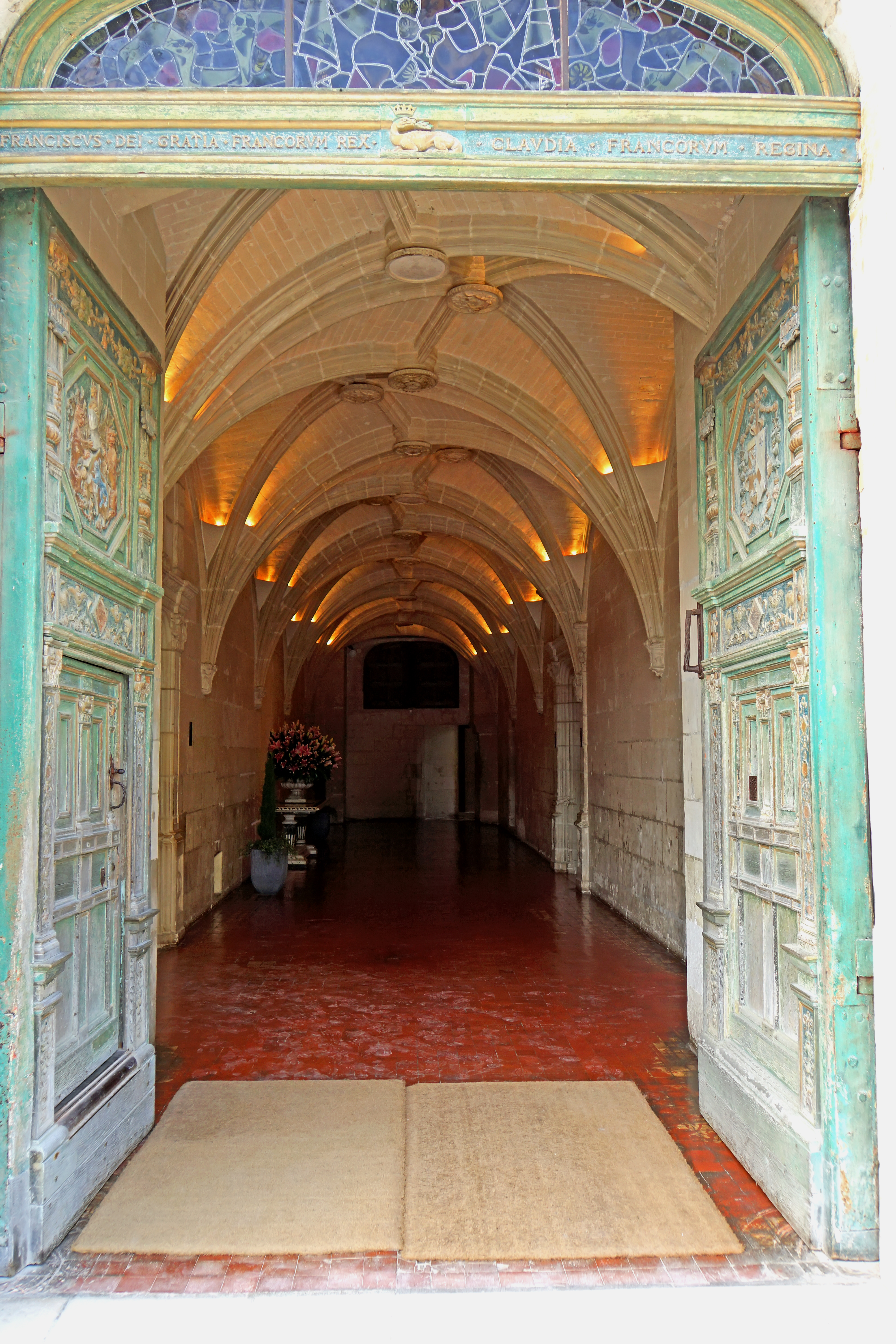
Vue plongeante de l'entrée du château.
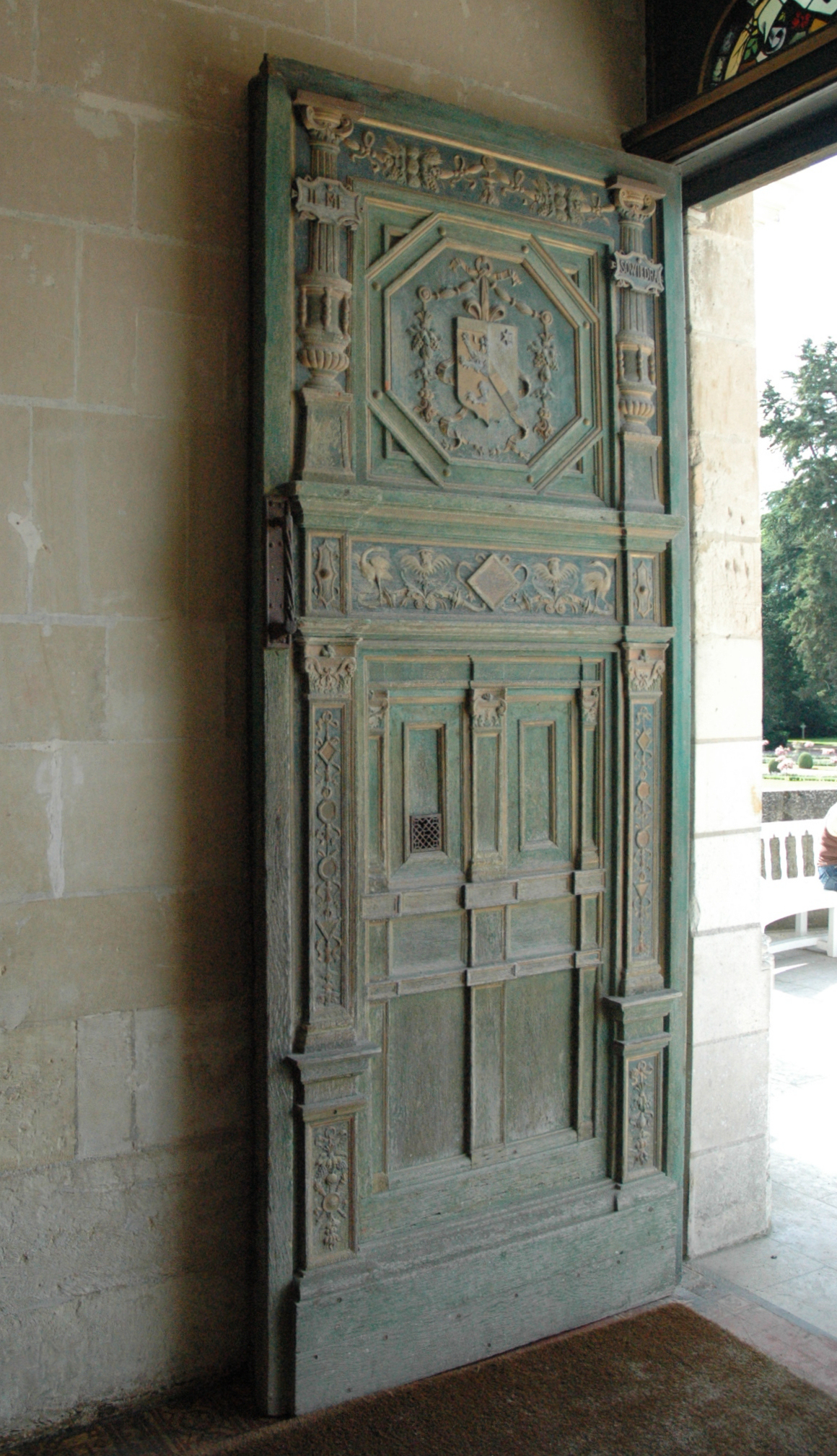
La porte d'entrée.
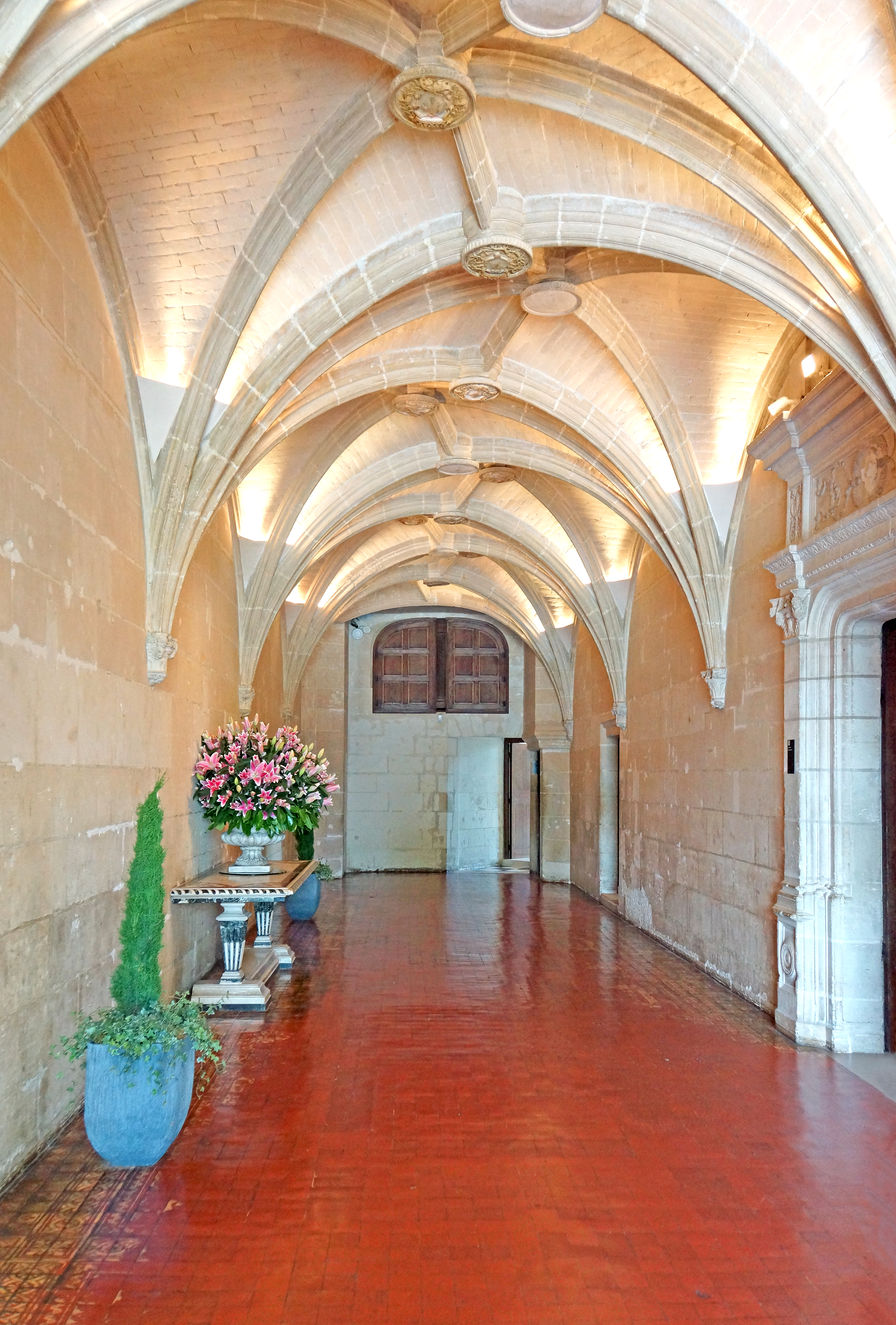
Vestibule du rez-de-chaussée.
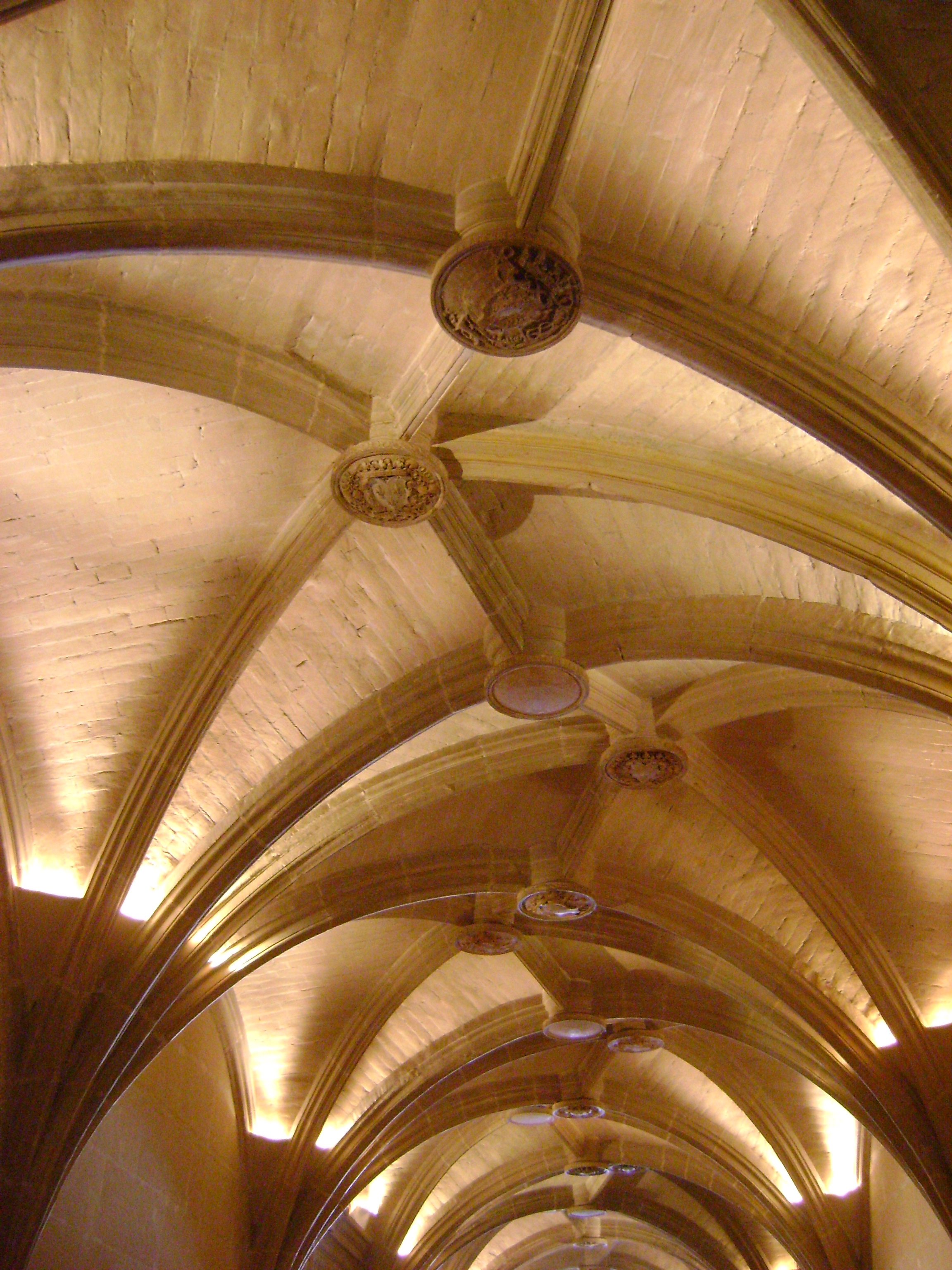
Voûtes d'ogives triangulaires du vestibule.

#### La salle des Gardes
Au-dessus de la porte en chêne du XVIe siècle, on retrouve, sous la forme de leurs patrons, Sainte-Catherine et Saint-Thomas, les anciens propriétaires, ainsi que leur devise : « S'il vient à point, me souviendra » (comprendre : fera que l'on se souviendra de moi). Les plafonds à solives apparentes, dits « à la Française » portent les deux C entrelacés de Catherine de Médicis. Le sol est en partie recouvert de carreaux de faience polychromes de la fin du XIXe siècle, réalisés par l'atelier parisien de Léon Parvillée. Ce pavement en majolique (photographie ci-dessous) est une reproduction du pavement du XVIe siècle de l'église de Brou.
La cheminée porte les armes de Thomas Bohier, tandis que les murs sont décorés d'une suite de tapisseries des Flandres du XVIe siècle représentant la vie de château, une demande en mariage, ou encore une scène de chasse. Les coffres, gothiques et Renaissance, contenaient l'argenterie avec laquelle la Cour se déplaçait.

La salle des Gardes
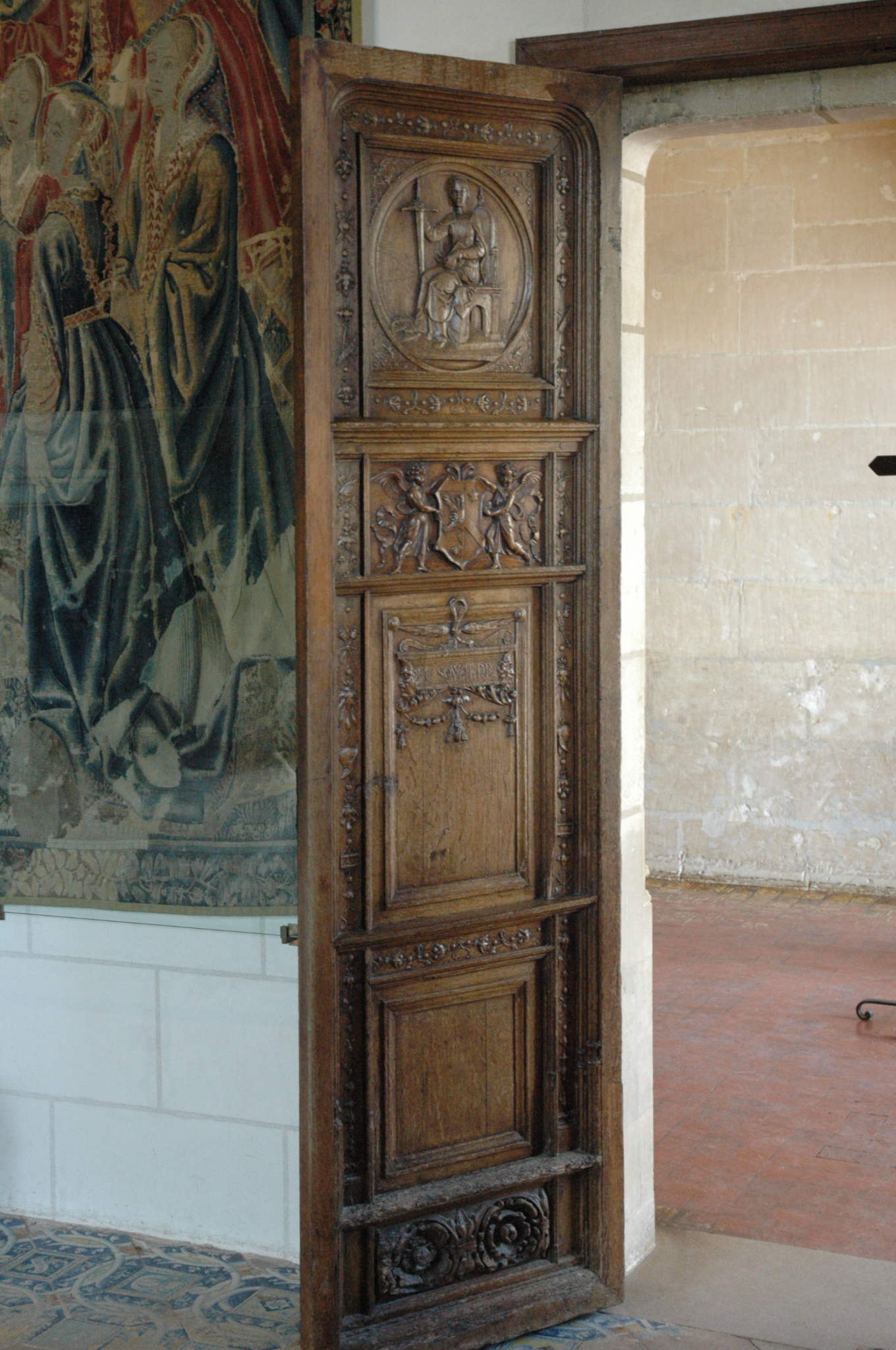
Porte en chêne du XVIe siècle.
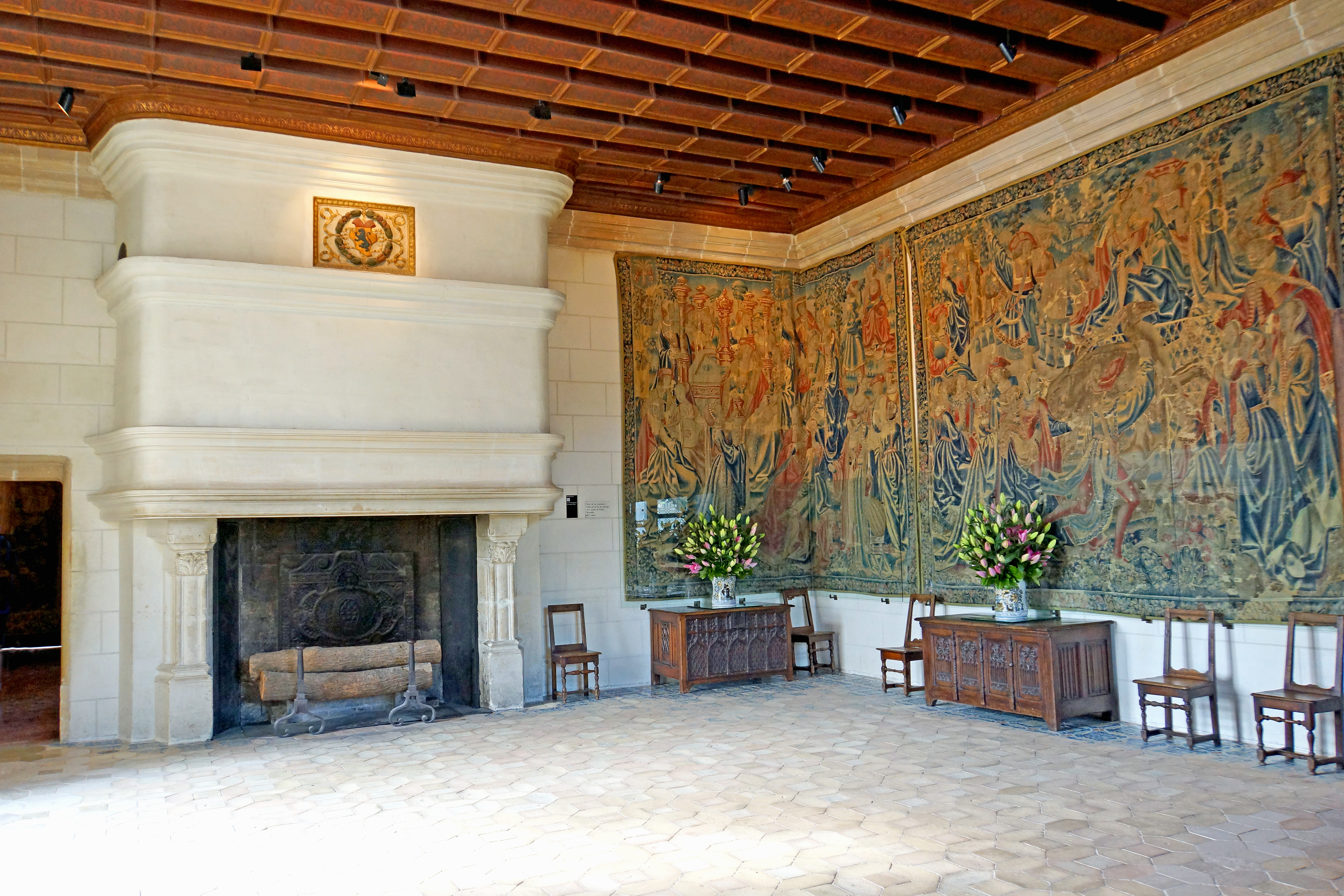
Vue d'ensemble.
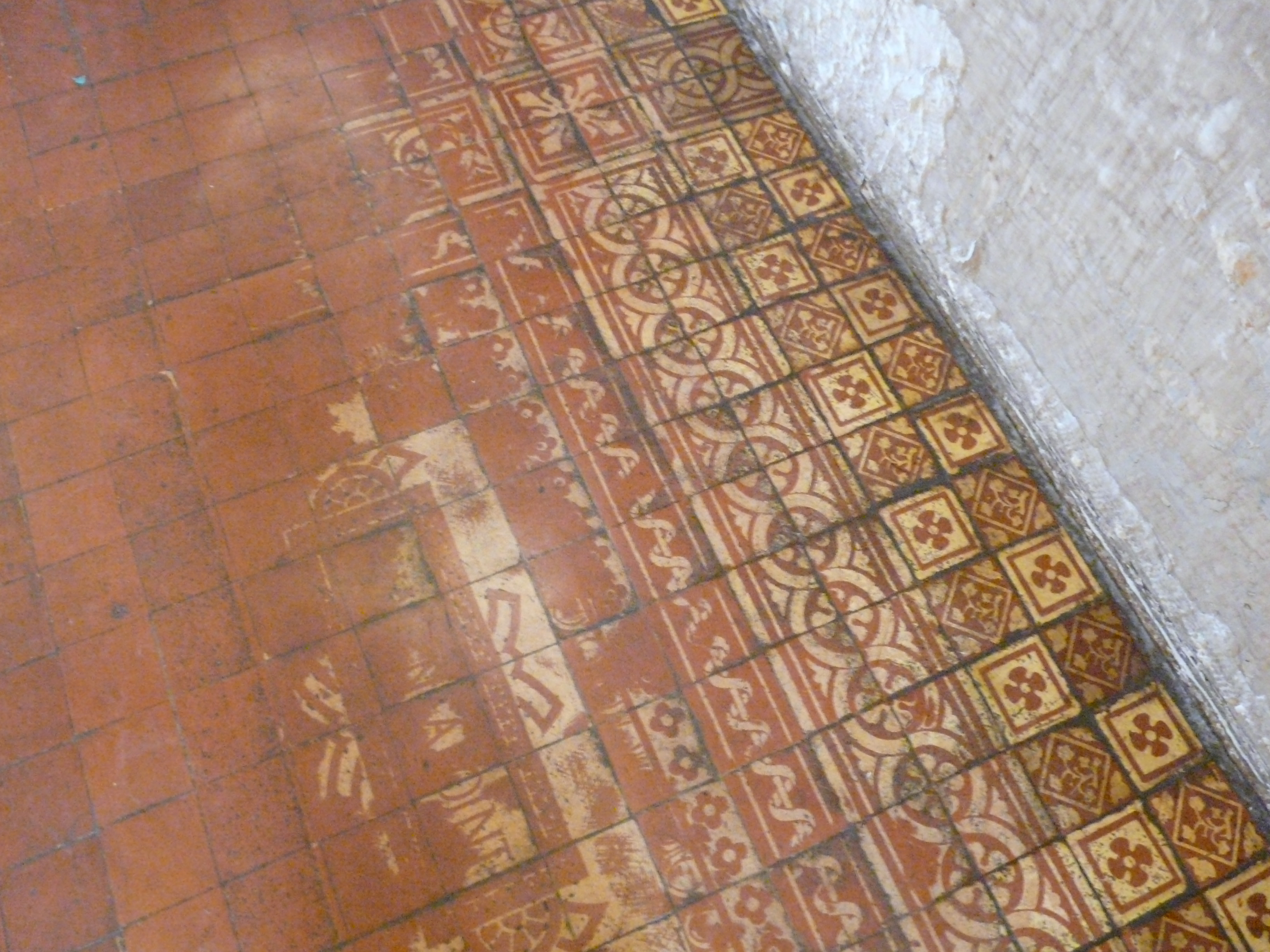
Carreaux de pavement du XVIe siècle.
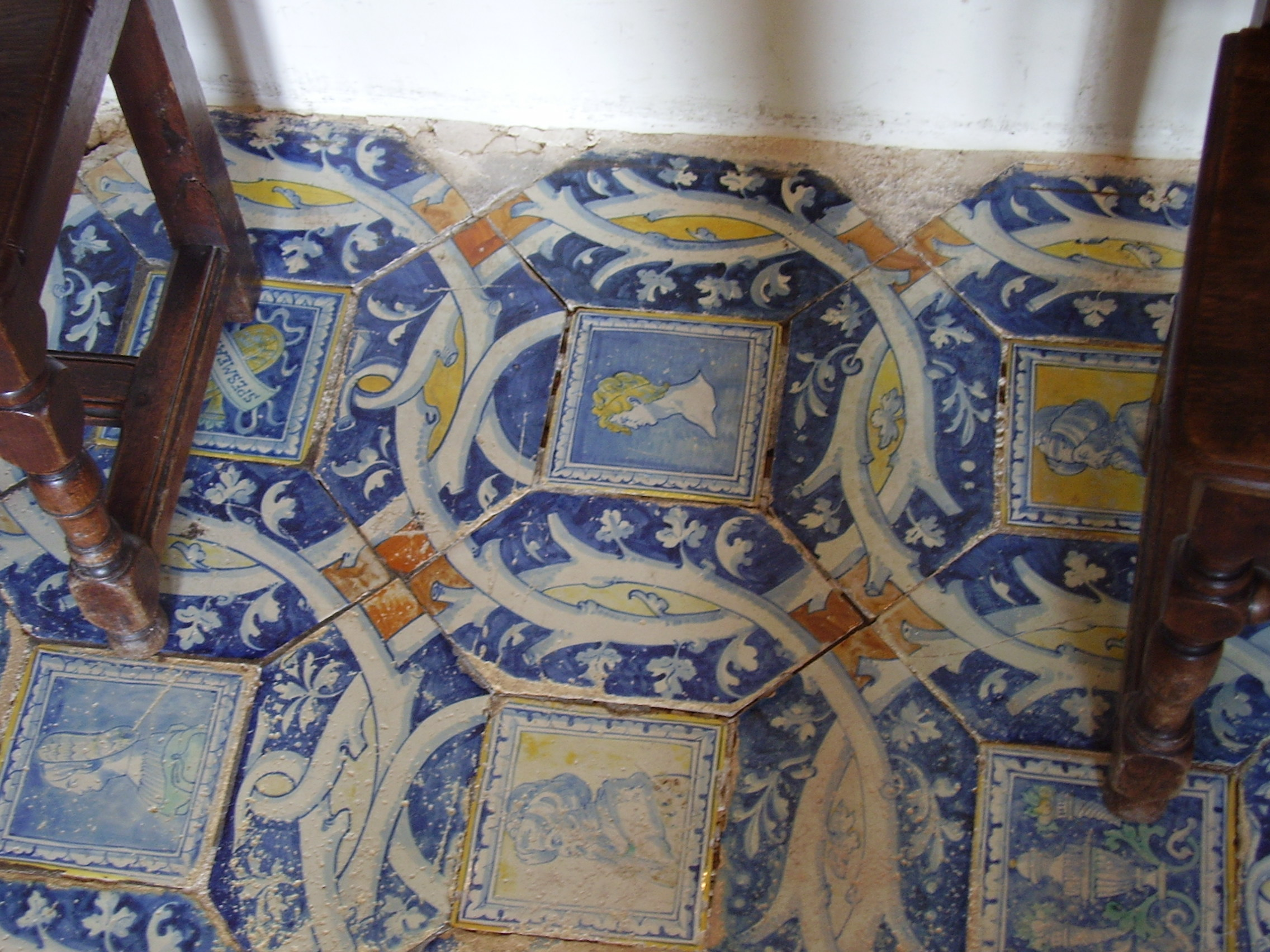
Carreaux de faïence du XIXe siècle.
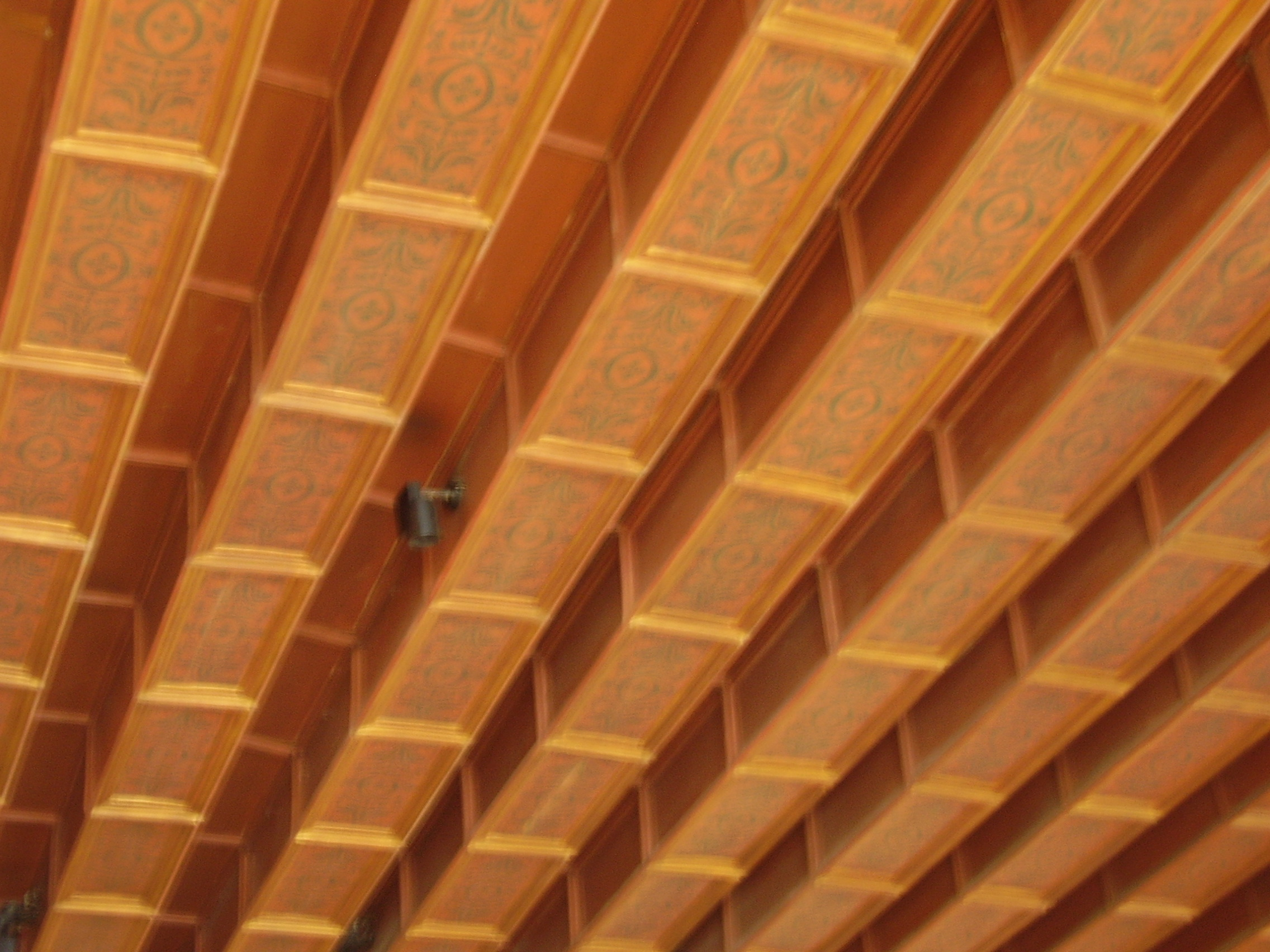
Plafond à solives apparentes.

#### La chapelle
On pénètre dans la chapelle à partir de la salle des Gardes, par une porte en chêne surmontée d'une statue de la Vierge. Ses vantaux représentent quant à eux le Christ et saint Thomas et reprennent les paroles de l'Évangile selon saint Jean : « Avance ton doigt ici », « Tu es mon Seigneur et mon Dieu ».
Mme Pelouze fit ouvrir les fenêtres couplées qui furent munies de verrières d'après les dessins d'un certain Steinheil. Les vitraux, détruits en 1944, ont été remplacés par des œuvres de Max Ingrand en 1954. On voit, dans la loggia de droite, une Vierge à l'Enfant en marbre de Carrare par Mino da Fiesole. À droite de l'autel, une crédence ouvragée ornée de la devise des Bohier.
En 1890, le céramiste tourangeau Édouard Avisseau (1831-1911) réalisa pour le château le bas-relief La Vierge aux poissons.
Au mur, des peintures religieuses : La Vierge au voile bleu par Il Sassoferrato, Jésus prêchant devant Alfonso et Isabella par Alonzo Cano, un Saint-Antoine de Padoue par Murillo, et une Assomption par Jean Jouvenet. L'historien Robert Ranjard précise : « L'oratoire conserve, gravées dans la pierre de ses murs, des sentences écrites en vieil écossais […] mystérieux graffitis laissés par des hôtes inconnus au temps de Diane de Poitiers ». En entrant à droite, une sentence datée de 1543 : « La colère de l'Homme n'accomplit pas la justice de Dieu », et une autre de 1546 : « Ne soyez pas vaincus par le Mal ».
Dominant la nef, une tribune royale donnant sur « la chambre des Cinq Reines », au premier étage, datant de 1521.
Cette chapelle fut sauvegardée pendant la Révolution, Madame Dupin ayant eu l'idée d'en faire une réserve de bois de chauffage.

La chapelle
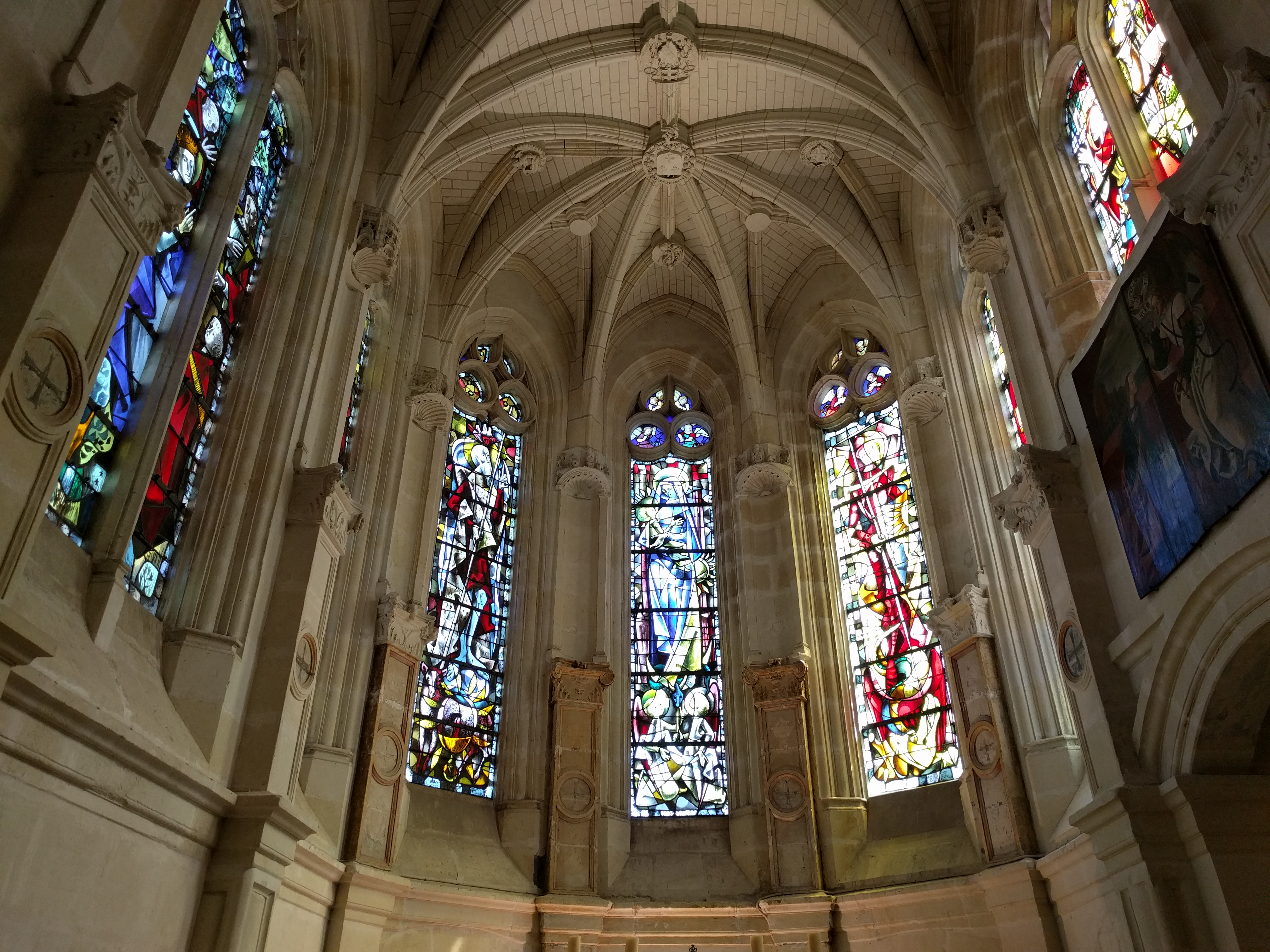
Chœur de la chapelle.
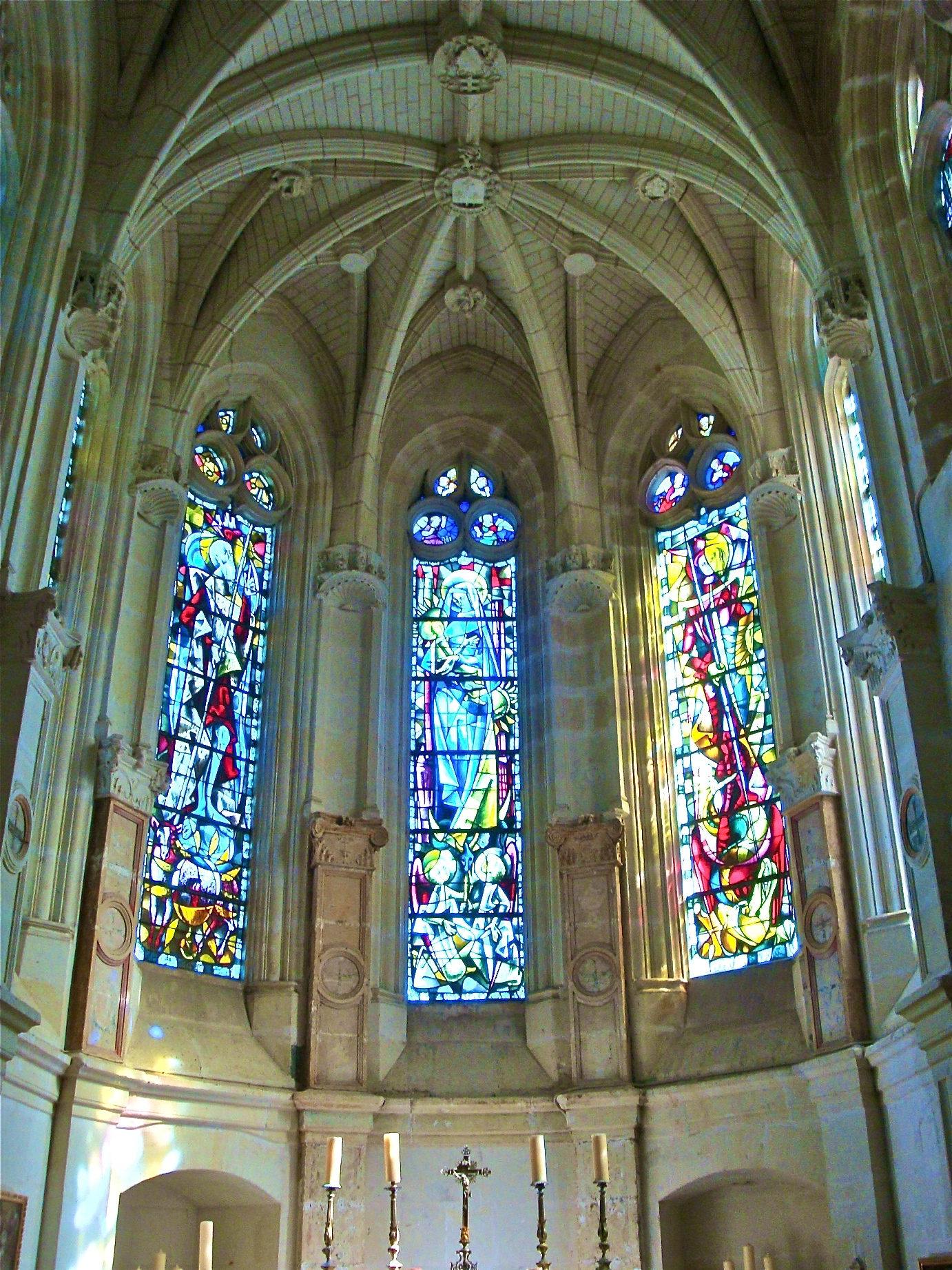
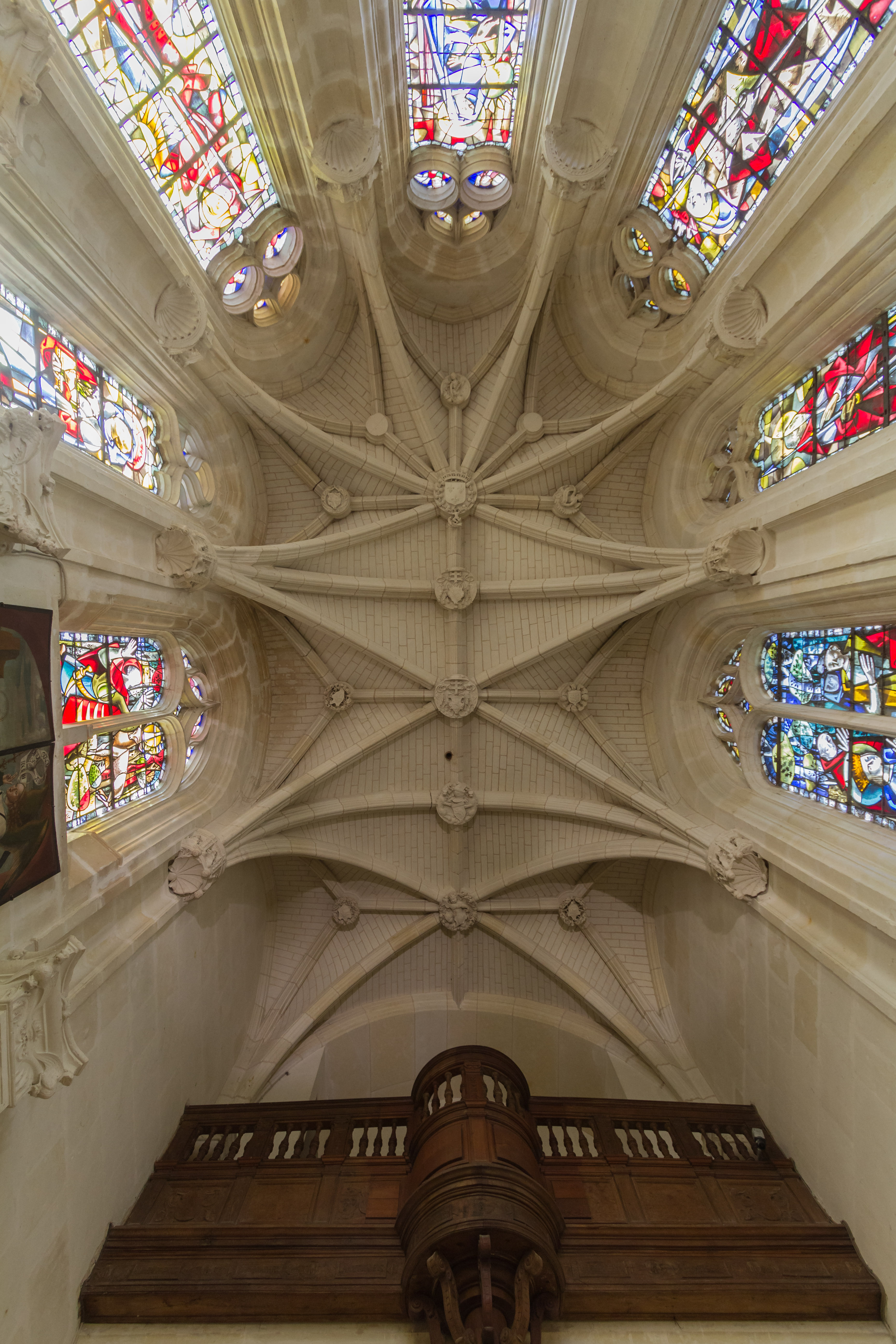
Détail de la voûte.
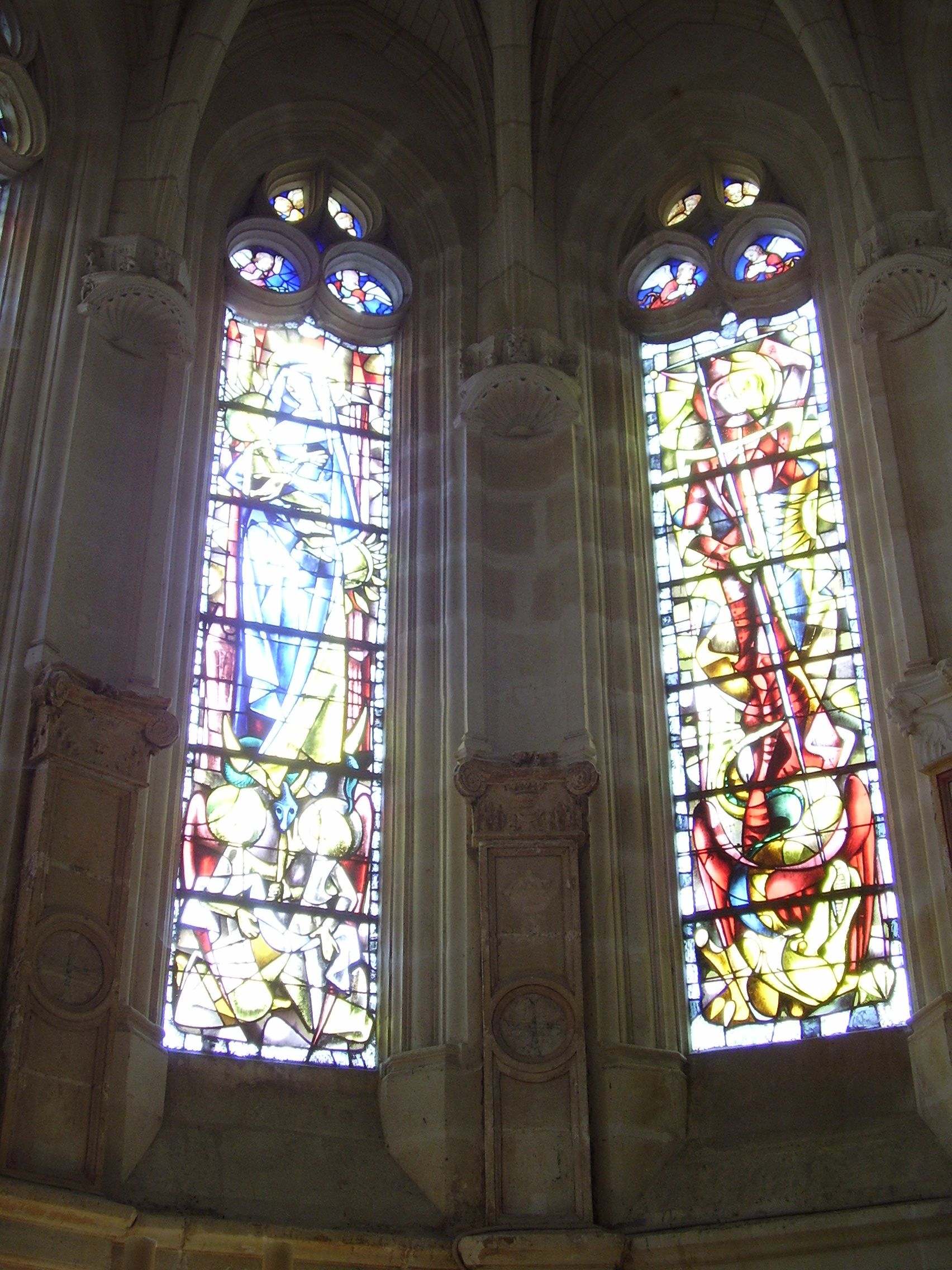
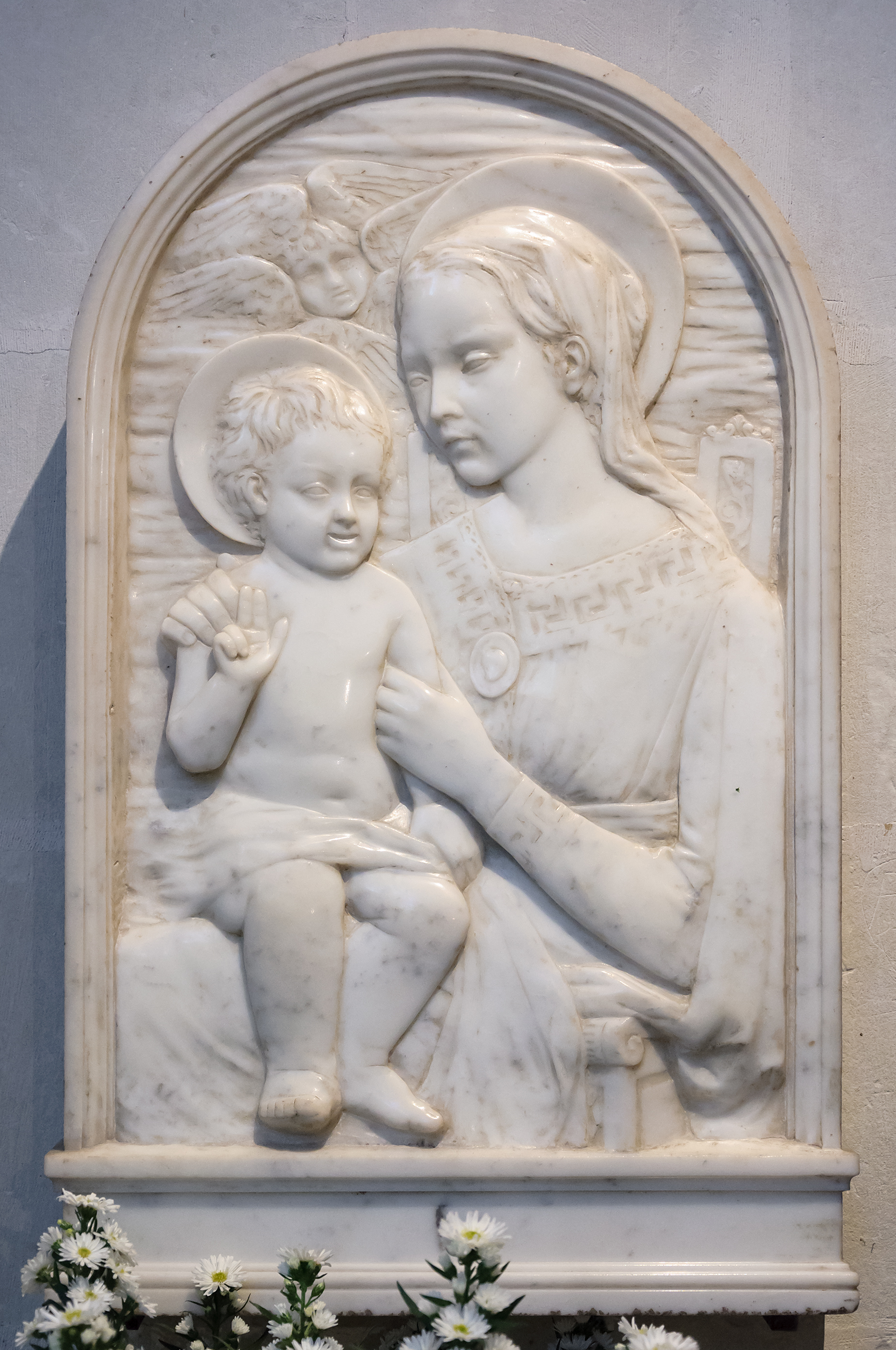
Vierge à l'Enfant par Mino da Fiesole.
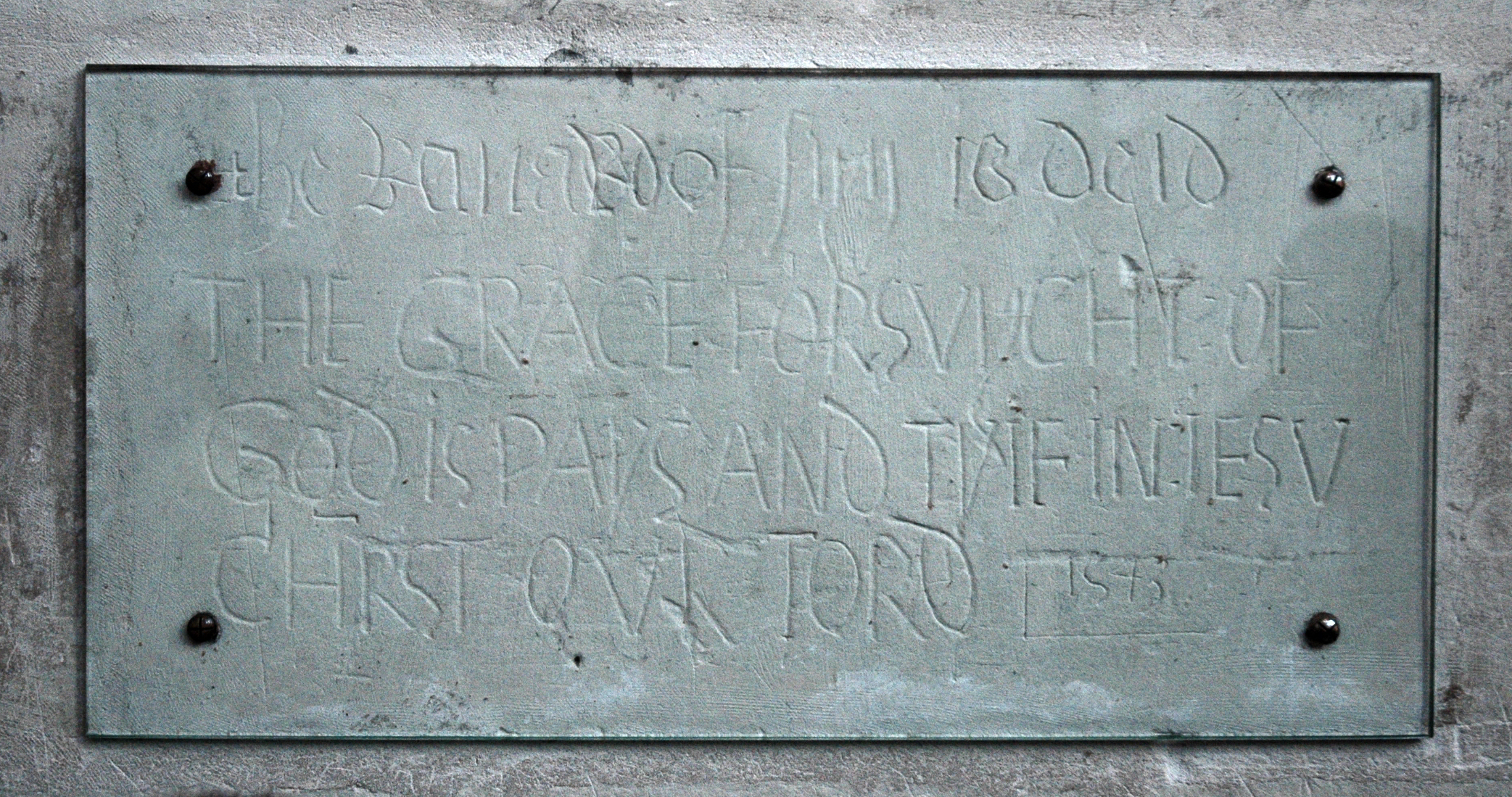
Graffiti écossais de 1543.
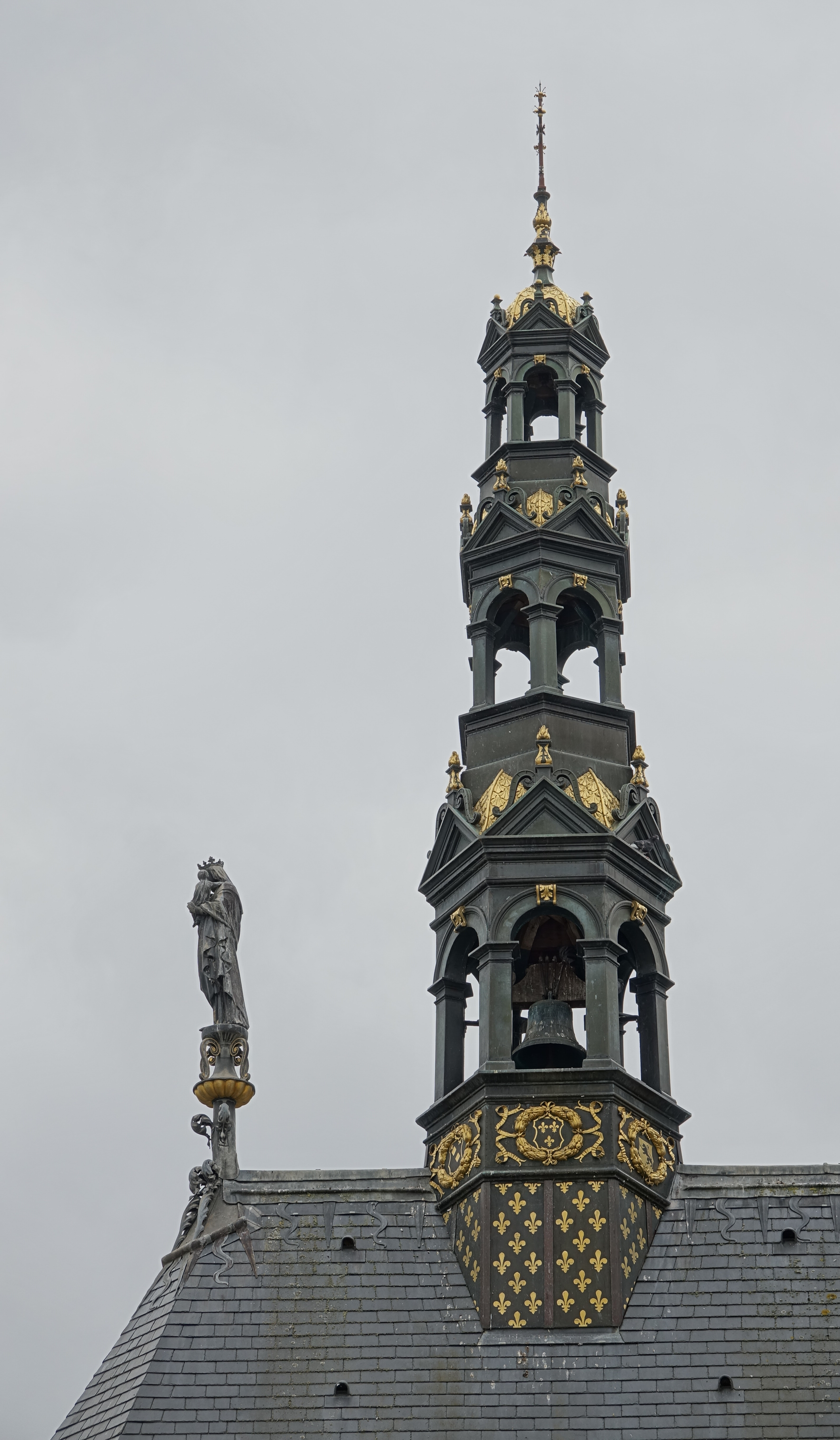
Clocher de la chapelle.

#### Chambre de Diane de Poitiers
La cheminée par Jean Goujon et le plafond portent les initiales de Henri II et de Catherine de Médicis entrelacées. Le « H » et le « C » forment par ailleurs malicieusement le « D » de Diane de Poitiers, la favorite de Roi. Le mobilier est composé d'un lit à baldaquin du XVIIe siècle, ainsi que de fauteuils en cuir de Cordoue. Sur la cheminée, on voit un portrait du XIXe représentant Catherine de Médicis, par Sauvage.
À gauche de la fenêtre, une Vierge à l'Enfant, par Murillo. À droite de la cheminée, une toile de l'école italienne du XVIIe siècle, Le Christ dépouillé de ses vêtements par Ribalta.
Sous ce tableau une bibliothèque aux portes grillagées abrite les archives du domaine ; un document exposé porte les signatures de Thomas Bohier et Katherine Briçonnet.
Sur les murs deux tapisseries des Flandres du XVIe siècle, Le Triomphe de la Force, montée sur un char tiré par deux lions, et environnée de scènes de l'Ancien Testament. Dans la bordure supérieure, la phrase latine se traduit par « Celui qui aime de tout son cœur les dons célestes, ne recule pas devant les actes que la piété lui dicte » ; l'autre pièce est Le Triomphe de la Charité, qui, sur un char, tient dans ses mains un cœur et montrant le Soleil, entouré d'épisodes bibliques ; la devise latine se traduit par : « Celui qui montre un cœur fort dans les périls, reçoit à sa mort, comme récompense, le Salut ».

La chambre de Diane de Poitiers
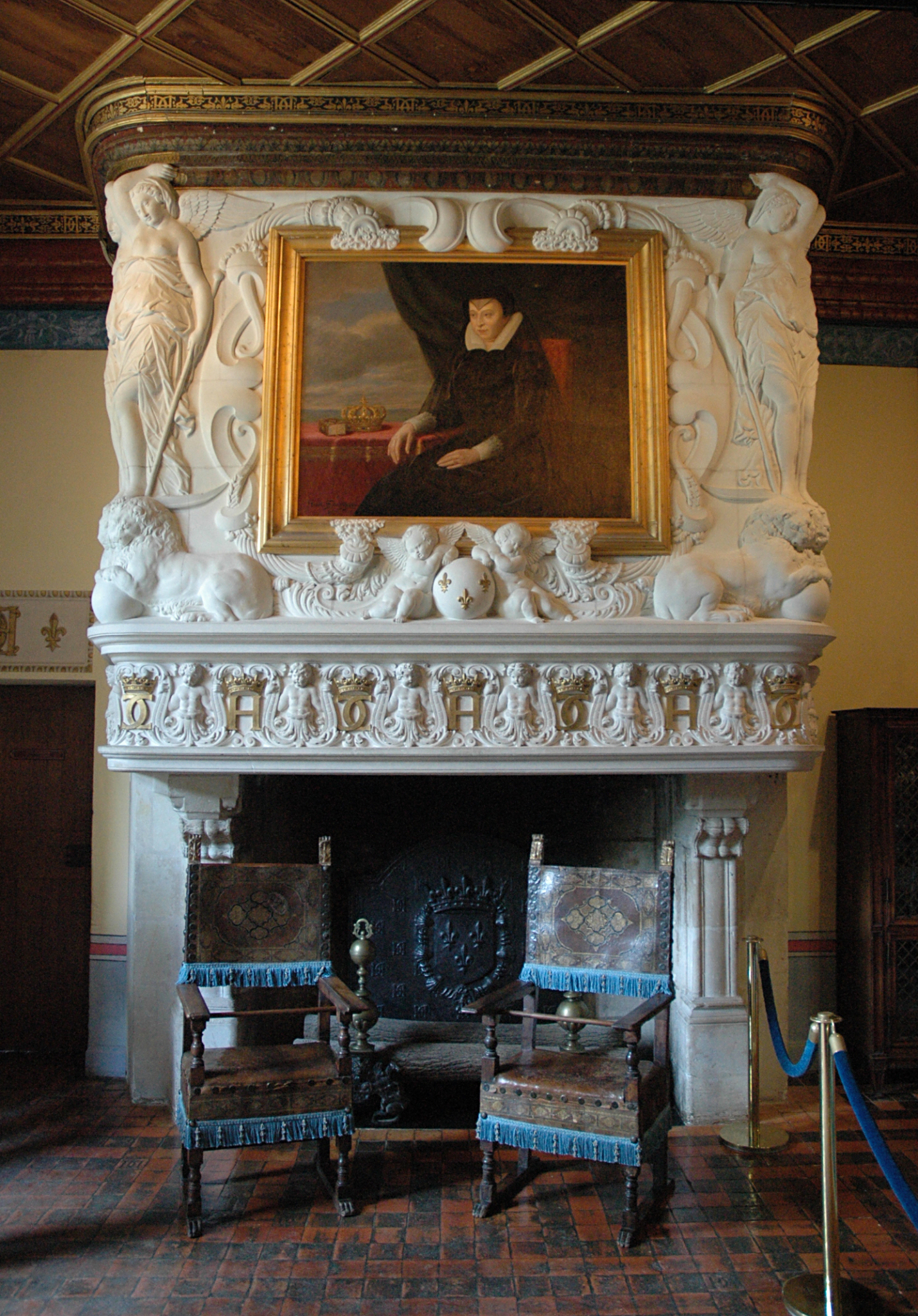
Cheminée avec le portrait de Catherine de Médicis par Sauvage.
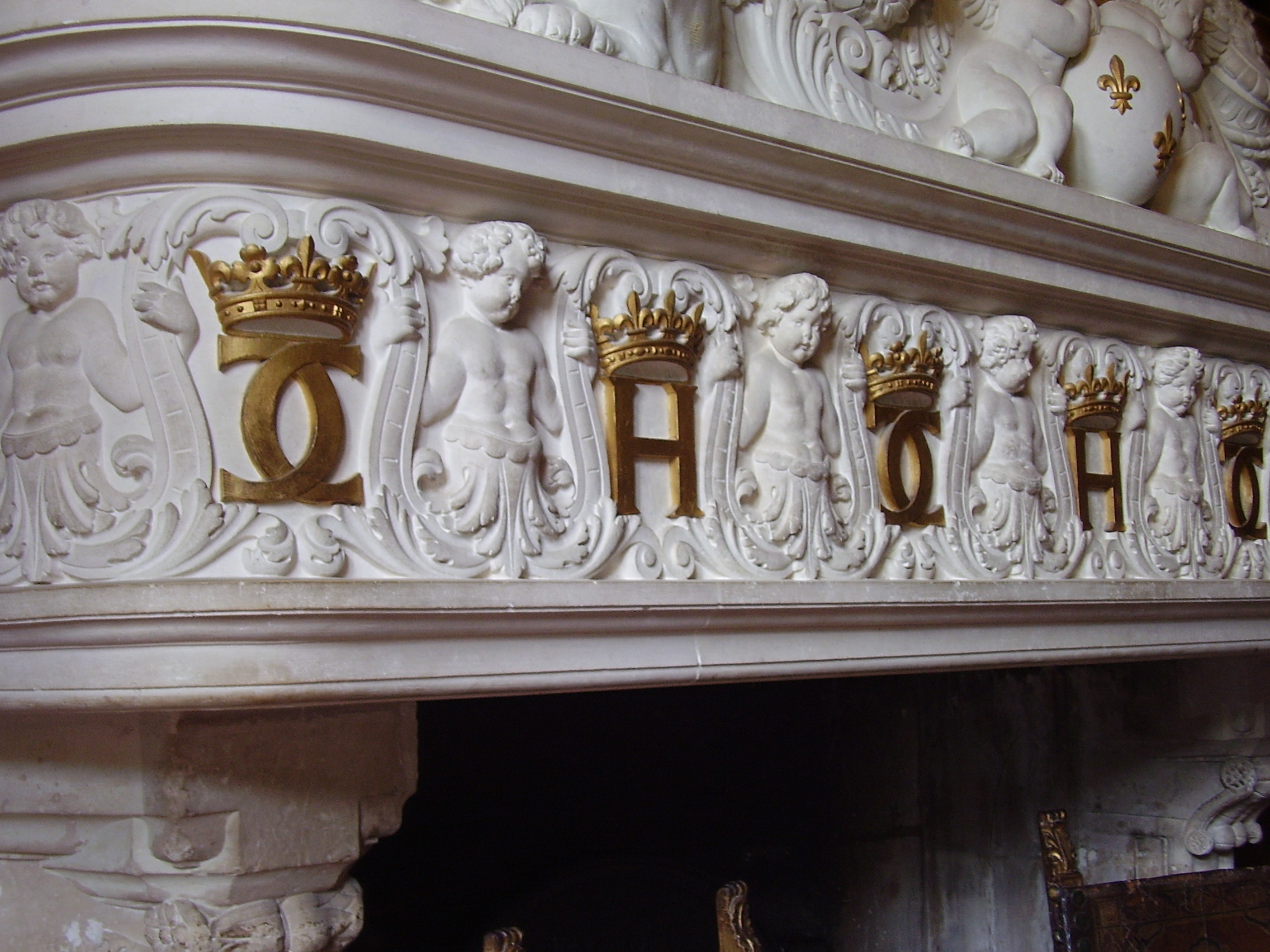
Manteau supérieur de la cheminée avec les initiales de Catherine de Médicis et Henri II.
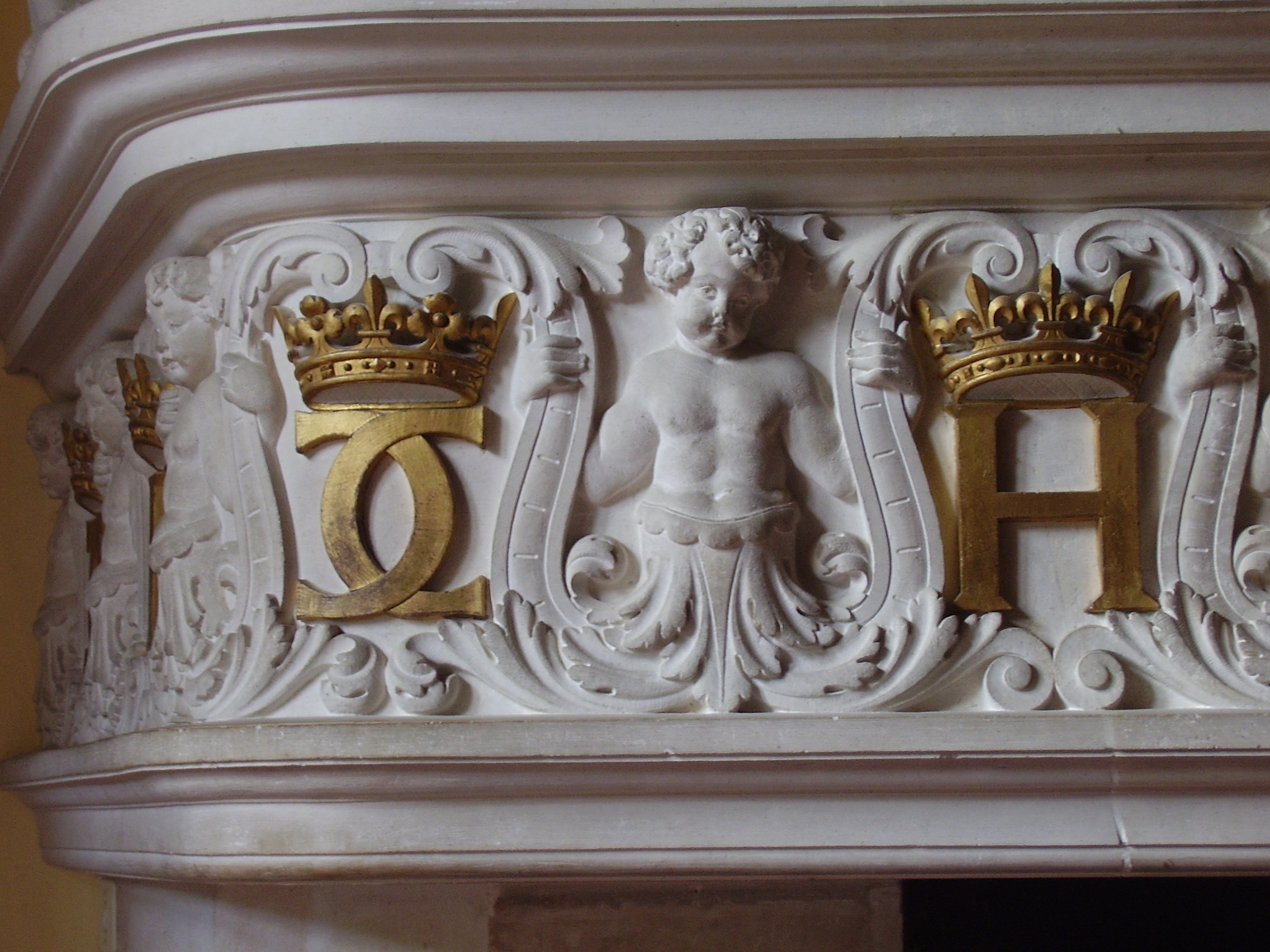
Détail des initiales royales.
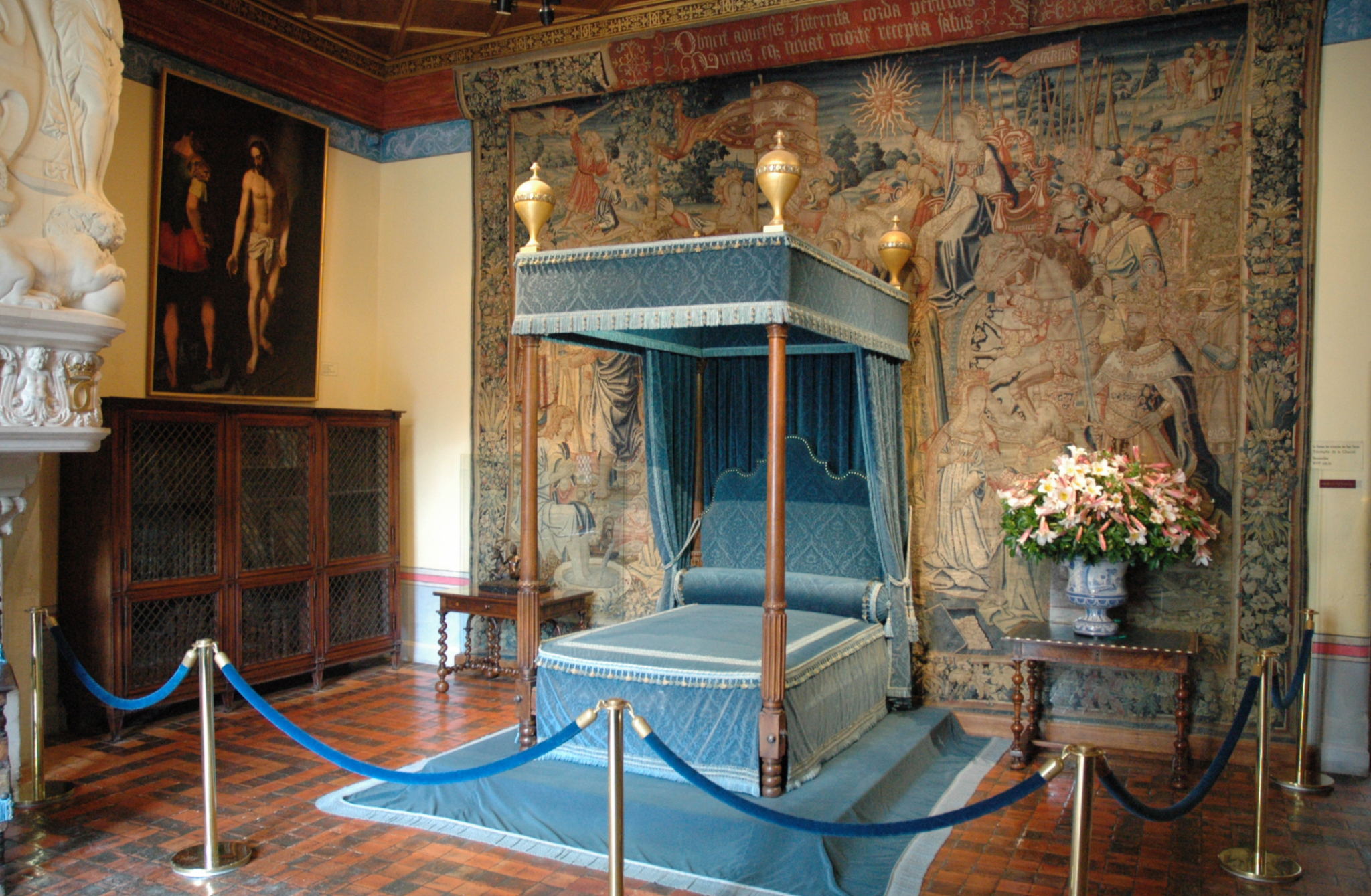
Lit à baldaquin du XVIIe siècle.

#### Cabinet Vert
C'est l'ancien cabinet de travail de Catherine de Médicis, pendant sa régence. On distingue sur le plafond les deux C entrelacés. Dans cette pièce est exposée une tapisserie de Bruxelles dite « à l'Aristoloche », à la fois gothique et Renaissance. Sa couleur verte d'origine a déteint au bleu. Son thème est inspiré de la découverte des Amériques, et représente une faune et une flore exotiques : faisans argentés du Pérou, ananas, orchidées, grenades, et végétaux inconnus en Europe.
Deux cabinets italiens du XVIe siècle sont disposés à côté de la porte. Au mur une collection de tableaux, dont :
- La Reine de Saba, et Portrait d'un doge, par Le Tintoret
- Silène ivre, par Jordaens
- Samson et le Lion par Golsius
- Jésus chassant les marchands du Temple d'après[143] Jouvenet
- Scène allégorique peinte sur métal par Bartholomeus Spranger
- Étude de tête de femme par Véronèse
- La Fuite en Égypte par Poussin
- L'Enfant aux fruits par Van Dyck

Le cabinet Vert
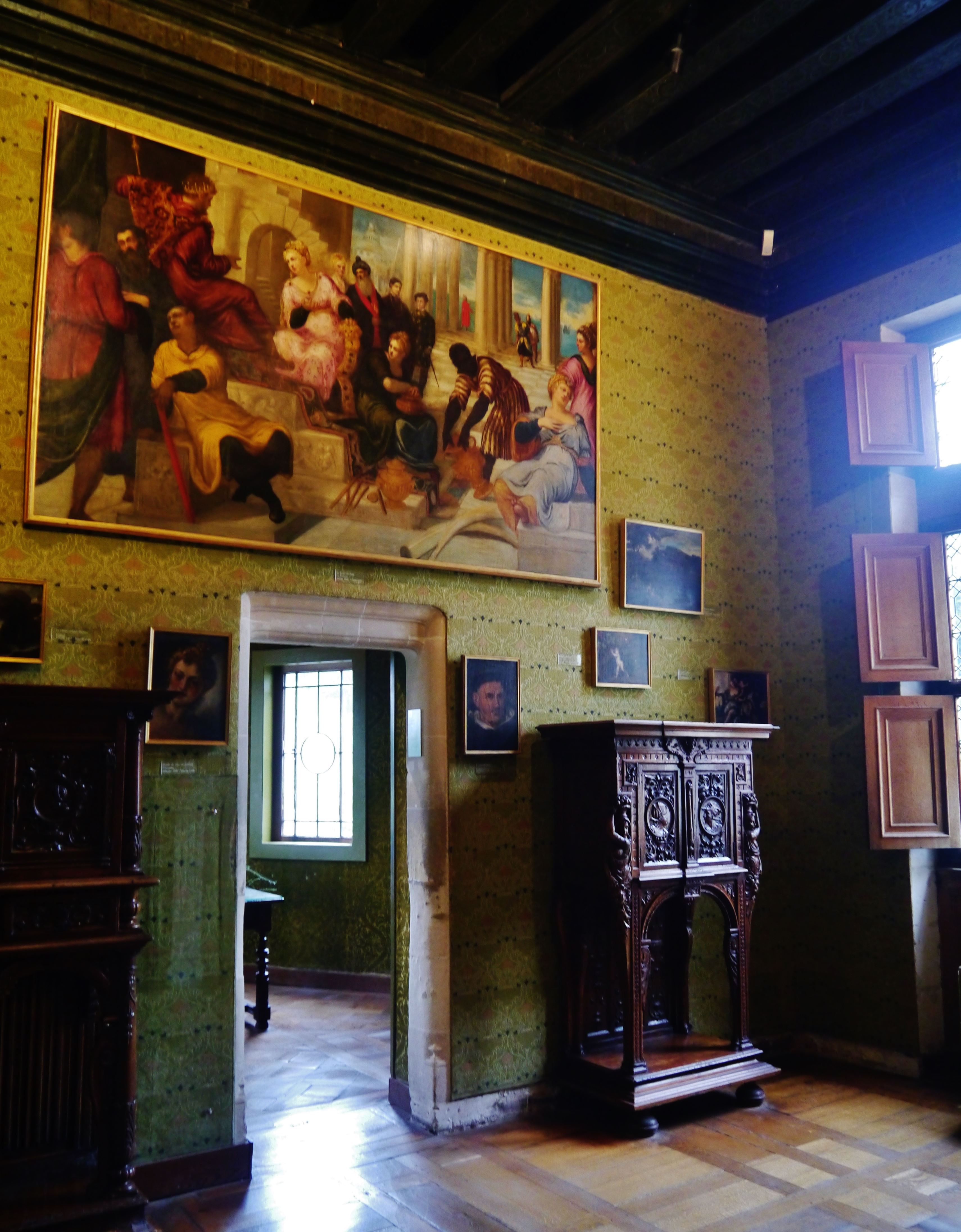
Entrée du cabinet Vert.
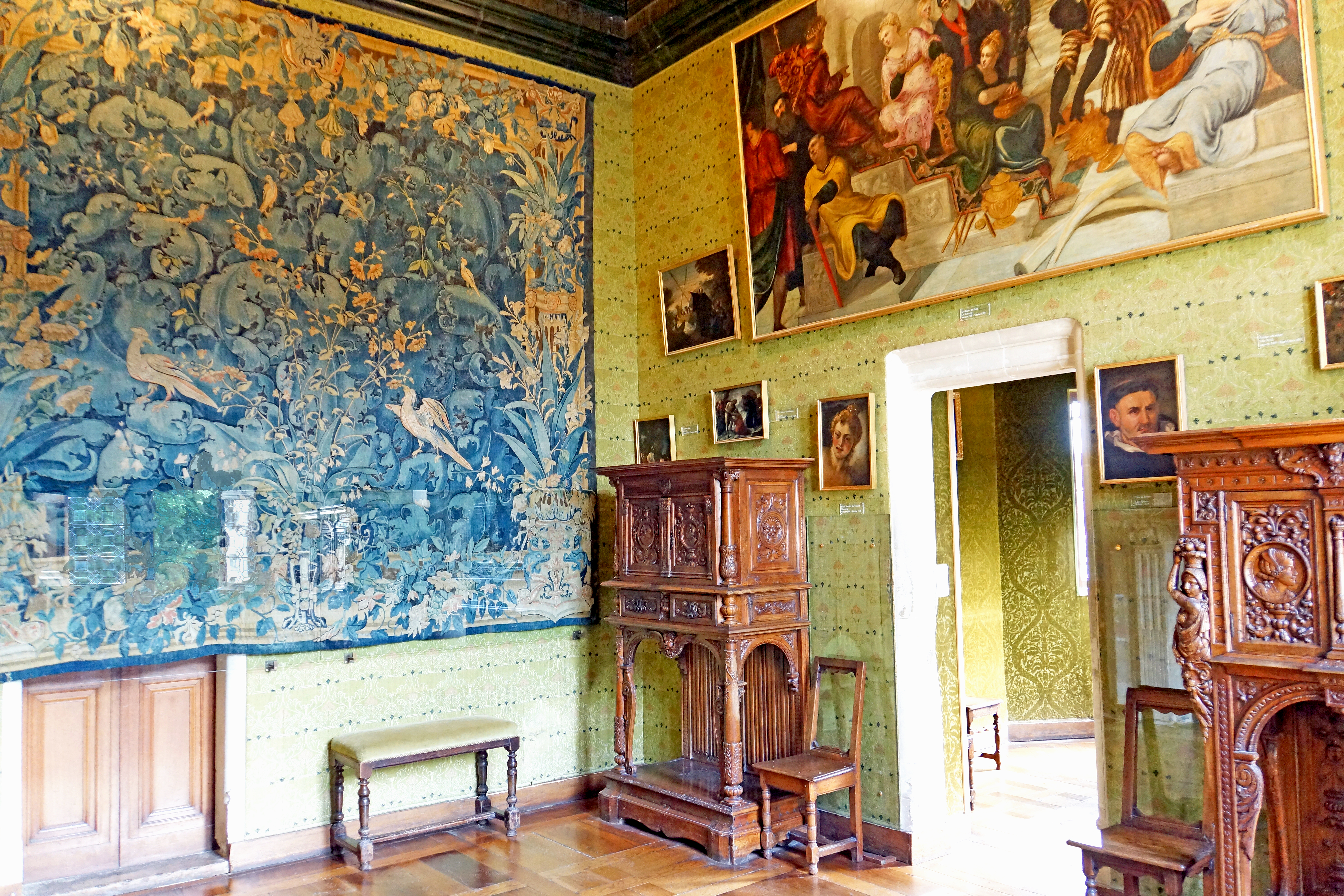
Vue d'ensemble avec la tapisserie de Bruxelles.
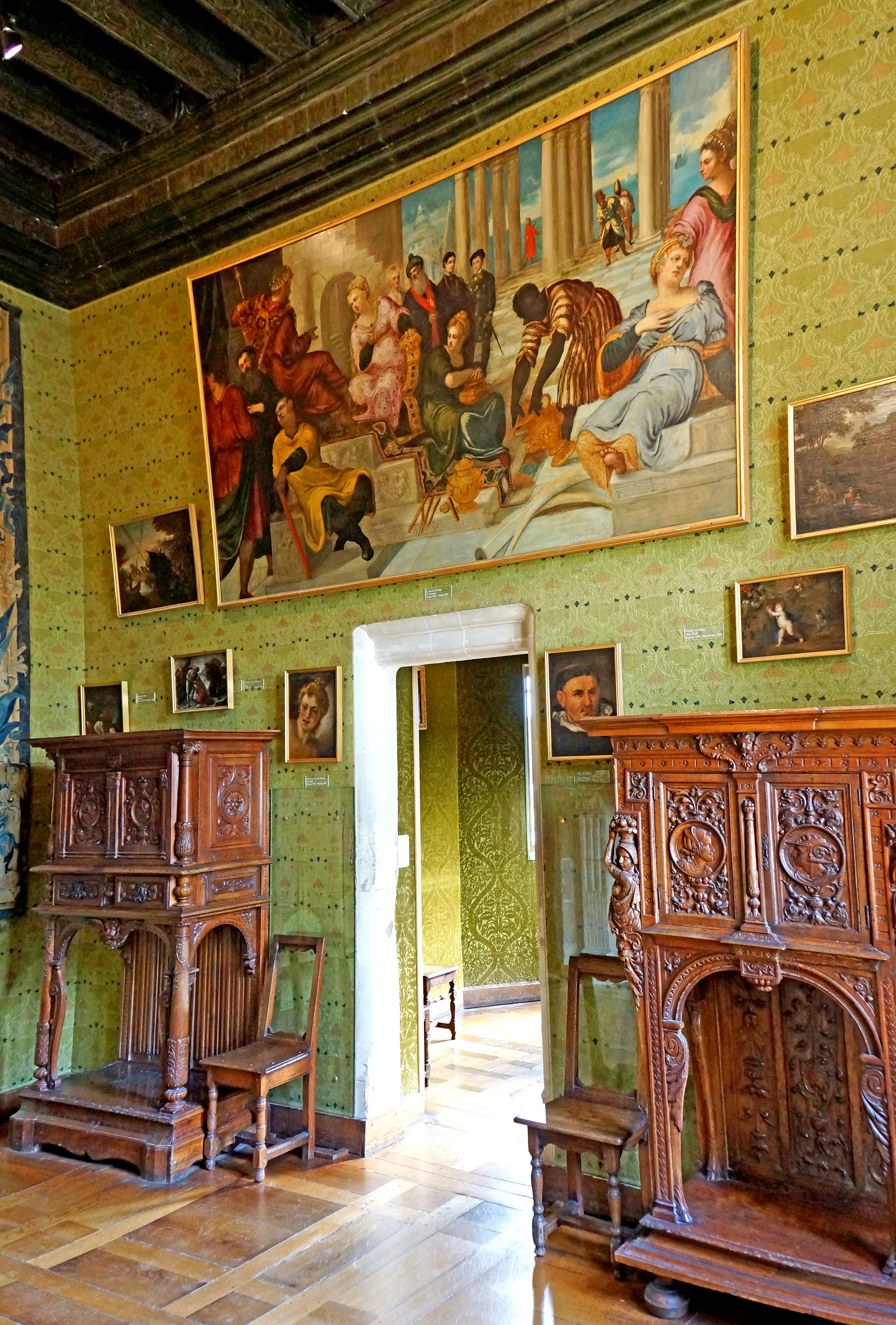
Autre perspective de l'entrée.
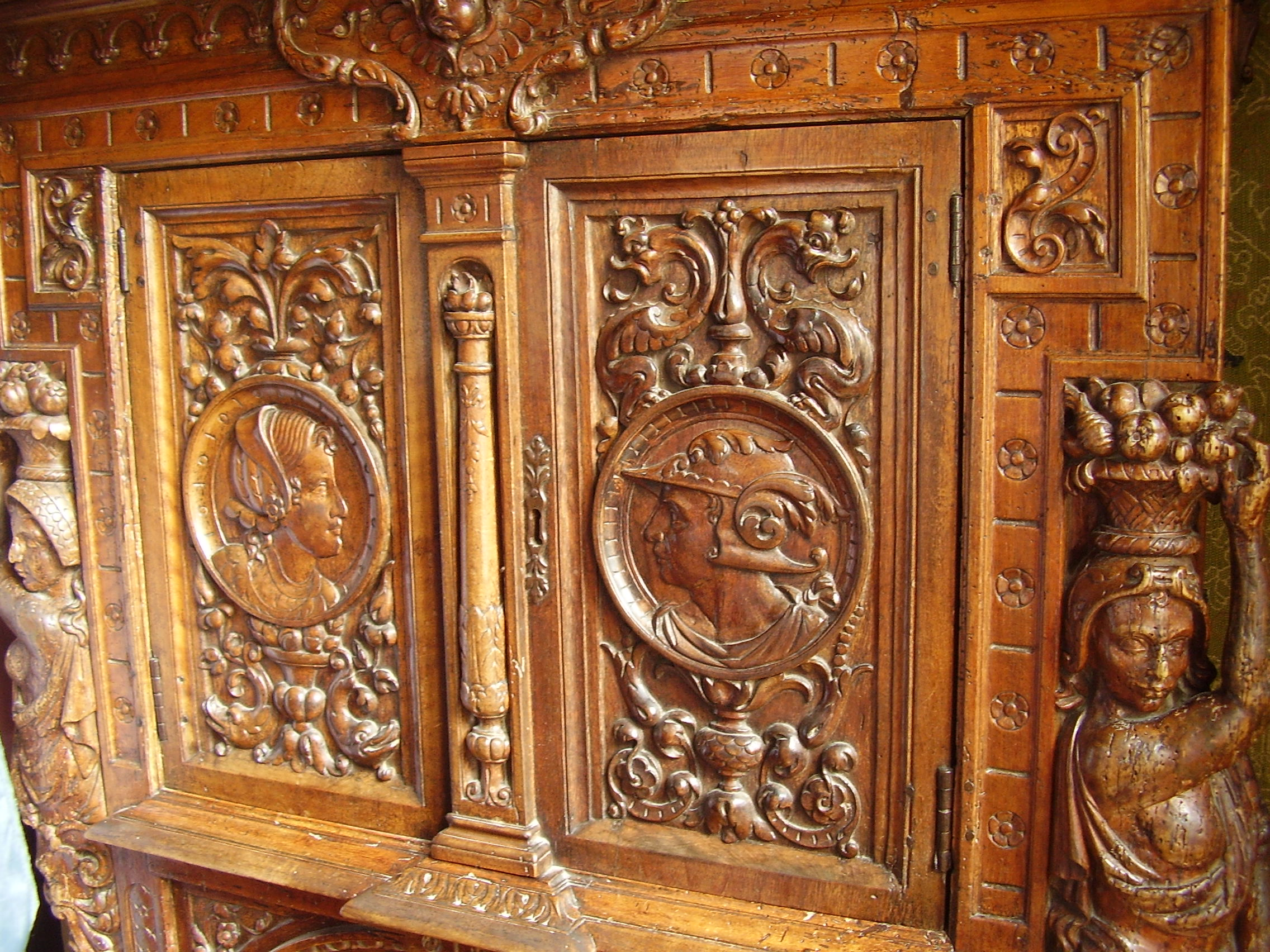
Détail de l'un des cabinets italiens du XVIe siècle.
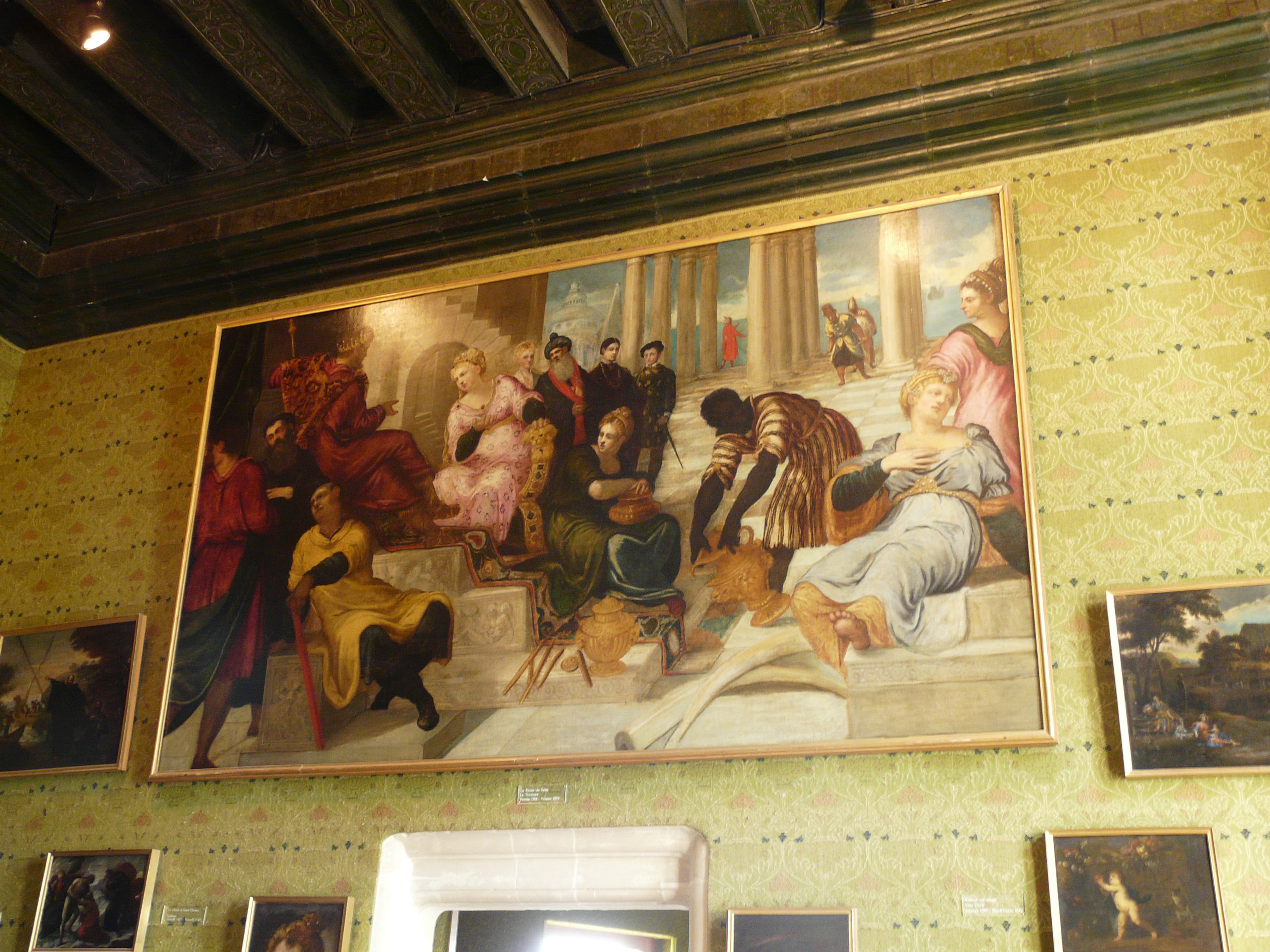
La Reine de Saba par Le Tintoret.
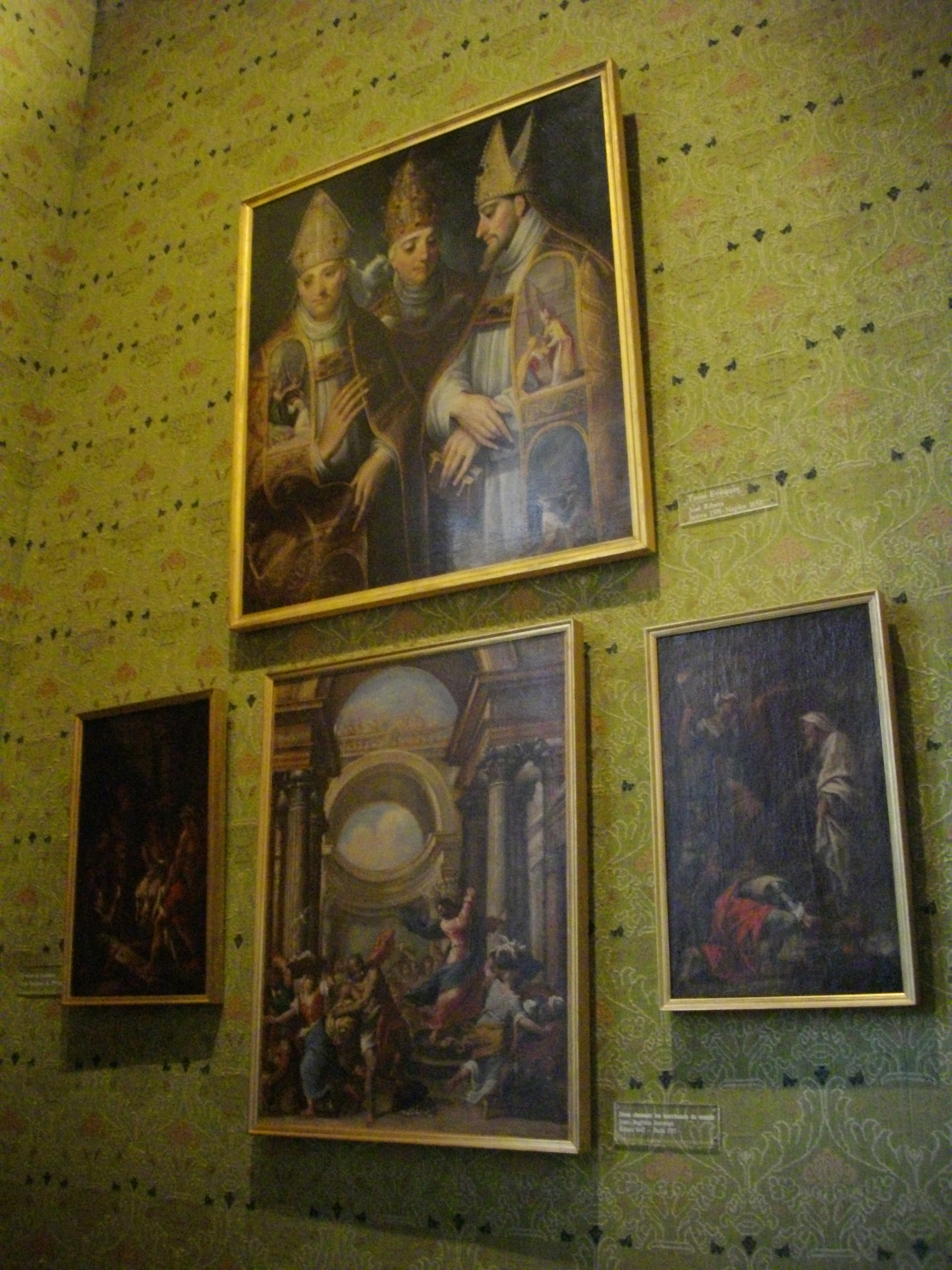
Tableaux à gauche de la cheminée.
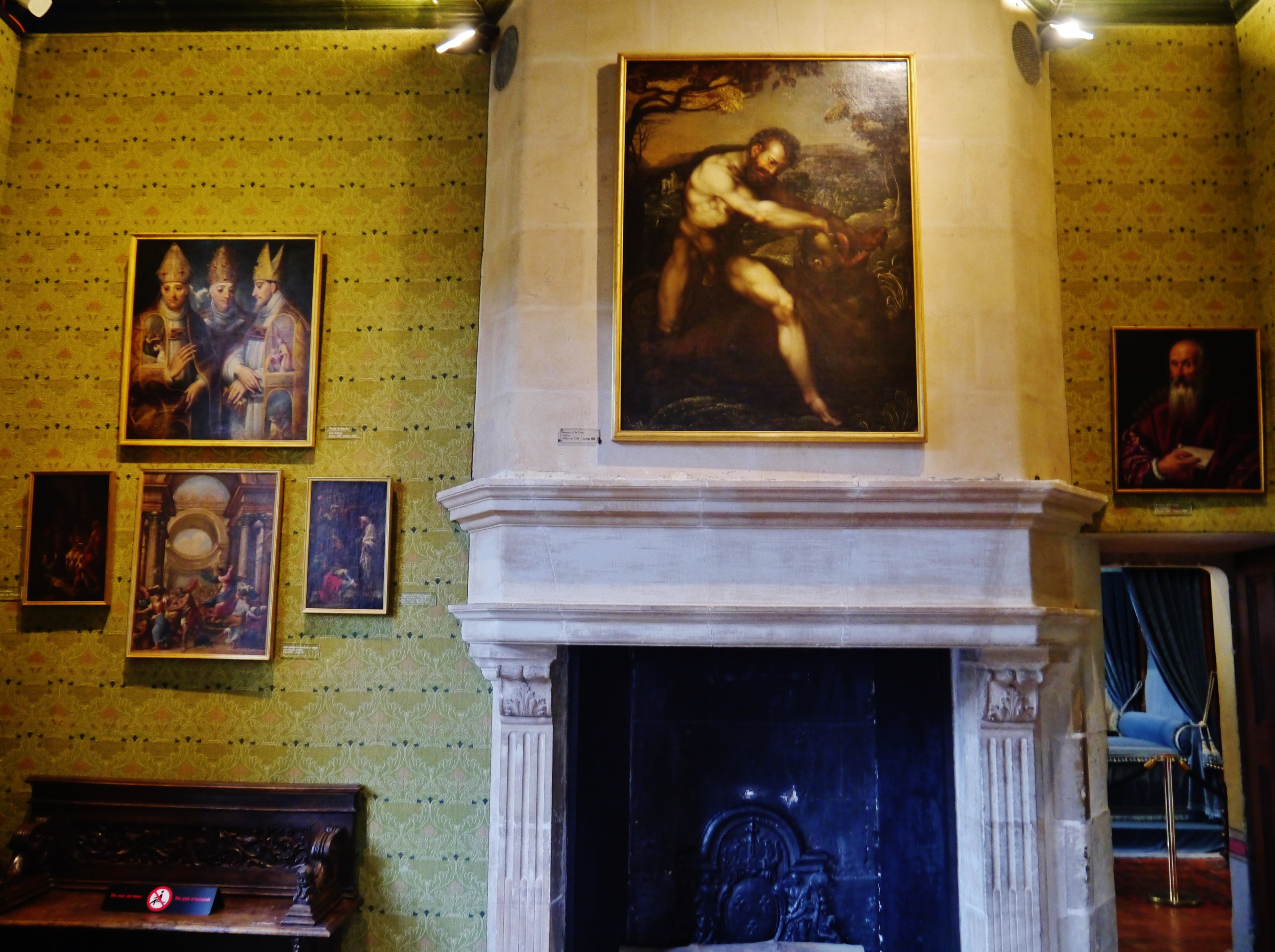
Cheminée du cabinet Vert ornée du tableau, Samson et le Lion, par Golsius.

#### Librairie
Cette ancienne petite bibliothèque de Catherine de Médicis donne une vue sur le Cher ; le plafond en chêne compartimenté de beaux caissons datant de 1525, de style italien, avec petites clefs pendantes, est l'un des premiers de ce type connus en France. Il porte les initiales T, B, K, en référence aux Bohier.
Au-dessus de la porte on voit une Sainte-Famille d'après Andrea del Sarto.
Sont conservées dans cette pièce une Scène de la vie de Saint-Benoît, par Bassano, Une martyre par Le Corrège, Héliodore par Jouvenet, et deux médaillons, Hébé et Ganymède, les échansons des dieux, enlevés vers l'Olympe de l'école française du XVIIe siècle.

La Librairie
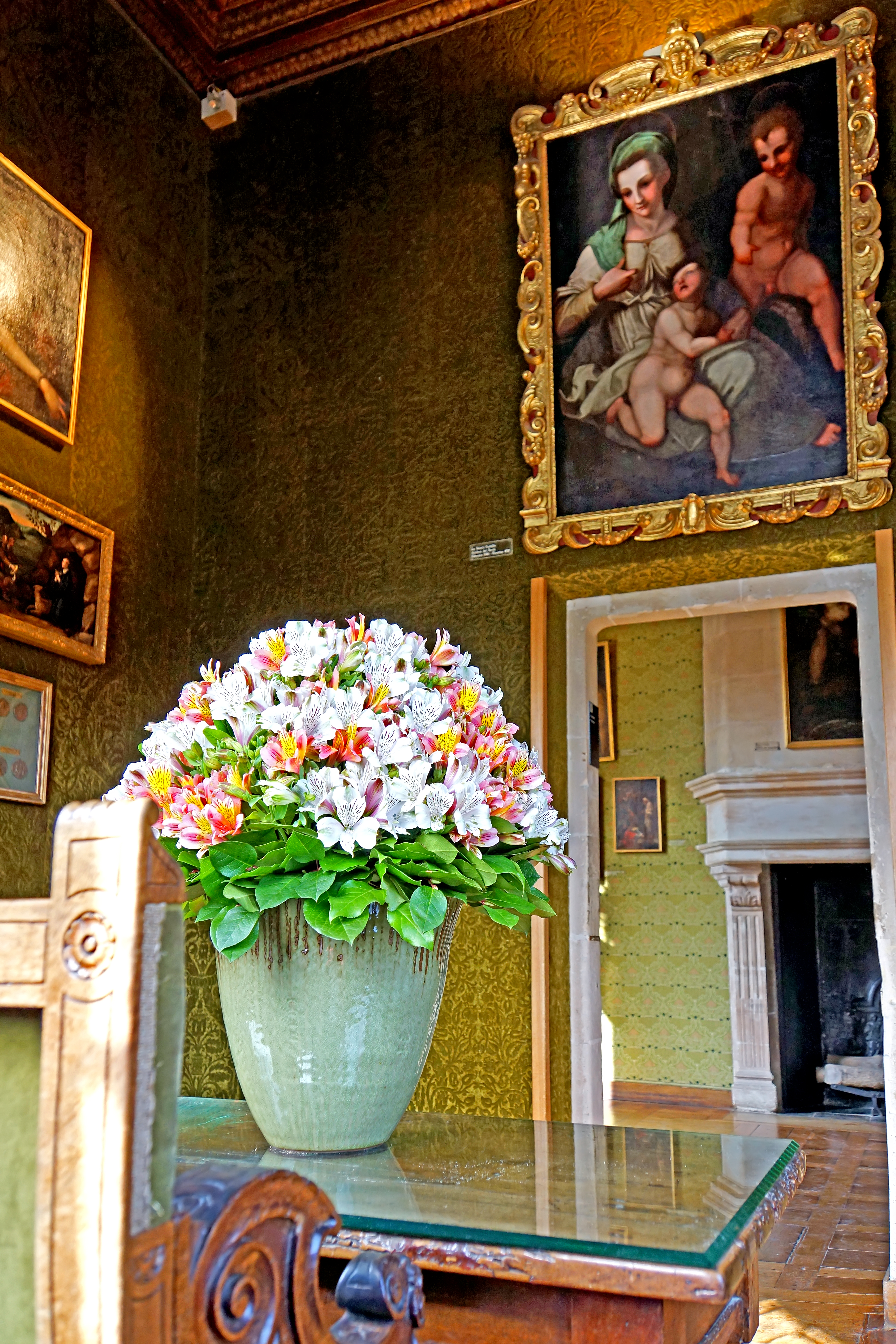
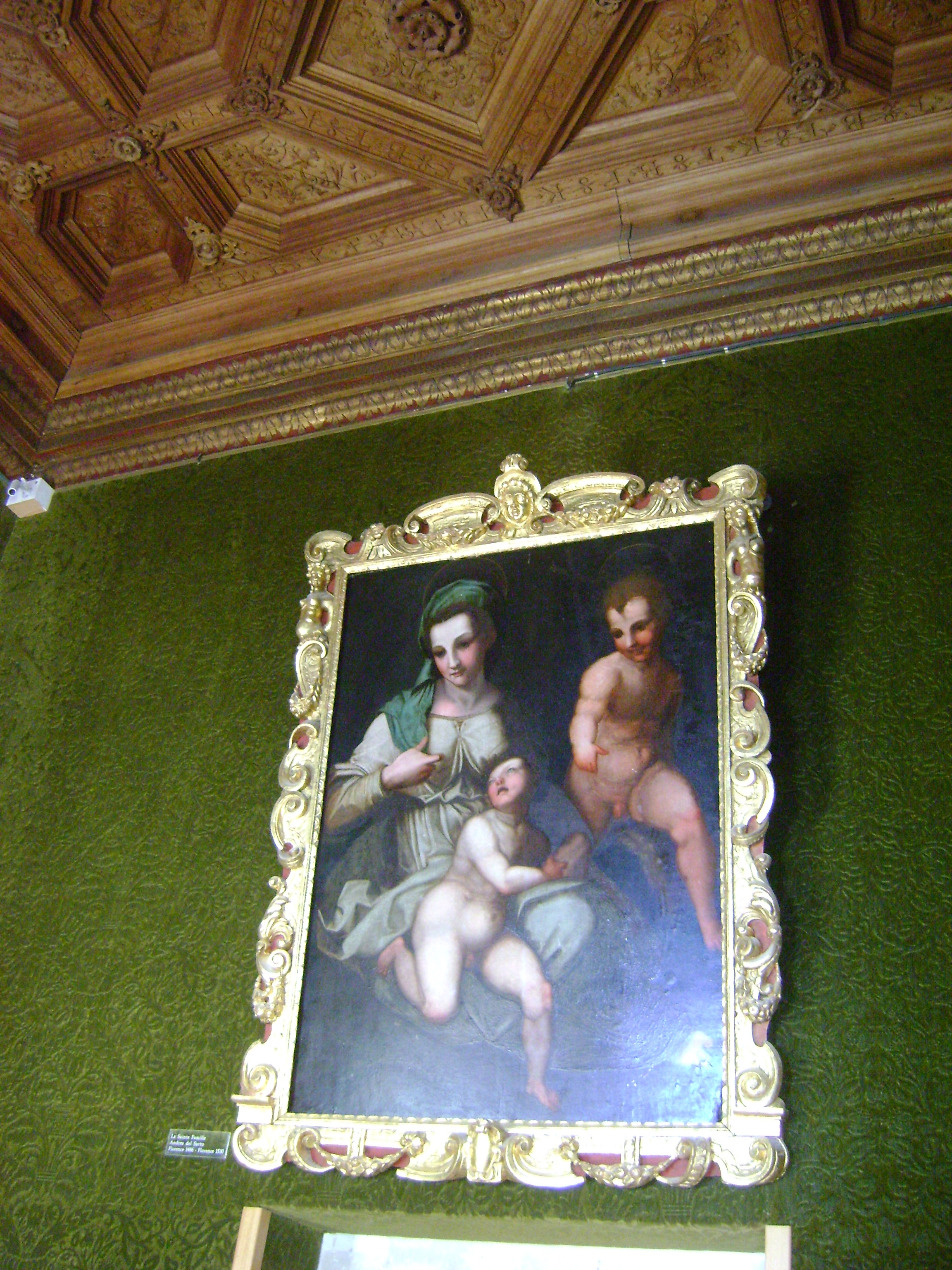
Tableau représentant La Sainte-Famille d'Andrea del Sarto.
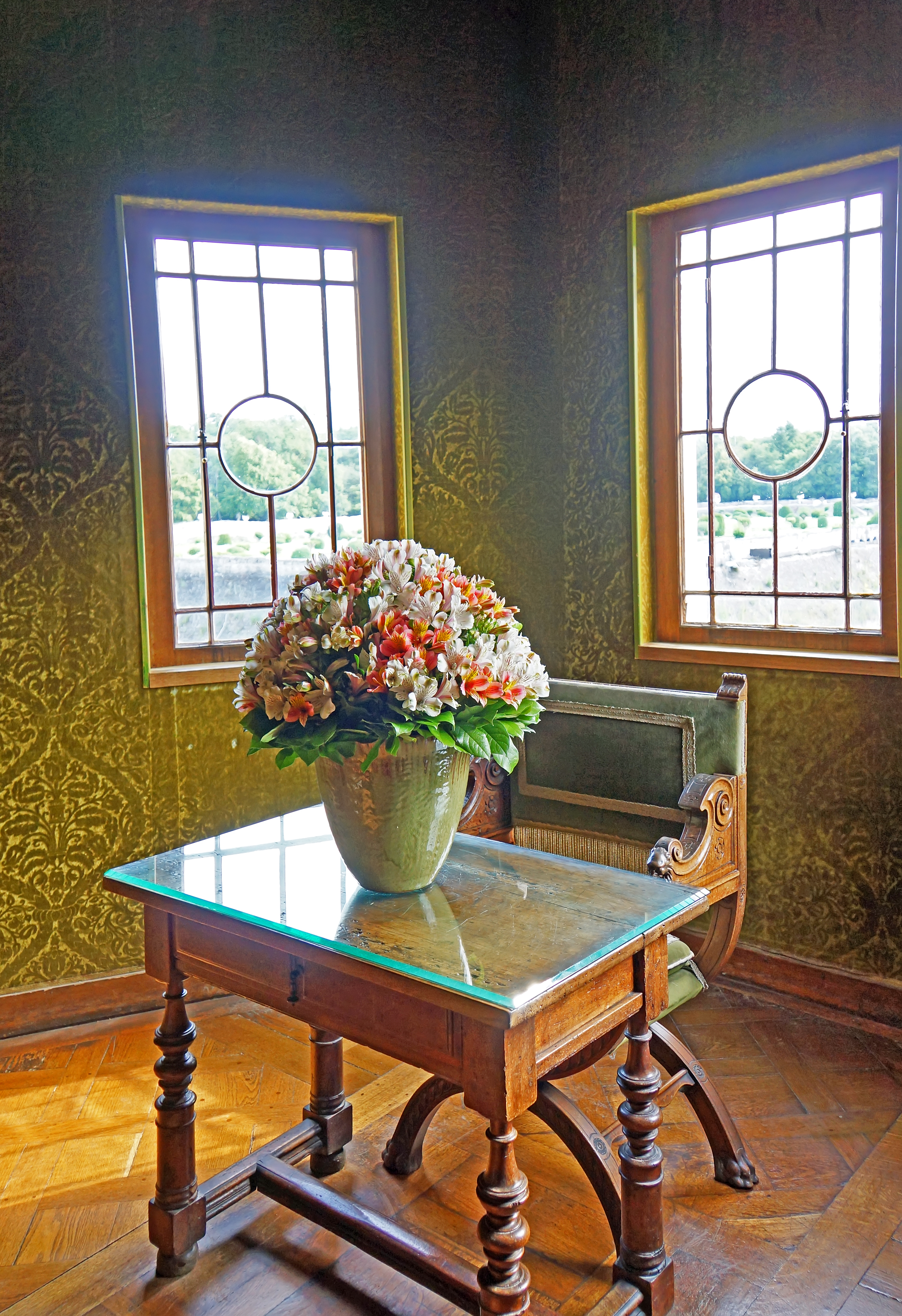
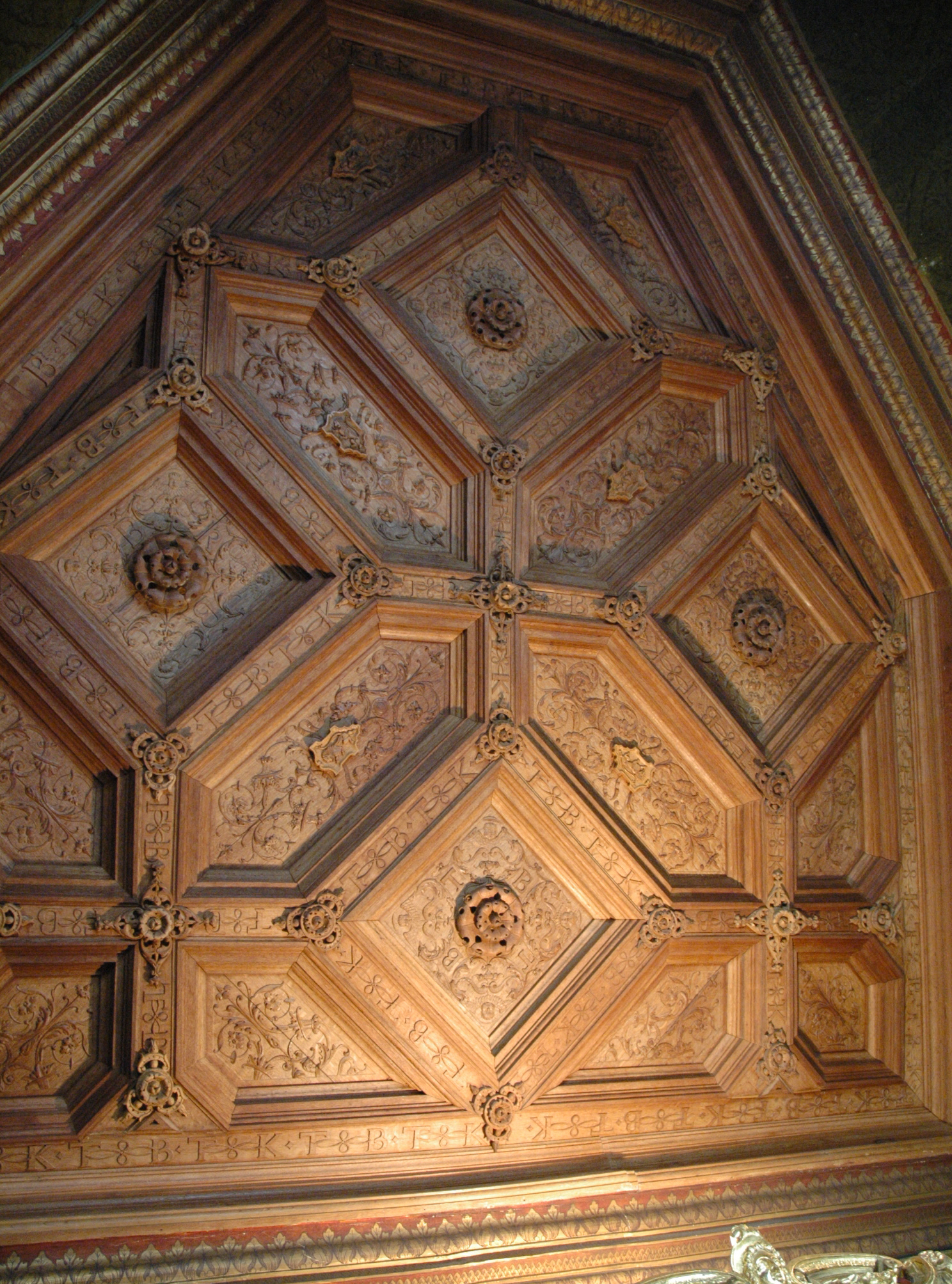
Plafond de la Librairie.

#### Galerie du Rez-de-chaussée

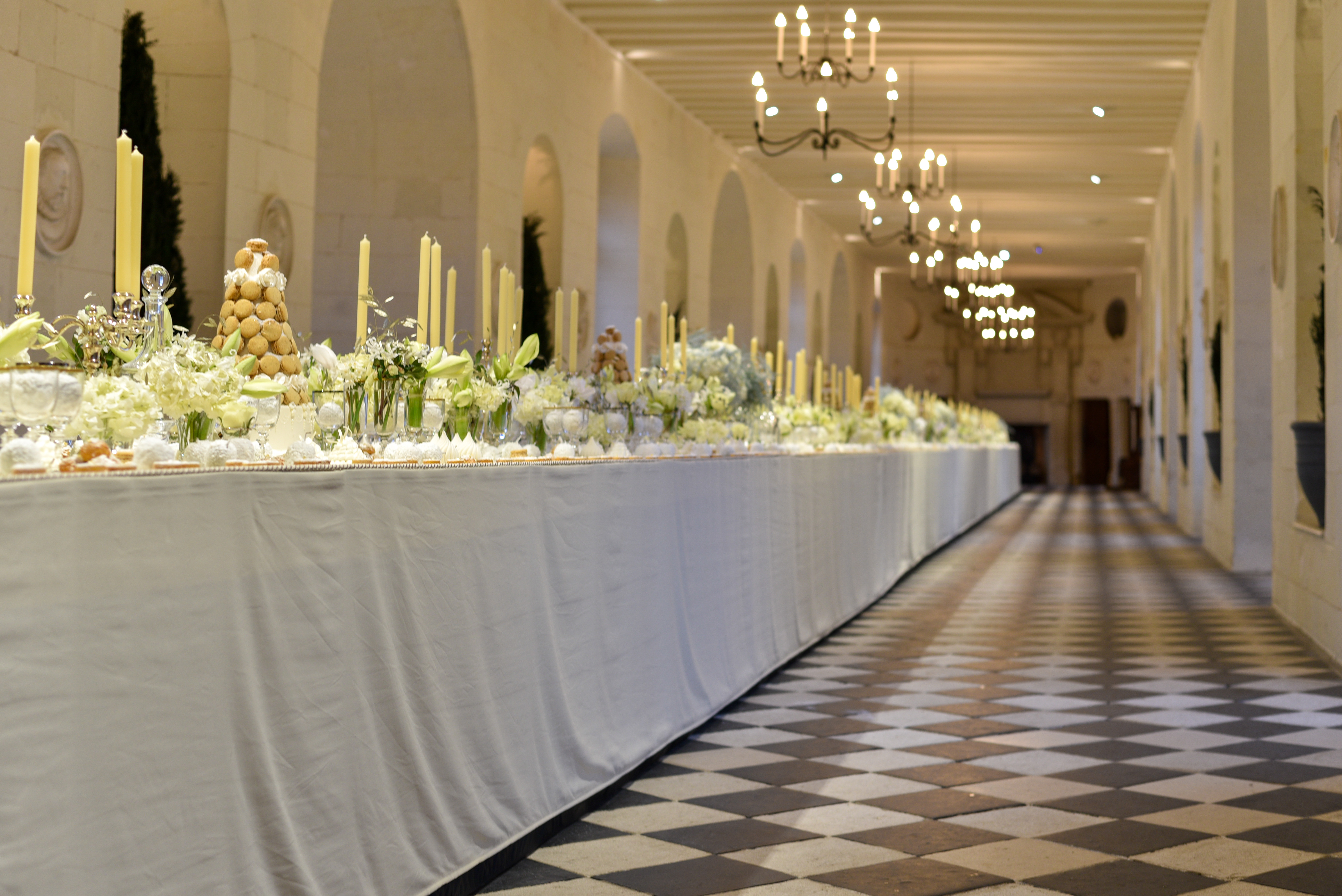
La table de fête en perspective dans la galerie en 2018 lors de l'évènement Noël Médicis à Chenonceau.

La galerie, longue de 60 mètres, large de 6 mètres, et comportant 18 fenêtres, possède un sol carrelé de tuffeau et d'ardoise, ainsi qu'un plafond à solives apparentes. Servant de salle de bal, elle fut inaugurée en 1577 lors des fêtes données par Catherine de Médicis et son fils Henri III. À chaque extrémité, deux cheminées de style Renaissance, dont l'une n'est qu'un décor entourant la porte Sud qui mène à la rive gauche du Cher.
La façade du Levant fut peinte par les décorateurs de l'Opéra de Paris pour le second acte des Huguenots.
La série de médaillons représentant des personnages célèbres sur les murs fut posée au XVIIIe siècle.

La Galerie du Rez-de-chaussée
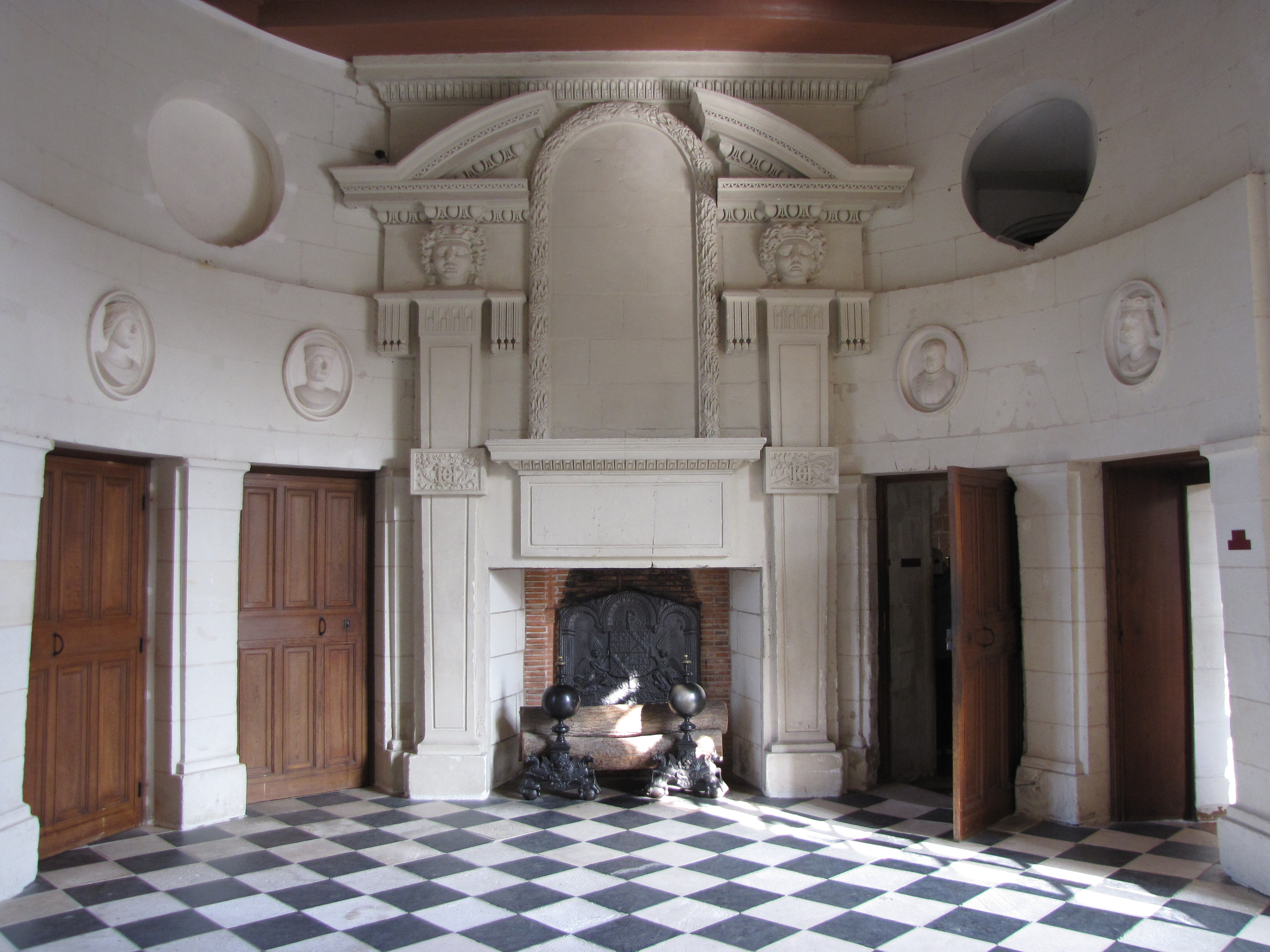
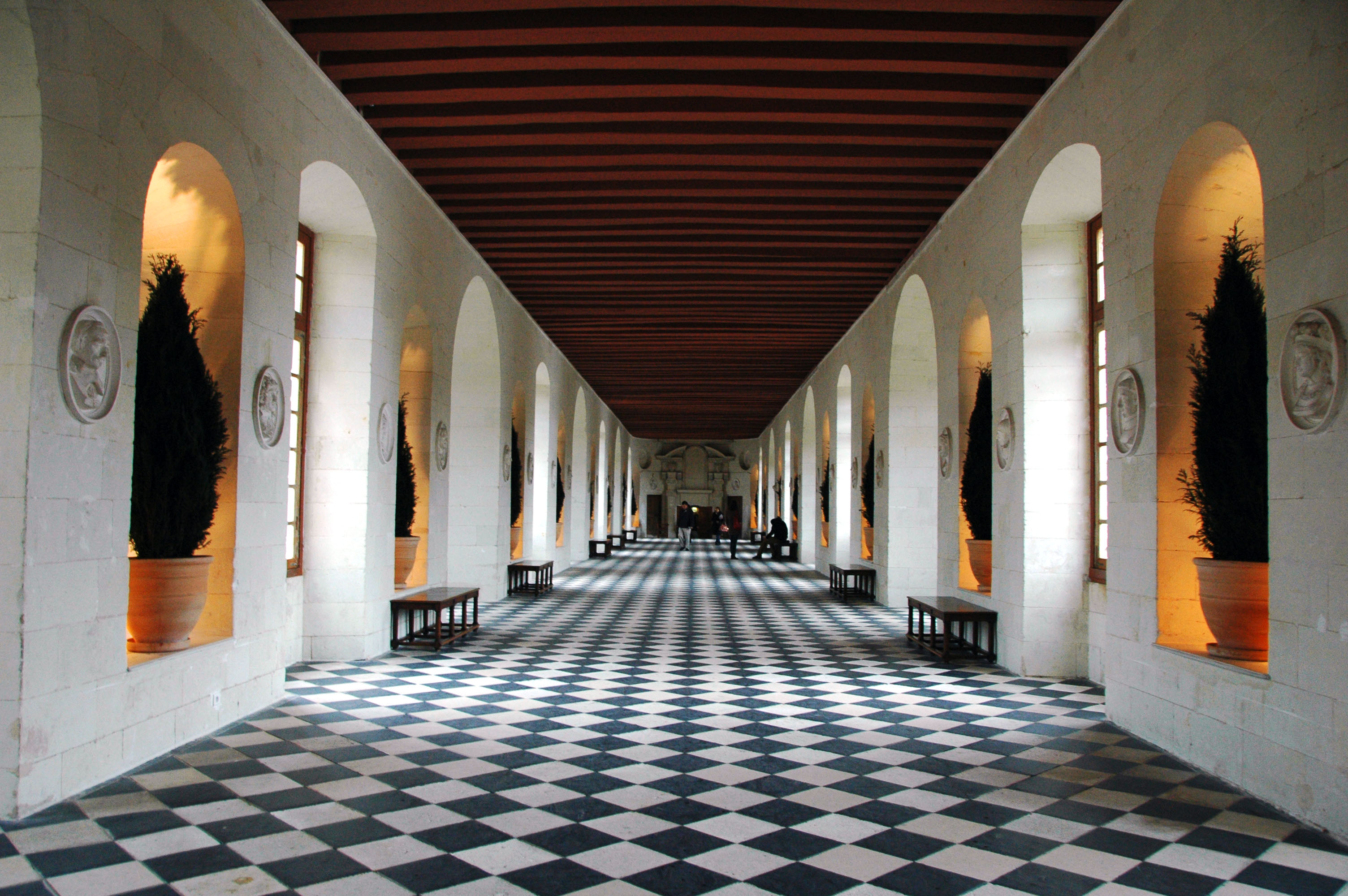
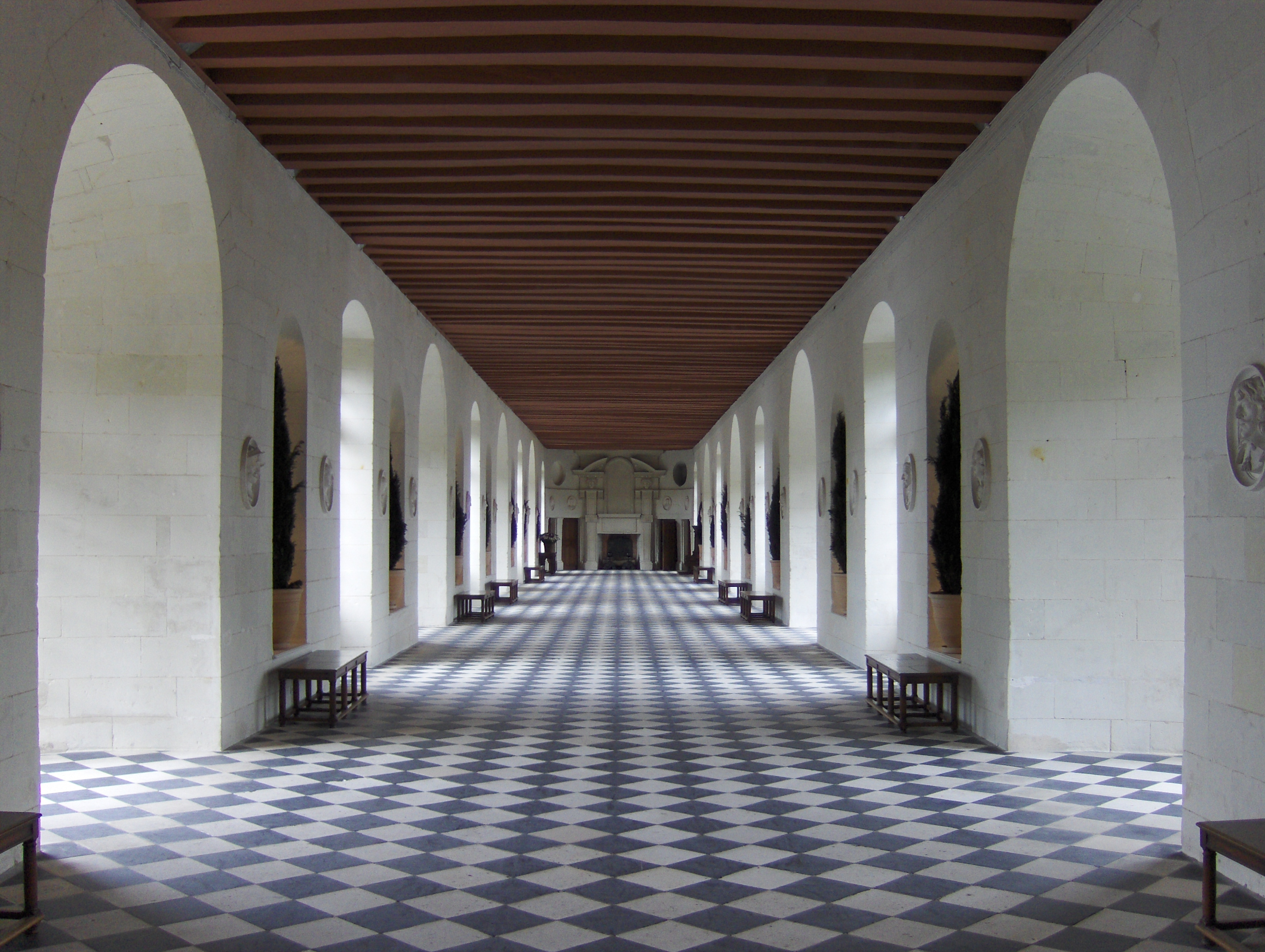
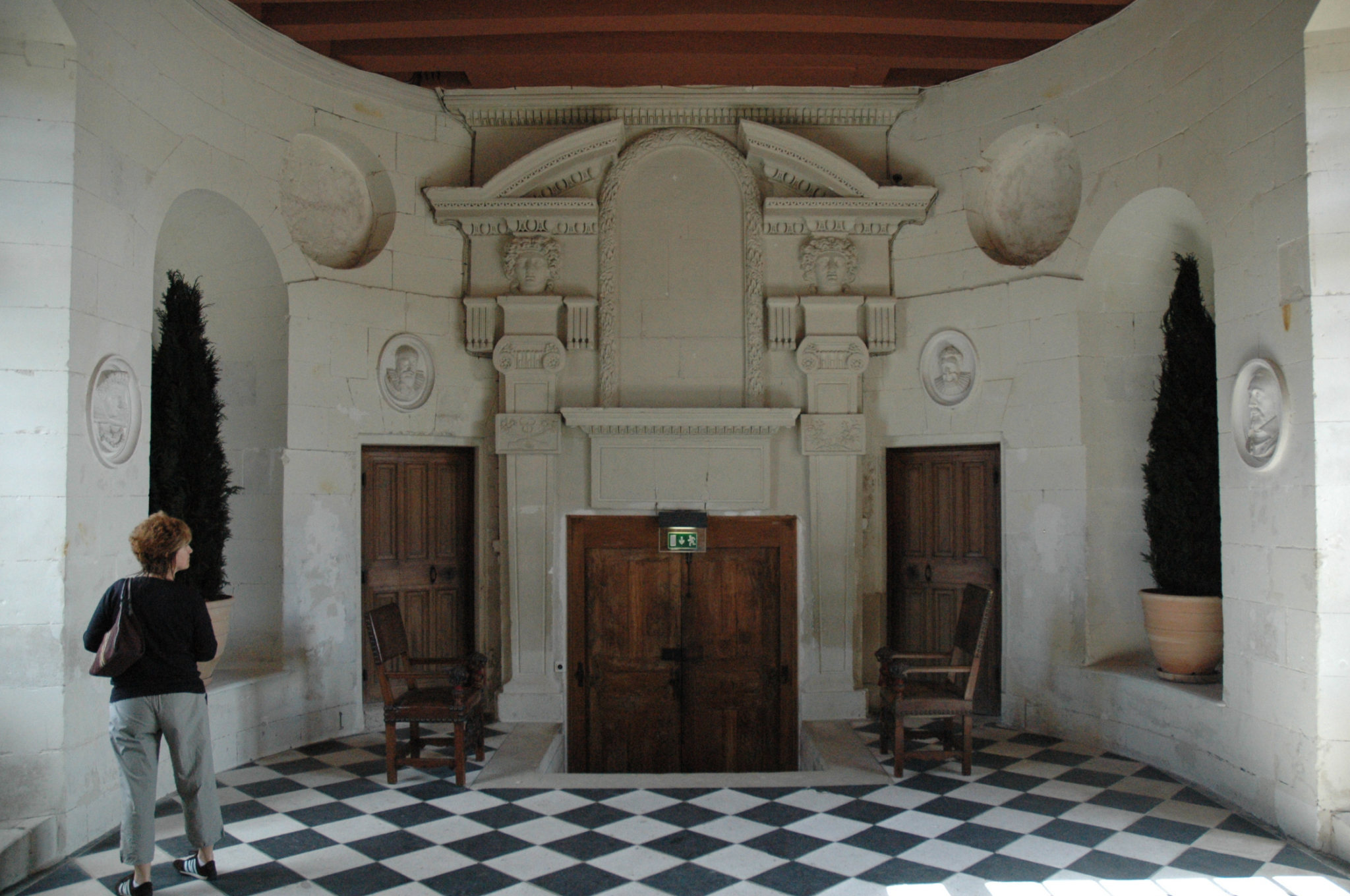

#### Chambre de FrançoisIer

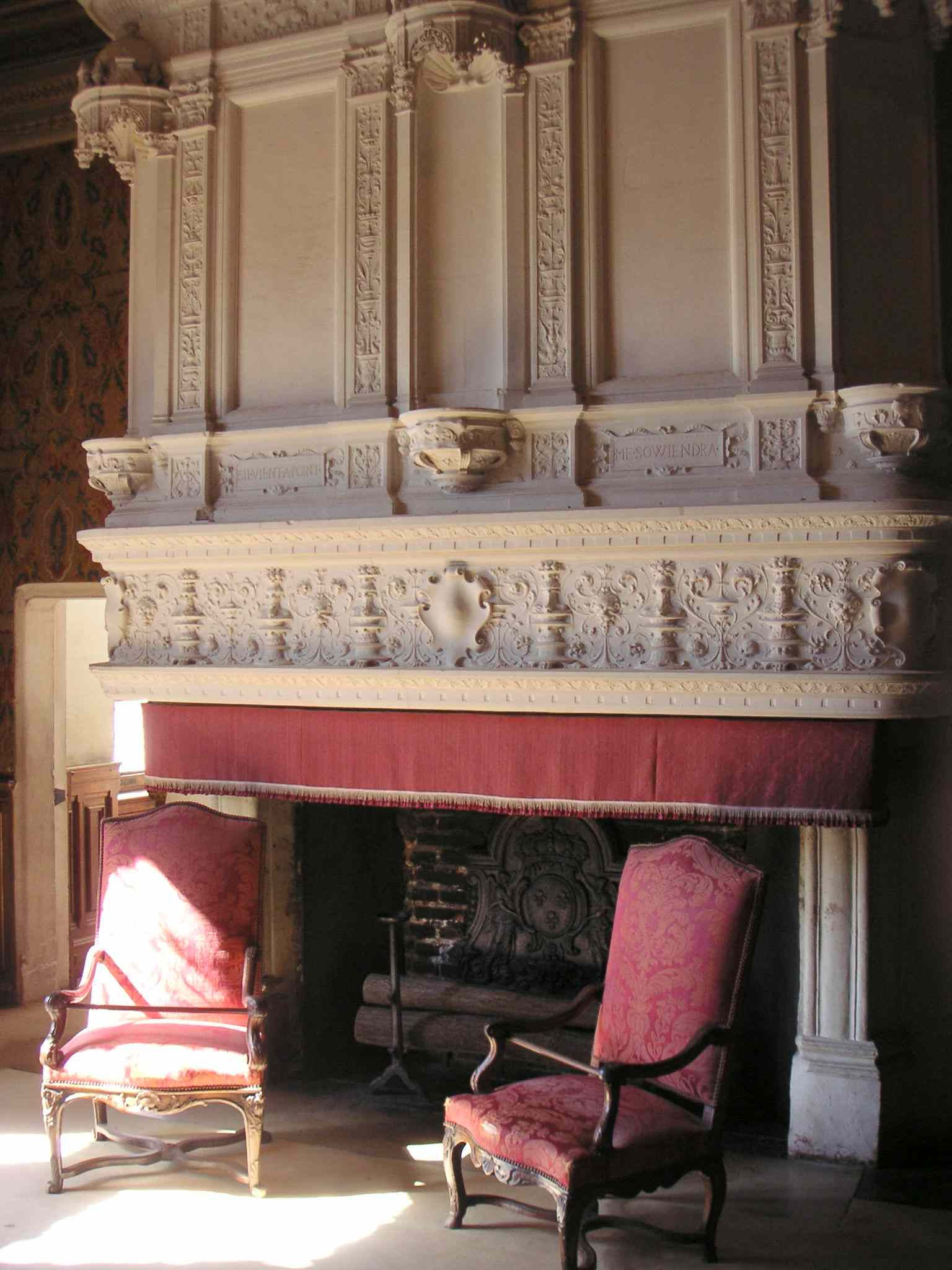
La cheminée monumentale de la chambre de François Ier.

Cette chambre contient la plus belle cheminée du château (refaite au XIXe siècle, ses trois niches « à baldaquins » furent ornées de statues) ; sur son manteau court la devise de Thomas Bohier, faisant écho à ses armes représentées sur la porte. Le mobilier se compose de trois crédences françaises du XVe siècle et d'un cabinet italien du XVIe siècle, incrusté de nacre et d'ivoire gravée à la plume, offert à François II et Marie Stuart pour leur mariage.
Sur les murs sont exposés un portrait de Diane de Poitiers en Diane Chasseresse par Le Primatice, qui l'a réalisé ici en 1556, des toiles de Mirevelt, Ravenstein, un Autoportrait de Van Dyck, le portrait d'une noble dame en Diane Chasseresse par Ambroise Dubois, Archimède par Zurbaran, deux évêques de l'école allemande du XVIIe siècle, ainsi que Les Trois Grâces par Carle Van Loo représentant les trois sœurs de Mailly-Nesles, qui furent successivement maîtresses de Louis XV.
Cette chambre était également celle de Madame Dupin au XVIIIe siècle, où elle rend son dernier soupir le 20 novembre 1799 (se reporter au chapitre Monsieur et madame Dupin).
| - Vue générale de la chambre de François Ier. - Les Trois Grâces par Carle van Loo. - Cabinet italien du XVIe siècle. - Une noble dame en Diane Chasseresse. Portrait anonyme du XVIIe siècle. |

#### Salon Louis XIV
Ce salon tendu de rouge évoque le souvenir du séjour que fit Louis XIV à Chenonceau le 14 juillet 1650. Le portrait d'apparat actuel peint par Rigaud, remplace celui qui a été brûlé sous la Révolution en 1793. Le tableau original avait été offert par le Roi au duc de Vendôme en 1697, en reconnaissance de l'envoi de statues au parc du château de Versailles. Le grand cadre en bois sculpté et doré par Lepautre est composé seulement de quatre énormes pièces de bois, ainsi que le mobilier recouvert de tapisserie d'Aubusson, et une console de style « Boulle ».
La cheminée de style Renaissance est ornée de la Salamandre et de l'Hermine, en référence au roi François Ier et à Claude de France. La corniche entourant le plafond à solives apparentes porte les initiales de Bohier.
Au-dessus de la console, L'Enfant Jésus et saint Jean-Baptiste par Rubens fut acheté en 1889 à la vente de la collection de Joseph Bonaparte, frère de Napoléon Ier et ex-roi d'Espagne.
Le salon possède une série de portraits des XVIIe et XVIIIe siècles français, ceux de Louis XV par Van Loo, d'une princesse de Rohan, de Madame Dupin par Nattier, de Chamillard, ministre de Louis XIV, un portrait d'homme par Netscher, de Philippe V d'Espagne par Ranc, et celui de Samuel Bernard par Mignard.

Le Salon Louis XIV
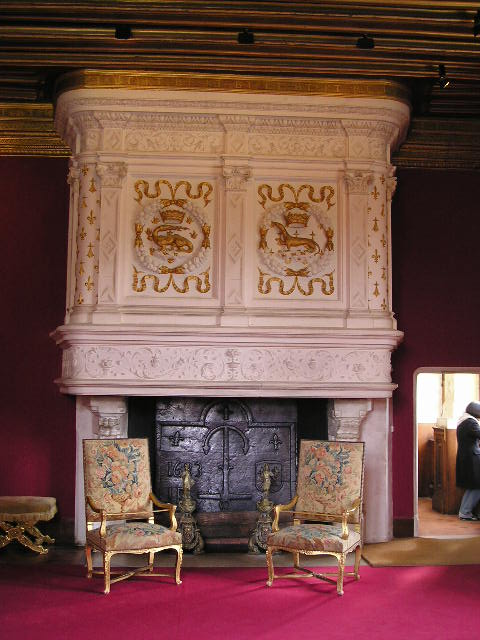
La cheminée de style Renaissance ornée de la Salamandre et de l'Hermine.
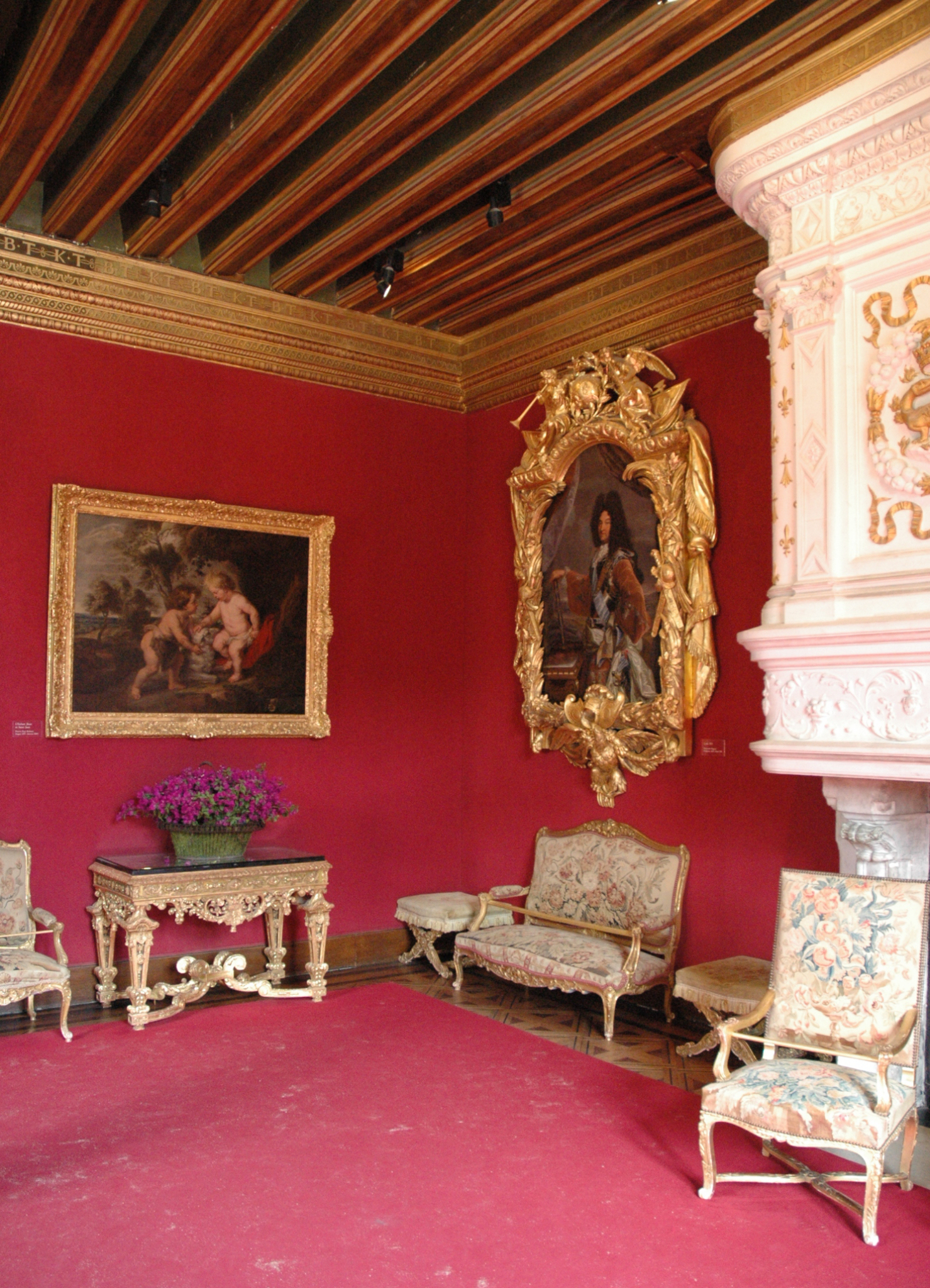
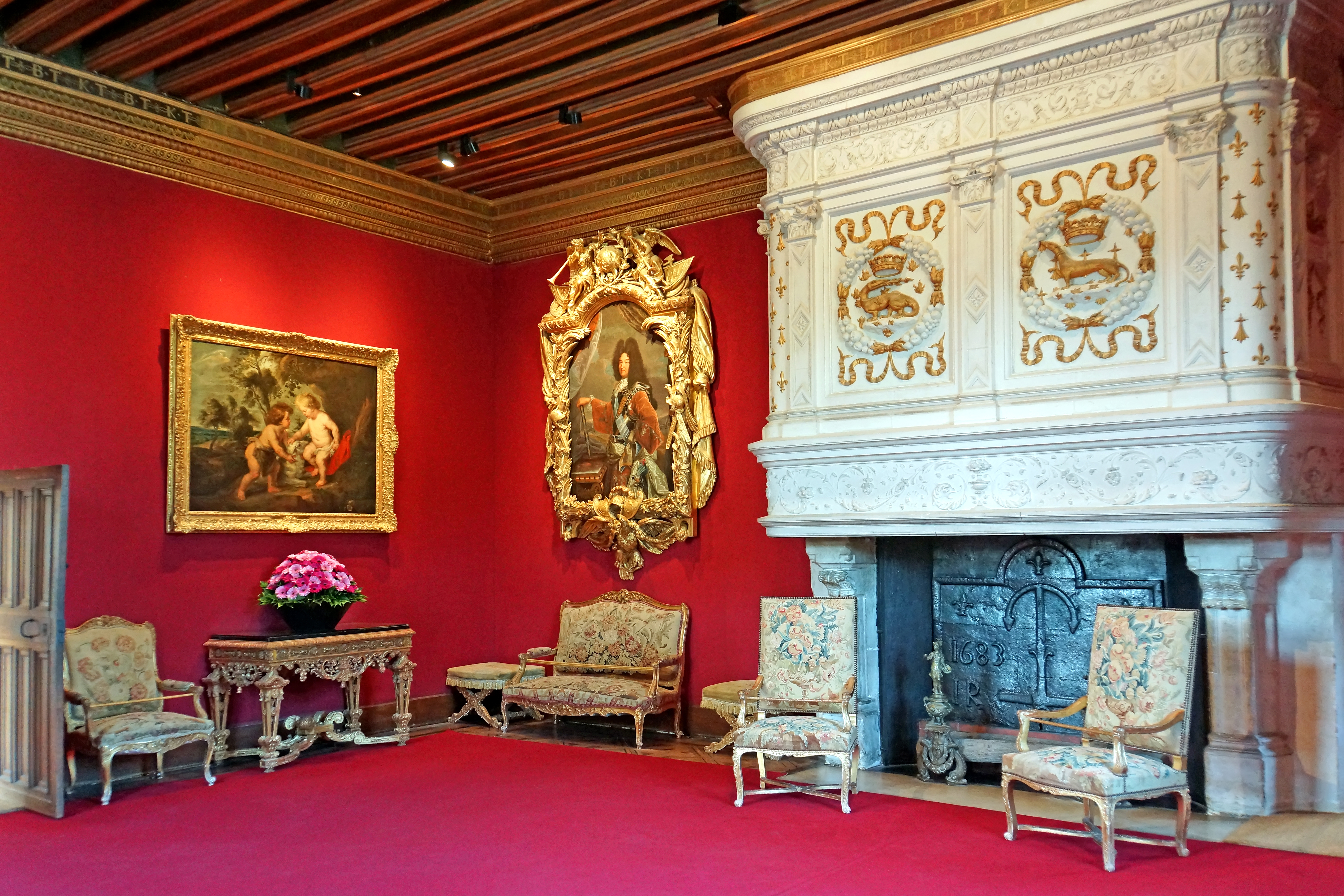
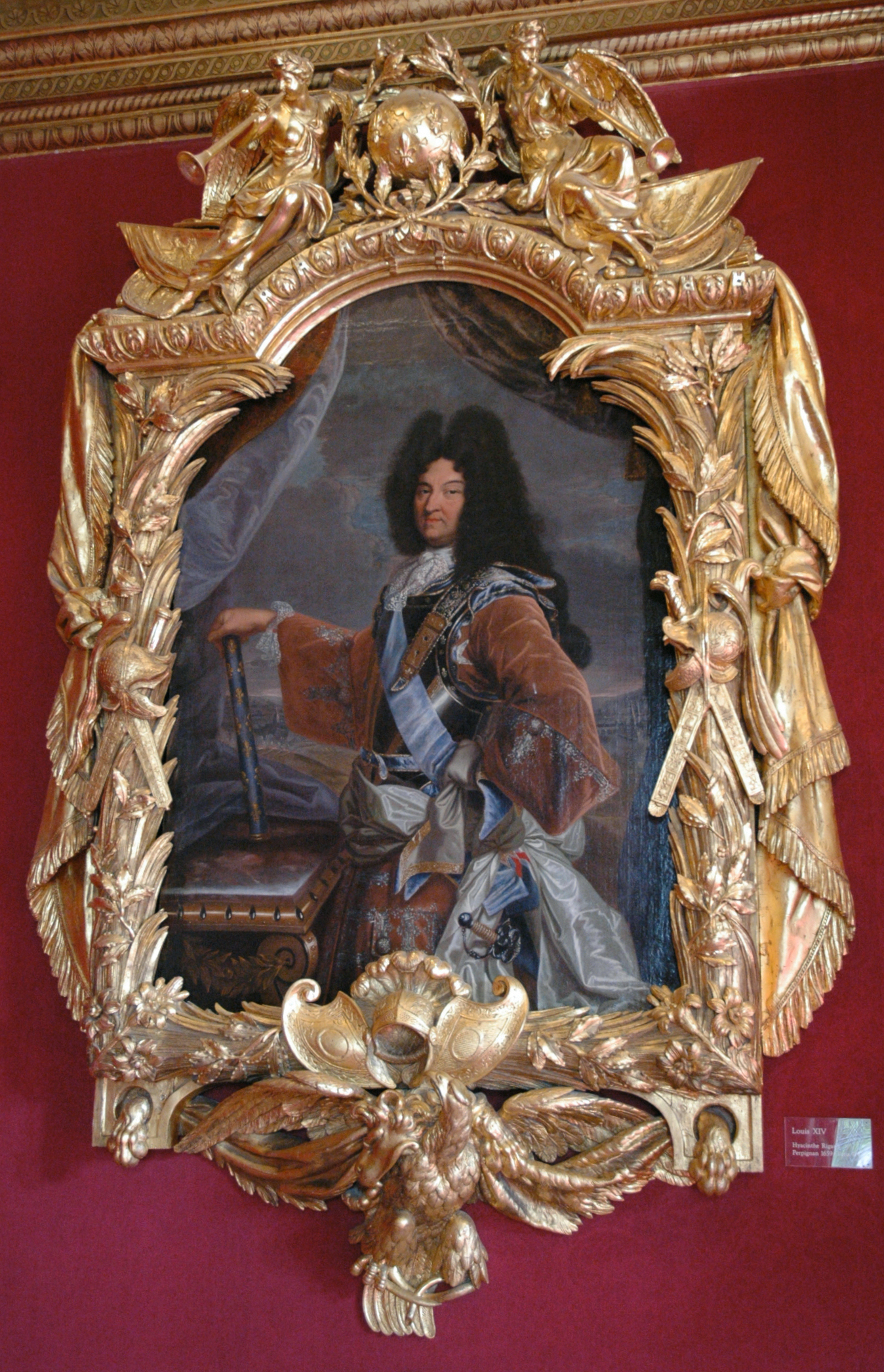
Louis XIV par Rigaud.

#### L'escalier

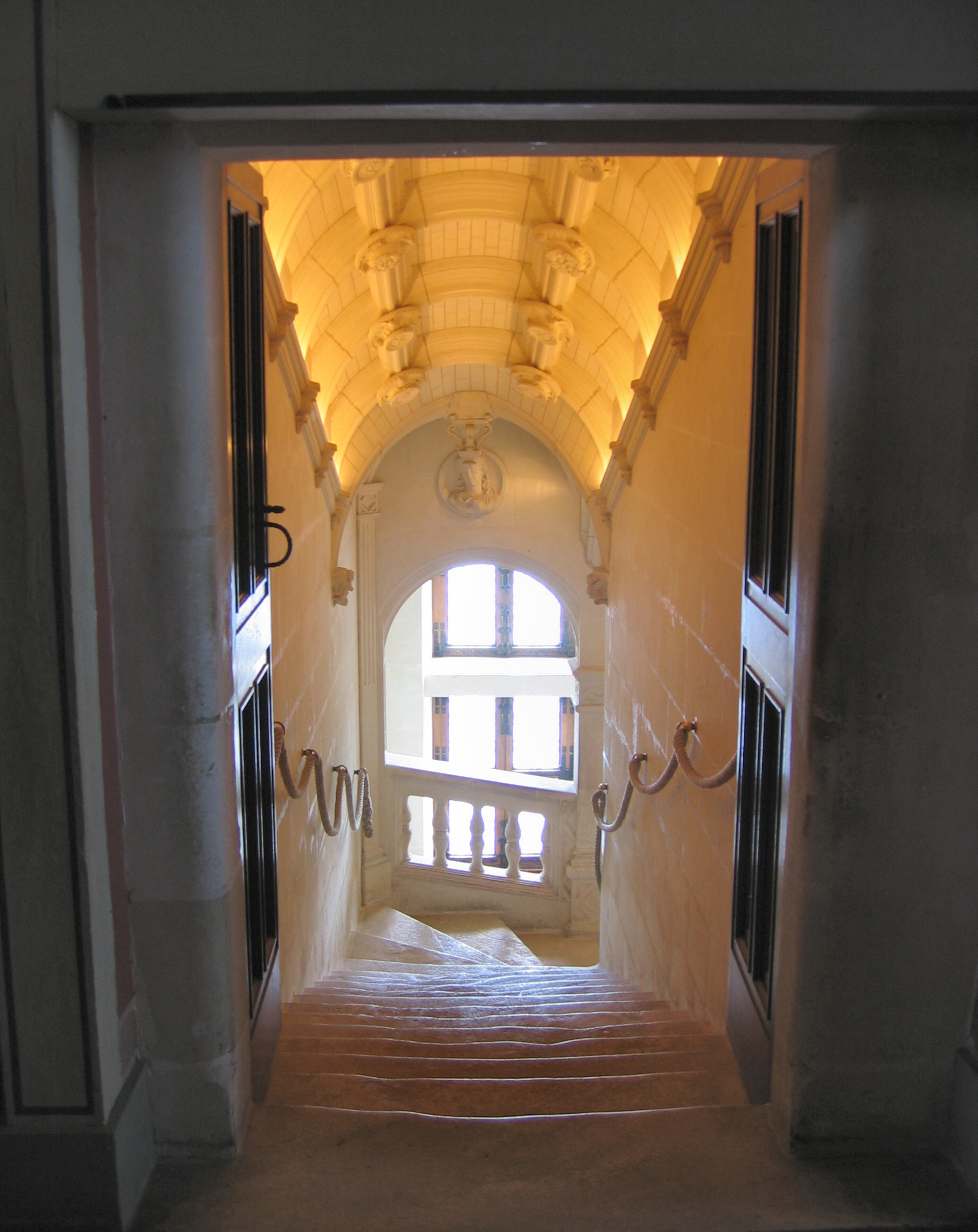
L'escalier avec voûtes en berceau « à l'antique »

Une porte en chêne du XVIe siècle donne l'accès à l'escalier, un des premiers escaliers droits, (rampe sur rampe) construit en France sur le modèle italien. Il est couvert d'une voûte dite « rampante », à nervures se coupant à angle droit. Les caissons sont ornés de figures humaines, de fruits et de fleurs (certains motifs ont été martelés à la Révolution).
Les vantaux sculptés représentent l'Ancienne Loi sous la forme d'une femme aux yeux bandés munie d'un livre et d'un bâton de pèlerin, et la Loi Nouvelle, au visage découvert et tenant une palme et un calice.
L'escalier est coupé d'un palier formant deux loggias à balustrades donnant vue sur le Cher ; au-dessus de l'une d'entre elles, un médaillon ancien représentant un buste de femme aux cheveux épars, habituel symbole de la folie.

### Cuisines du sous-sol
Les cuisines sont installées au sous-sol, auquel on accède par un escalier situé entre la galerie et « la chambre de François Ier ». Aménagées dans les piles assises du moulin ayant précédé le château qui forme un énorme soubassement, elles sont composées de plusieurs salles, dont l'office, salle basse aux deux voûtes en croisées d'ogives comportant une cheminée, la plus grande du château. À côté se trouve le four à pain.
L'office dessert la salle à manger du personnel du château, la boucherie dans laquelle sont exposés les crochets pour suspendre le gibier et les billots pour les dépecer, ainsi que le garde-manger. Un pont se tient entre l'office et la cuisine à proprement parler. Le mobilier du XVIe siècle a été remplacé pendant la Première Guerre mondiale en un équipement plus moderne, pour soutenir les besoins de l'hôpital.
Un quai de débarquement permettant d'apporter directement des marchandises dans la cuisine, est appelé selon la légende, le Bain de Diane.

Les cuisines
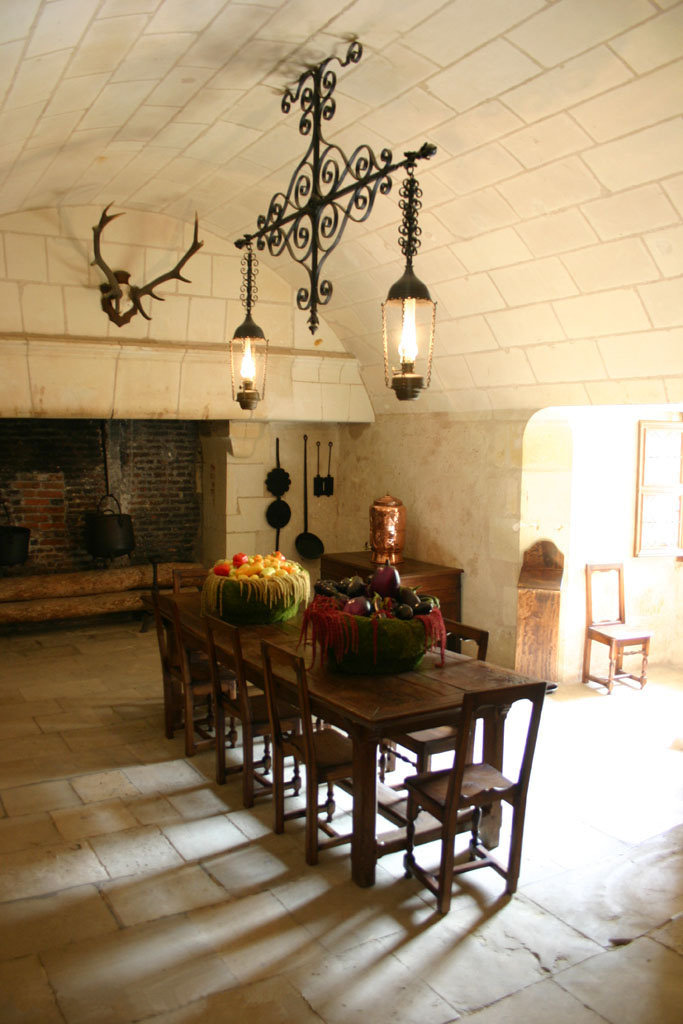
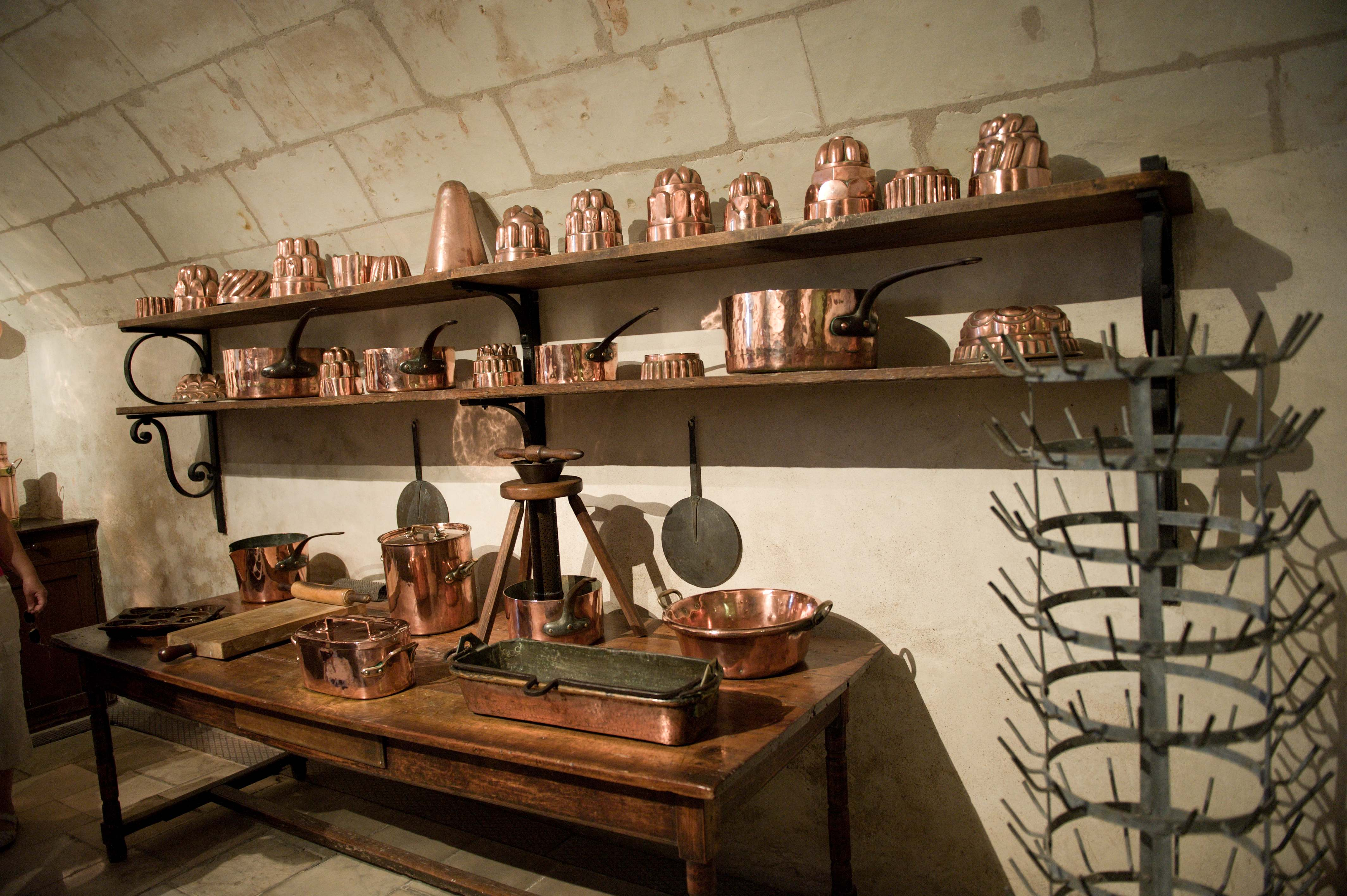
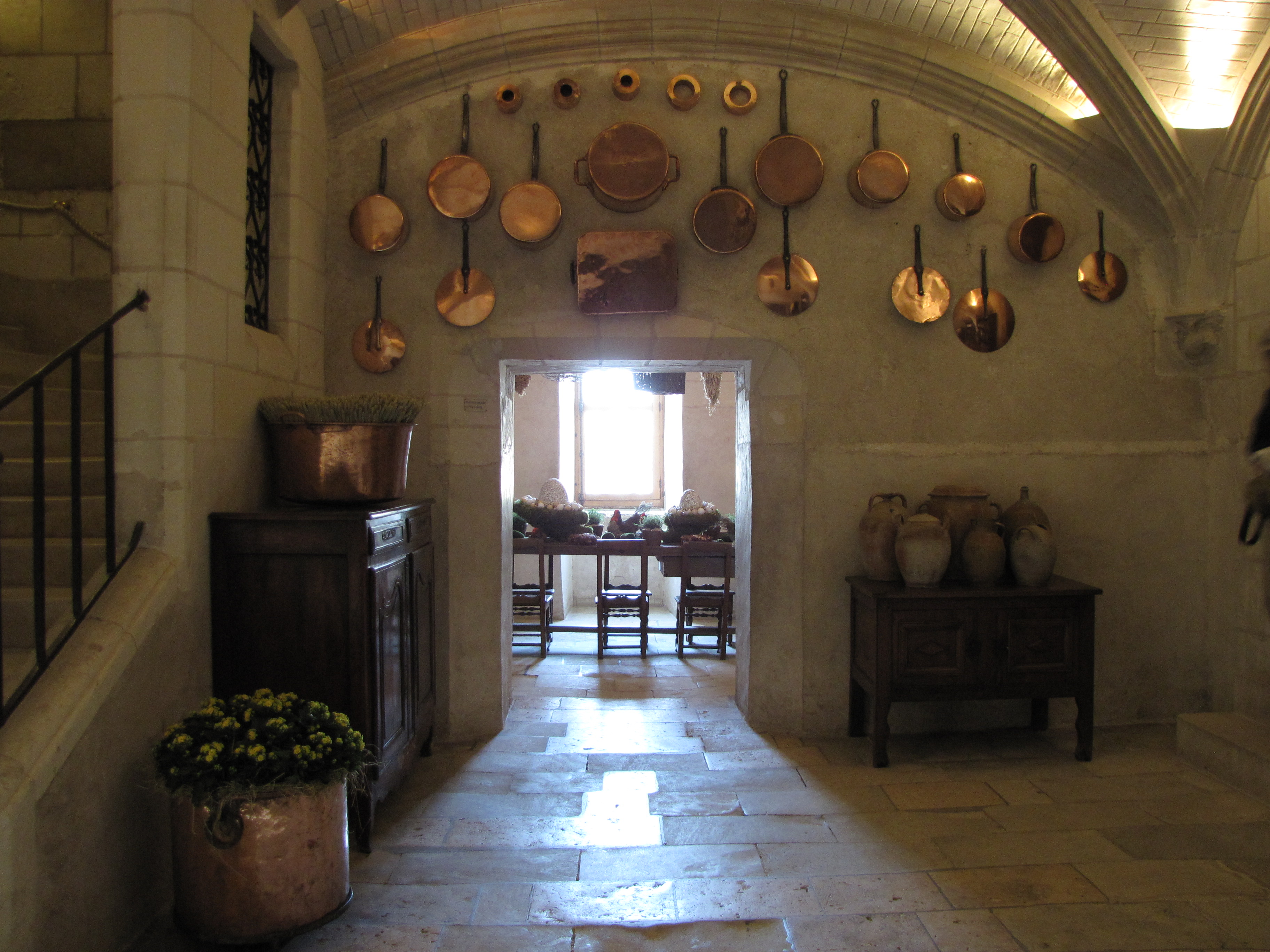
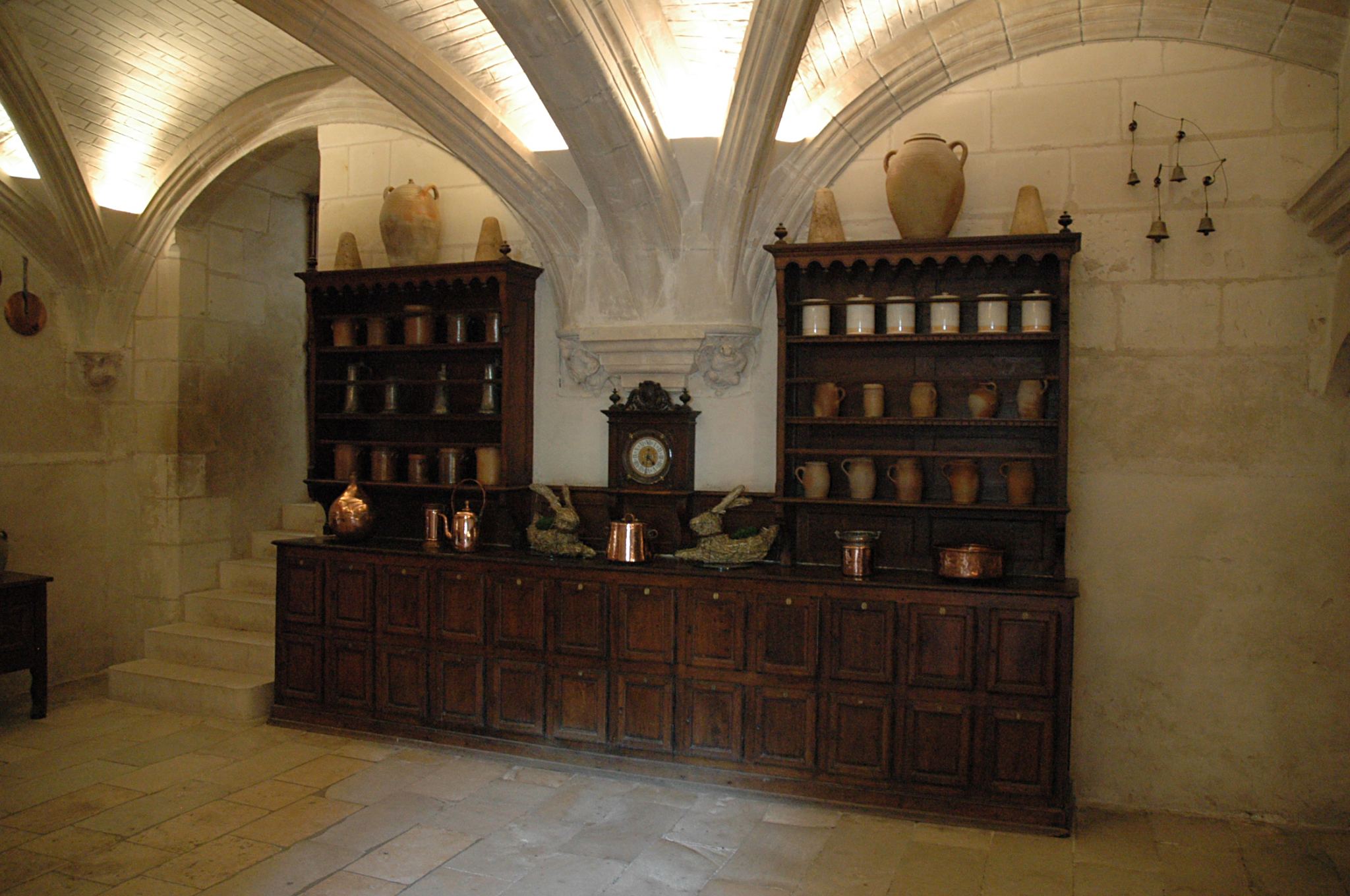
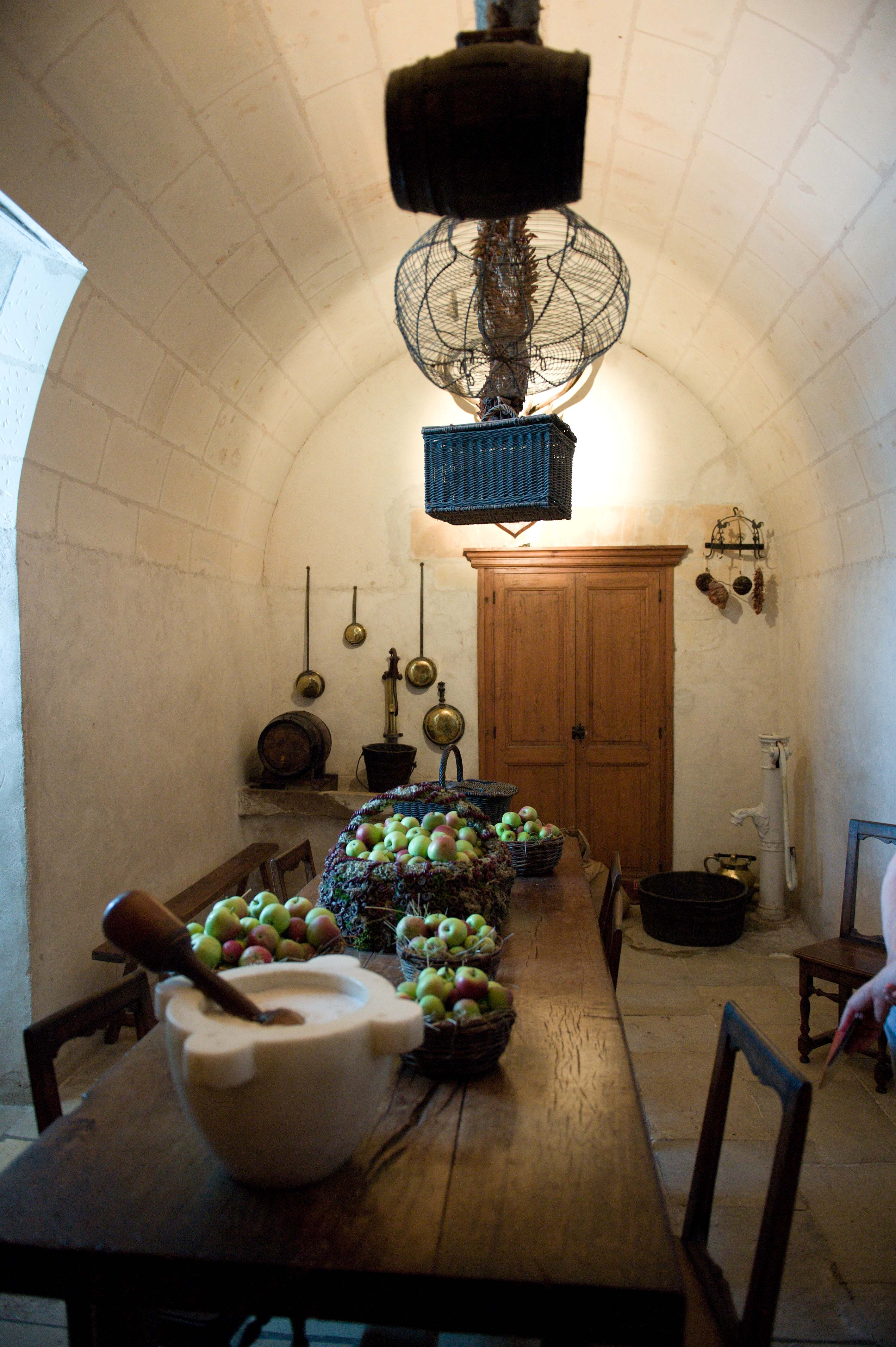

### Premier étage

Plan du premier étage :
1 : tribune de la chapelle
2 et 3 : cabinet des estampes
4 : chambre de Catherine de Médicis
5 : chambre des Cinq Reines
6 : vestibule de Catherine Briçonnet
7 : chambre de Gabrielle d'Estrées
8 : Escalier
9 : chambre de César de Vendôme
10 : galerie du premier étage.

#### Vestibule de Catherine Briçonnet

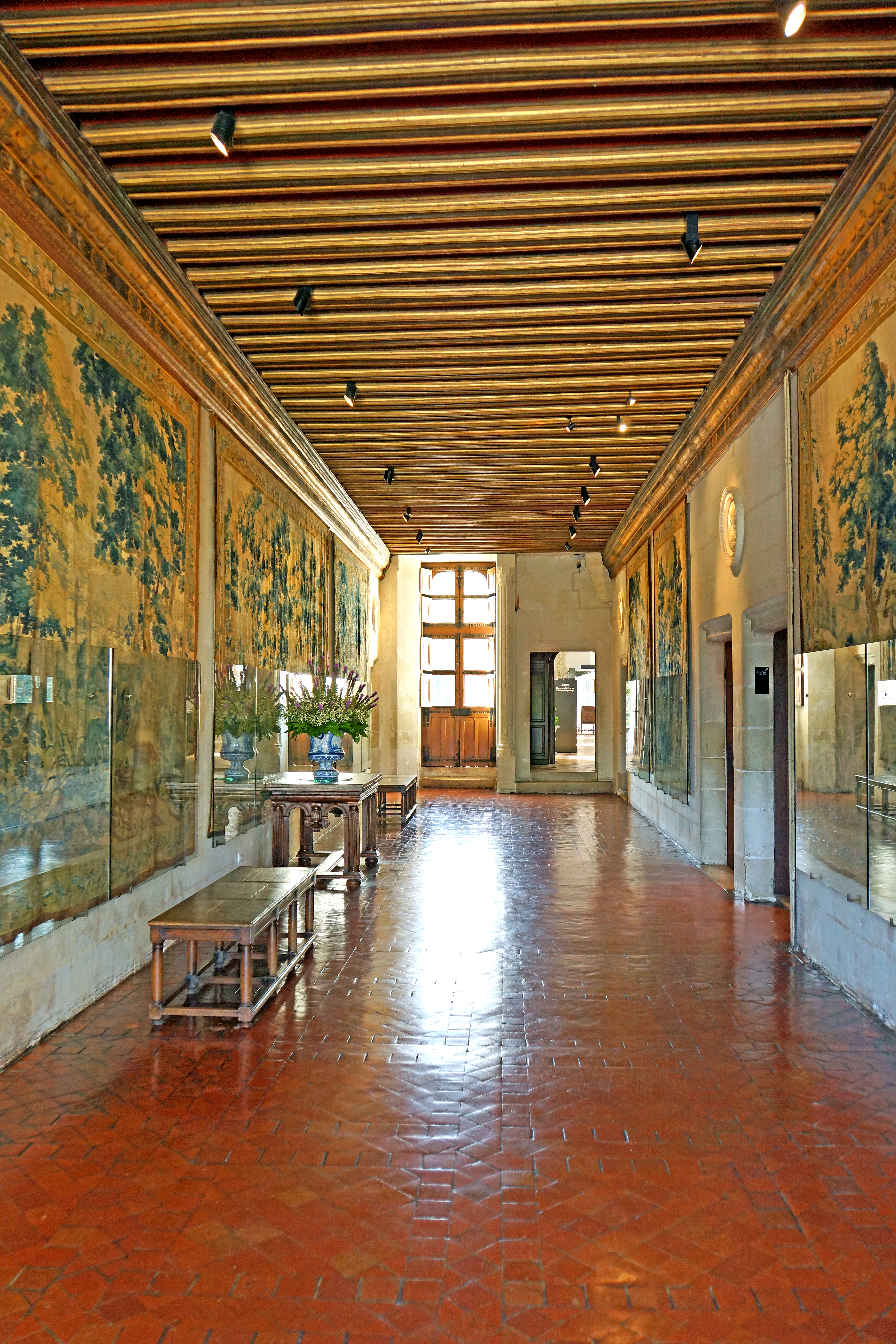
Le vestibule de
Catherine Briçonnet.

Le vestibule du premier étage est pavé de petits carreaux de terre cuite marqués d'une fleur de lys traversée par une dague. Le plafond est à solives apparentes. Au-dessus des portes est disposée une série de médaillons en marbre rapportés d'Italie par Catherine de Médicis, représentant les empereurs romains Galba, Claude, Germanicus, Vitellius et Néron.
La suite de six tapisseries d'Audenarde du XVIIe siècle représentent des scènes de chasses et de « pique-nique » d'après des cartons de Van der Meulen.

#### Chambre de Gabrielle d'Estrées
Le plafond à solives apparentes, le sol, la cheminée et le mobilier sont Renaissance. On voit près du lit à baldaquin une tapisserie des Flandres du XVIe siècle.
Les autres murs sont ornés de la tenture dite des Mois Lucas, dont Juin, le signe du Cancer - La tonte des moutons, Juillet, le signe du Lion - La chasse au faucon, et Août, le signe de la Vierge - La paie des moissonneurs ; les cartons de ces tapisseries sont de Lucas de Leyde ou Lucas van Nevele.
Au-dessus du cabinet est exposée une toile de l'école florentine du XVIIe siècle représentant sainte Cécile, patronne des musiciens, et au-dessus de la porte, L'Enfant à l'Agneau de Francisco Ribalta.

La chambre de Gabrielle d'Estrées
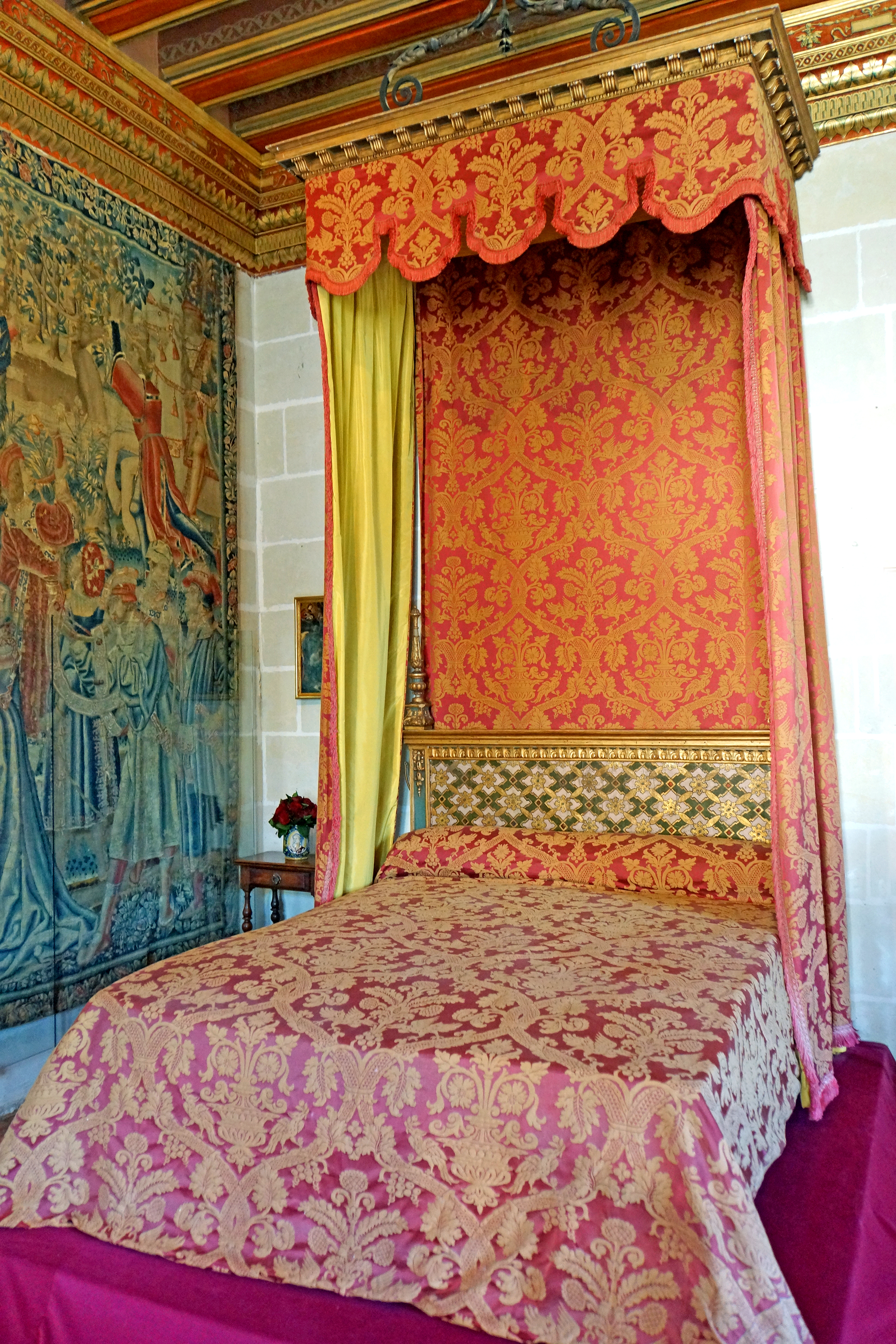
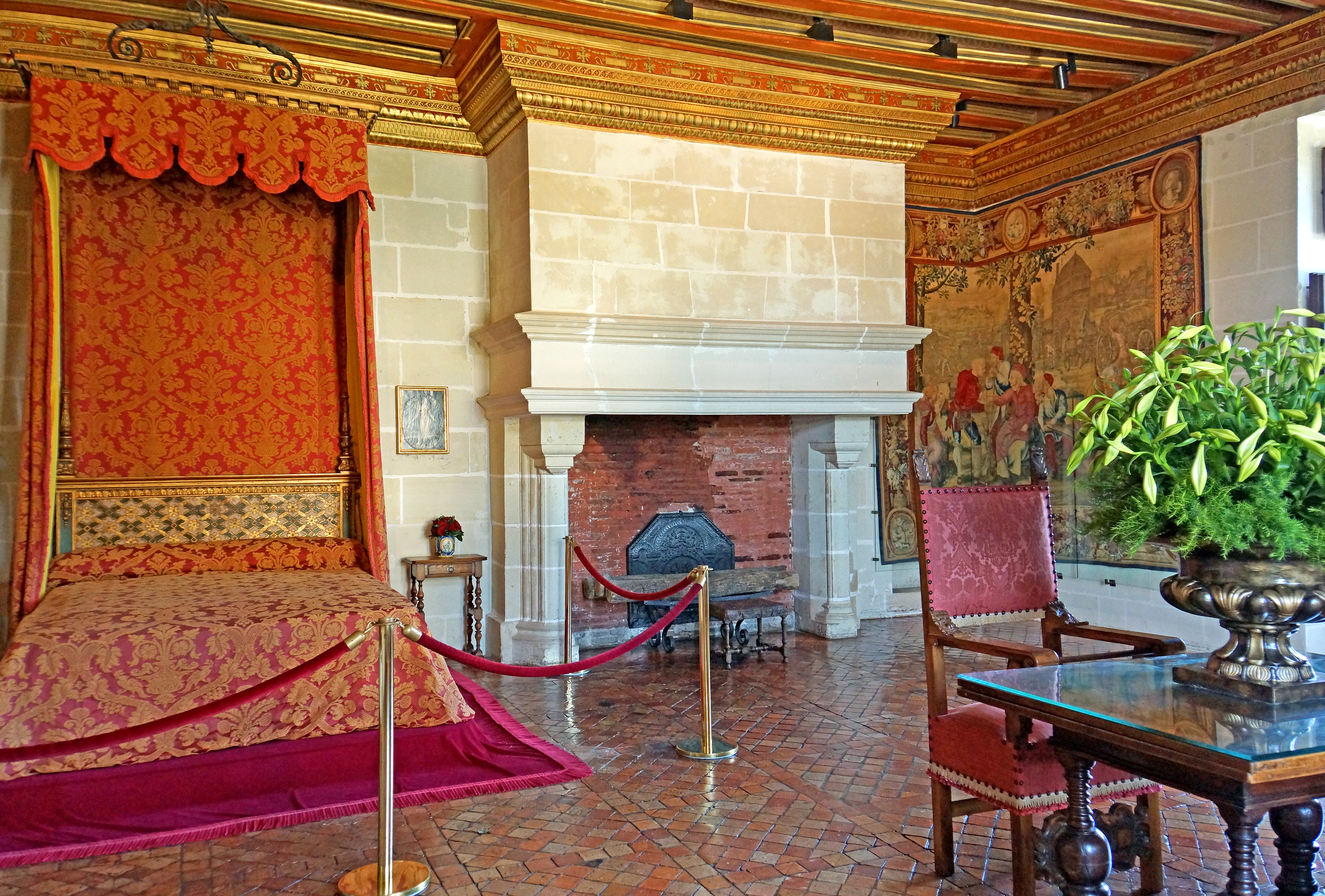
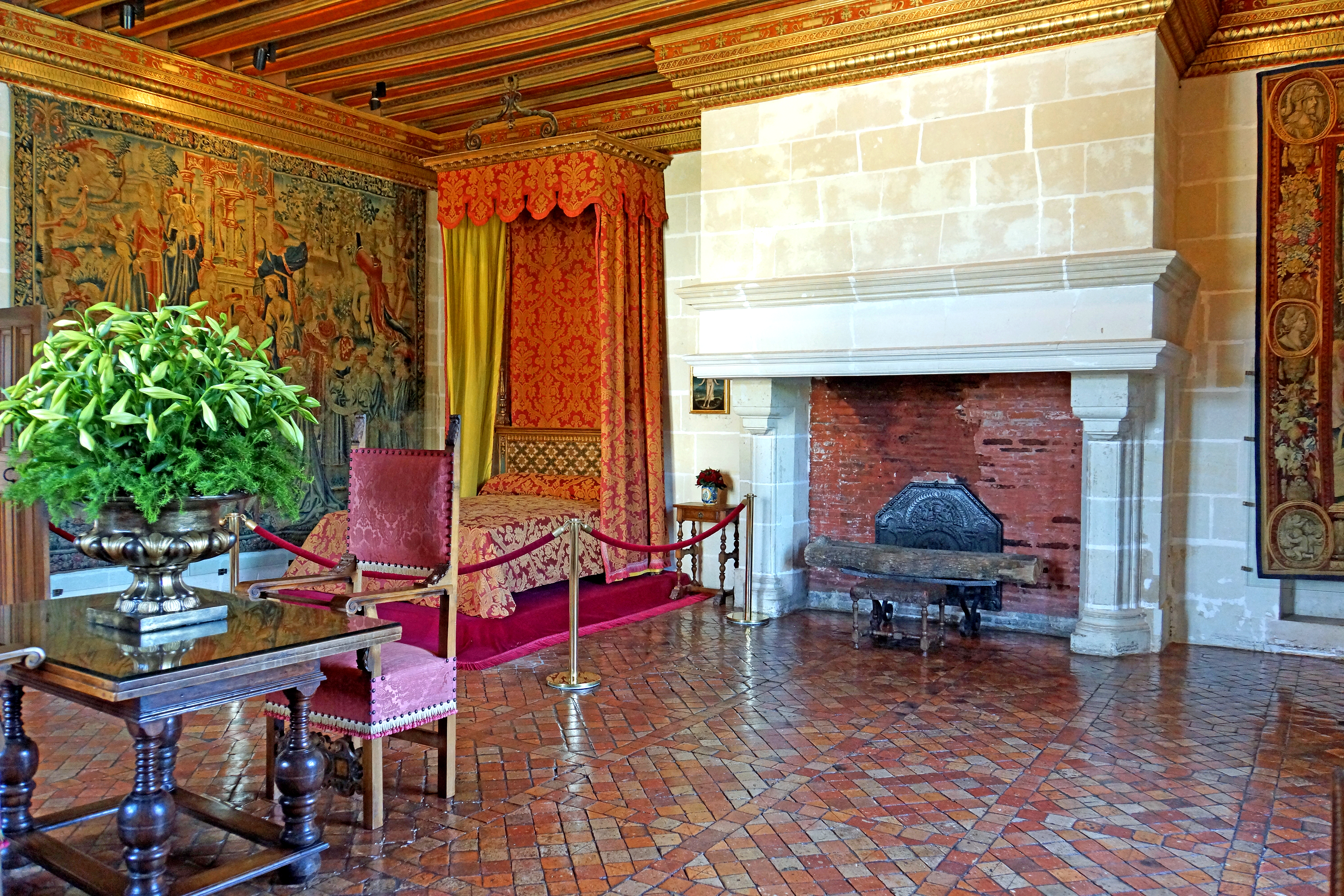
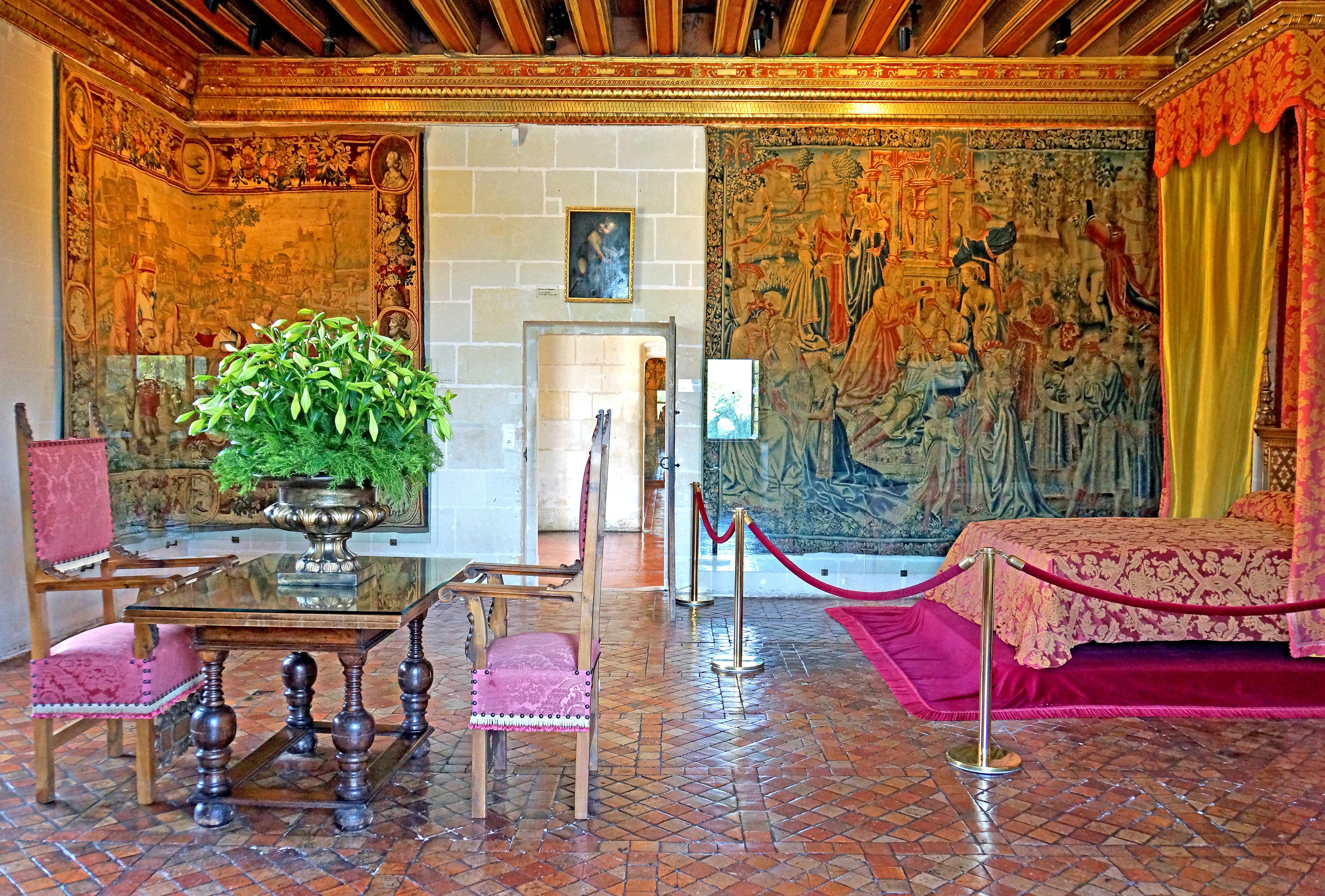

#### Chambre des Cinq Reines
Cette chambre rend hommage aux deux filles et aux trois belles-filles de Catherine de Médicis : la reine Margot, Élisabeth de France, Marie Stuart, Élisabeth d'Autriche, et Louise de Lorraine. Le plafond à caissons du XVIe siècle arbore en effet les armoiries des cinq reines.
Le mobilier se compose d'un lit à baldaquin, de deux crédences gothiques surmontées de deux têtes de femmes en bois polychrome et d'un coffre de voyage recouvert de cuir clouté.
Aux murs, nous pouvons voir une suite de tapisseries des Flandres du XVIe siècle représentant Le Siège de Troie et L'Enlèvement d'Hélène, Les Jeux du cirque dans le Colisée, et Le Couronnement du roi David. Une autre évoque un épisode de la vie de Samson. Sont exposés également, L'Adoration des Mages, étude pour le tableau de Rubens (musée du Prado), un portrait de la duchesse d'Olonne de Pierre Mignard, ainsi qu’Apollon chez Admète l'argonaute, dû à l'école italienne du XVIIe siècle.

La chambre des Cinq Reines
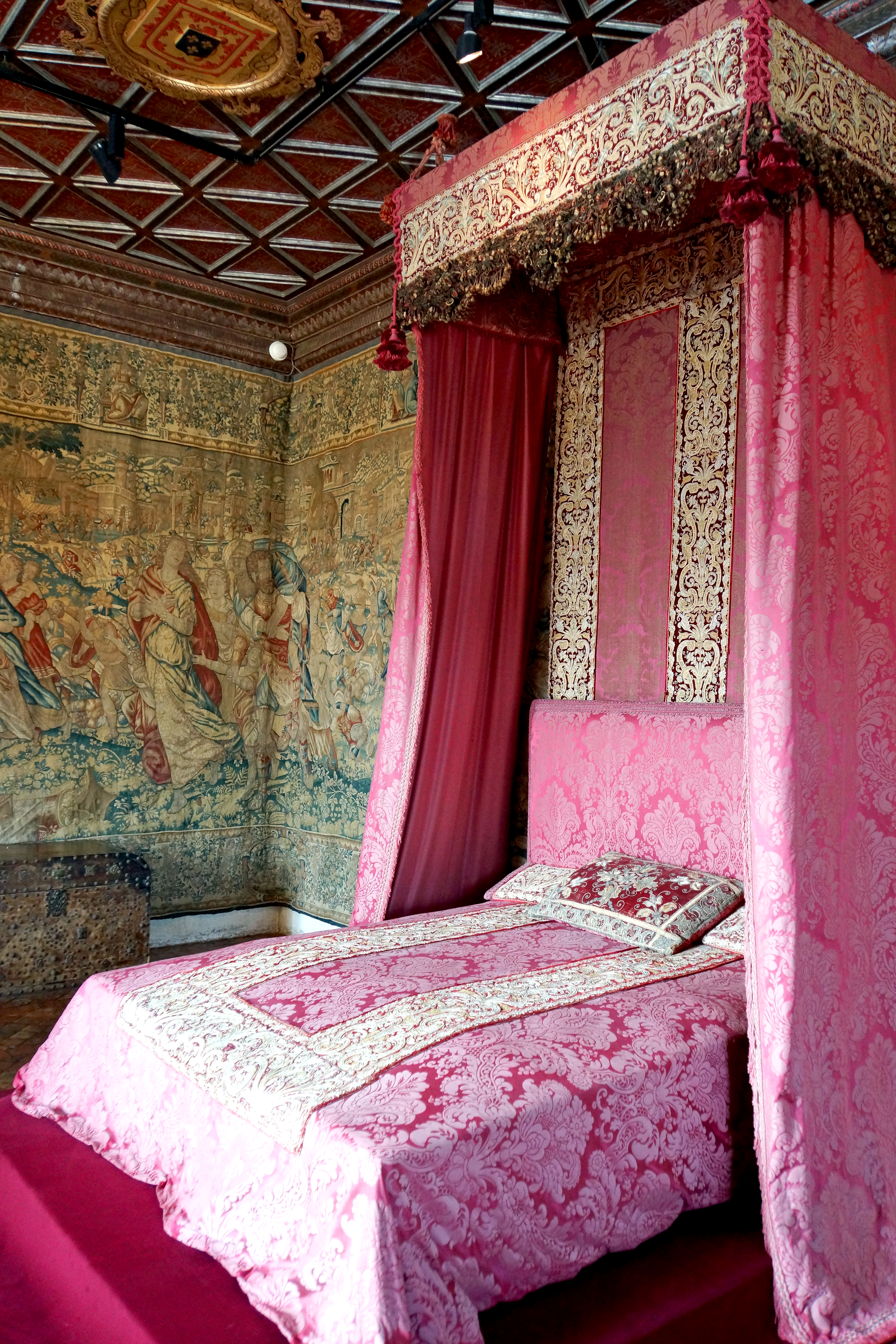
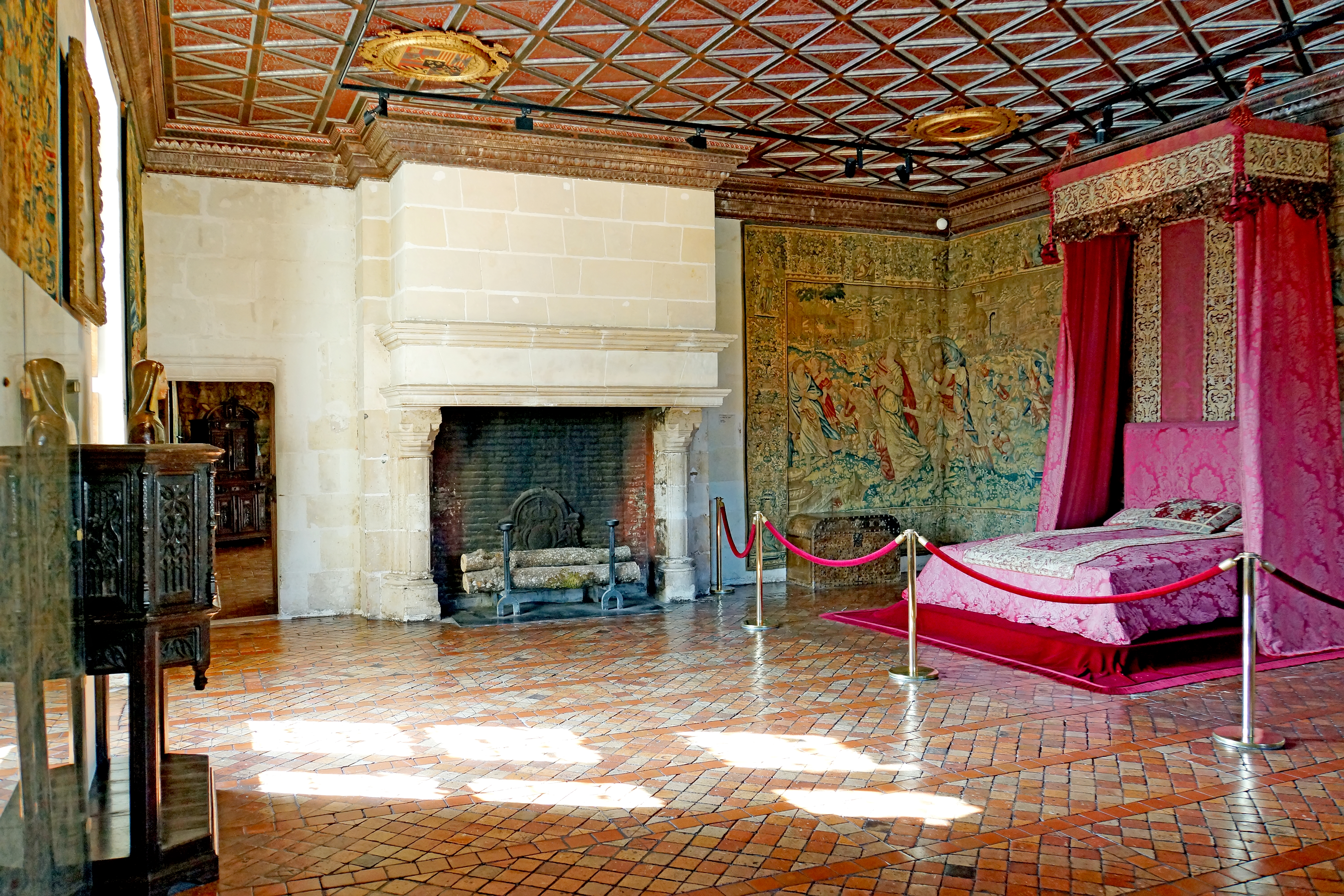
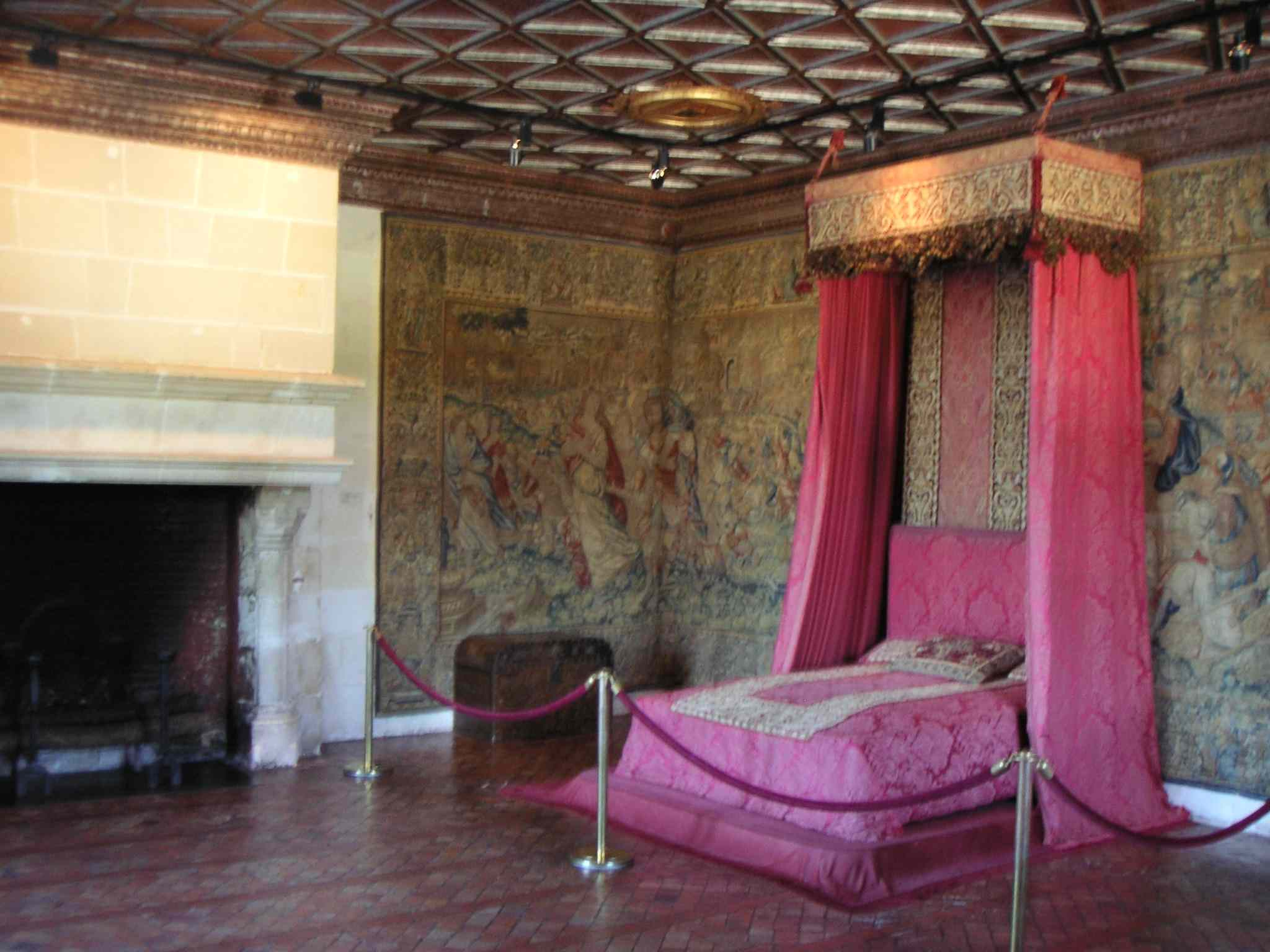
La chambre des Cinq Reines.
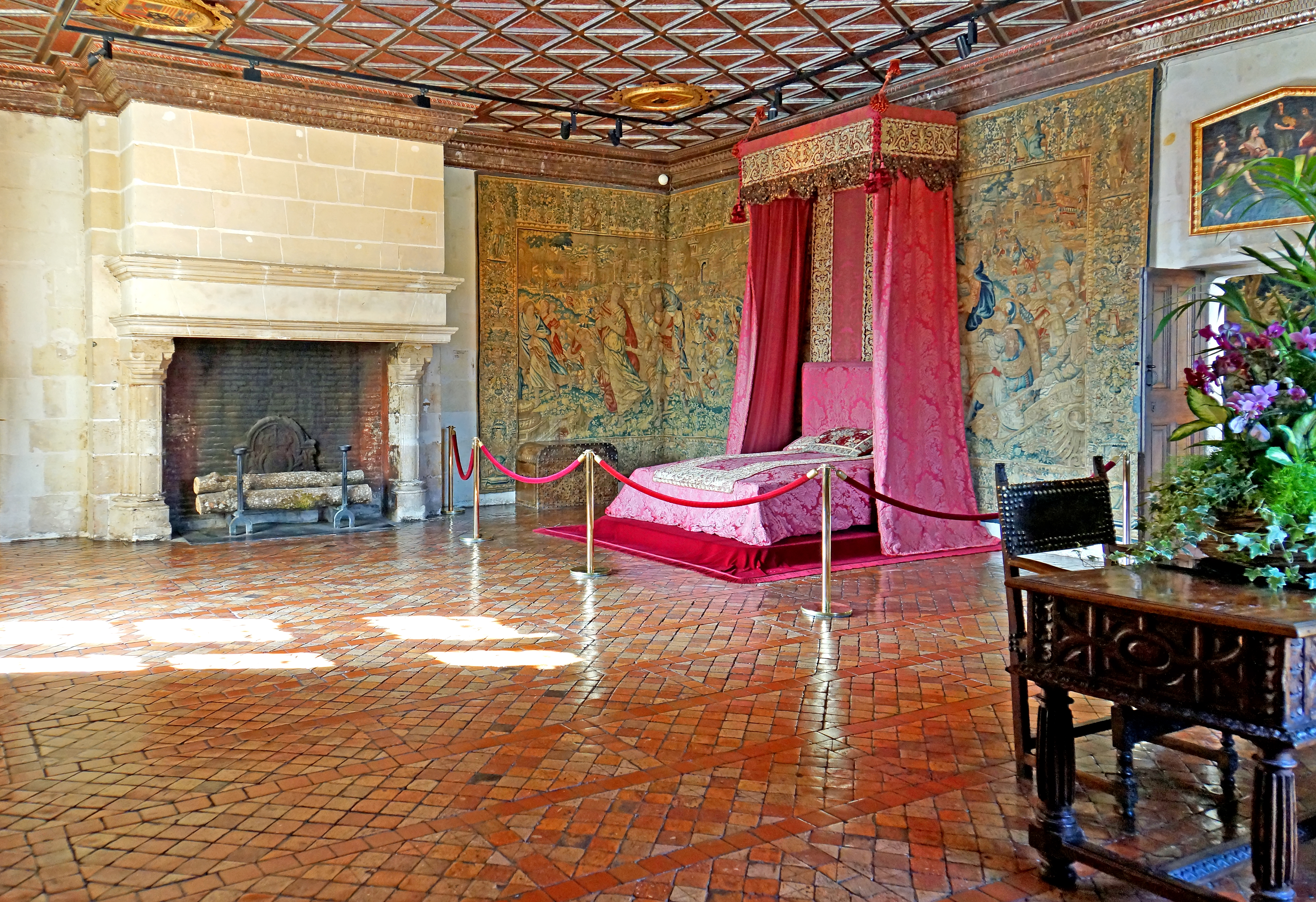
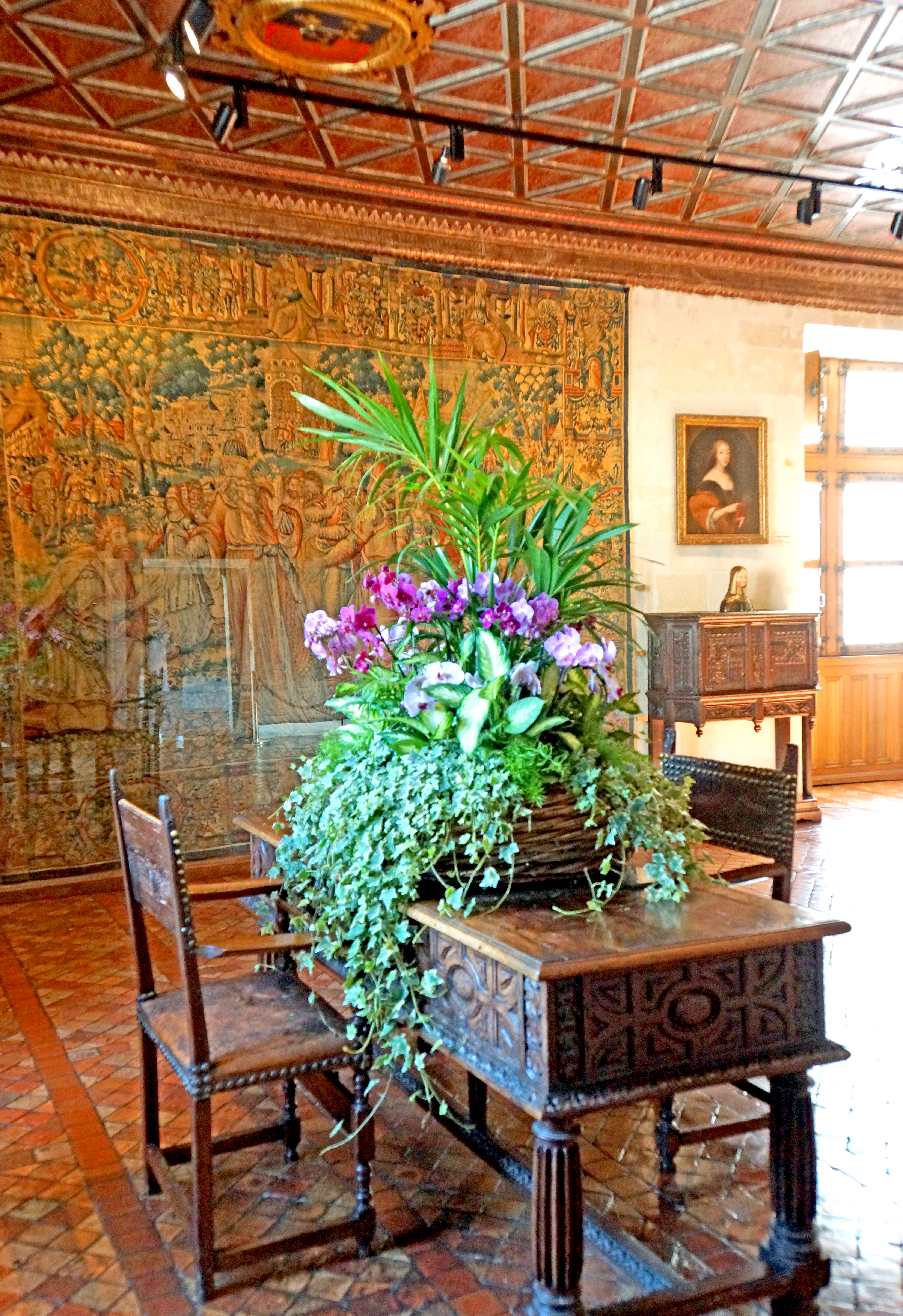

#### Chambre de Catherine de Médicis
La chambre de Catherine de Médicis est meublée d'un ensemble du XVIe siècle ainsi que de tapisseries des Flandres du XVIe siècle retraçant la vie de Samson, remarquables par leurs bordures peuplées d'animaux symbolisant des proverbes et des fables comme L'écrevisse et l'huître, ou L'habileté est supérieure à la Ruse.
La cheminée et le sol de tomettes sont d'époque Renaissance.
Dominant la pièce, une peinture sur bois, L'éducation de l'amour par Le Corrège.

La chambre de Catherine de Médicis
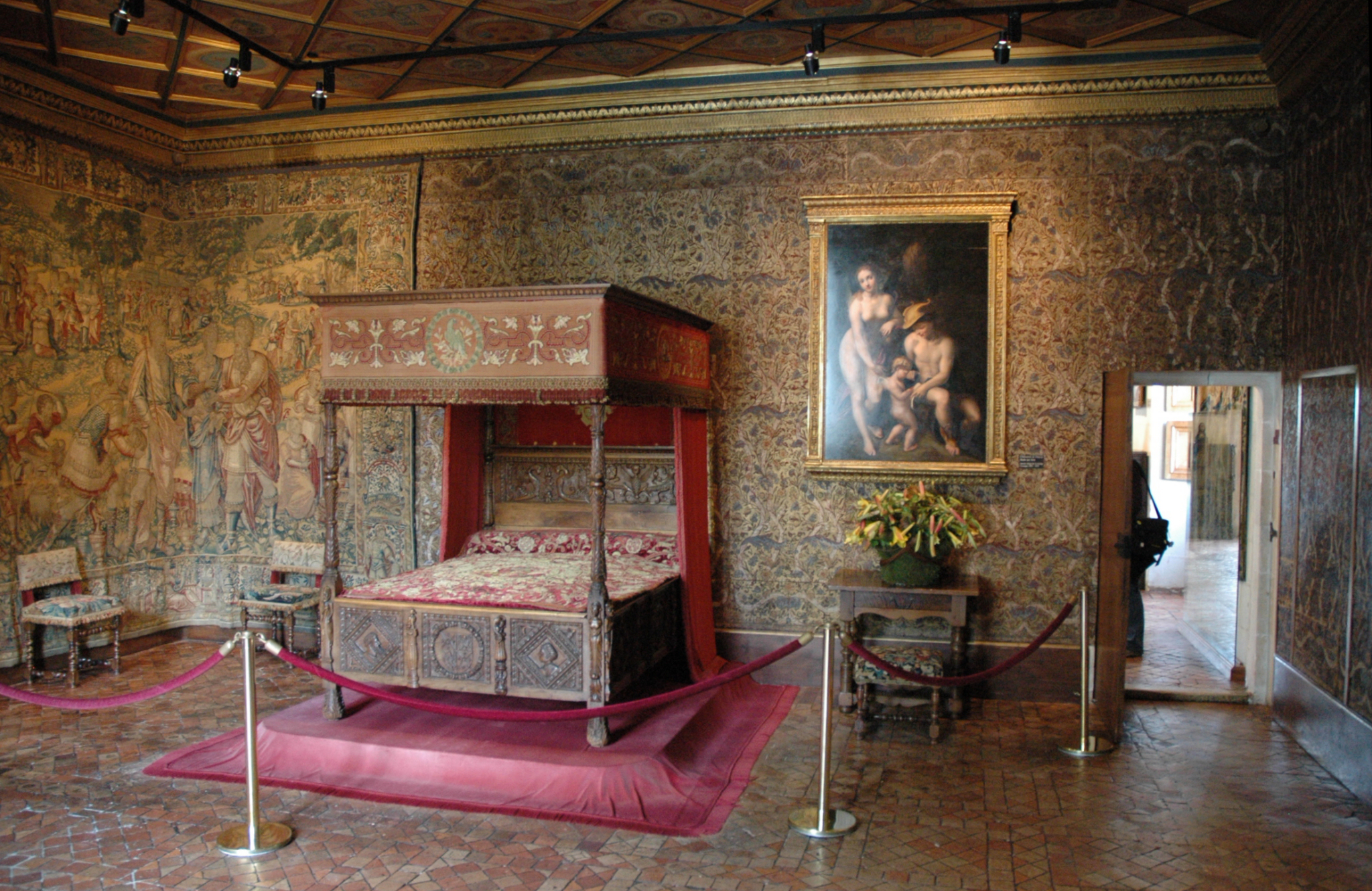
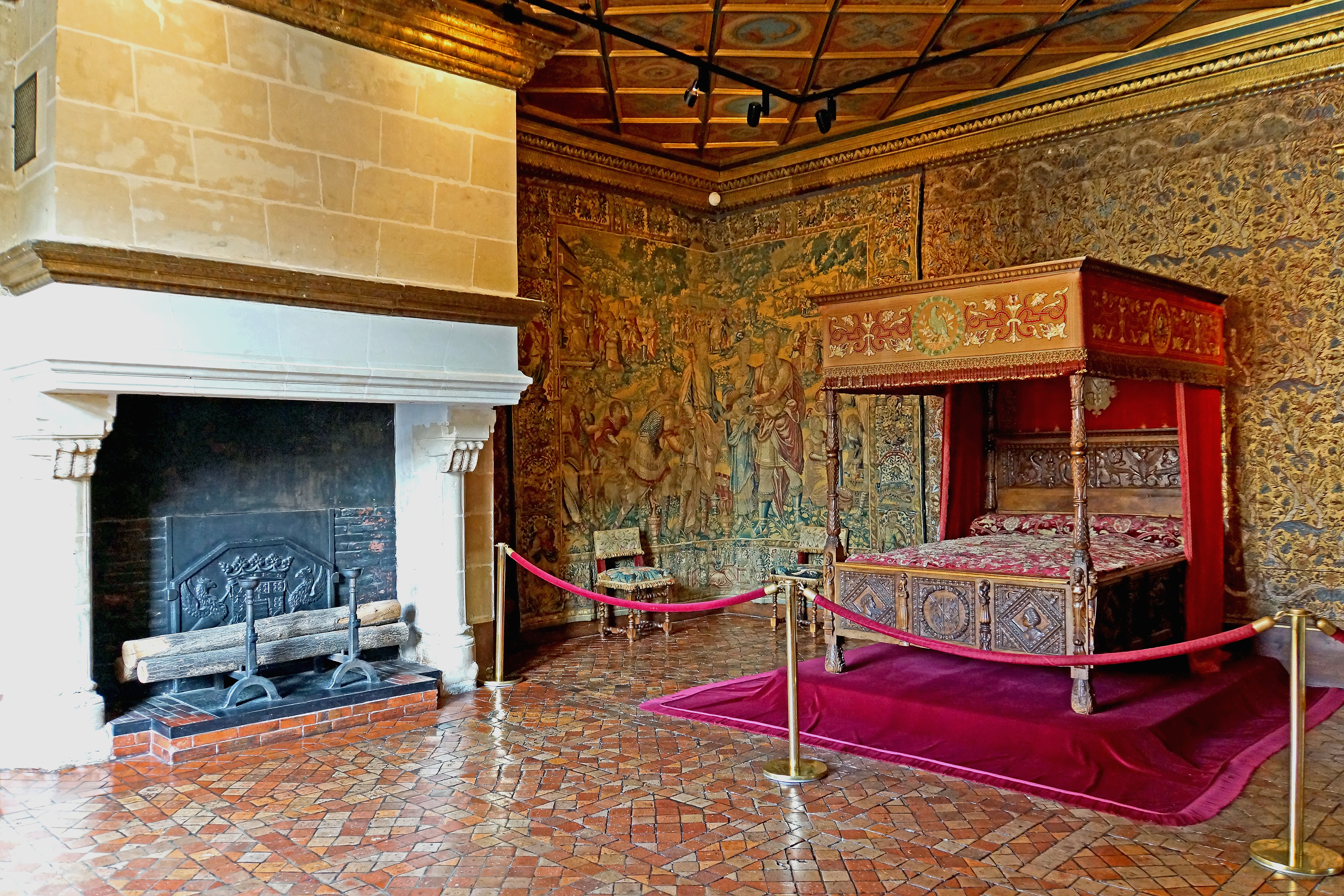
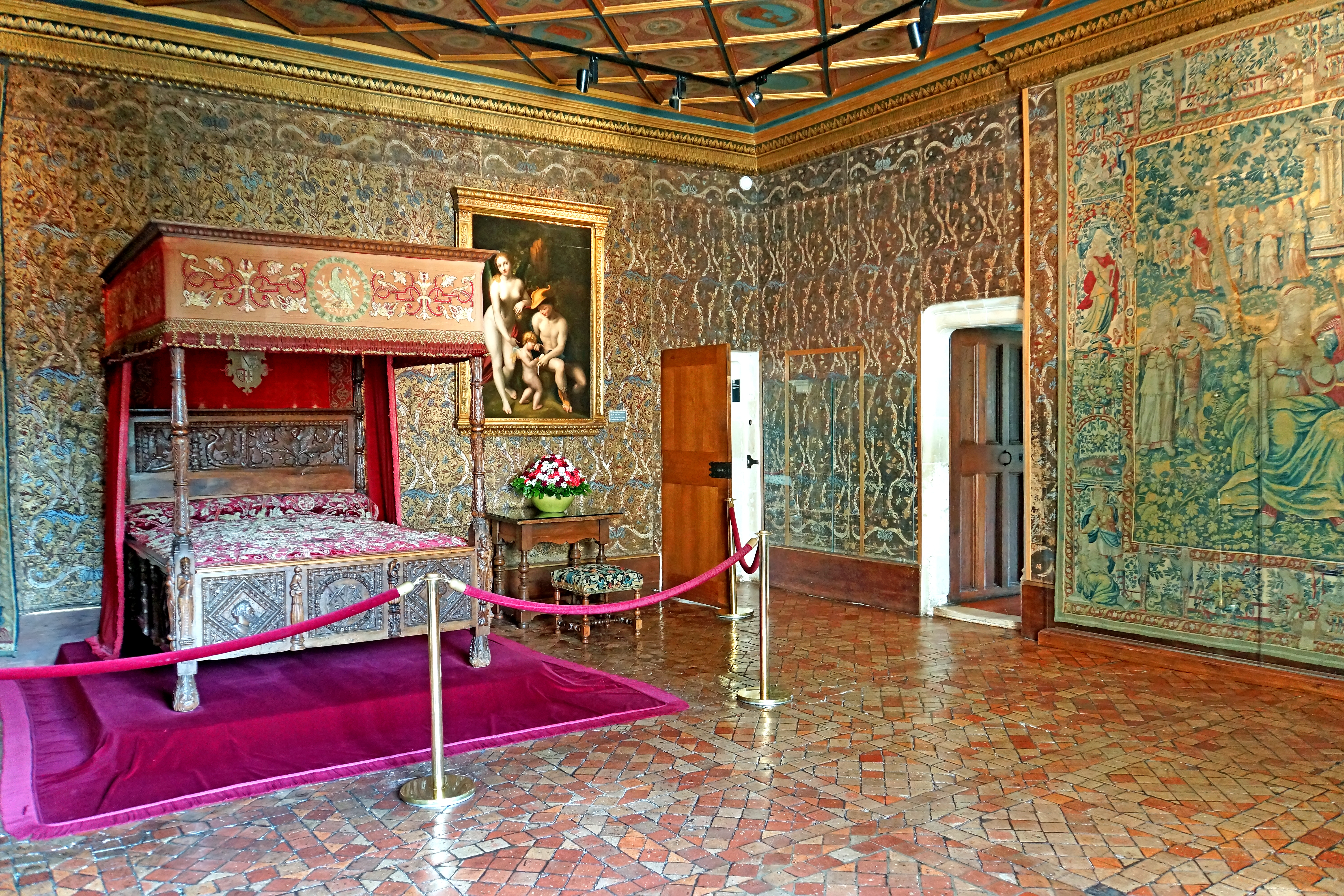
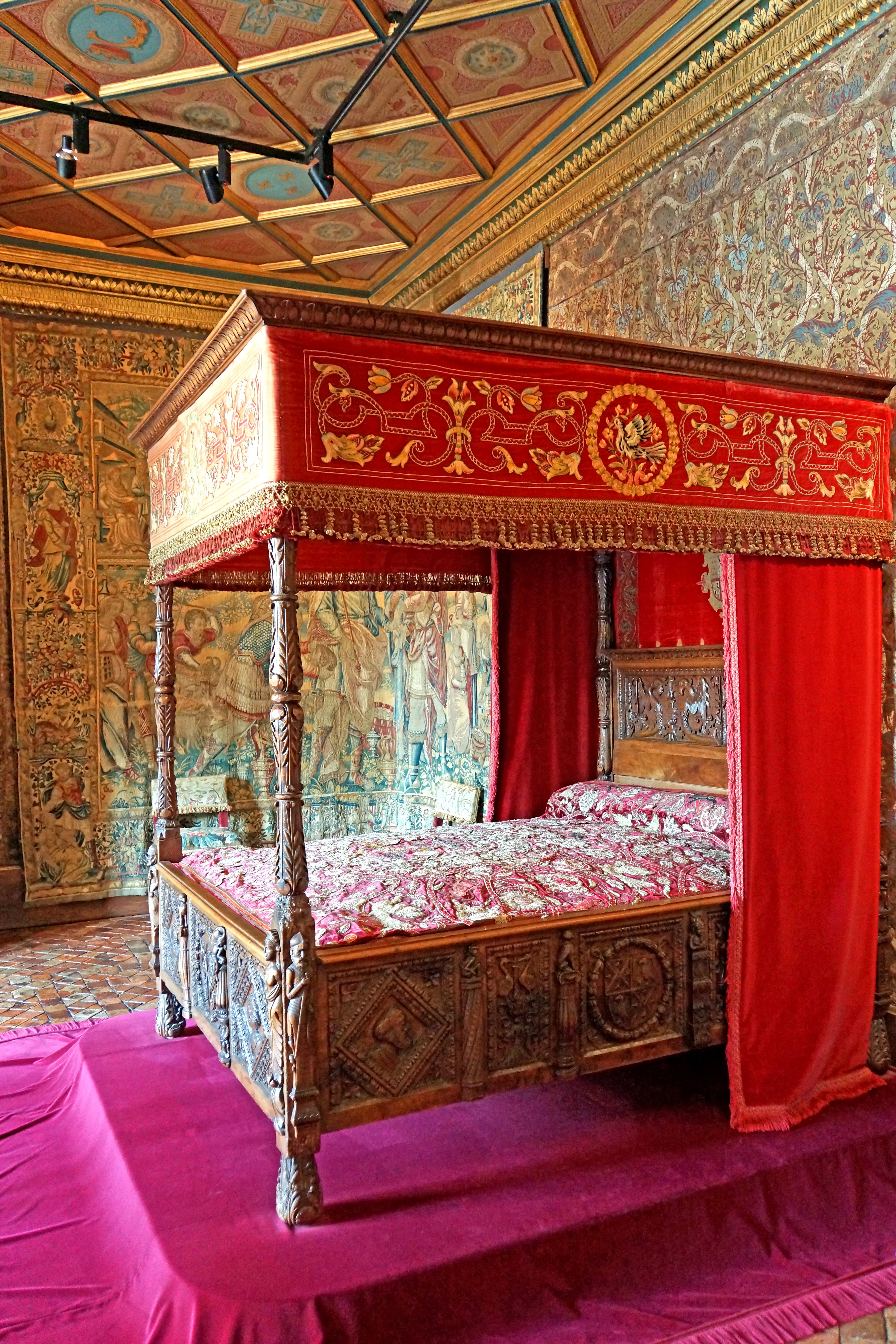

#### Cabinet des Estampes
Ces petits appartements, ornés d'une cheminée de la fin du XVIIIe siècle dans la première pièce, d'une autre du XVIe siècle dans la seconde, présentent une importante collection de dessins et d'estampes représentant le château datant de 1560 pour le plus ancien, du XIXe siècle pour les plus récents. Le plafond du XVIIIe siècle, attribuable à l'atelier de Nicolas Bertin, représente un Couronnement de Flore ou de l'Aurore, en présence d'Éole et d'un dieu Fleuve.

Le cabinet des Estampes
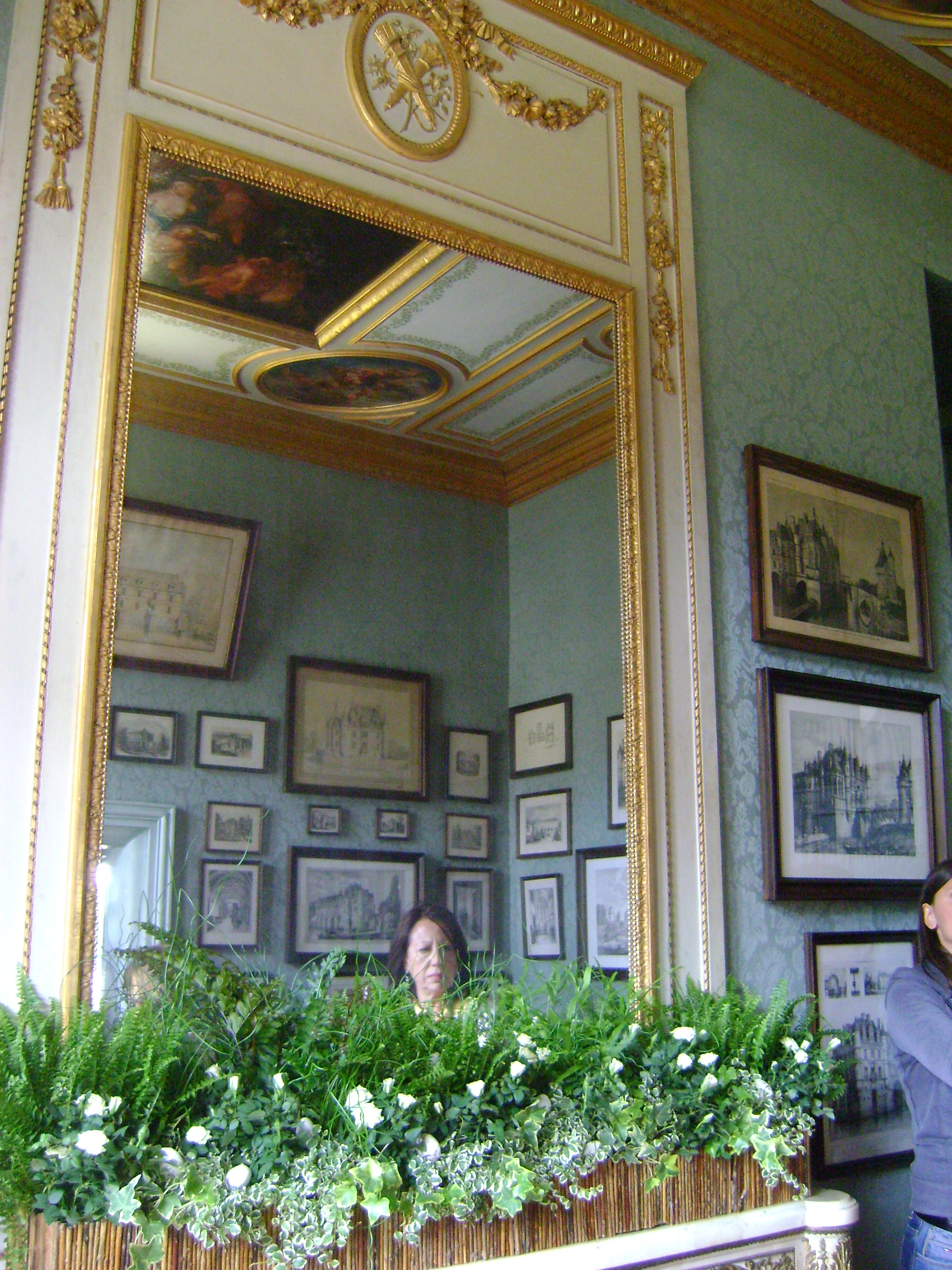
Miroir du cabinet des Estampes.
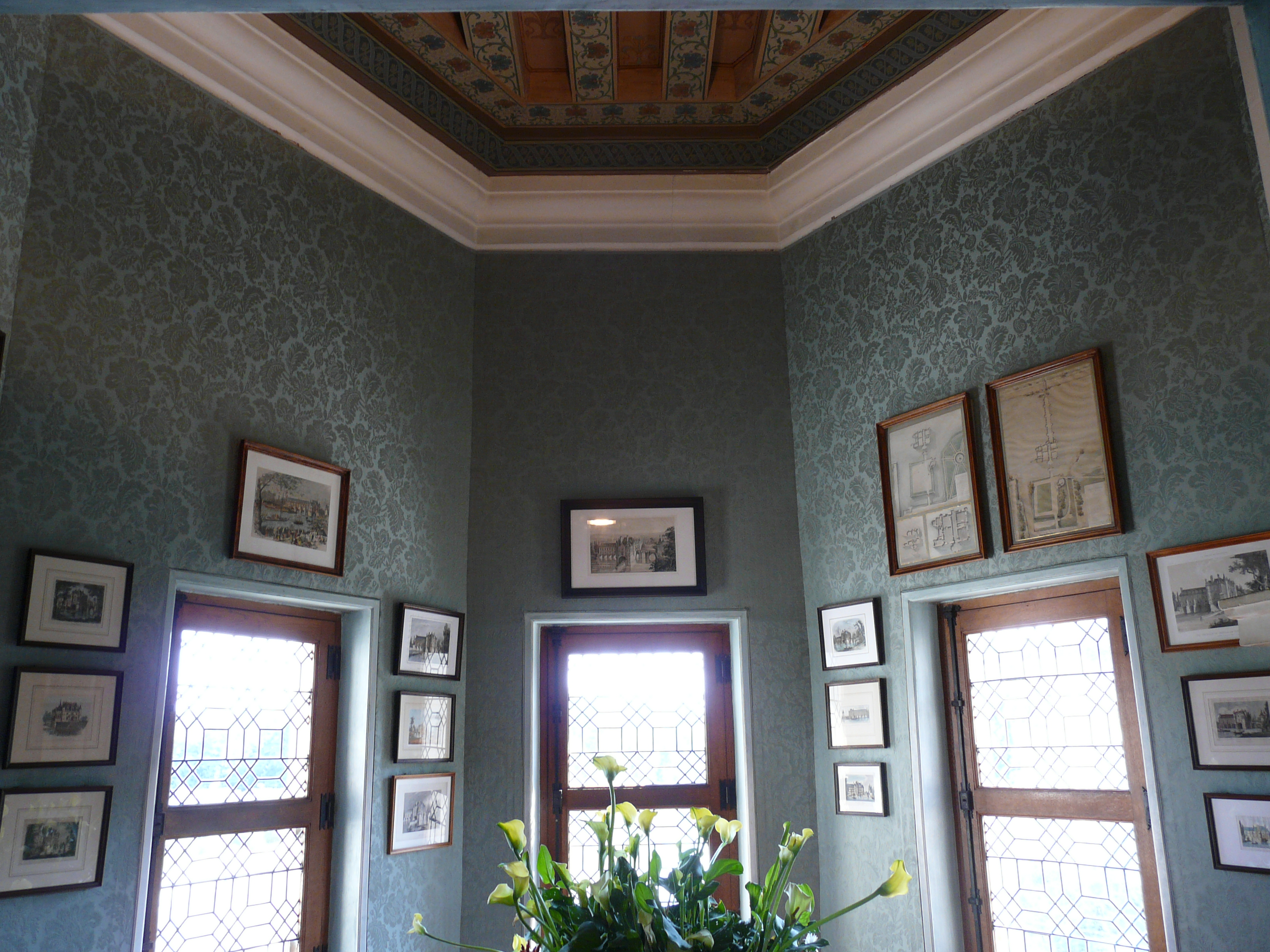
Vue générale.
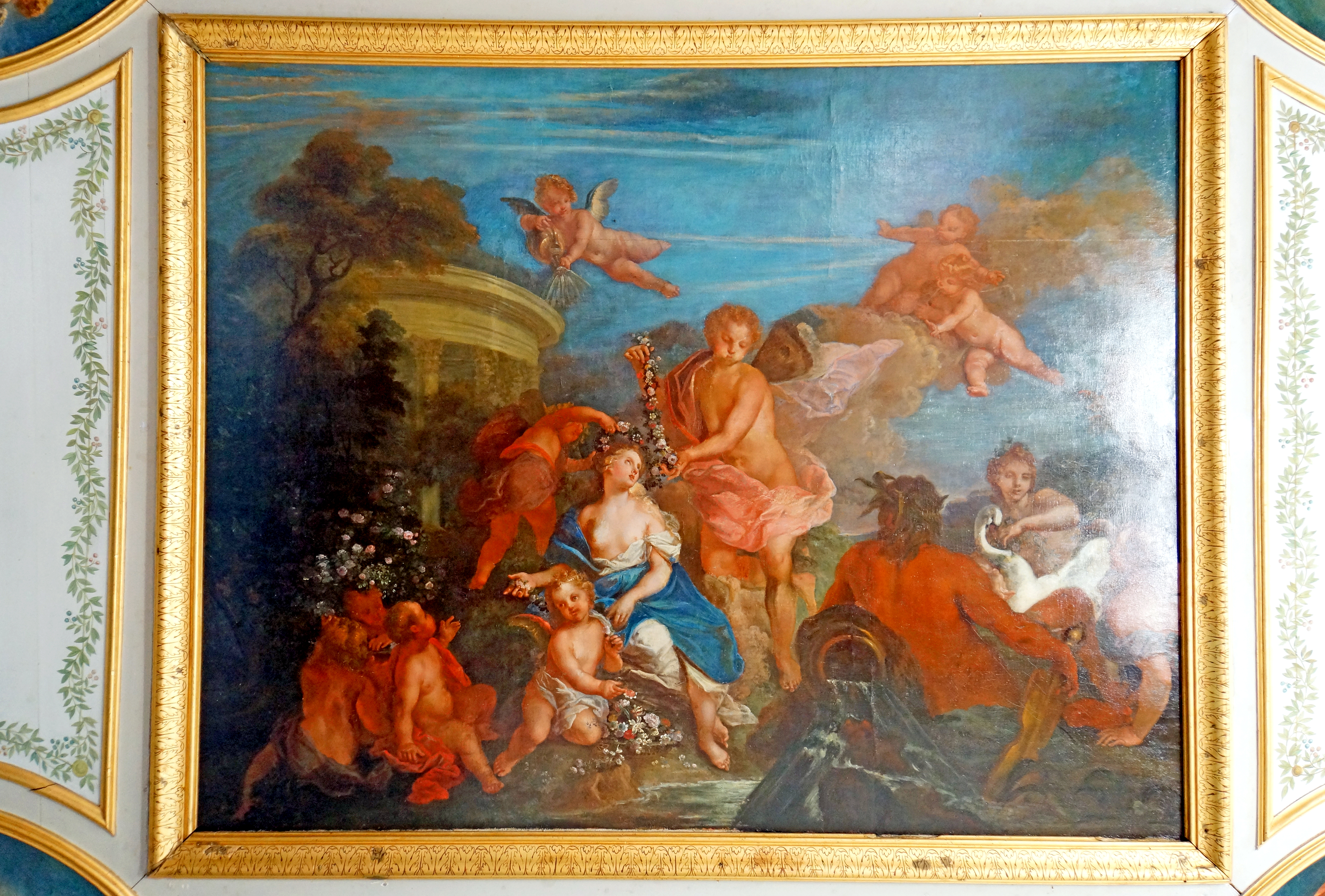
Plafond du cabinet des Estampes.
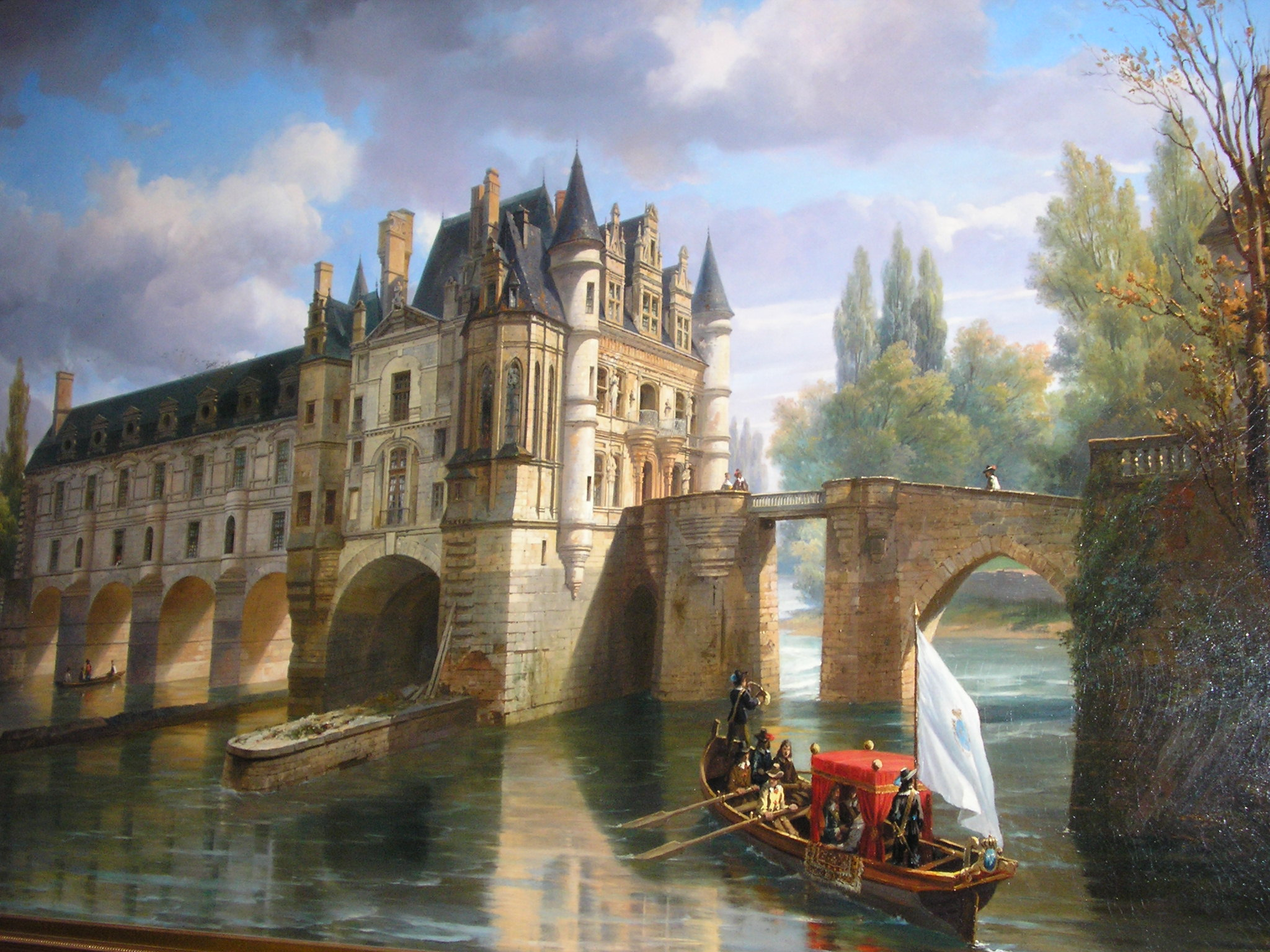
Gravure du XIXe siècle.
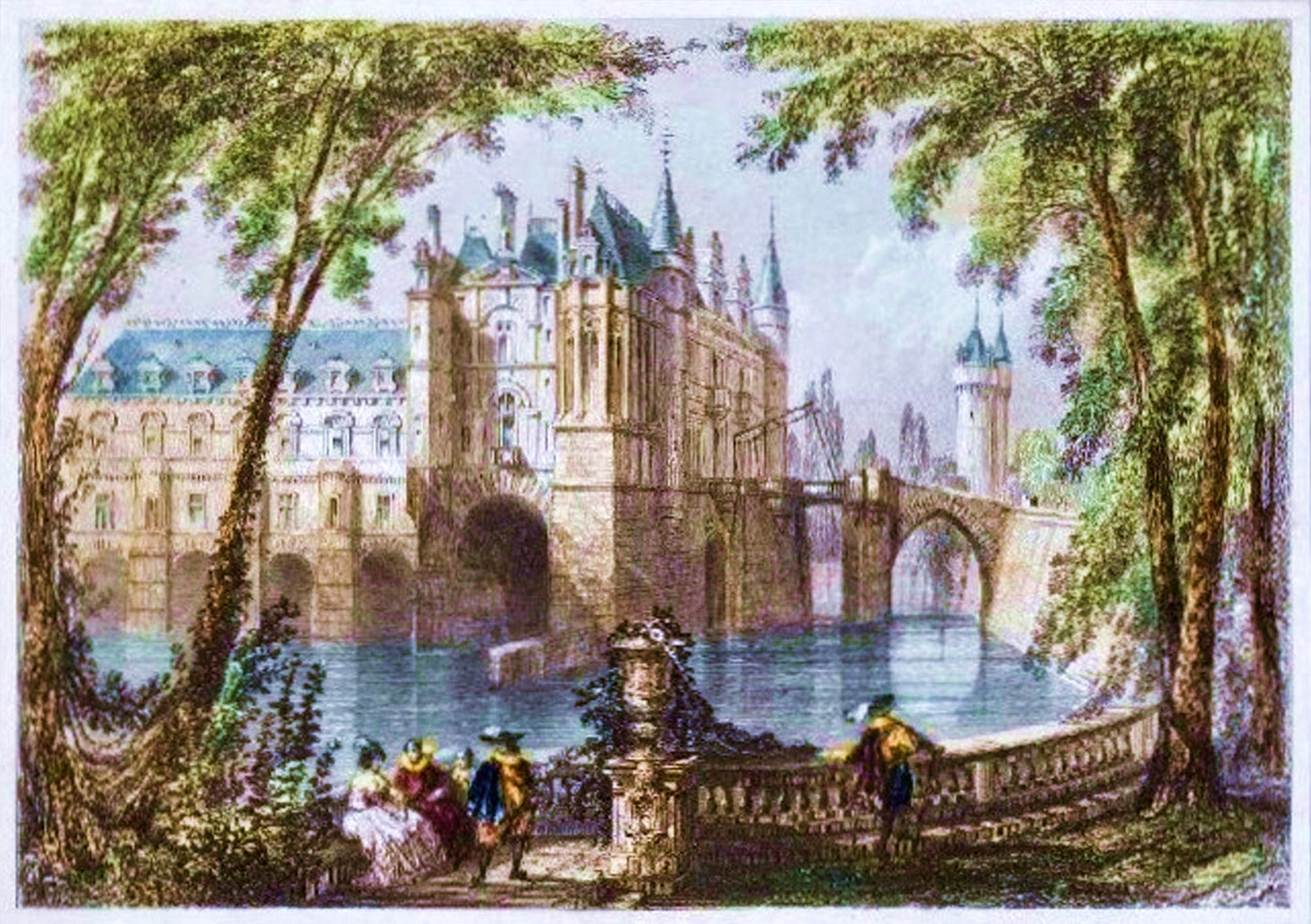
Gravure du XIXe siècle.

#### Galerie du premier étage
La Galerie Haute sous Catherine de Médicis est divisée en appartements par des cloisons dont l'usage vraisemblable est destiné aux domestiques du château. Elle est reliée directement à la Grande Galerie du rez-de-chaussée par deux escaliers à vis, situés à l'extrémité opposée. La seule décoration est celle des deux cheminées sculptées d'esclaves enchaînés, qui se font face. Le château expose annuellement dans cette galerie depuis 1980, les œuvres d'artistes contemporains.

La Galerie du premier étage
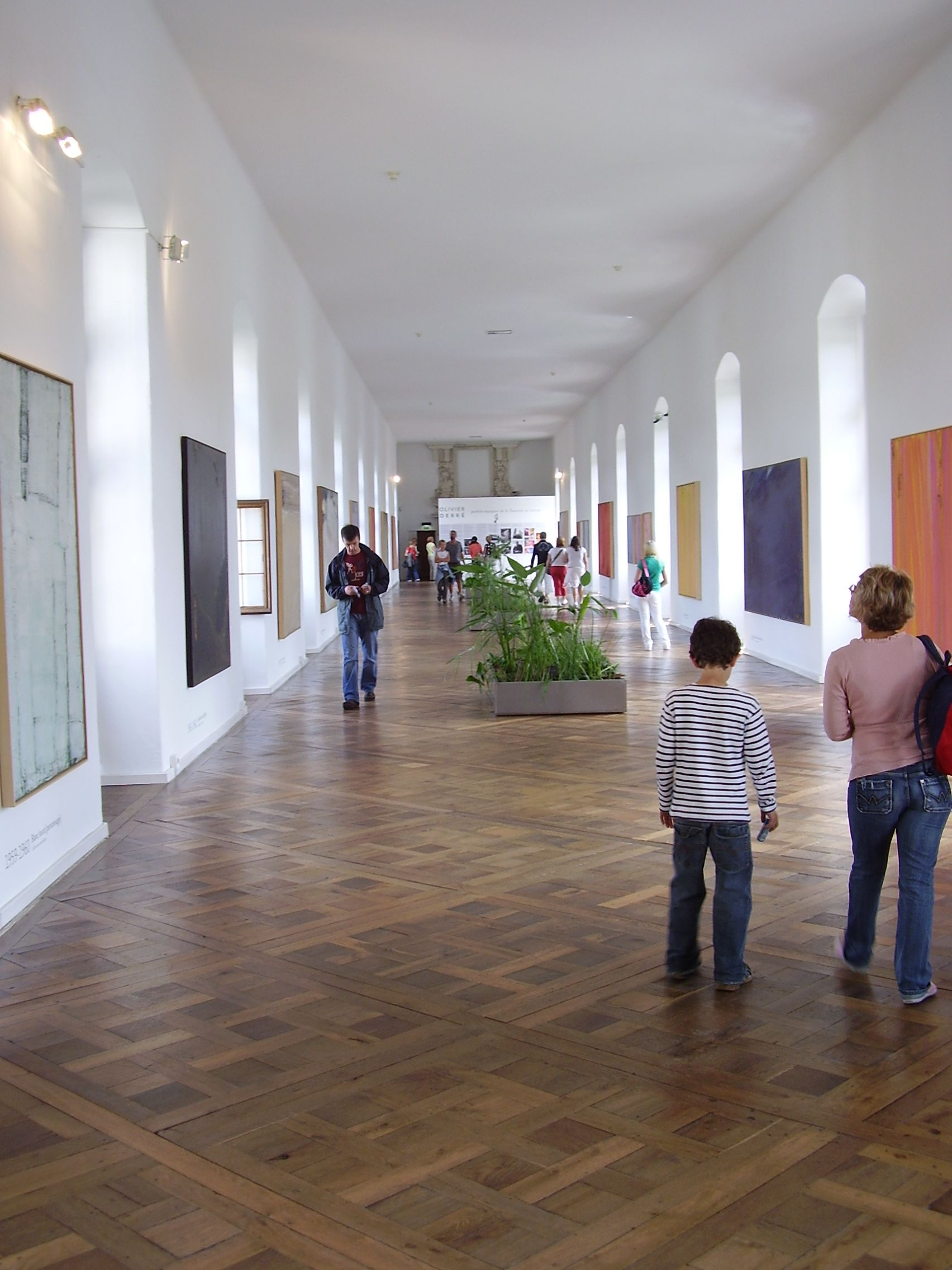
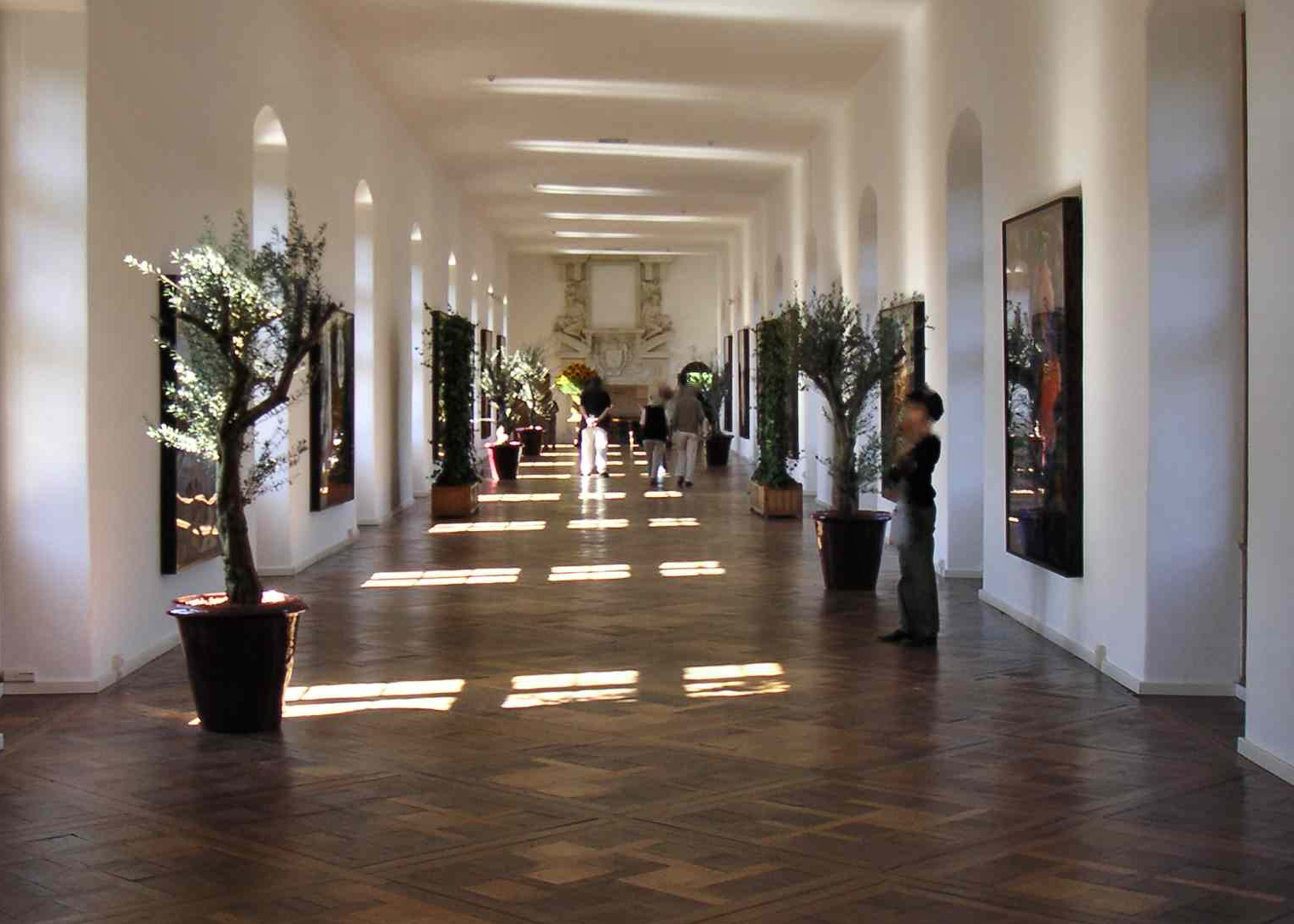
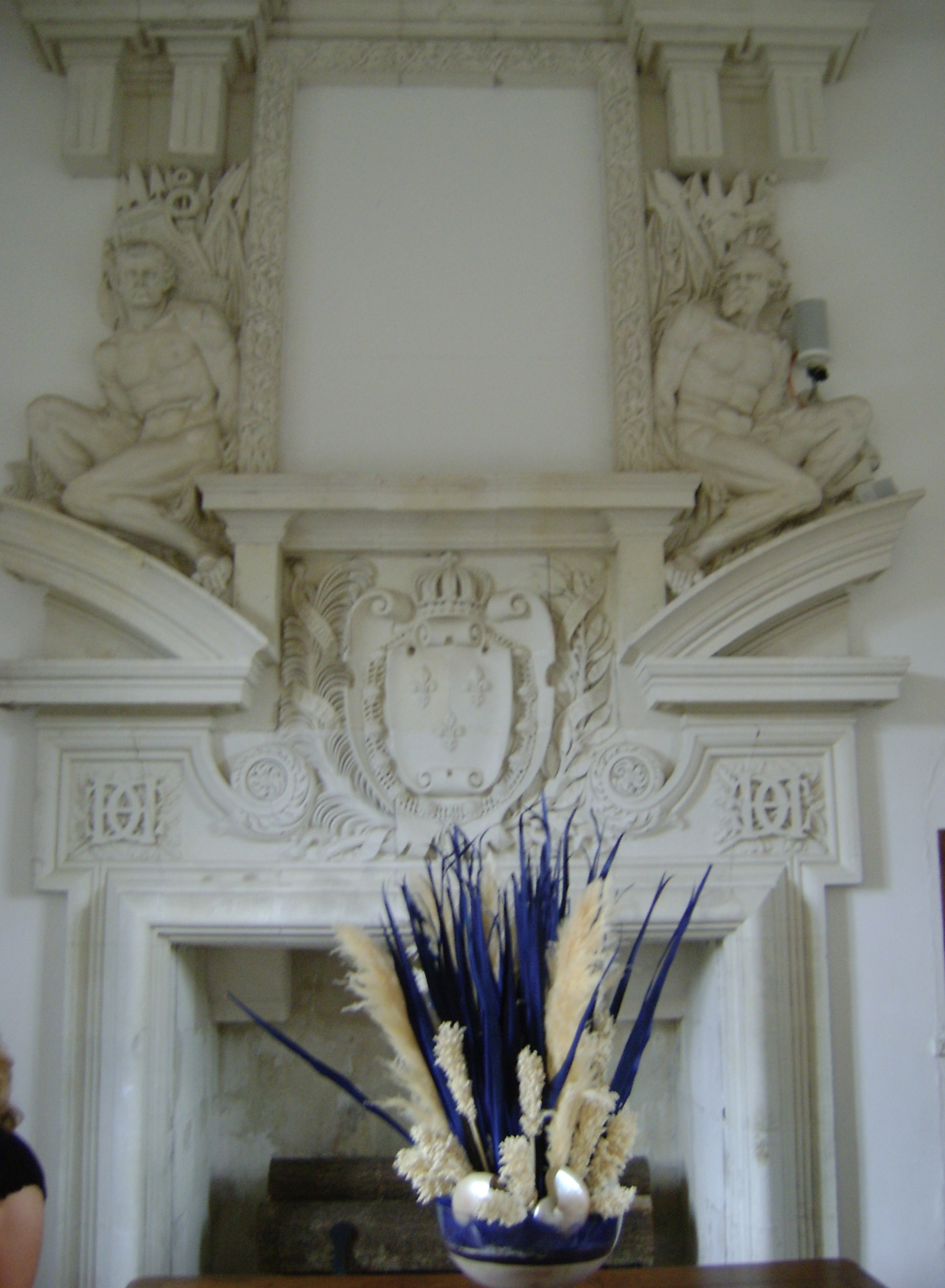

#### Chambre de César de Vendôme
Le plafond à solives apparentes est soutenu par une corniche décorée de canons. La cheminée Renaissance fut peinte au XIXe siècle aux armes de Thomas Bohier.
La fenêtre ouvrant à l'Ouest est encadrée par deux grandes cariatides de bois du XVIIe siècle. Les murs sont tendus d'une suite de trois tapisseries de Bruxelles du XVIIe siècle illustrant le mythe antique de Déméter et Perséphone : Le voyage de Déméter, Perséphone aux Enfers, Déméter donne les fruits aux humains, et Perséphone revenant passer six mois par an sur la Terre.
On voit à gauche de la fenêtre, en face du lit à baldaquin du XVIe siècle, un Saint-Joseph par Murillo.

La chambre de César de Vendôme
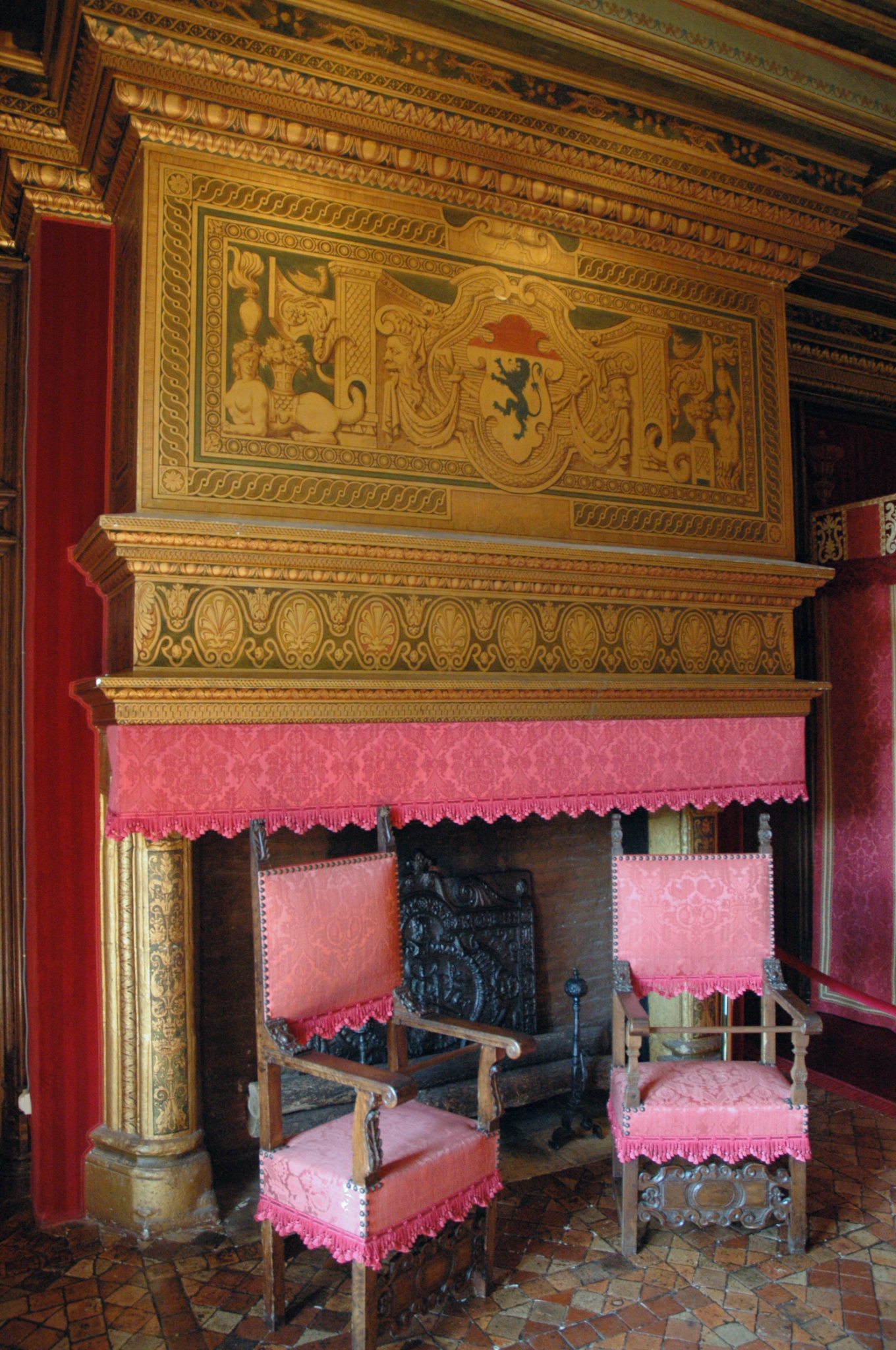
Cheminée peinte de la chambre de César de Vendôme.
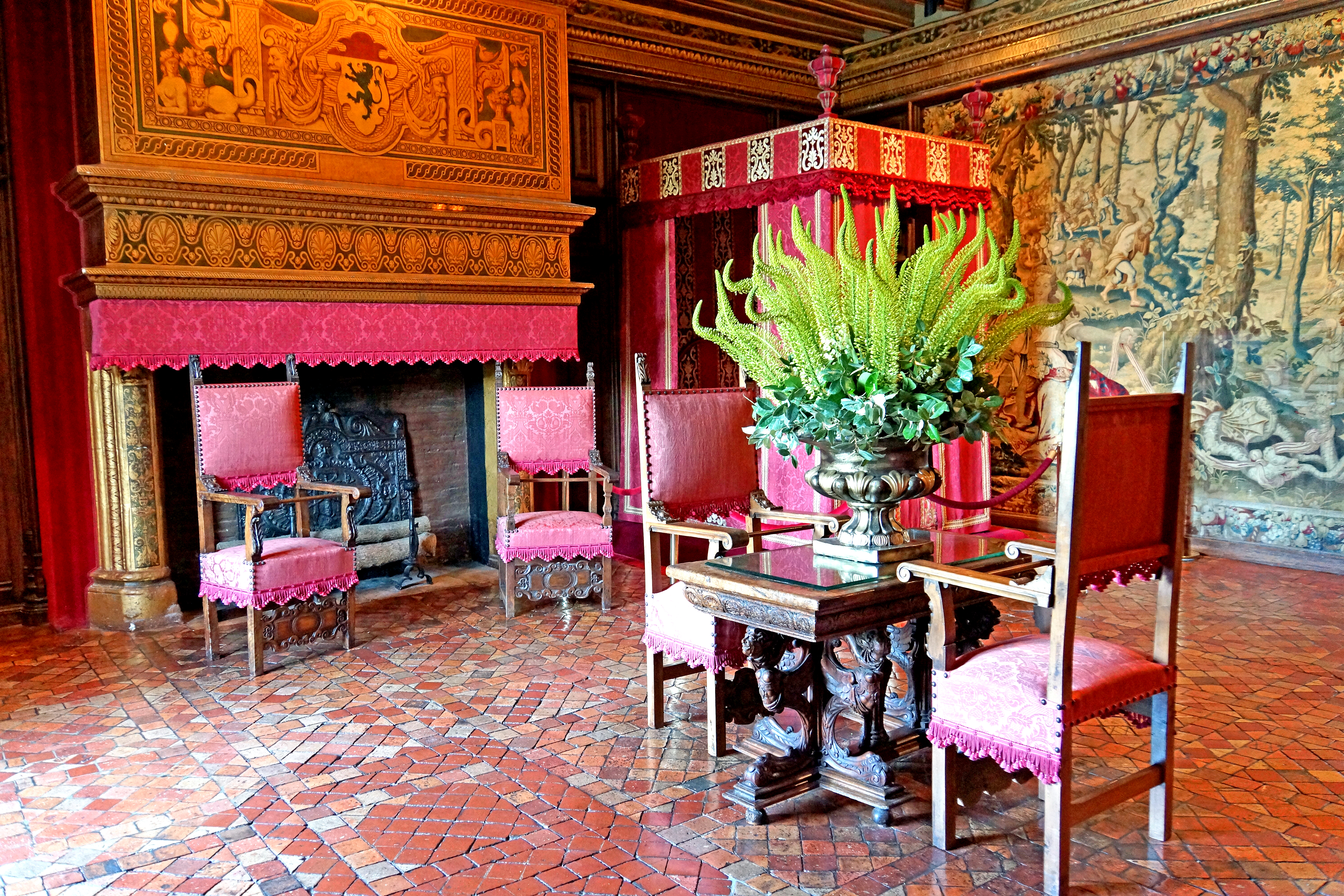
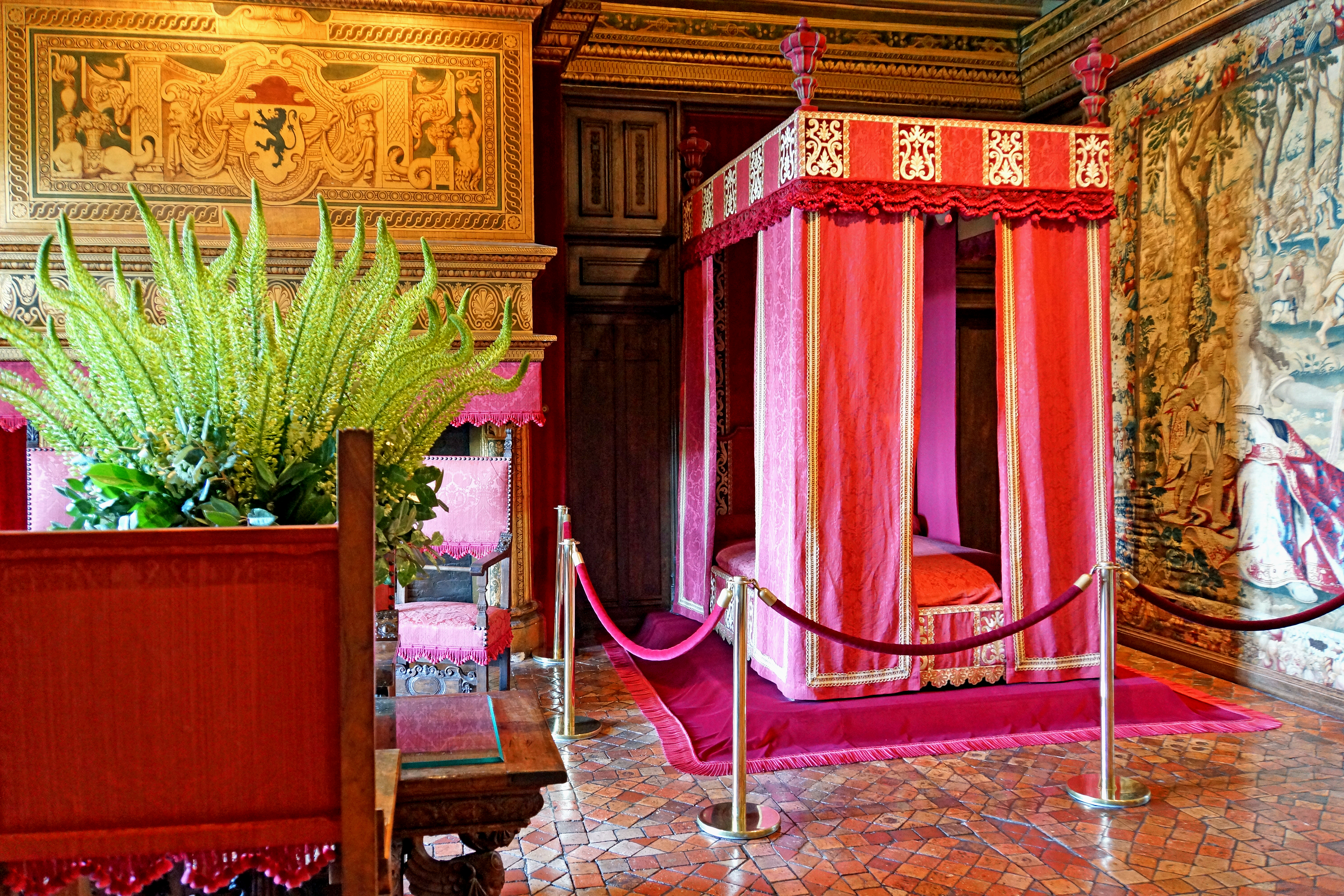
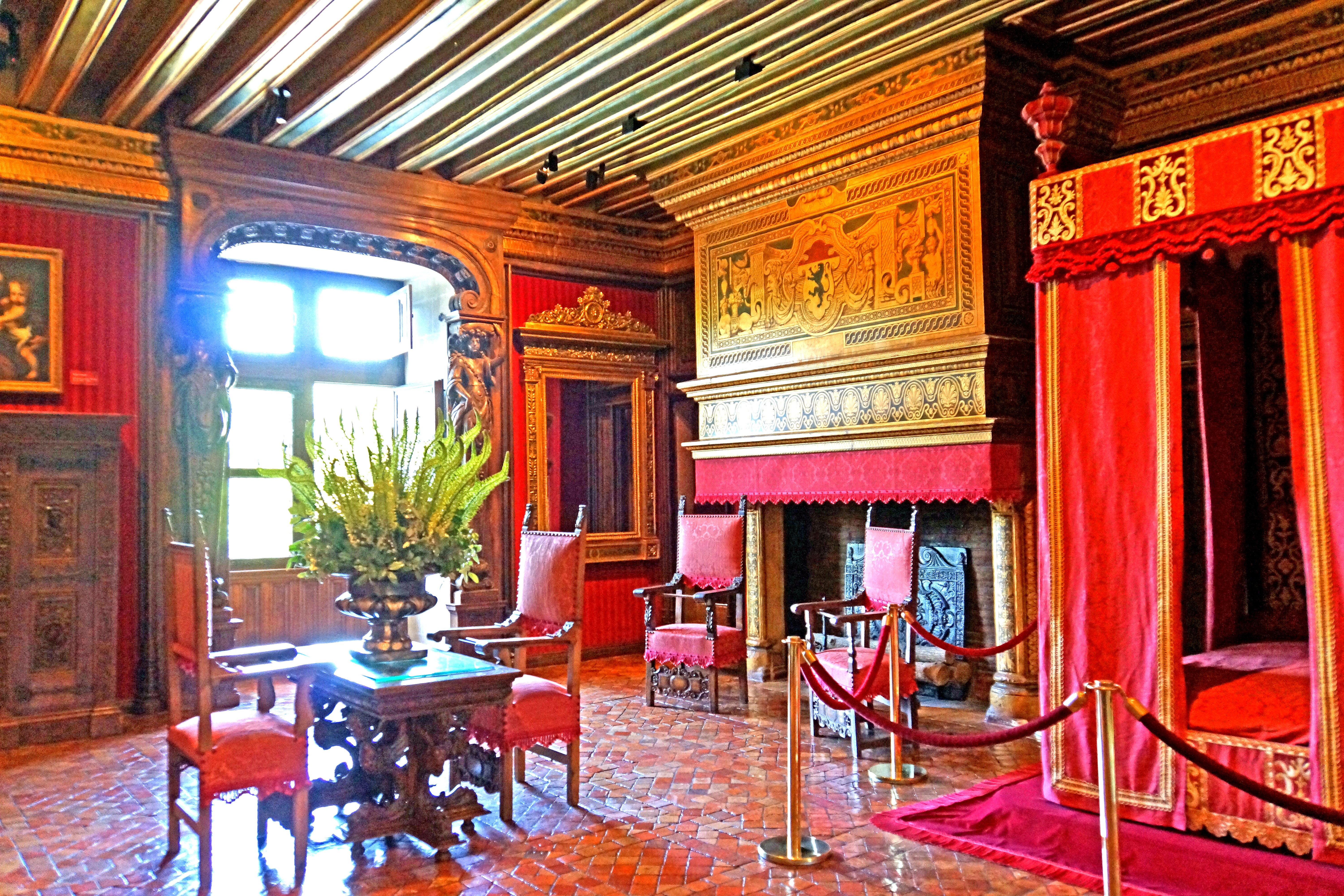
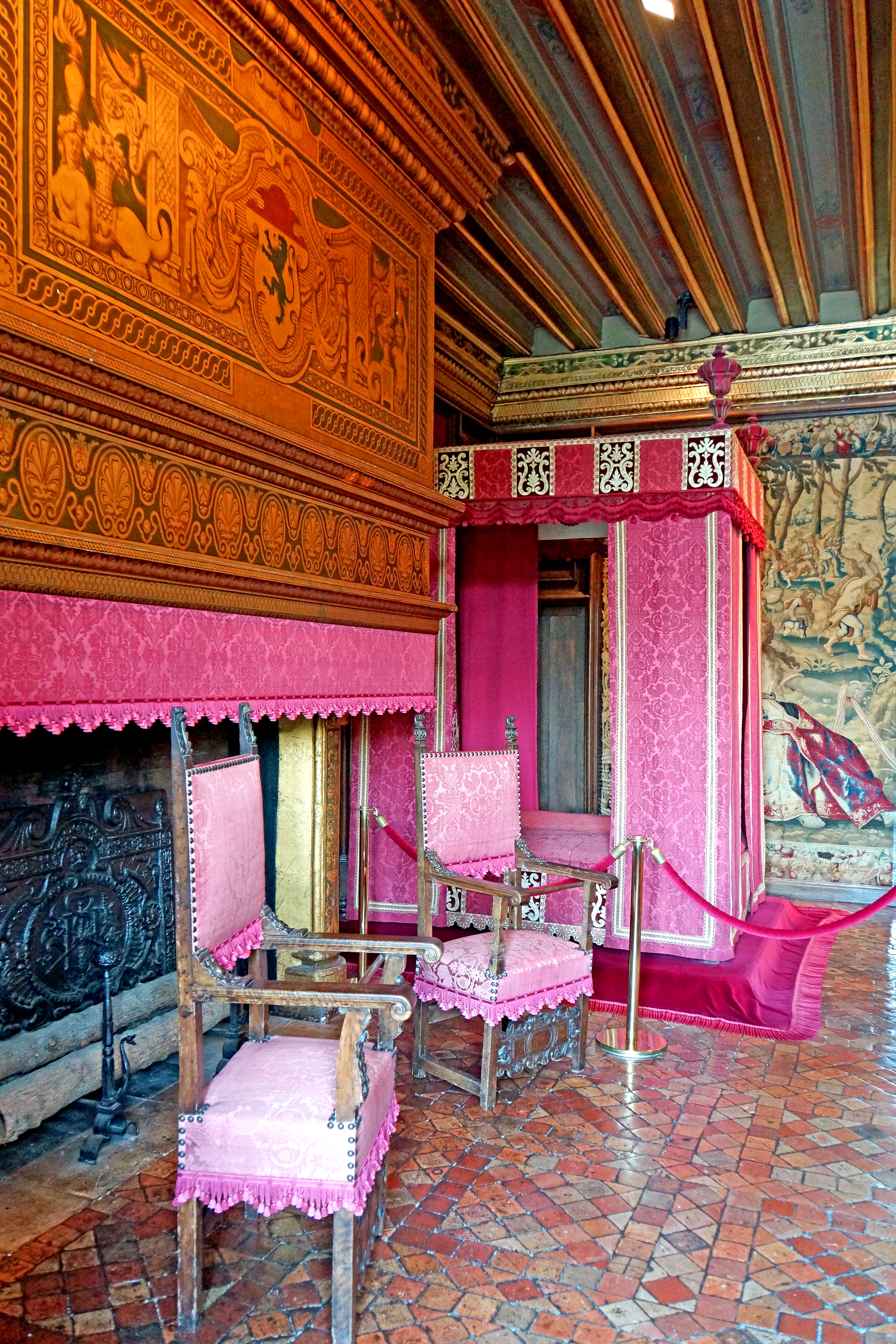

### Deuxième étage

Plan du deuxième étage :
1, 2, 3, 4, 5, 7 : Salles fermées
6 : Vestibule du deuxième étage
8 : Escalier
9 : Chambre de Louise de Lorraine
10 : Comble de la galerie (fermé)

#### Vestibule du deuxième étage
|  |

Ce vestibule, qui conserve des traces de la restauration menée au XIXe siècle par Roguet, disciple de Viollet-le-Duc, constitue un document décoratif.
Sur le mur une tapisserie de la manufacture (disparue) de Neuilly (XIXe siècle) symbolisant le Cher, sur laquelle figure une gondole vénitienne, fait référence à celle que fit transporter jusqu'à Chenonceau Madame Pelouze, afin d'y organiser en 1886 la célèbre « fête vénitienne » évoquée par Paul Morand.
Les deux crédences et le pavage au sol sont d'époque Renaissance.

#### Chambre de Louise de Lorraine
La chambre de Louise de Lorraine, reflète le deuil de la femme d'Henri III. On y remarque la couleur noire dominante des lambris, les peintures macabres, le prie-Dieu tourné vers la fenêtre et les décorations religieuses évoquant le deuil. Louise est alors entourée de religieuses qui vivent à Chenonceau comme dans un couvent. Toujours vêtue de blanc, comme le veut la tradition pour une veuve de roi de France, elle sera surnommée « la Reine Blanche ».
Sa chambre a été reconstituée à partir du plafond d'origine orné de larmes d'argent, de cordelières de veuves, de couronnes d'épines et de la lettre λ, lambda, initiale de Louise de Lorraine, entrelacée du H de Henri III. L'atmosphère pieuse de la pièce est soulignée par le Christ à la couronne d'épines et d'une scène religieuse peinte sur bois du XVIe siècle qui orne la cheminée.

La chambre de Louise de Lorraine
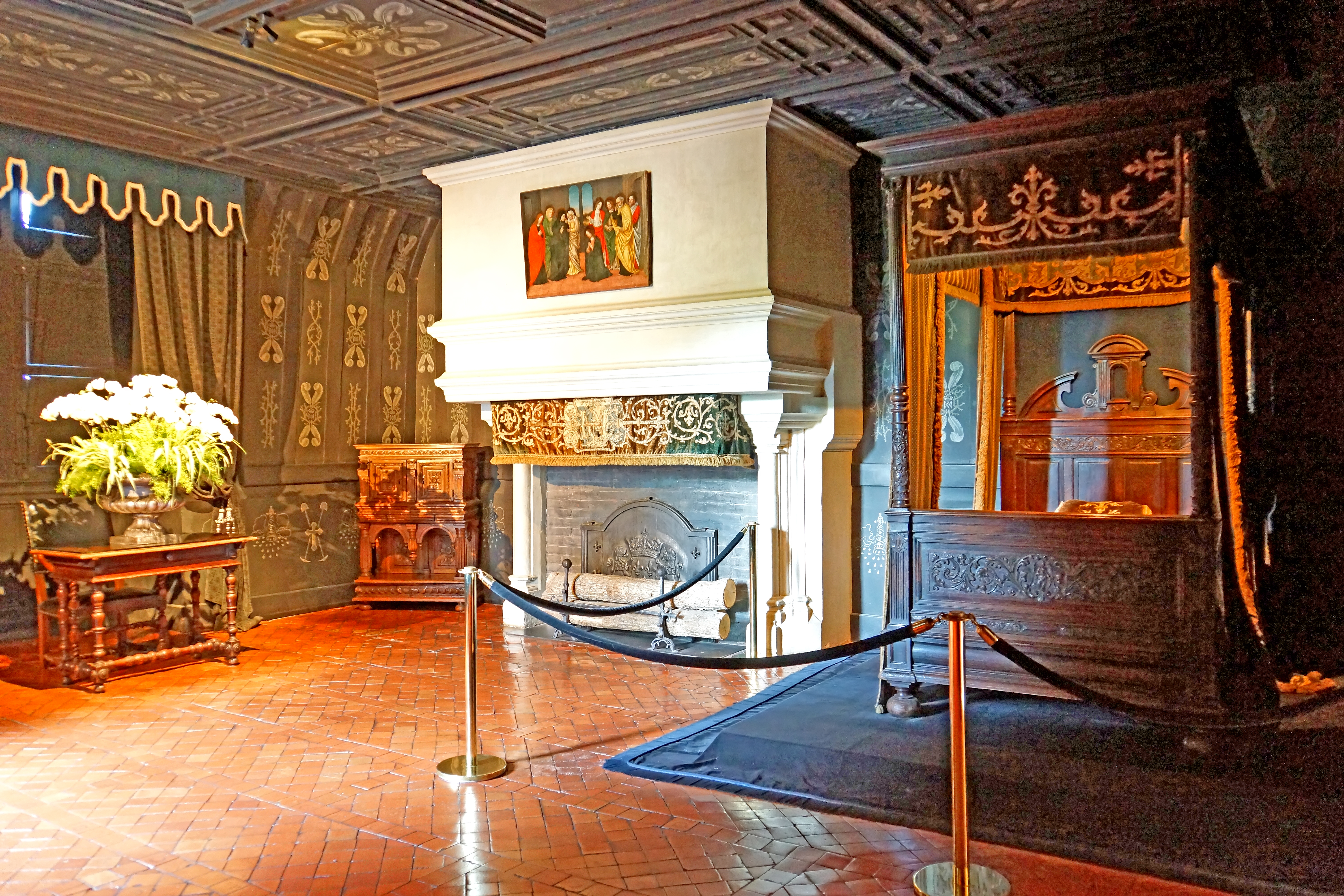
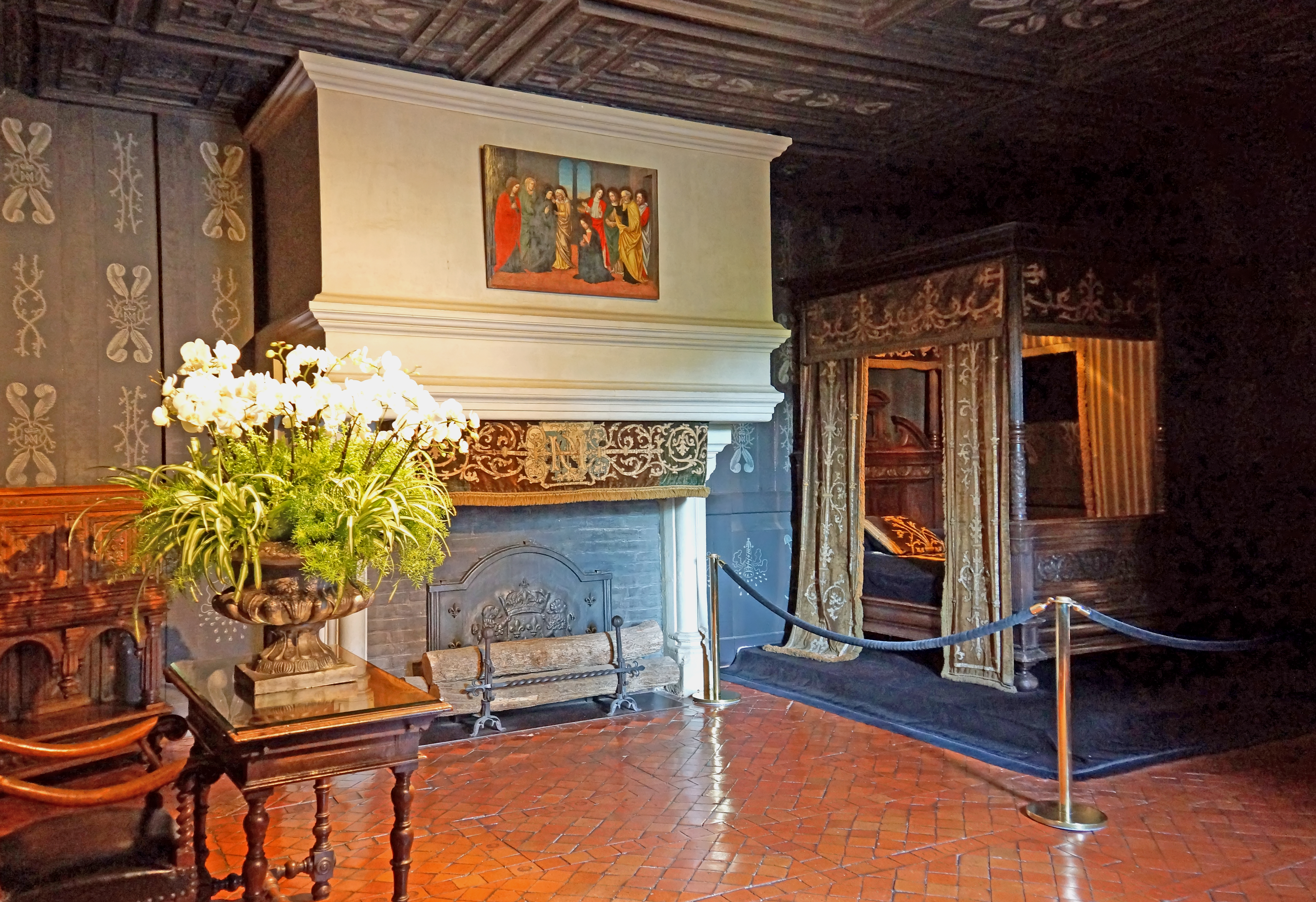
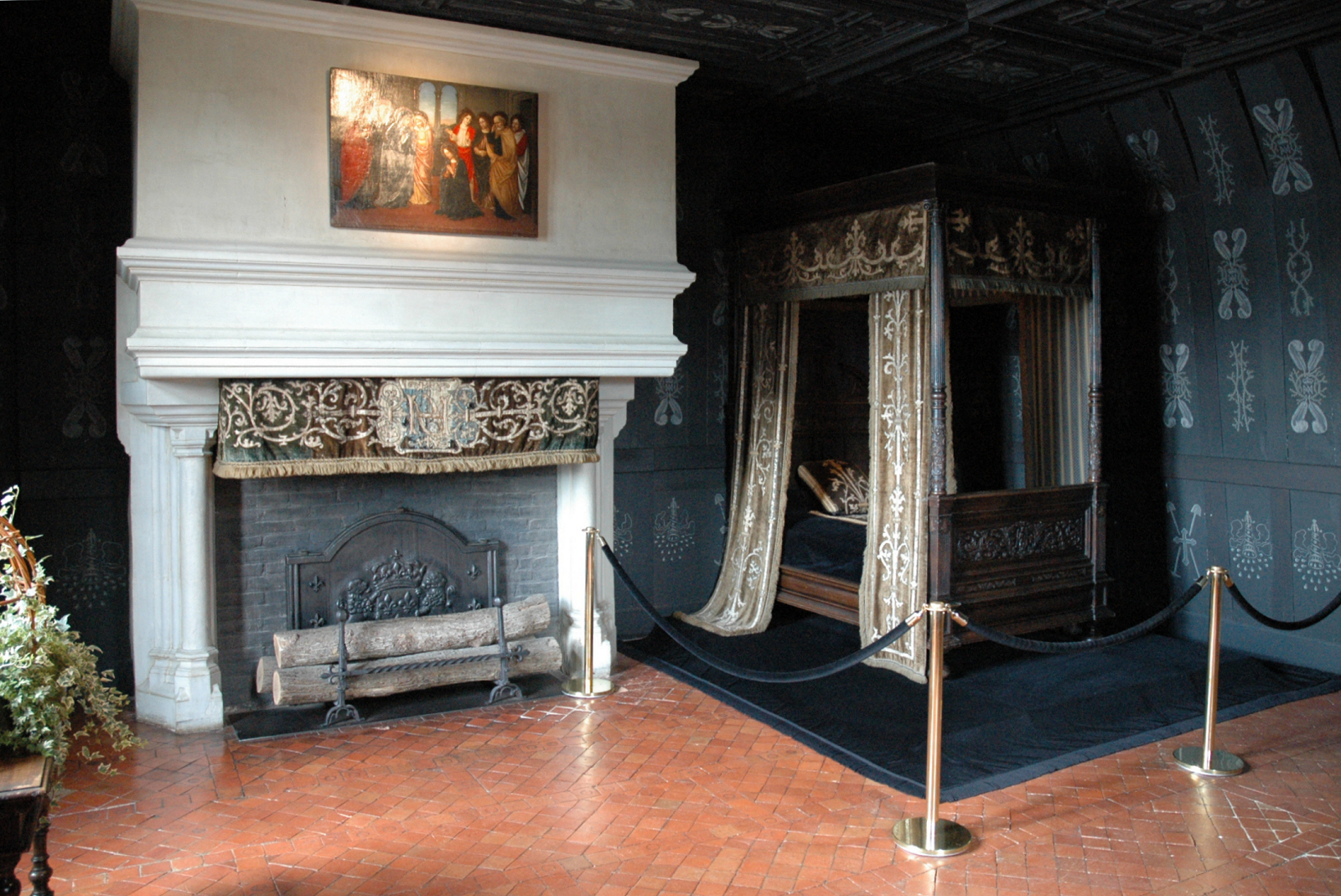
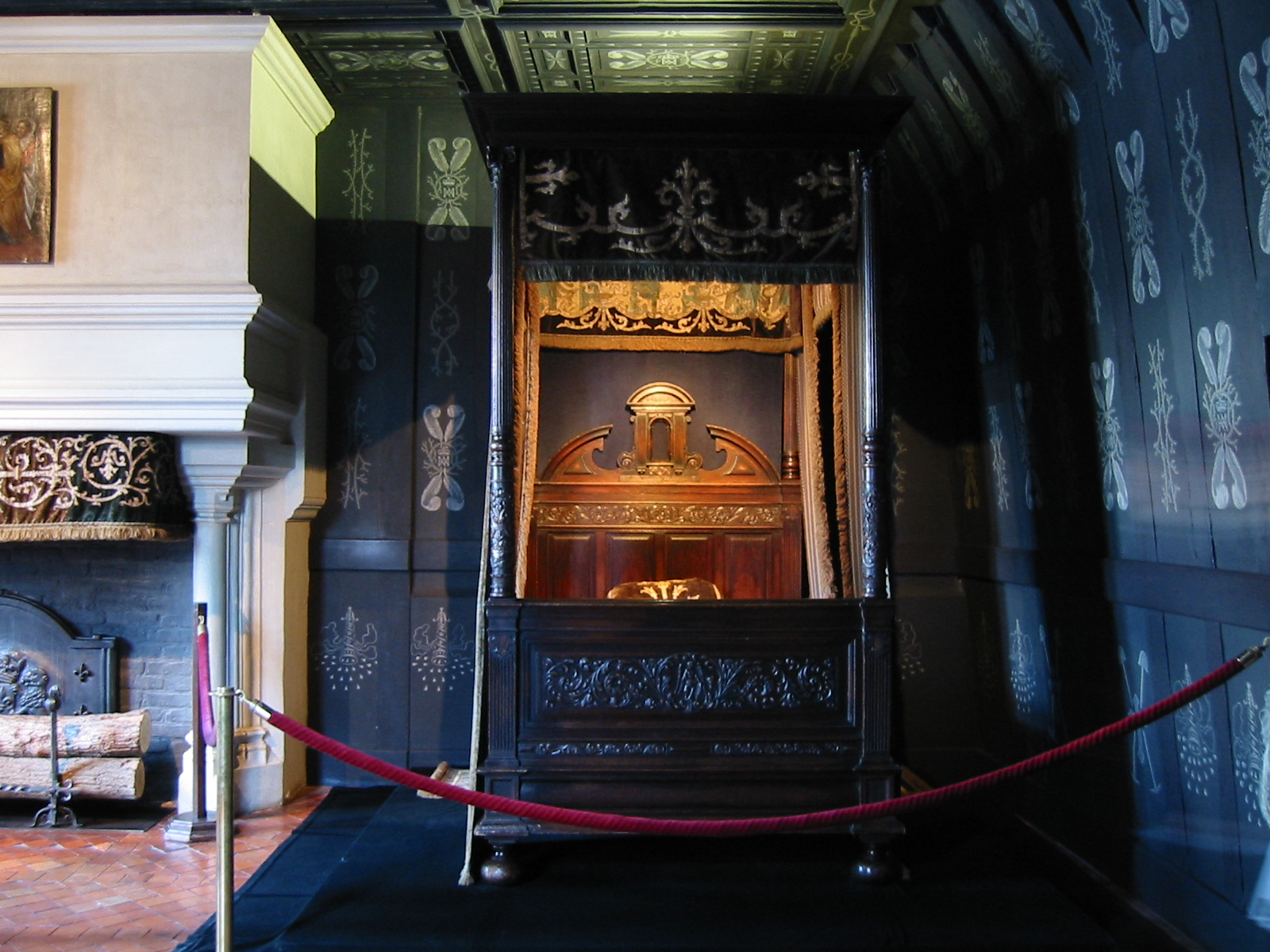
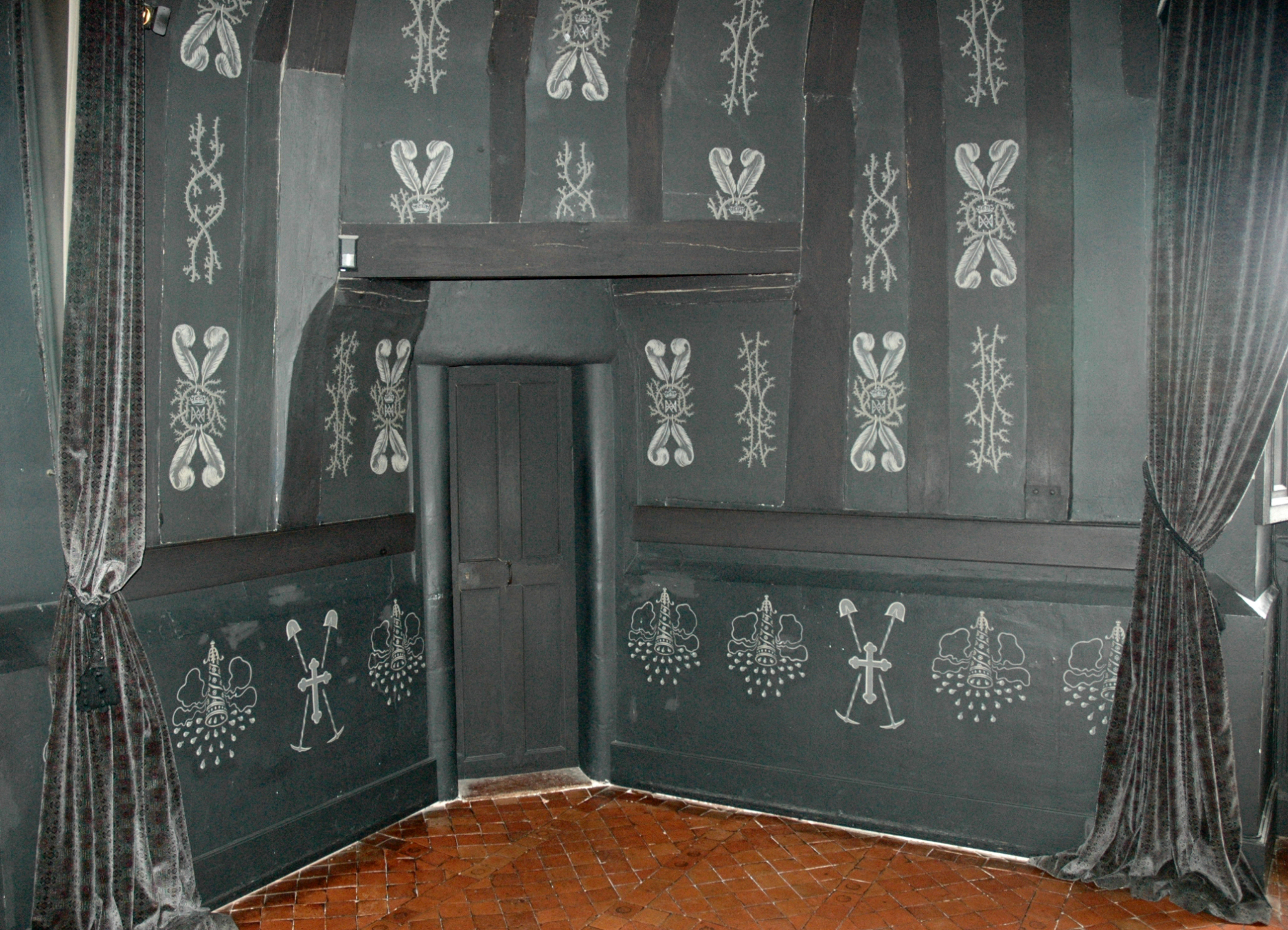

## Tourisme
L'ensemble du domaine, propriété de la famille Menier, accueille annuellement 850 000 visiteurs. Chenonceau est le monument historique privé le plus visité de France.

## Chenonceau et les arts

### Cinéma
Les films ci-dessous sont entièrement ou partiellement tournés au château de Chenonceau ou dans la commune de Chenonceaux.
- 1913 : La Dame de Monsoreau, d'Émile Chautard. Acteurs principaux : Marie-Louise Derval, Henri Bosc, Paul Guidé, Victor Perny, Léonce Cargue et Émile Garandet[148],[149].
- 1921 : Les Trois Mousquetaires d'Henri Diamant-Berger (1re version)
- 1932 : Les Trois Mousquetaires d'Henri Diamant-Berger (2e version)
- 1946 : Le Capitan de Robert Vernay
- 1955 : Les Aventures de Quentin Durward de Richard Thorpe
- 1960 : Le Voyage en ballon d'Albert Lamorisse
- 1963 : Scaramouche d'Antonio Isasi-Isasmendi
- 1971 : Marie Stuart, Reine d'Écosse de Charles Jarrott
- 2005 : Les Enfants de Christian Vincent
- 2019 : Qu'est-ce qu'on a encore fait au Bon Dieu ? de Philippe de Chauveron

|  |

### Expositions

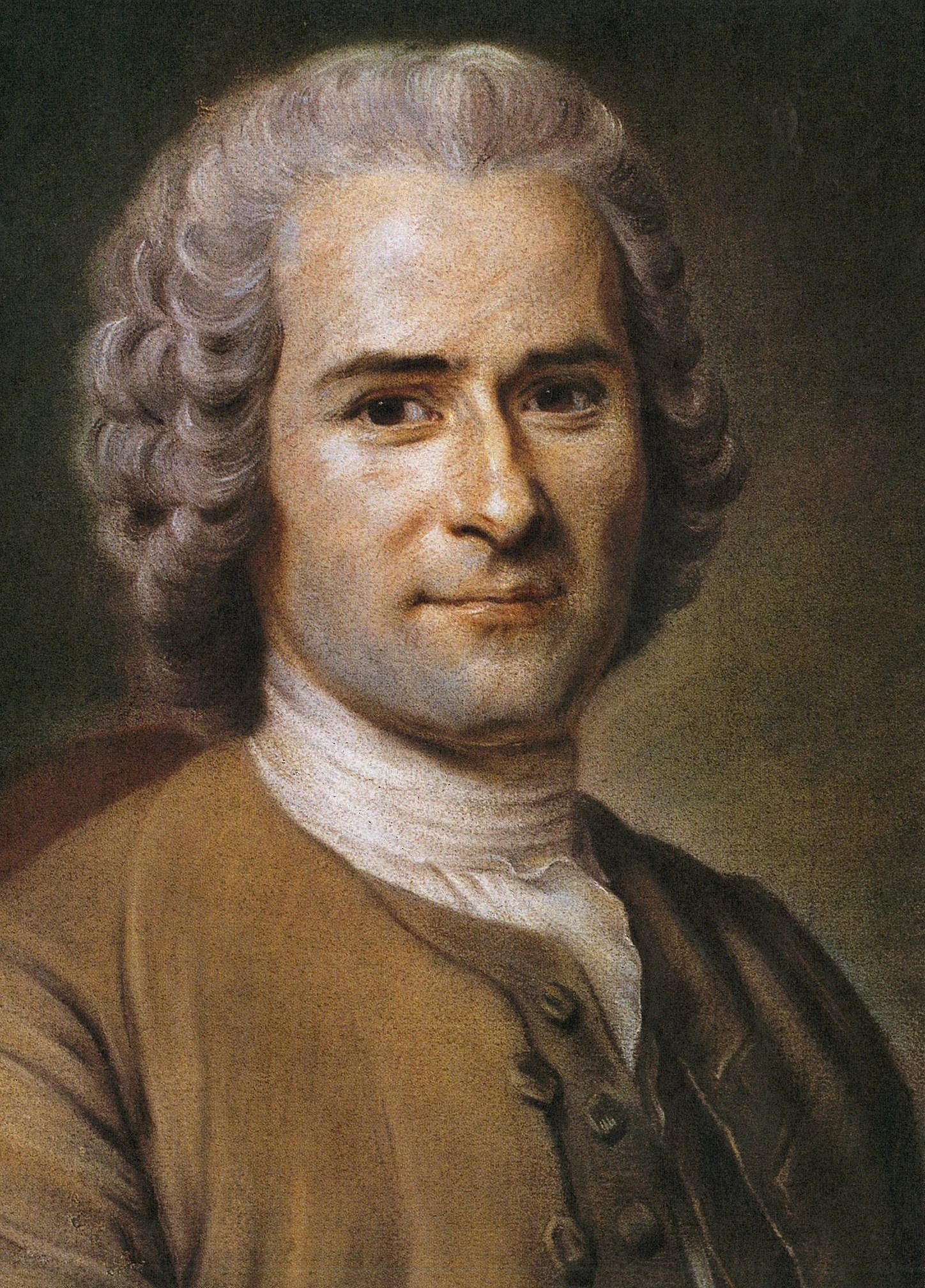
Jean-Jacques Rousseau par Maurice Quentin de La Tour
Exposition de 2012 :
Rousseau heureux à Chenonceau.

#### Galerie Médicis
La galerie Médicis est située au premier étage du château.
- 2019 : « Catherine de Médicis : Femme, Mère et Reine », exposition dans la Galerie Médicis. Célébration du 500e anniversaire de la naissance de Catherine de Médicis.

#### Galerie Haute
Le château expose principalement dans la galerie Haute, depuis 1980, les œuvres d'artistes contemporains ou des expositions historiques.
- 1980 : André Brasilier
- 1985 : Alexandre (Alekos) Fassianos
- 1987 : Bernard Cathelin
- 1988 : Claude Weisbuch
- 1989 : René Genis
- 1990 : Pierre Boncompain
- 1991 : François-Xavier et Claude Lalanne
- 1992 : Dimitris Mytaras
- 1993 : Bernard Buffet
- 1994 : Pierre Lesieur
- 1996 : Julian Schnabel
- 1997 : Miquel Barceló
- 1998 : Enzo Cucchi
- 1999 : Jiri Georg Dokoupil
- 2000 : Mario Rossello (it)
- 2001 : Alexandre (Alekos) Fassianos, seconde exposition.
- 2002 : Zao Wou-Ki
- 2003 : Guy Bardone
- 2004 : Pierre-Yves Trémois
- 2005 : Manolo Valdés
- 2006 : Claudio Bravo
- 2007 : Pat Andrea
- 2008 : Olivier Debré
- 2009 : UNESCO, collection des œuvres d'art.
- 2010 : André Brasilier, seconde exposition sur le thème « Accord Parfait ».
- 2012 : Jean-Jacques Rousseau, sur le thème « Rousseau heureux à Chenonceau »[151].
- 2013 : « Chenonceau 1513-2013 », cinq siècles d'Histoire.
- 2014 : Centenaire de la Première Guerre mondiale. Reconstitution de l'hôpital militaire.

### Peinture

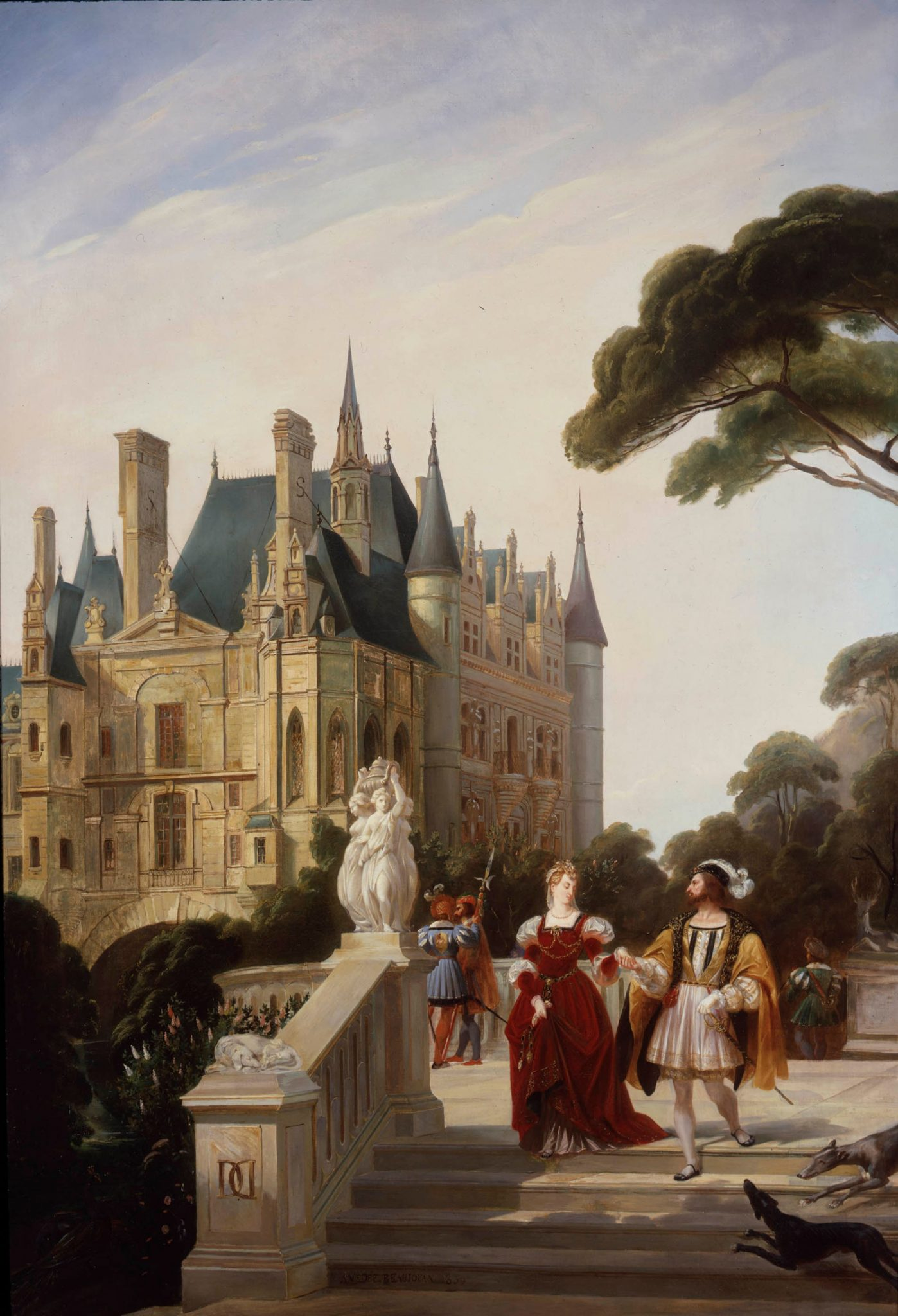
« Promenade à Chenonceaux » par Jean Louis Amédée Beaujouan.

- Albert Marquet représente la façade nord du château dans une huile sur toile, non datée[152].
- Le peintre de portraits et de genre historique, Jean Louis Amédée Beaujouan, expose en 1839 l'une de ses œuvres, intitulée « Promenade à Chenonceaux », au musée royal des arts (musée du Louvre) à Paris[153].

Deux hypothèses concernant la description des personnages :
1. Le tableau serait censé évoquer le roi François Ier descendant un escalier monumental en compagnie probablement de sa seconde épouse Éléonore de Habsbourg, sauf que le château de Chenonceau en arrière plan est celui de Catherine de Médicis, donc postérieur. Et dans la continuité de l'anachronisme, à propos du monogramme qui figure sur la balustrade — en D inversé — l'auteur voulait-il symboliser celui de Diane de Poitiers ?
2. Cet emblème mis en évidence suggère que nous nous trouvons en présence du roi Henri II et de sa favorite Diane de Poitiers. Mais dans cette éventualité comme dans la précédente, le château avec ses adjonctions est toujours celui de la reine Catherine de Médicis. L'escalier et ses ornementations sont imaginés par le peintre et ne reposent sur aucunes archives historiques connues à ce jour pour étayer cette représentation.

Jean Louis Amédée Beaujouan est né à Paris le 14 pluviôse an 12 (4 février 1804) dans l'ancien 10e arrondissement. Il est le fils de Nicolas Augustin Beaujouan (1762-1821), architecte à Paris. Il entre à l'École des Beaux-arts de Paris le 19 avril 1820 et devient l'élève de Louis-Pierre Baltard. Il commence son premier salon en 1833 avec Le prince de Condé venant trouver Mlle de Montpensier pour la remercier. Amédée Beaujouan épouse Henriette Élisabeth Cross, institutrice de nationalité britannique, le 18 juin 1861 dans le 7e arrondissement de Paris. Il est mort dans cette même ville à l'hôpital de la Charité, le 25 août 1887 dans le 6e arrondissement.

### Littérature
- Le château est le cadre de la première partie du roman historique Sur Catherine de Médicis d'Honoré de Balzac (1842), qui évoque notamment l'échange de châteaux qui a lieu entre Diane de Poitiers, qui reçoit le château de Chaumont-sur-Loire, et Catherine de Médicis, à qui Diane offre le château de Chenonceau[160].
- Marguerite Yourcenar consacre un essai ou étude historique : « Le ton général est celui de l'amertume, sinon de la satire, en présence de ce gaspillage qu'on nomme l'ordre des choses (Mémoires d'Hadrien) [...] je pourrais en détacher une vingtaine de pages consacrées au portrait psychologique d'une femme de la Renaissance et de son milieu, Louise de Lorraine [...] Le sujet est l'histoire financière et juridique d'un château exposé à toutes les vicissitudes politiques et sociales qui se sont produites au cours de quatre siècles »[161].
- L'auteur du roman français Les Effacés - Bertrand Puard - utilise le château sous le nom de « Château d'Al-Rayyan » dans le tome 4. Un plan détaillé du château (l'usage des différentes pièces a cependant été changé dans certains cas) ainsi qu'une photo du véritable bâtiment sont accessibles au début du livre.

### Arts de la table
- La manufacture Cristal de Sèvres a donné le nom de Chenonceaux à un modèle de service de verres de table[162].

### Ouvrages
- Claude Pommereau (dir.), Le Cabinet des Sciences du château de Chenonceau, Paris, Éditions BeauxArts, 15 mai 2024, 44 p. (ISBN 979-1-02040-868-6, présentation en ligne)
- Alain Lateb (dir.), Saga Menier (biographie), Toulouse, Éditions Coollibri, 1er janvier 2021, 272 p. (lire en ligne)
  - « Chenonceau »
  - « Galerie des fêtes de Chenonceau »
- Étienne Faisant, « De part et d'autre du Cher : du parterre de Diane aux premiers jardins de Catherine de Médicis à Chenonceau », Bulletin monumental, Paris, Éditions de la Société française d'archéologie, nos 173-1,‎ 8 avril 2015, p. 51 à 57 (ISBN 978-2-90183-754-1, lire en ligne)
- Jean Buon (préf. Michelle Perrot), Madame Dupin : Une féministe à Chenonceau au siècle des Lumières, Joué-lès-Tours, Éditions La Simarre, 16 janvier 2014, 224 p. (ISBN 978-2-36536-027-2, présentation en ligne). [163]
- Diane Brochier, « Le chantier d'un jardin sur l’eau : l’exemple du parterre de Diane de Poitiers au château de Chenonceau (1551-1557) », Livraisons d'histoire de l'architecture, Paris, no 27,‎ 10 juin 2014, p. 9 à 19 (ISSN 1960-5994, lire en ligne)
- Élisabeth Reynaud, Louise de Lorraine : la reine blanche de Chenonceau, Paris, Éditions Ramsay, coll. « Biographie », 4 mai 2011, 205 p. (ISBN 978-2-81220-024-3)
- Jean des Cars, La véritable histoire des châteaux de la Loire, Éditions Plon, 22 octobre 2009, 330 p. (ISBN 978-2-25920-901-4).
- Élisabeth Reynaud, Chenonceau : le château des plaisirs, Paris, Éditions Télémaque, coll. « Grand document », 7 mai 2009, 288 p. (ISBN 978-2-75330-084-2)
- Sonia Lesot et Henri Gaud, Chenonceau : Des jardins de la Renaissance, Éditions Gaud, 13 mai 2005, 166 p. (ISBN 978-2-84080-120-7).
- Christiane Gil, Les Dames de Chenonceau, Paris, Éditions Pygmalion, coll. « Les grandes dames de l'histoire », 18 septembre 2003, 192 p. (ISBN 978-2-85704-875-6).
- Jean-Pierre Babelon (photogr. Jean-Pierre Godeaut), Chenonceau, Paris, Éditions Adam Biro, coll. « Essais », 15 juin 2002, 216 p. (ISBN 978-2-87660-342-4).
- Le magazine de la Touraine, Du haut d'un clocher : Chenonceaux… et Chenonceau, vol. 56, octobre 1995, p. 3 à 21
- Axelle de Gaigneron, Ivan Cloulas, Hélène Gédouin, Jean Guillaume et Bernard Voisin (préf. Alain Decaux), Chenonceau, vol. 37 : Hors-série, Paris, Société française de promotion artistique, coll. « Connaissance des arts », avril-juin 1993, 68 p. (ISSN 0293-9274).
- Cécile Catherine, Les châteaux de la Loire, Ouest-France, janvier 1991, 125 p. (ISBN 978-2-73730-809-3)
- Hilaire Dufour, « Chenonceaux sous la Révolution française », Le Magazine de la Touraine, no 17,‎ janvier 1986, p. 73
- Robert Ranjard (dir.), Le secret de Chenonceau, Tours, Éditions Gibert-Clarey, 8 juin 1976 (1re éd. 1950), 256 p.
- Jean Guillaume, Gazette des Beaux-Arts : Chenonceaux avant la construction de la galerie, 1969, p. 20 à 47
- Marguerite Yourcenar, « Ah, mon beau château », Le Figaro littéraire,‎ 2 décembre 1961
- Charles Terrasse (dir.), Le château de Chenonceau, Paris, Éditions Henri Laurens, coll. « Petites monographies des grands édifices de la France », 1er janvier 1928, 96 p. (lire en ligne)
- Jules Vacquier, Les anciens châteaux de France : La Touraine, Amboise, Chenonceau, Ussé - notices historiques et descriptives, Paris, F. Contet, 1er janvier 1928
- Albert Maumené, La vie à la campagne, 15 décembre 1901, « Le château de Chenonceau », p. 355 à 361.
- Bibliothèque nationale de France, Souvenir du château de Chenonceau : 1880-1900 (album photographique), Paris, Éditions de la Bibliothèque nationale de France, coll. « Département Estampes et photographie », 1900, 20 p. (BNF 40380413, lire en ligne)
- Charles Richard, Chenonceaux et Gustave Flaubert, Tours, Éditions Deslis frères, 1887, 63 p. (lire en ligne)
- Gustave Flaubert, Par les champs et par les grèves, Paris, Éditions Georges Charpentier et Cie, 1886, 338 p. (lire en ligne), « Château de Chenonceau », p. 73 à 77
- Gaston de Villeneuve-Guibert, Le portefeuille de madame Dupin : Dame de Chenonceaux, Paris, Éditions Calmann-Lévy, 20 janvier 1884, 606 p. (lire en ligne)
- Casimir Chevalier (dir.), Le château de Chenonceau : notice historique, Tours, Éditions Paul Bousrez, 1er janvier 1882, 5e éd., 96 p. (lire en ligne)
- Charles de Grandmaison, Bulletin de la Société archéologique de Touraine : Château de Chenonceau, fin des constructions, janvier 1521, Tours, 1871-1873, p. 508 à 510
- Casimir Chevalier (dir.), Histoire abrégée de Chenonceau, Lyon, Éditions Alphonse Louis Perrin et Marinet, mai 1879, 361 p. (lire en ligne).
- Casimir Chevalier, Les Jardins de Catherine de Médicis à Chenonceau, Tours, Éditions Ladevèze, 1868
- Casimir Chevalier (dir.), Histoire de Chenonceau : ses artistes, ses fêtes et ses vicissitudes (d'après les archives du château et les autres sources historiques), Lyon, Éditions de l'imprimerie Louis Perrin, 1868, 620 p. (lire en ligne)
- Casimir Chevalier (dir.), Archives royales de Chenonceau : Comptes des receptes et despences faites en la chastellenie de Chenonceau par Diane de Poitiers, duchesse de Valentinois, dame de Chenonceau et autres lieux, Paris, Éditions J. Techener, 1864, 492 p. (lire en ligne)
- Casimir Chevalier, La Vigne, les jardins et les vers à soie à Chenonceau au XVIe siècle, Tours, Éditions Ladevèze, 1860
- Augustin Prince Galitzin, Inventaire des meubles, bijoux et livres estant à Chenonceaux le huit janvier MDCIII (1603) : précédé d'une histoire sommaire de la vie de Louise de Lorraine, reine de France, suivi d'une notice sur le château de Chenonceaux, Paris, Éditions Jacques Techener, 1856, 146 p. (lire en ligne)
- Jacques 1er Androuet du Cerceau, Le premier et le second volume des plus excellents bastiments de France, Paris, 1576 - 1579 (lire en ligne)

### Articles de presse
- Charles Chincholle, « La vérité sur Chenonceaux », Le Figaro, Paris, no 184,‎ 2 juillet 1888, p. 1 (6e colonne) et 2 (1re colonne) (lire en ligne)
- Charles Chincholle, « Madame Pelouze », Le Figaro, Paris, no 185,‎ 3 juillet 1888, p. 1 (6e colonne) et 2 (1re - 2e colonne) (lire en ligne)
- Keren Lentschner, « À qui appartient le château de Chenonceau », Le Figaro,‎ 12 août 2008 (lire en ligne)
- Stéphanie Leclair De Marco, « Laure Menier », Valeurs actuelles,‎ 23 septembre 2008 (lire en ligne)
- Ivan Roullet, « Le chantier du siècle est terminé à Chenonceau », La Nouvelle République du Centre-Ouest,‎ 7 mars 2012 (lire en ligne)
- Jonathan Perrin, « Expo : Rousseau heureux à Chenonceau », Histoire pour tous,‎ 7 juin 2012 (lire en ligne)
- Ivan Roullet, « Élisabeth Badinter à Chenonceau pour une rose », La Nouvelle République du Centre-Ouest,‎ 15 juin 2012 (lire en ligne)
- La Nouvelle République du Centre-Ouest, « Patrick de Carolis à Chenonceau », La Nouvelle République du Centre-Ouest,‎ 13 avril 2013 (lire en ligne)
- Pascal Landré, « Quand Patrick de Carolis se promène en Touraine », La Nouvelle République du Centre-Ouest,‎ 12 juin 2013 (lire en ligne)
- La Nouvelle République du Centre-Ouest, « L'accueil au château du touraine-chenonceaux », La Nouvelle République du Centre-Ouest, Tours,‎ 6 juillet 2014 (lire en ligne)
- La Nouvelle République du Centre-Ouest, « Dégustation sous les étoiles à Chenonceau », La Nouvelle République du Centre-Ouest, Tours,‎ 15 juillet 2014 (lire en ligne)
- Pascal Landré, « 1914 : et Chenonceau devint un hôpital militaire », La Nouvelle République du Centre-Ouest, Tours,‎ 19 juillet 2014 (lire en ligne)
- Ch. L., « Château de Chenonceau : la guerre 14-18 revisitée », France 3 Centre,‎ 22 juillet 2014 (lire en ligne)
- Frédéric Lewino et Anne-Sophie Jahn, « Visites interdites : le château de Chenonceau comme vous ne le verrez jamais », Le Point, Paris,‎ 25 février 2015 (lire en ligne)
- Frédéric Lewino et Anne-Sophie Jahn, « Visite interdite. Le château de Chenonceau, épisode 1 : le Bal des seins nus de 1577 », Le Point, Paris,‎ 31 janvier 2015 (lire en ligne)
- Frédéric Lewino et Anne-Sophie Jahn, « Visite interdite. Le château de Chenonceau, épisode 2 : le bain de Diane de Poitiers », Le Point, Paris,‎ 7 février 2015 (lire en ligne)
- Frédéric Lewino et Anne-Sophie Jahn, « Visite interdite. Le château de Chenonceau, épisode 3 : la tribune royale de la chapelle », Le Point, Paris,‎ 14 février 2015 (lire en ligne)
- Frédéric Lewino et Anne-Sophie Jahn, « Visite interdite. Le château de Chenonceau, épisode 4 : le couvent secret dans les combles », Le Point, Paris,‎ 21 février 2015 (lire en ligne)
- Y. V. (photogr. Guillaume Souvant), « Les châteaux de la Loire victimes des crues », Paris Match, Paris,‎ 6 juin 2016 (lire en ligne)

#### Visites virtuelles
Deux sites pédagogiques, en partenariat avec le château de Chenonceau, proposent des visites virtuelles haute définition à 360 degrés en ligne, du monument historique. Les vues panoramiques et interactives tant à l'extérieur qu'à l'intérieur du château avec un résumé historique pour l'un des sites, permet l'accès virtuel au plus grand nombre et d'explorer dans les moindres détails cet édifice patrimonial.
- Visite virtuelle interactive du château de Chenonceau :
  - « Voyage à Chenonceau », sur Timographie 360°
  - « Château de Chenonceau », sur Arts and culture

#### Documentaires
- Documentaire RMC Découverte, Les secrets du château de Chenonceau : film réalisé par Grégory Balga et Thierry Fessard. Écriture, Ida Borie et Marianne Cramer. Narration, Patrick Kuban. Producteurs, Raphaëlle Girotto et Thibaut Marin. Coproduction, RMC production et RMC films. Principaux intervenants : Jean-François Solnon (historien, spécialiste des Médicis), Julien Noblet (historien de l'art et archéologue), Diane Brochier (historienne de l'art, spécialiste des jardins de la Renaissance), Gilles de Laâge (responsable des travaux de restauration du château de Chenonceau), Jean Vassort (historien, spécialiste des châteaux de la Loire). Année de sortie : 2020. Durée : 52 minutes.
- Collection, Les plus beaux châteaux de France : Chenonceau. Film réalisé par Jacques Vichet et Blue Bird productions à Paris. Format : DVD, produit par LCJ Éditions. Date de sortie : 15 novembre 2013. Durée : 52 minutes.
Commentaires d'Olivier Farines et voix de Michel Roy. Principaux intervenants : Élisabeth Reynaud (écrivain), Arnaud de Saint-Jouan (responsable des bâtiments de France), Marc Philippe (restaurateur), Pascal Genisson (chef d'hôte au château de Chenonceau). Chapitre détaillé : Découverte d'une salle d'art religieux.
- « Visite interdite au château de Chenonceau, épisode 1 : le Bal des seins nus », sur Dailymotion, 26 janvier 2015.
- « Visite interdite au château de Chenonceau, épisode 2 : le bain de Diane de Poitiers », sur Dailymotion, 30 janvier 2015.
- « Visite interdite au château de Chenonceau, épisode 3 : la tribune royale de la Chapelle », sur Dailymotion, 3 février 2015.
- « Visite interdite au château de Chenonceau, épisode 4 : le couvent secret installé dans les combles », sur Dailymotion, 11 février 2015.

#### Crédit photographique
- Réunion des Musées Nationaux : « Album photographique du château de Chenonceau »
- La médiathèque de l'architecture du patrimoine : « Le château de Chenonceau sur le site de la plateforme du ministère de la Culture »
- Archives départementales d'Indre-et-Loire : collection de cartes postales, de photographies et d'estampes du château de Chenonceau sur le portail documentaire et culturel Flora.
  - « Base Collections de Touraine », sur Archives Départementales d'Indre-et-Loire
- Patrimoine documentaire, base Collections sur mesure : « Le château de Chenonceau », sur Ministère de la Culture

#### Sources primaires
- Département de Paris :
  - Bibliothèque nationale de France - quai François Mauriac 75706 Paris cedex 13 :
    - « Château de Chenonceau », sur la bibliothèque numérique Gallica

  - Archives nationales - no 59 rue Guynemer 93383 Pierrefitte-sur-Seine cedex
  - Minutier central des notaires de Paris - no 60 rue des Francs-Bourgeois 75141 Paris cedex 03
  - Archives de Paris - Archives de l'État civil - no 18 boulevard Sérurier 75019 Paris
- Département d'Indre-et-Loire :
  - Château de Chenonceau - Archives du château de Chenonceau - 37150 Chenonceaux
  - Mairie de Chenonceaux - Archives municipales - no 1 place de la Mairie 37150 Chenonceaux
  - Archives départementales d'Indre-et-Loire - Archives de l'État civil - no 6 rue des Ursulines 37000 Tours
  - Société archéologique de Touraine - no 13 Jardin François 1er 37000 Tours

#### Notices et ressources
- Site officiel
- Ressources relatives à l'architecture :   - Mérimée
  - PSS
  - Structurae
- Ressources relatives aux beaux-arts :   - Google Arts & Culture
  - Grove Art Online
- Ressource relative à la musique :   - MusicBrainz
- Notices dans des dictionnaires ou encyclopédies généralistes :   - Britannica
  - Gran Enciclopèdia Catalana
  - Store norske leksikon
- Notices d'autorité :   - VIAF
  - IdRef
  - GND